# 4. März
Der 4. März ist der 63. Tag des gregorianischen Kalenders (der 64. in Schaltjahren), somit bleiben 302 Tage bis zum Jahresende.

## Ereignisse
Der 4. März war von 1793 bis 1933 der Tag, an dem der regulär gewählte US-Präsident seinen Amtseid ablegte und damit das Amt übernahm. Seit 1937 geschieht dies am 20. Januar.

### Politik und Weltgeschehen

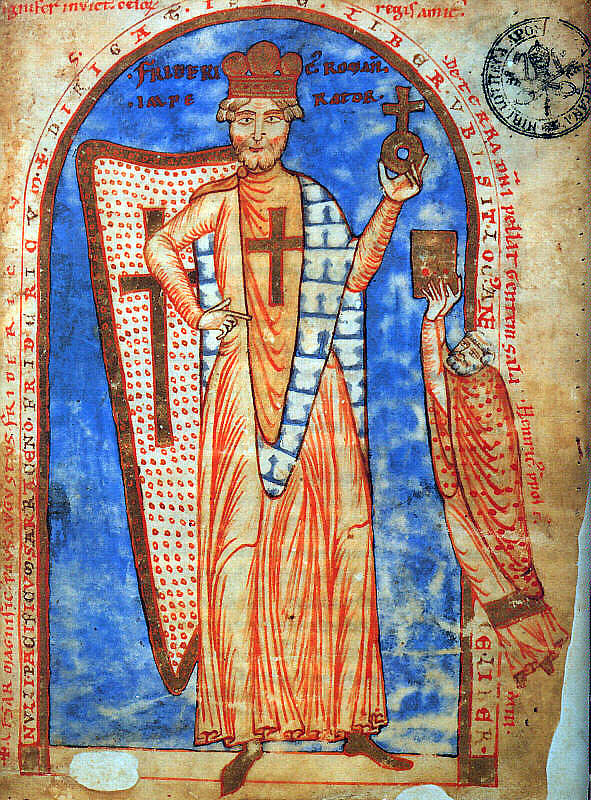
1152: Friedrich I. Barbarossa

- 1152: Nach dem Tod Konrads III. wird sein Neffe Friedrich III., seit 1147 Herzog von Schwaben, als zweiter Staufer in Frankfurt am Main zum römisch-deutschen König gewählt.

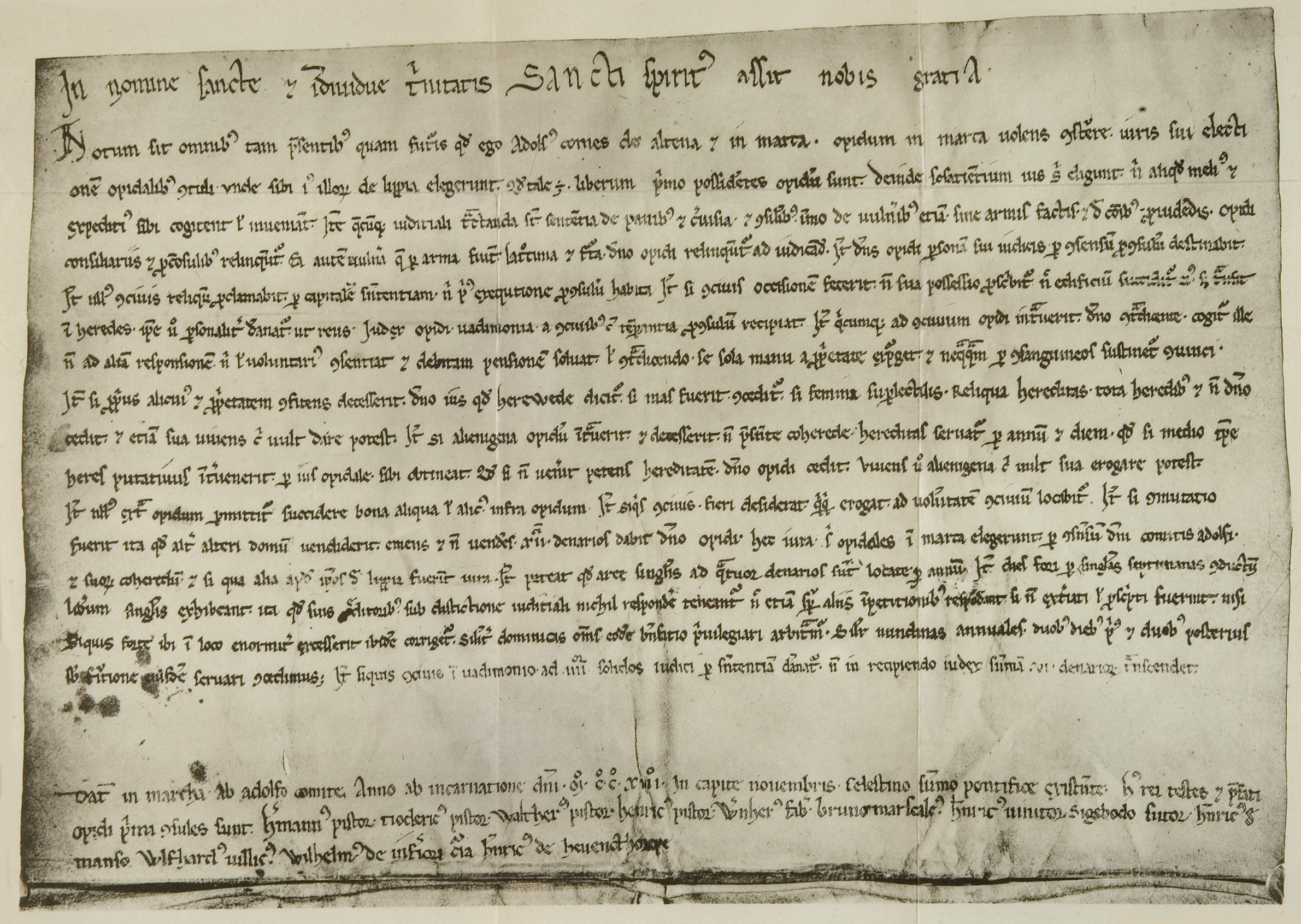
1226: Gründungsprivileg und Stadtrechte von Hamm

- 1226: Die Stadt Hamm wird als neuer Siedlungsplatz der Bewohner der im Vorjahr als Sühnemaßnahme für die Ermordung des Kölner Erzbischofs Engelbert I. geschleiften Stadt Nienbrügge von Graf Adolf I. von der Mark gegründet.
- 1238: Der Großfürst von Wladimir-Susdal, Juri II., wird mit seinen Truppen am Fluss Sit in der heutigen Oblast Jaroslawl von den Reiterscharen des Batu Khan besiegt und auf der Flucht getötet. Russland gerät jahrzehntelang unter den Einfluss der Mongolen.
- 1376: König Karl V. von Frankreich und Graf Amadeus VI. von Savoyen schließen einen Vertrag zur gegenseitigen Auslieferung von Straftätern.

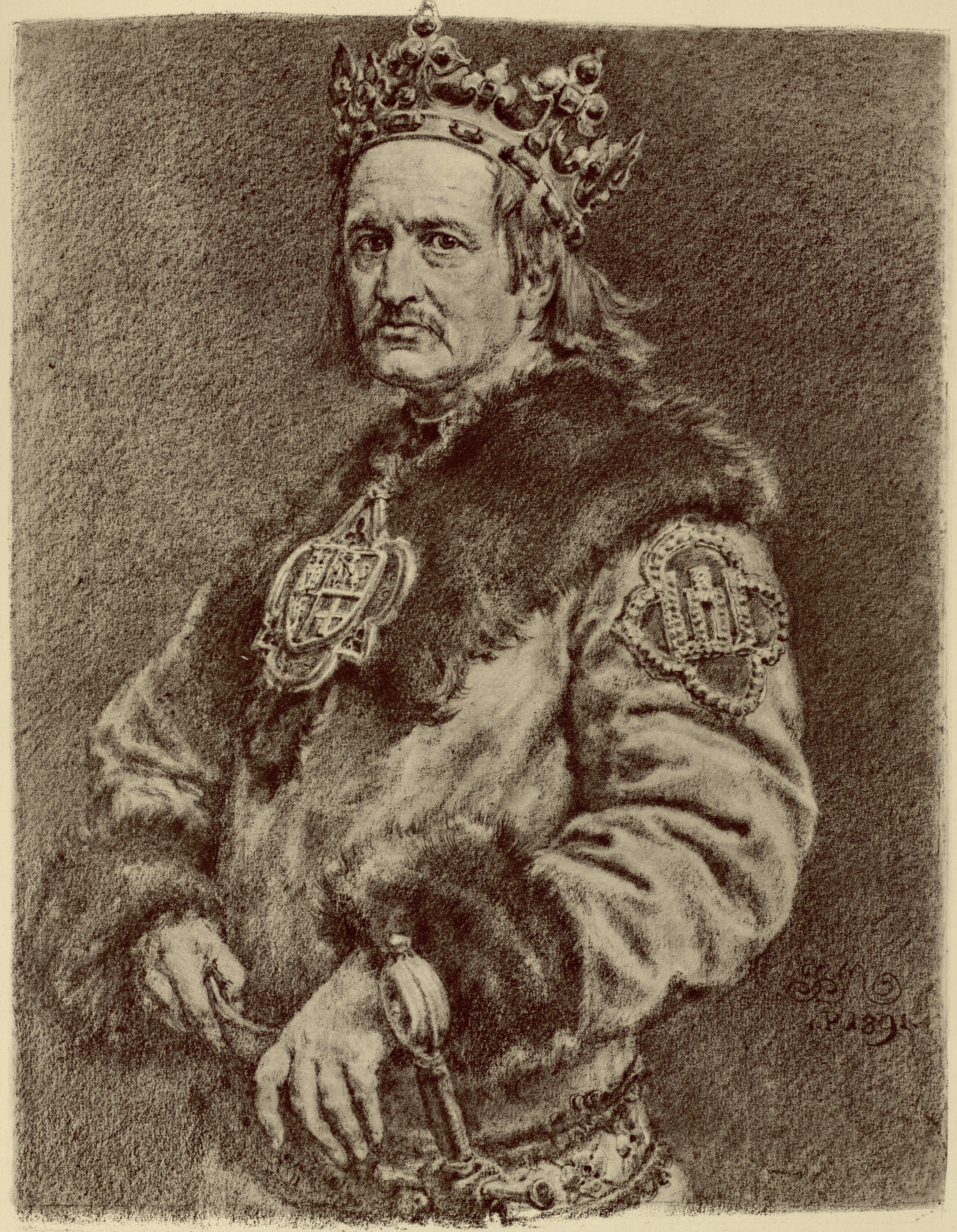
1386: Großfürst Jogaila

- 1386: Der litauische Großfürst Jogaila wird in Krakau zum polnischen König gekrönt. Damit beginnt eine fast 200 Jahre währende Personalunion von Polen und Litauen unter der Herrschaft der Jagiellonen.
- 1493: Nach seiner ersten Entdeckungsfahrt erreicht Christoph Kolumbus mit der Karavelle Niña den Hafen von Lissabon, von wo aus er nach Palos de la Frontera in Spanien weiterfährt.
- 1663: Die Prinz-Edward-Inseln werden vom holländischen Seefahrer Barend Barendszoon Lam entdeckt.
- 1665: Der englische König Karl II. erklärt der Republik der Sieben Vereinigten Provinzen den Krieg, der als Zweiter Englisch-Niederländischer Seekrieg in die Annalen eingeht.
- 1681: Als Entschädigung für eine Geldforderung an die Krone überträgt König Karl II. von England urkundlich alles Land zwischen Maryland und dem Delaware River an William Penn. Dieser beginnt daraufhin das „heilige Experiment“ eines Quäker-Staates in Sylvania und gründet noch im selben Jahr die Hauptstadt Philadelphia.

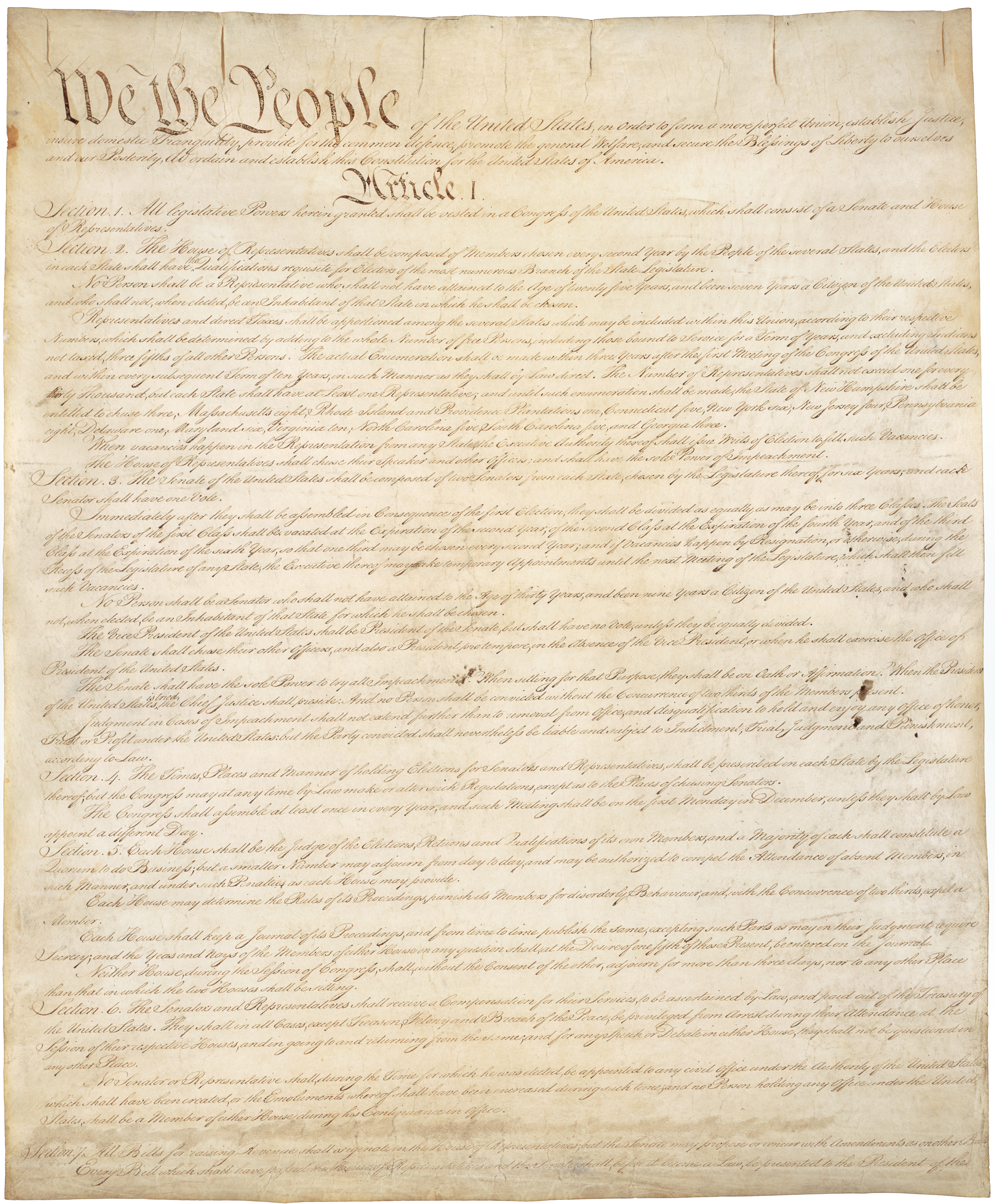
1789: Erste Seite der US-Verfassung

- 1789: Nach der Annahme der Verfassung der Vereinigten Staaten im 9. Bundesstaat New Hampshire nimmt die verfassungsmäßige Regierung der Vereinigten Staaten ihre Arbeit auf.
- 1790: Im Frankreich der Revolutionszeit wird die Einteilung in 83 Départements gültig. Diese politischen Einheiten, deren Grenzen nicht weiter als einen Tagesritt von ihrer jeweiligen Hauptstadt entfernt sein dürfen, lösen die historischen Provinzen Frankreichs ab.
- 1791: Die unabhängige Republik Vermont wird 14. Bundesstaat der Vereinigten Staaten von Amerika.
- 1837: Der erst 1833 offiziell gegründete Ort Chicago, heute die drittgrößte Metropole der USA, wird zur Stadt erhoben.
- 1845: Bei der Amtseinführung des US-Präsidenten James K. Polk wird zum ersten Mal Hail to the Chief als Präsidialsalut gespielt.
- 1849: Der österreichische Kaiser Franz Joseph I. erlässt zur Beendigung der Revolution die von Felix zu Schwarzenberg erarbeitete Oktroyierte Märzverfassung. Der föderale und liberale Verfassungsentwurf des Kremsierer Reichstages wird damit zu Makulatur.
- 1857: Zwischen Großbritannien und Persien kommt ein Friedensschluss in Paris zustande, der einen nach dem Einmarsch persischer Truppen in Herat seit 1. November 1856 ausgebrochenen Krieg beider Staaten beilegt.

1861: Stars and Bars

- 1861: Der Kongress der Konföderierten Staaten von Amerika nimmt nach mehreren abgelehnten Versionen mit den Stars and Bars ihre erste Nationalflagge an, die mit unterschiedlicher Anzahl an Sternen bis zum 1. Mai 1863 gültig ist.
- 1863: In den Vereinigten Staaten wird das Idaho-Territorium aus Teilen des Oregon-, des Washington- und des Dakota-Territoriums geschaffen. Es umfasst einen Großteil der heutigen Staaten Idaho, Montana und Wyoming.

1865: Nationalflagge der CSA

- 1865: Auf Grund ihrer häufigen Verwechslung mit der weißen Kapitulationsflagge im Sezessionskrieg wird dem seit 1863 als Flagge der Konföderierten Staaten von Amerika gültigen Stainless Banner ein roter Querbalken hinzugefügt und so entsteht die Third National Flag.
- 1867: Graf  Otto von Bismarck legt dem Reichstag des Norddeutschen Bundes den Entwurf der Bundesverfassung zur Beratung vor.

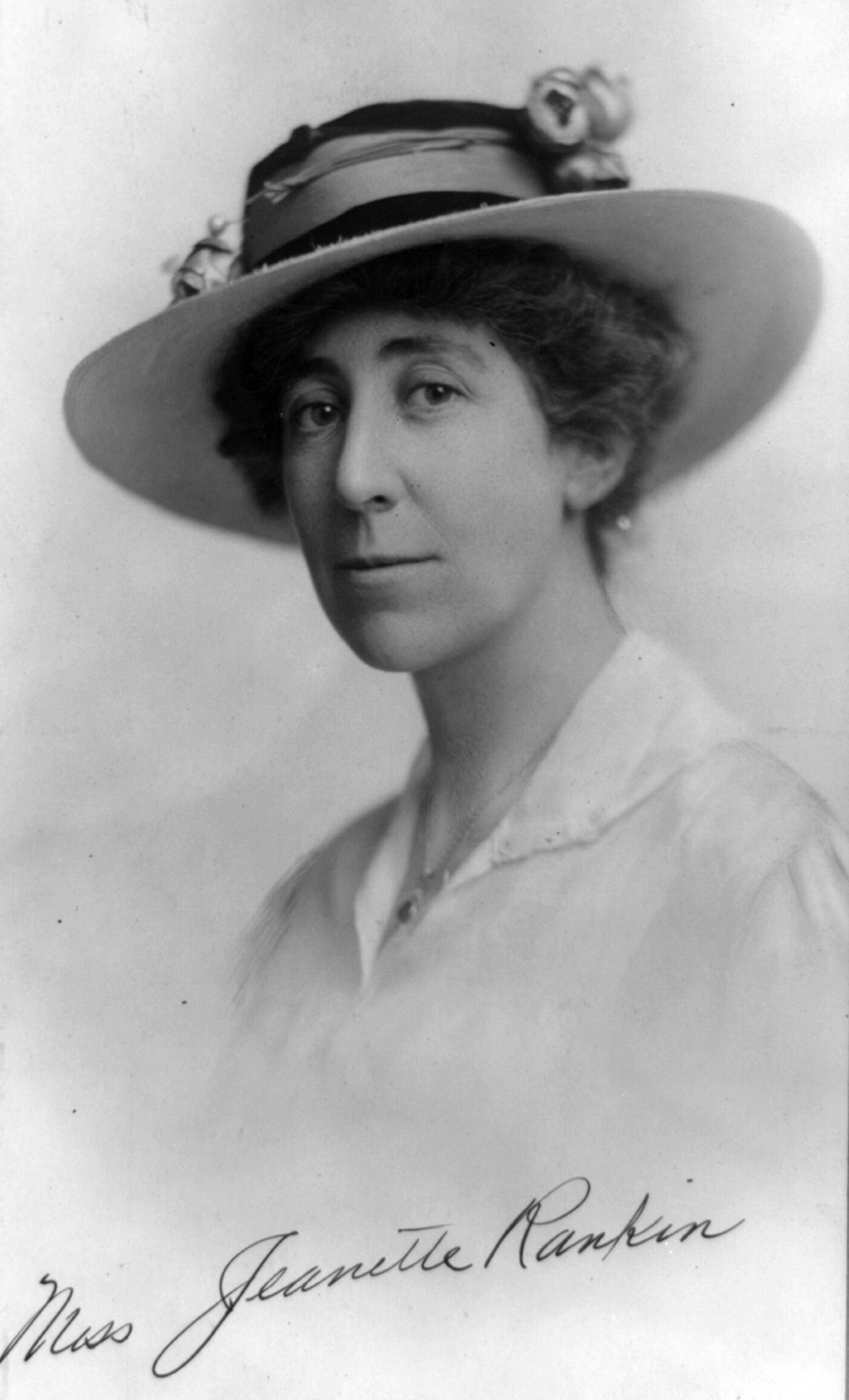
1917: Jeannette Rankin

- 1917: Die Republikanerin Jeannette Rankin tritt als erste Frau ihr Amt als Mitglied des US-Repräsentantenhauses an, in das sie vom Staat Montana gewählt worden ist.
- 1919: Auf Antrag der Kommunistischen Partei Russlands (B) wird auf der Gründungsversammlung in Moskau die Kommunistische Internationale (Komintern) gegründet, der Zusammenschluss aller kommunistischen Parteien.

1918: Beanspruchtes Gebiet der Republik Deutschösterreich

- 1919: Anlässlich der in Deutschösterreich stattfindenden Wahl der Konstituierenden Nationalversammlung vom 16. Februar demonstrieren im tschechoslowakischen Sudetenland Sudetendeutsche für das Selbstbestimmungsrecht der Völker und die Zugehörigkeit zu Österreich. Militäreinheiten lösen die Kundgebungen gewaltsam auf, über 50 Personen werden erschossen.

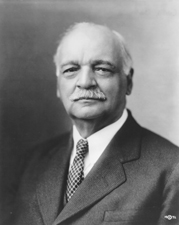
1929: Charles Curtis

- 1929: Herbert Hoover tritt sein Amt als US-Präsident an. Gleichzeitig mit ihm wird der erste indianischstämmige Vizepräsident Charles Curtis vereidigt.
- 1933: In Österreich kommt es aufgrund einer verfahrenstechnischen Unachtsamkeit zur Beschlussunfähigkeit des Nationalrats, die der christlichsoziale Bundeskanzler Engelbert Dollfuß für einen Staatsstreich nutzt, indem er diese als „Selbstausschaltung des Parlaments“ bezeichnet. Die Zeit des Austrofaschismus beginnt.
- 1933: Mit dem Amtsantritt von US-Präsident Franklin D. Roosevelt beginnt in den Vereinigten Staaten der New Deal zur Überwindung der Great Depression.

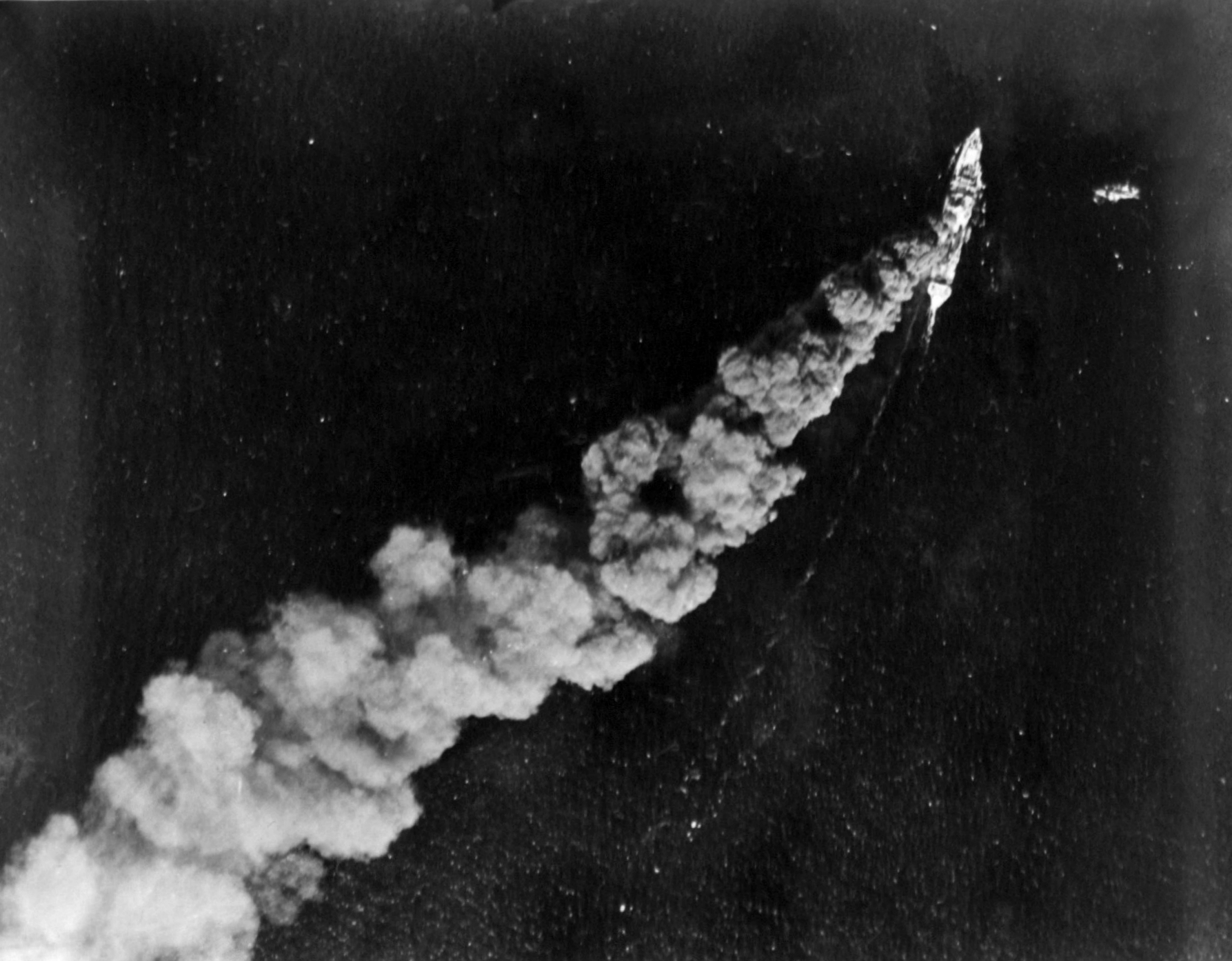
1943: Brennendes japanisches Schiff während des Angriffs

- 1943: Die Schlacht in der Bismarcksee im Pazifikkrieg, die am 2. März begonnen hat, endet mit der kompletten Vernichtung eines japanischen Konvois durch die alliierten Luftstreitkräfte.
- 1960: Im Hafen von Havanna ereignen sich auf dem Frachtschiff La Coubre, das Kuba belgische Waffen anliefert, zwei Detonationen. 101 Menschen sterben, etwa 200 Verletzte sind zu versorgen. Möglicherweise hat der US-Geheimdienst CIA mit den Explosionen zu tun.
- 1964: Der UNO-Sicherheitsrat beschließt im Zypernkonflikt die Entsendung von Friedenstruppen (UNFICYP) nach Zypern.
- 1966: Der Musiker John Lennon gibt dem Londoner Evening Standard ein Interview, in dem er unter anderem in Bezug auf die Beatles behauptet: „We’re more popular than Jesus now“. Die Äußerung führt in den USA zu heftigen Reaktionen. Radiostationen boykottieren Beatles-Lieder.
- 1975: Die später in der Roten Armee Fraktion aufgegangene Bewegung 2. Juni lässt Peter Lorenz frei.

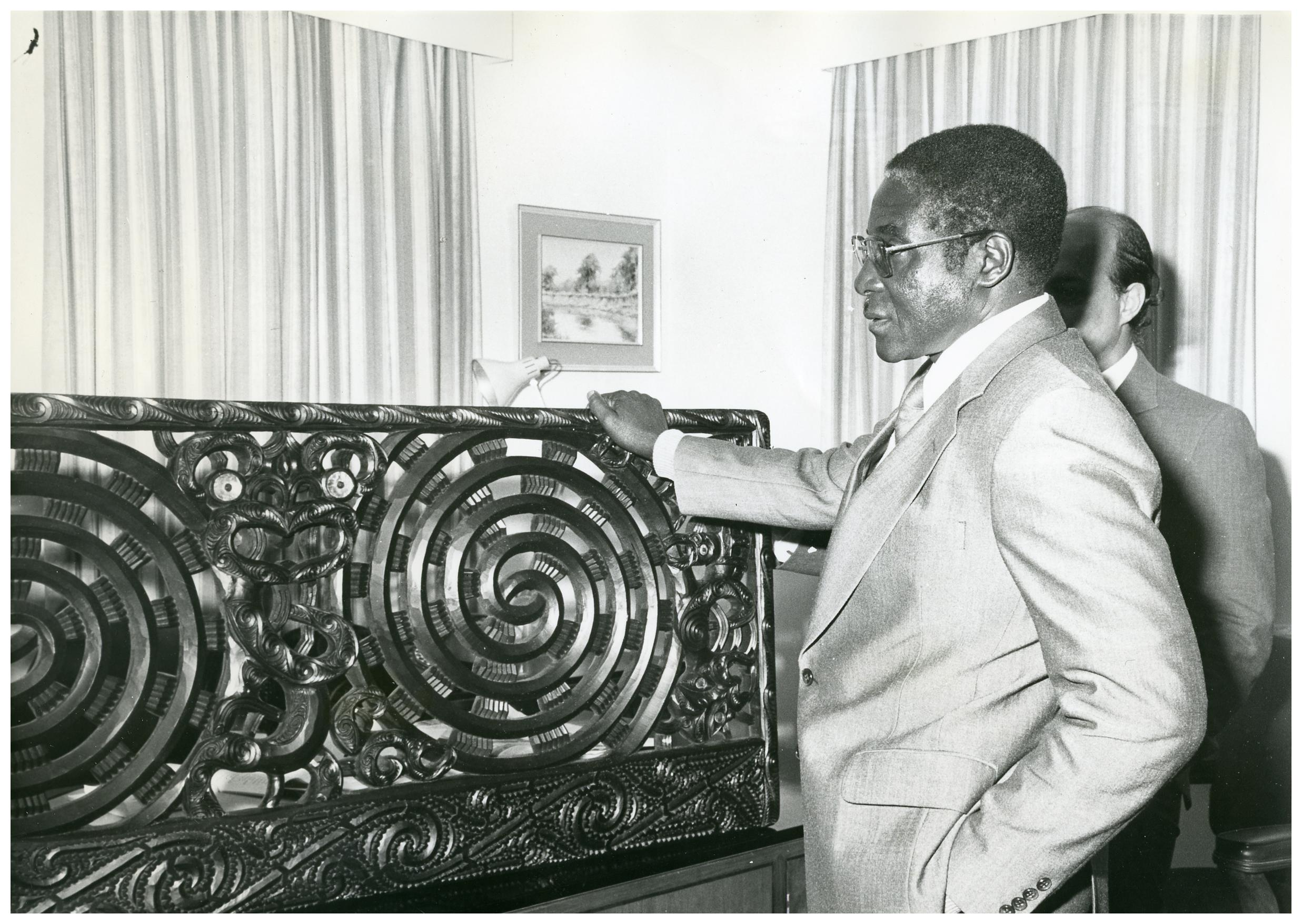
1980: Robert Mugabe

- 1980: Bei den Parlamentswahlen in der britischen Kolonie Südrhodesien feiert Robert Mugabe mit seiner Zimbabwe African National Union (ZANU) einen überraschenden Sieg über die Zimbabwe African People’s Union (ZAPU) unter Joshua Nkomo und wird damit erster Premierminister der am 18. April 1980 ausgerufenen Republik Simbabwe.
- 1981: Die armenische Terrororganisation Armenian Secret Army for the Liberation of Armenia – Asala ermordet zwei Angestellte der türkischen Botschaft in Paris.
- 1987: Der US-Bürger Jonathan Pollard wird in den USA wegen Spionage für den israelischen Geheimdienst Lakam zu lebenslanger Haft verurteilt.
- 2001: In einer Volksabstimmung der Schweiz stimmen 76,8 % der Wahlbeteiligten gegen die Verfassungsinitiative „Ja zu Europa“ und damit gegen einen EU-Beitritt der Schweiz. Die Wahlbeteiligung liegt bei 55,8 %.

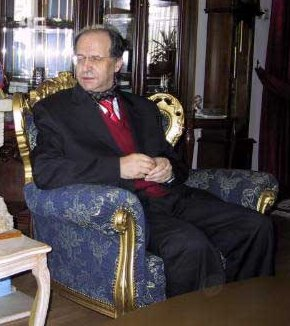
2002: Ibrahim Rugova

- 2002: Ibrahim Rugova wird zum Präsidenten des Kosovo gewählt.
- 2005: Die im Irak entführte Journalistin Giuliana Sgrena wird von ihren Entführern freigelassen. Auf dem Weg zum Flughafen wird ihr Wagen von US-amerikanischen Truppen beschossen, wobei der Sicherheitsbeamte Nicola Calipari ums Leben kommt. Der Vorfall führt zu massiven diplomatischen Verstimmungen zwischen Italien und den USA.
- 2007: Bei den Parlamentswahlen in Estland ist erstmals in einem EU-Staat die Online-Wahl über das Internet möglich. Stärkste Partei wird die Estnische Reformpartei unter Premierminister Andrus Ansip vor der Zentrumspartei.

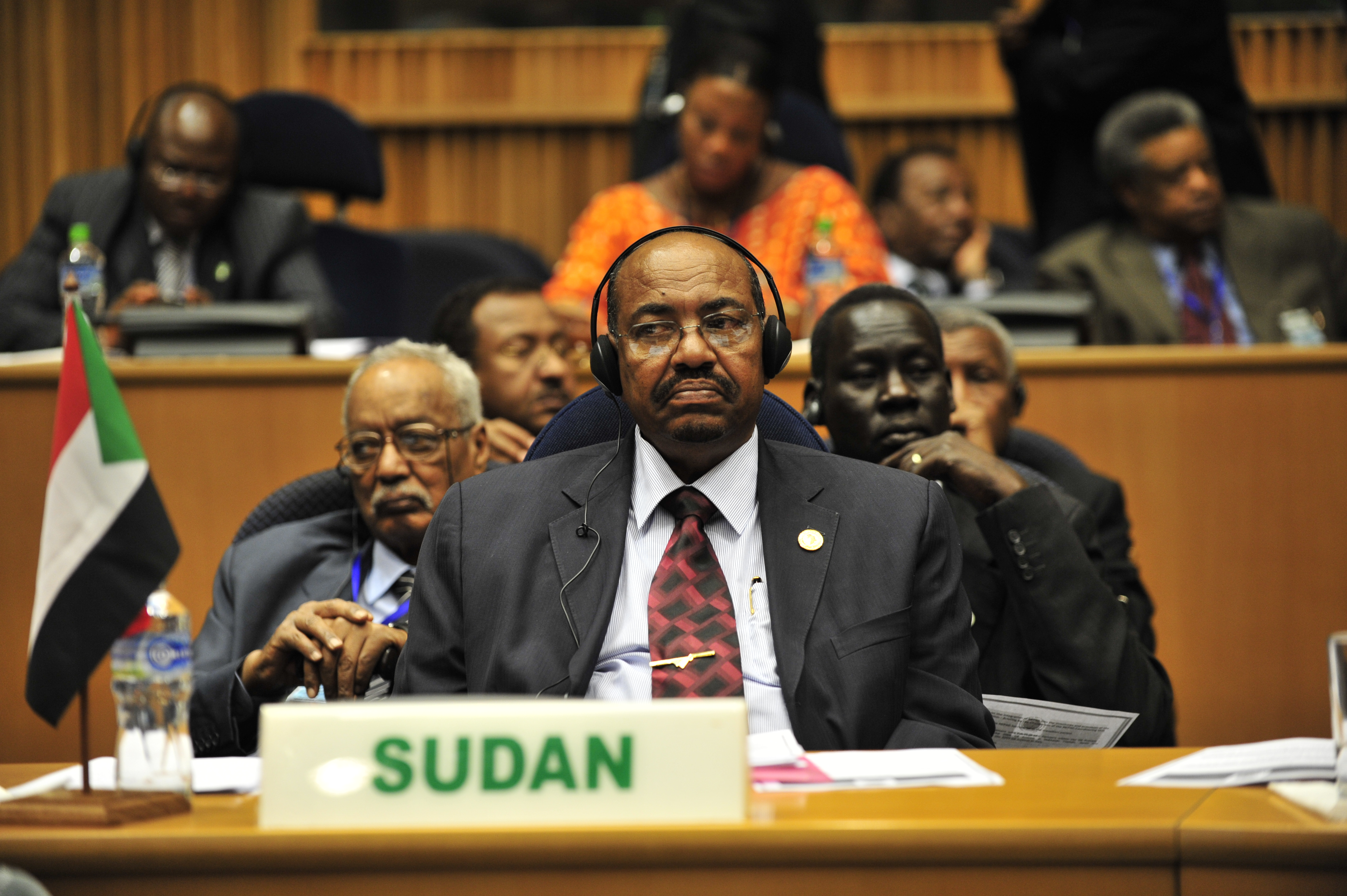
2009: Umar al-Baschir

- 2009: Der Internationale Strafgerichtshof in Den Haag erlässt auf Grund des Antrags von Chefankläger Luis Moreno Ocampo einen Haftbefehl gegen den Staatspräsidenten des Sudan, Umar al-Baschir wegen Verbrechen gegen die Menschlichkeit und Kriegsverbrechen im Darfur-Konflikt. Das ist der erste Haftbefehl gegen ein regierendes Staatsoberhaupt.
- 2012: Der bisherige Ministerpräsident Wladimir Putin gewinnt die russischen Präsidentschaftswahlen.
- 2018: Auf den russischen ehemaligen Doppelagenten Sergei Skripal und seine Tochter wird im britischen Salisbury ein Anschlag mit dem Nervengift Nowitschok verübt. Aufgrund der vermuteten russischen Beteiligung weitet sich der Vorfall zu einer internationalen diplomatischen Krise aus.

### Wirtschaft

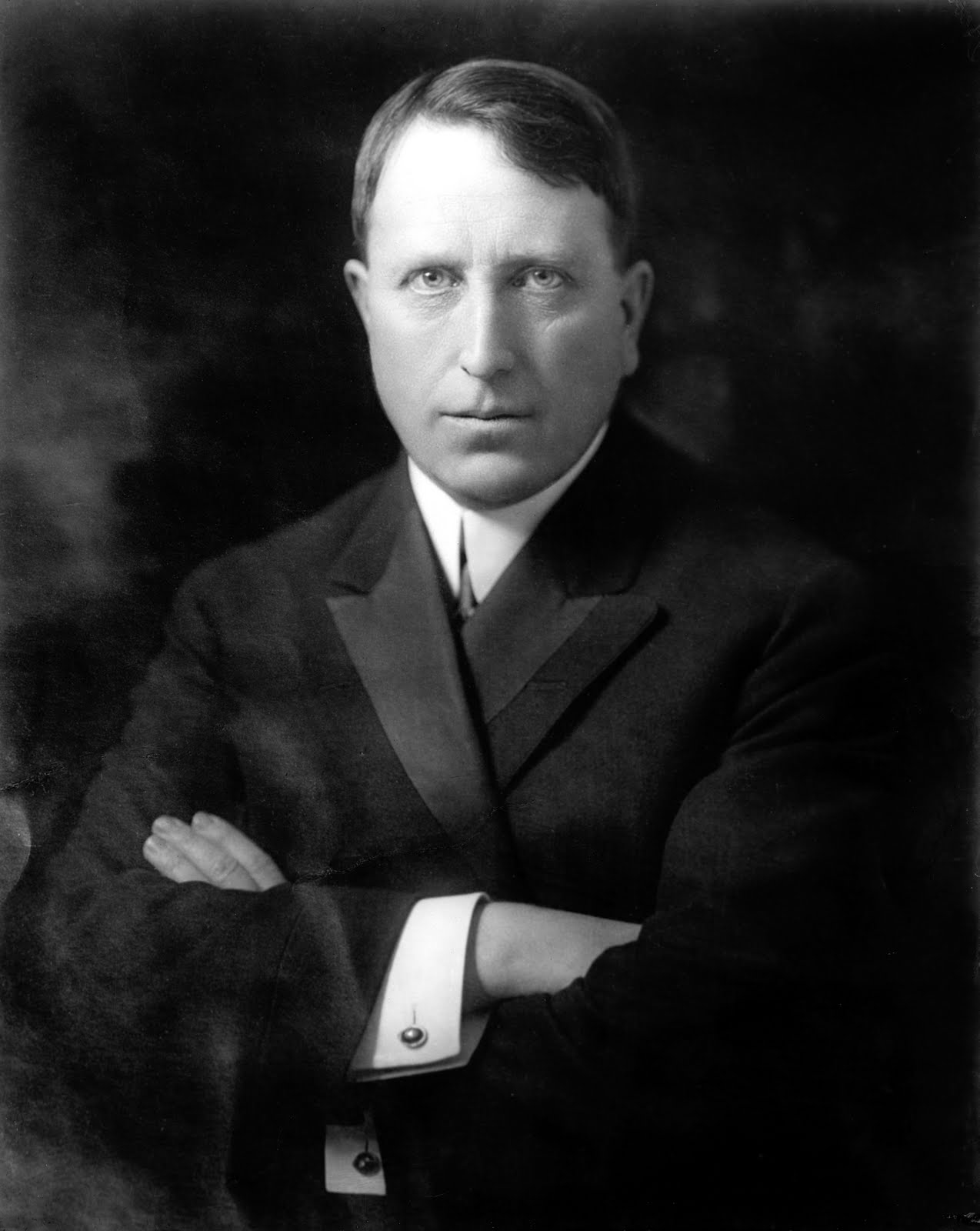
1887: William Randolph Hearst

- 1887: Als George Hearst sein Amt als Senator antritt, übergibt er seinem Sohn William Randolph Hearst das Management seiner Zeitung San Francisco Examiner. Damit beginnt der allmähliche Aufbau des Zeitungsimperiums der Hearst Corporation.
- 1895: In Leipzig beginnt die erste Mustermesse (MM) der Welt. Sie löst traditionelle Warenmessen durch zukünftige Musterschauen ab und macht Leipzig zum Welthandelsplatz.
- 1902: In Cleveland, Ohio, wird der Verkehrsclub American Automobile Association gegründet.

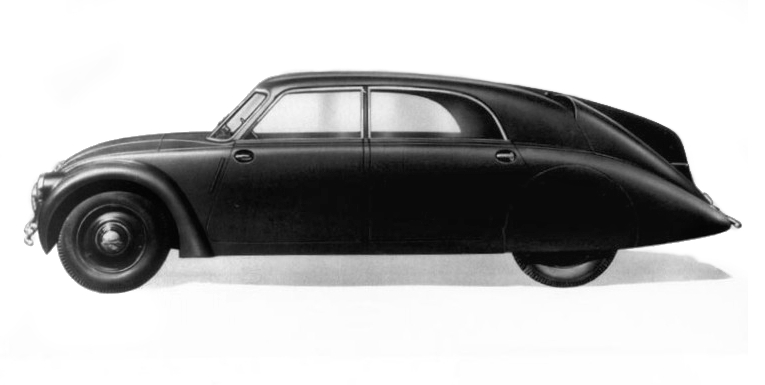
1934: Tatra 77

- 1934: Mit dem Tatra 77 wird auf dem Prager Automobilsalon vom tschechoslowakischen Automobilhersteller Tatra das weltweit erste serienmäßig hergestellte stromlinienförmige Auto präsentiert.
- 1938: Die US-Gesellschaft Standard Oil of California findet nach mehrmonatigen erfolglosen Probebohrungen in Saudi-Arabien im Bohrloch Damman Nummer 7 Erdöl. Die Stadt Dammam am Persischen Golf wird in der Folge ein wichtiges Förderzentrum für das „Schwarze Gold“.
- 1985: Zwischen den Orten Legden, Heek und Ahaus im Münsterland nimmt der erste deutsche Bürgerbus seinen Betrieb auf.

### Wissenschaft und Technik
- 1275: Chinesische Astronomen berichten über eine totale Sonnenfinsternis.
- 1391: Die Universität Ferrara wird aufgrund eines von Papst Bonifatius IX. erteilten Privilegs eröffnet.

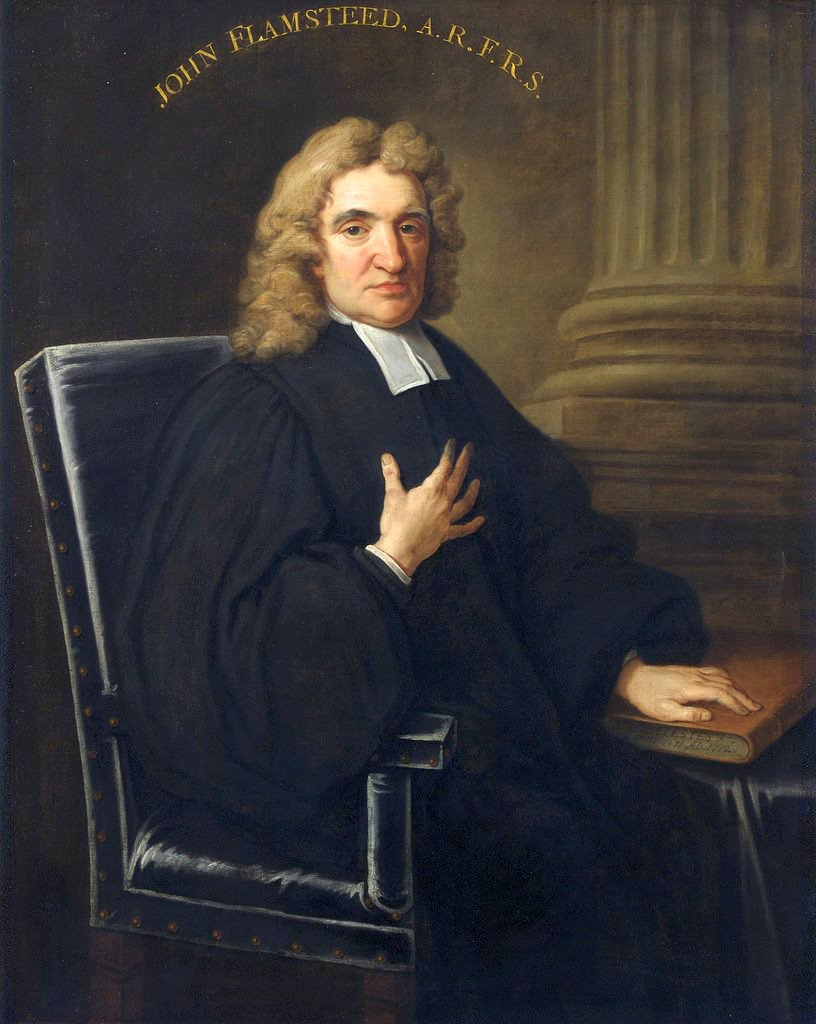
1675: John Flamsteed

- 1675: Der englische König Karl II. ernennt John Flamsteed zu The King’s Astronomical Observator. Die Gründung des Royal Greenwich Observatory im gleichen Jahr geht auf den ersten königlichen Astronomen zurück.

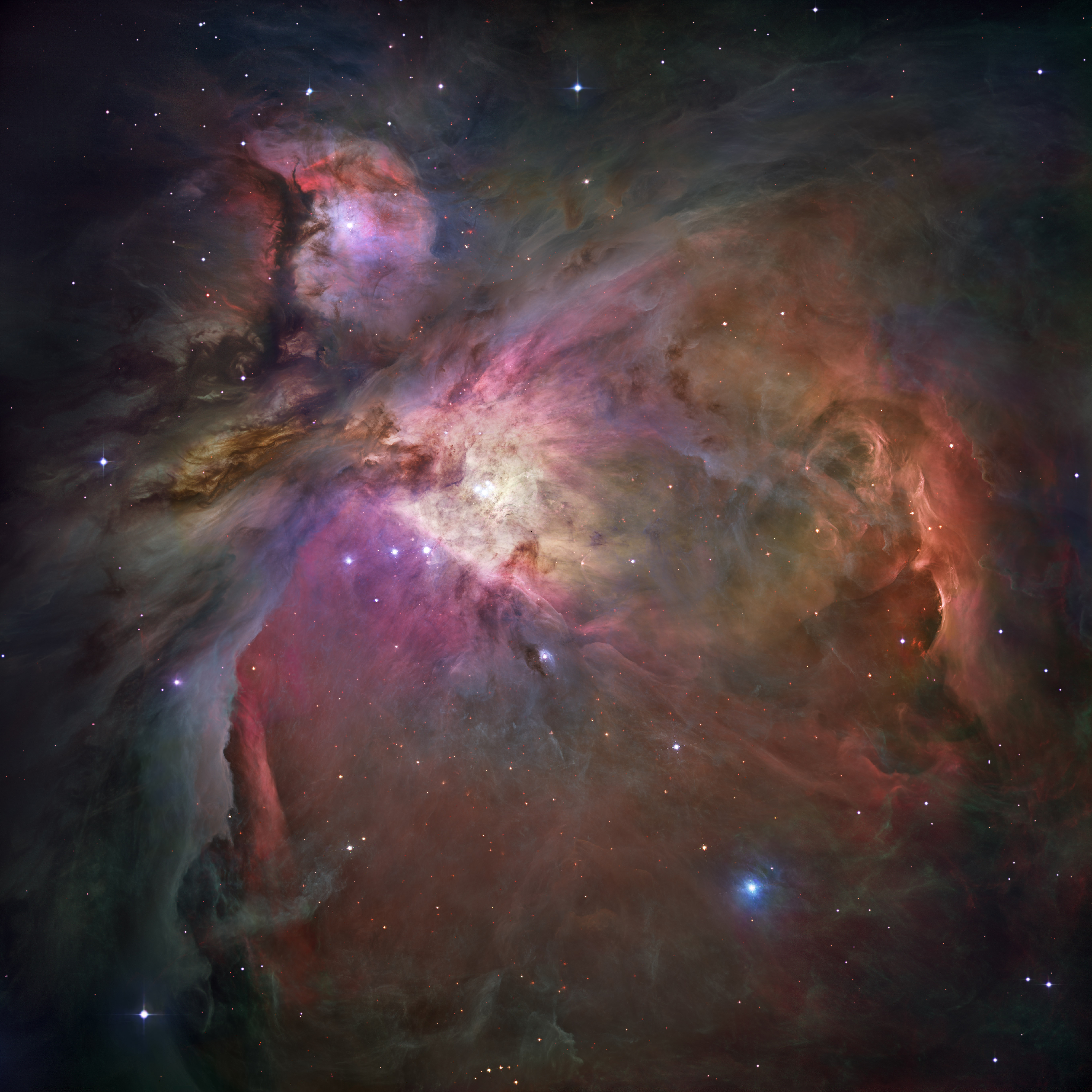
1769: Orionnebel

- 1769: Der Orionnebel wird erstmals vom französischen Astronomen Charles Messier beobachtet, der ihn später in seinen Messier-Katalog aufnimmt.
- 1781: Pierre Méchain sieht als Erster bei Himmelsbeobachtungen im Sternbild Haar der Berenike die später als Messier 85 bezeichnete Galaxie.
- 1877: Emil Berliner erfindet ein besseres Mikrofon für das Telefon der Bell Company.
- 1890: In Schottland wird die Forth Bridge über den Firth of Forth eröffnet. Sie verbindet Edinburgh mit der Halbinsel Fife und ist die wichtigste Verbindung von den schottischen Lowlands in die Highlands.

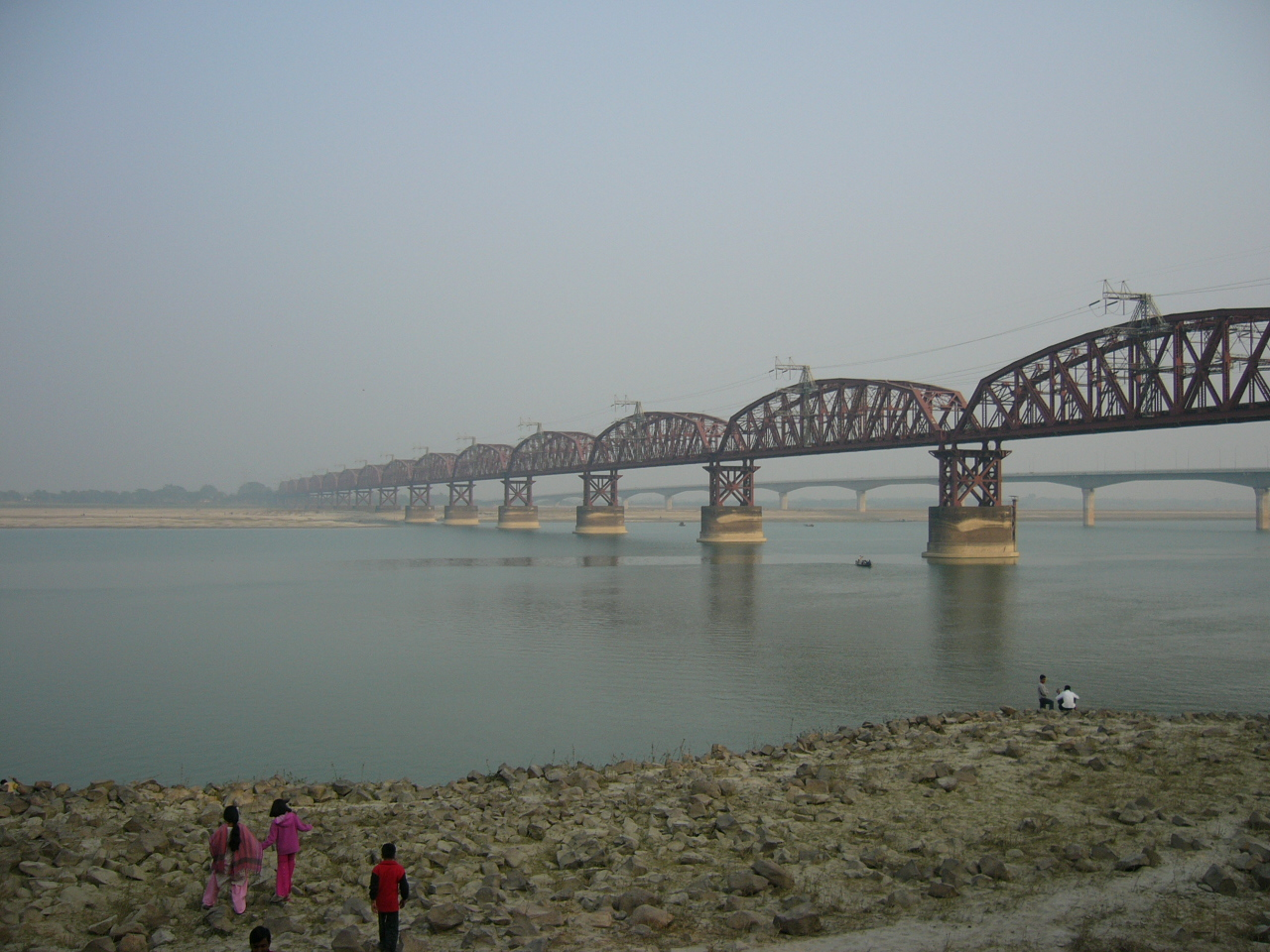
1915: Hardinge Bridge

- 1915: Die Hardinge-Brücke über die Padma, mit 1,6 Kilometern bis heute eine der längsten Eisenbahnbrücken des indischen Subkontinents wird in Anwesenheit des britisch-indischen Vizekönigs Lord Hardinge eröffnet.

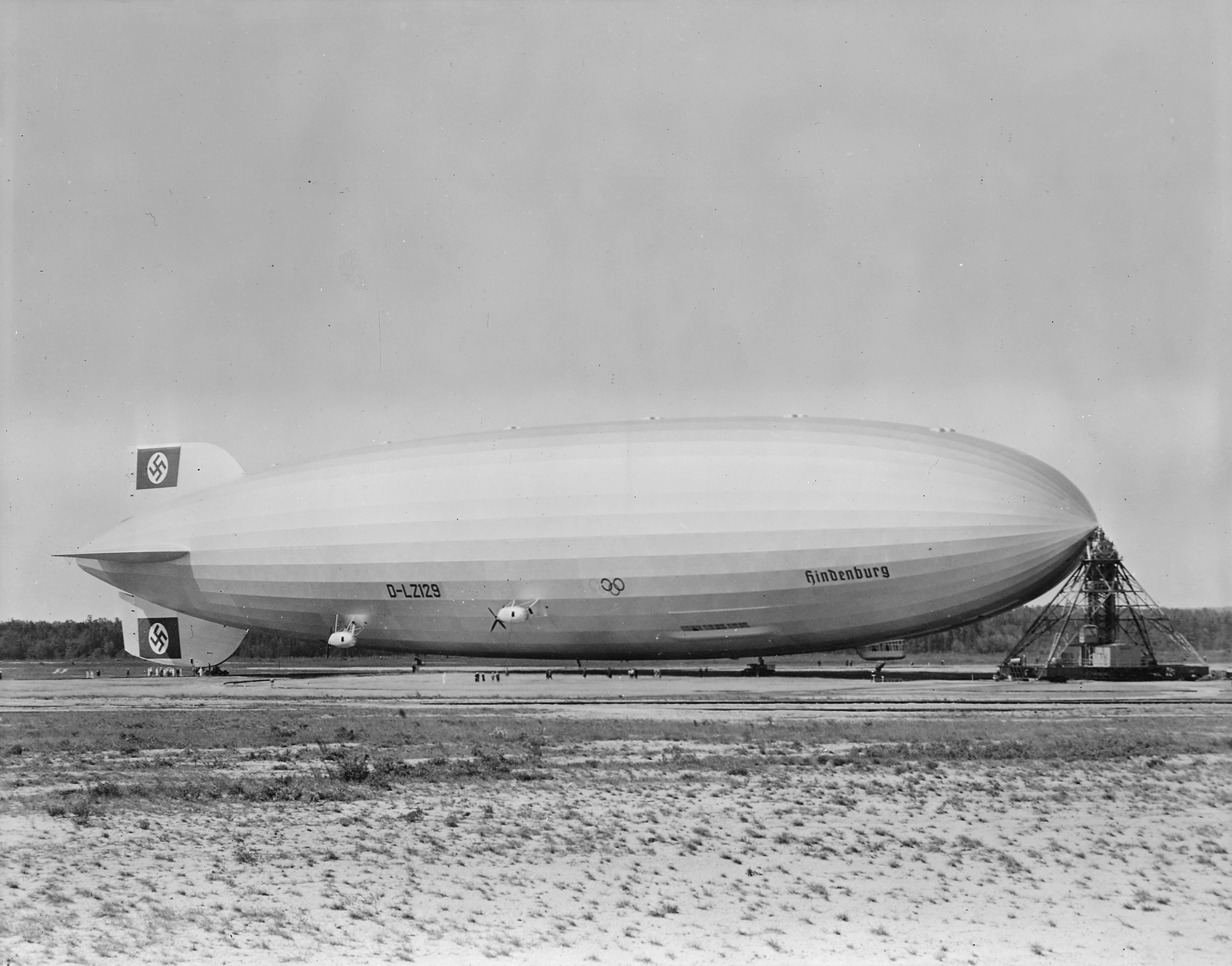
1936: Die Hindenburg

- 1936: In Friedrichshafen startet das Luftschiff Hindenburg zu seinem ersten Probeflug über den Bodensee.
- 1954: Der Starfighter absolviert seinen Erstflug
- 1959: Pioneer 4 passiert den Mond in ca. 60.000 km Entfernung und dringt als erstes US-amerikanisches Raumfahrzeug in den interplanetaren Raum vor, zwei Monate nach dem sowjetischen Lunik 1.

### Kultur
- 1833: An der Opéra-Comique in Paris erfolgt die Uraufführung der komischen Oper Les Souvenirs de Lafleur von Fromental Halévy.

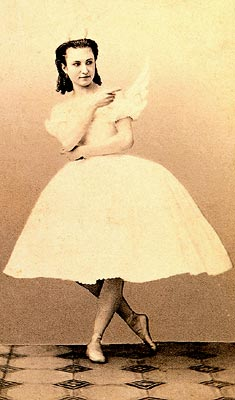
1877: Anna Sobechshanskaya als Odette bei der Uraufführung von Schwanensee

- 1877: Das Ballett Schwanensee von Pjotr Iljitsch Tschaikowski erlebt am Moskauer Bolschoi-Theater seine Uraufführung. Da das Bolschoi-Ballett zu diesem Zeitpunkt noch nicht das Niveau hat, das Stück zu tanzen, werden die schwierigen Teile durch einfachere Musikstücke ersetzt und das Ballett fällt beim Publikum durch.
- 1895: Die Uraufführung der ersten drei Sätze der 2. Sinfonie von Gustav Mahler findet in Berlin statt, die gesamte Sinfonie wird am 13. Dezember ebenfalls in Berlin uraufgeführt, beide Aufführungen mit Mahler als Dirigent. Solistinnen sind Josefine von Artner und Hedwig Felden. Es spielen die Berliner Philharmoniker. Das Werk erlebt einen überwältigenden Erfolg.

1922: Plakat für Nosferatu

- 1922: Im Marmorsaal des Zoologischen Gartens Berlin hat der Stummfilm Nosferatu – Eine Symphonie des Grauens von Friedrich Wilhelm Murnau mit Max Schreck in der Rolle des Vampirs Graf Orlock seine Uraufführung. Der Spielfilm gilt als prägend für das Genre des Horrorfilms.
- 1947: Die Uraufführung der szenischen Fassung der Oper Die Flut von Boris Blacher mit dem Libretto von Heinz von Cramer nach einer Erzählung von Guy de Maupassant findet in Dresden statt.
- 1964: Der Film Le journal d'une femme de chambre (Tagebuch einer Kammerzofe) des spanischen Regisseurs Luis Buñuel nach dem gleichnamigen Roman von Octave Mirbeau mit Jeanne Moreau und Michel Piccoli in den Hauptrollen wird in Paris uraufgeführt.
- 1974: Die Fernsehoper La Cubana oder Ein Leben für die Kunst von Hans Werner Henze wird in New York uraufgeführt.
- 1975: Der britische Filmschauspieler und Regisseur Charlie Chaplin wird durch Königin Elisabeth II. zum Knight Commander des Order of the British Empire ernannt.

### Gesellschaft
- 1824: In Großbritannien wird die National Institution for the Preservation of Life from Shipwreck gegründet, aus der später die Royal National Lifeboat Institution als Seenotrettungsgesellschaft hervorgeht.

### Religion
- 1979: Fünf Monate nach seinem Amtsantritt veröffentlicht Papst Johannes Paul II. seine Antrittsenzyklika Redemptor Hominis über die Erlösung des Menschen.

### Katastrophen
- 1943: Das deutsche U-Boot U 172 versenkt im Nordatlantik den uneskortierten britischen Passagierdampfer City of Pretoria. Keiner der 145 Menschen an Bord überlebt.

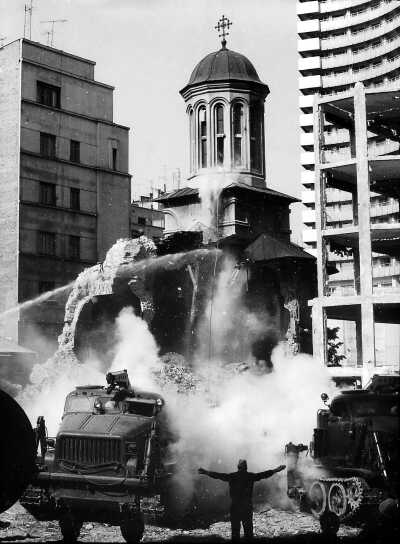
1977: Bukarest nach dem Erdbeben

- 1977: Durch ein Erdbeben, das das Gebiet um die rumänische Hauptstadt Bukarest erschüttert, kommen rund 1.500 Menschen ums Leben. Dabei wird auch ein großer Teil der historischen Bausubstanz der Stadt zerstört.
- 2012: In Brazzaville löst ein Brand in einem Waffenlager mehrere Explosionen aus, 206 Menschen kommen ums Leben.

Kleinere Unglücksfälle sind in den Unterartikeln von Katastrophe und in der Liste von Katastrophen aufgeführt.

### Sport
- 1928: In St. Anton am Arlberg endet das erste Arlberg-Kandahar-Rennen, eine aus Slalom und Abfahrtslauf bestehende alpine Skisportveranstaltung.
- 1945: Gründung des Mehrsportvereins Roter Stern Belgrad, der vor allem für seine Fußballabteilung bekannt wird. Er erhält das Vereinsvermögen des Anfang des Jahres von den kommunistischen Behörden aufgelösten SK Jugoslavija.
- 1968: Nachdem Muhammad Ali sein Boxweltmeistertitel im Schwergewicht wegen seiner Wehrdienstverweigerung aberkannt worden ist, erobert Joe Frazier den vakanten Titel im Madison Square Garden in New York gegen Buster Mathis durch technischen K. o. in der elften Runde.
- 2004: Anlässlich ihres 100-jährigen Bestehens gibt die internationale Fußballorganisation FIFA die „FIFA 100“ heraus, eine Liste mit den 125 besten beim Jubiläum noch lebenden Fußballspielern und -spielerinnen.

Einträge von Leichtathletik-Weltrekorden befinden sich unter der jeweiligen Disziplin unter Leichtathletik.

## Geboren

### Vor dem 17. Jahrhundert
- 0977: Al-Musabbihi, arabisch-ägyptischer Chronist

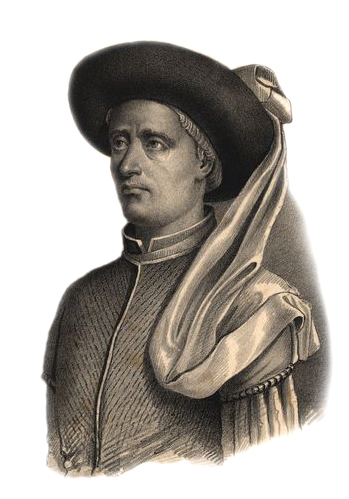
Heinrich der Seefahrer (* 1394)

- 1394: Heinrich der Seefahrer, portugiesischer Prinz, Förderer der Seefahrt
- 1484: Georg der Fromme, Markgraf von Ansbach, Herzog von Jägerndorf und Oppeln-Ratibor
- 1502: Elisabeth von Hessen, hessische Prinzessin
- 1526: Henry Carey, 1. Baron Hunsdon, englischer Adeliger
- 1527: Ludwig Lavater, Schweizer Geistlicher und Theologe, Antistes der Zürcher Kirche
- 1537: Longqing, chinesischer Kaiser
- 1574: Carl Carlsson Gyllenhielm, schwedischer Feldmarschall, Politiker und Reichsadmiral
- 1579: Hermann Samson, deutsch-baltischer Geistlicher und Pädagoge

### 17. Jahrhundert
- 1602: Kanō Tan’yū, japanischer Maler
- 1604: Zacharias Stenglin, deutscher Jurist und Stadtsyndikus
- 1610: William Dobson, englischer Maler
- 1610: Christine Poniatovska, polnische Schriftstellerin, Prophetin, religiöse Schwärmerin und Seherin
- 1618: Georg Ludwig von Nassau-Dillenburg, Erbprinz von Nassau-Dillenburg und Mitglied der Fruchtbringenden Gesellschaft
- 1627: Johann Heinrich Keller, Schweizer Tischler und Verfasser eines Vorlagenwerks
- 1634: Kazimierz Łyszczyński, polnischer Philosoph und Atheist
- 1638: Georg Engelbrecht der Ältere, deutscher Jurist, Hochschullehrer und braunschweigisch-lüneburgischer Rat
- 1640: Emanuel Froben, Stallmeister des Kurfürsten Friedrich Wilhelm von Brandenburg
- 1643: Fran Krsto Frankopan, kroatischer Graf und Lyriker
- 1649: Johann Detmar von Ascheberg, Stammherr und Amtsdroste in Werne
- 1650: Adam Friedrich von Trampe, dänischer General
- 1655: Fra Galgario, italienischer Porträtmaler
- 1658: François de Mailly, französischer Geistlicher
- 1668: Franz Bernhard von Prielmayr, deutscher Kastner und Hauptmann
- 1673: Luise Elisabeth von Württemberg-Oels, Herzogin aus dem Haus Württemberg-Oels
- 1676: Therese Kunigunde von Polen, Tochter von König Johann III. Sobieski von Polen und die zweite Frau von Kurfürst Maximilian II. Emanuel von Bayern

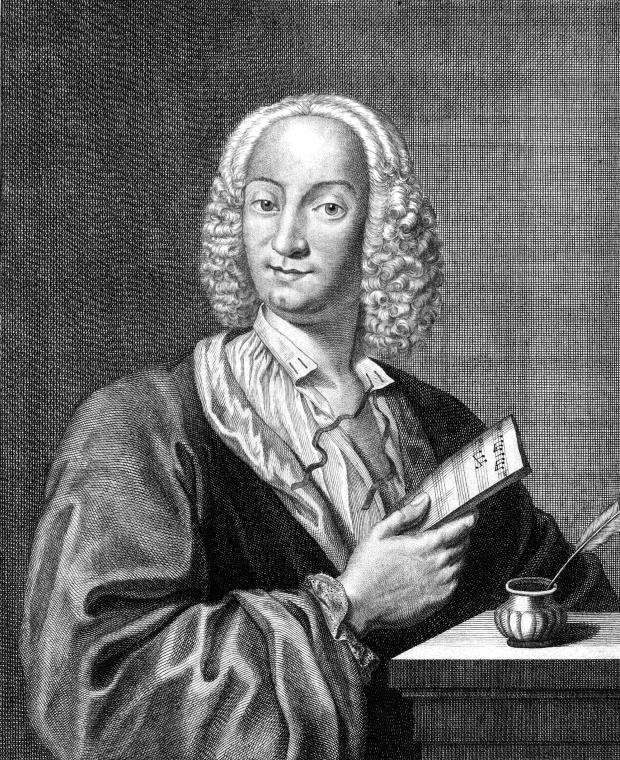
Antonio Vivaldi (* 1678)

- 1678: Antonio Vivaldi, italienischer Komponist
- 1682: Ernst Ferdinand von Braunschweig-Wolfenbüttel-Bevern, Herzog zu Braunschweig und Lüneburg sowie Prinz von Braunschweig-Bevern
- 1683: Conrad Kersten, deutscher Kaufmann und Bankier
- 1683: Konrad Heinrich von der Groeben, preußischer Generalmajor
- 1684: Detlev von Revenfeld, Generalleutnant in dänisch-norwegischen Diensten
- 1687: Johann Christian Simon, deutscher Architekt, kursächsischer Obermaurermeister und Baumeister
- 1695: Marie Huber, Schweizer Übersetzerin, Herausgeberin und Verfasserin theologischer Werke
- 1697: Albert Top, norwegischer Missionar und Linguist
- 1699: Carl Wilhelm von Krassow, Diplomat in schwedischen Diensten und kaiserlicher Generalfeldwachtmeister
- 1700: Louis Auguste de Bourbon, Herzog von Maine und Fürst von Dombes
- 1700: Salomon Kleiner, Architektur-, Vedutenzeichner und Kupferstecher

### 18. Jahrhundert

#### 1701–1750
- 1702: Jack Sheppard, eigentlich John Shepherd, berüchtigter englischer Räuber, Einbrecher und Dieb
- 1703: Nicolas René Berryer, französischer Richter, Staatsbeamter und Politiker
- 1706: Laurids Lauridsen de Thurah, dänischer Architekt, Baumeister, Architekturhistoriker und Topograf
- 1711: Matthäus Stach, deutscher Missionar
- 1712: Joachim Friedrich Henckel, Chirurg an der Berliner Charité
- 1714: Josip Kazimir Drašković von Trakošćan, kroatischer Adliger und General der österreichischen Reichsarmee
- 1715: Johann Arnold von Schönheim, Domherr in Köln und Offizial des Erzbistums Köln
- 1723: Ernst Christian von Kospoth, preußischer Generalleutnant
- 1725: Johann Daniel Taube, deutscher Arzt
- 1727: Martin Planta, Schweizer reformierter Geistlicher und Pädagoge

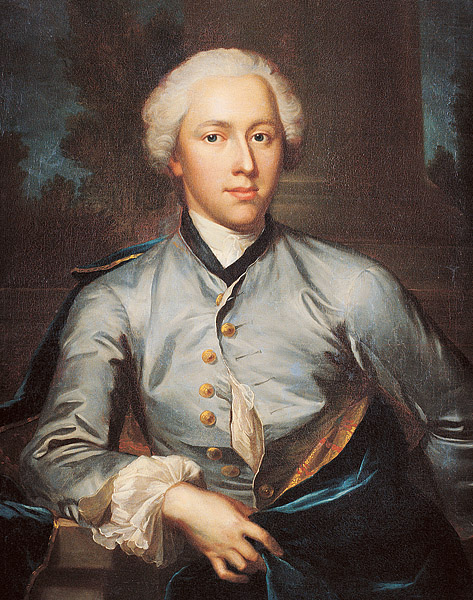
Vincenz Bernhard Tscharner (* 1728)

- 1728: Vincenz Bernhard Tscharner, Schweizer Schriftsteller, Historiker und Magistrat
- 1729: Anne d’Arpajon, französische Adlige
- 1734: Johann Georg Lindt, deutscher Bildhauer
- 1734: Johann Friedrich von Dalwigk zu Lichtenfels, fürstlich-waldeckscher Oberhofmarschall und Wirklicher Geheimer Rat
- 1738: Erasmus Dionys Krieger, böhmischer Geistlicher
- 1740: Friedrich Wilhelm Dresde, deutscher Sprachwissenschaftler und lutherischer Theologe
- 1740: August Christian Lebrecht von Krafft, königlich preußischer Generalmajor
- 1741: Johann Friedrich Bauder, preußischer und bayrischer Beamter
- 1741: Carl Ludwig von Oesfeld, Königlich Preußischer Geheimer Rat und deutscher Kartograph
- 1741: Casimiro Gómez Ortega, spanischer Arzt, Botaniker, Pharmazeut und Dichter
- 1742: Johann Heinrich Egli, Schweizer Komponist und Musikpädagoge
- 1743: Jakob Danzer, katholischer Moraltheologe
- 1743: Salomone Fiorentino, italienisch-jüdischer Dichter
- 1744: Joseph Hamilton Daviess, Kommandant der Dragoner
- 1744: Christian Friedrich von Matthäi, deutscher Altphilologe
- 1744: Burkhard Friedrich Mauchart, deutscher Schultheiß und Abgeordneter
- 1748: Georg Broeckel, deutscher Rechtswissenschaftler und Hochschullehrer
- 1749: Caroline Friederike Friedrich, deutsche Malerin

#### 1751–1800
- 1751: Friedrich Carl Emil von der Lühe, deutscher Dichterjurist und Botaniker, dänischer Kammerherr und Amtmann sowie niederösterreichischer Regierungsrat
- 1752: Johann Christian Friedrich Keferstein, deutscher Fachbuchautor und preußischer Landbaumeister
- 1752: Adriaan Paets van Troostwijk, niederländischer Chemiker
- 1753: Karl von Zichy-Vásonykeő, österreichischer Staatsmann und Ritter des goldenen Vließes
- 1754: August von Einsiedel, deutscher Philosoph, Naturforscher und Afrikareisender
- 1754: Dieudonné-Pascal Pieltain, genannt der Ältere, belgischer Komponist und Violinist
- 1755: Wilhelm von Boeltzig, preußischer Generalmajor

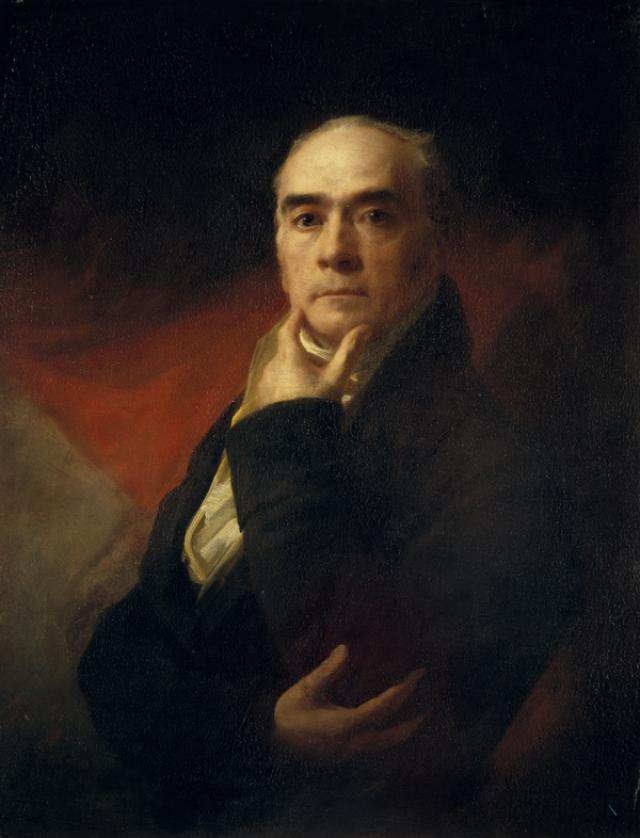
Henry Raeburn (* 1756)

- 1756: Henry Raeburn, schottischer Porträtmaler
- 1756: Joshua Seney, US-amerikanischer Politiker, Mitglied des Repräsentantenhauses
- 1757: Theodor Gottlieb Carl Keyßner, deutscher evangelischer Geistlicher und Pädagoge
- 1759: Peter Ludwig Lütke, deutscher Landschaftsmaler und Radierer
- 1759: Andreas Wenzel, österreichischer Geistlicher, Abt des Wiener Schottenstifts
- 1760: Nahum Parker, US-amerikanischer Politiker, Senator
- 1761: William Barnett, US-amerikanischer Politiker, Mitglied des Repräsentantenhauses
- 1762: Ferdinand Sigismund von Diezelsky, preußischer Generalmajor
- 1764: Joseph Heinrich Coppenrath, deutscher Buchhändler, Verleger und Fabrikant
- 1765: Johann Georg Christian Höpfner, Pseudonym Ernst Birkenhayn, deutscher Theologe und Hochschullehrer
- 1766: Jared Williams, US-amerikanischer Politiker, Mitglied des Repräsentantenhauses
- 1766: Ernst Friedrich Wrede, deutscher evangelischer Theologe, Naturforscher, Mathematiker und Physiker
- 1767: Alexander Bran, deutscher Journalist, Schriftsteller und Verleger
- 1768: August Friedrich Holtzhausen, deutscher Ingenieur, erster deutscher Dampfmaschinenfabrikant
- 1768: Johann Friedrich Kind, deutscher Schriftsteller
- 1769: Salomon von Wyss, Schweizer Kaufmann, Jurist und Bankier
- 1770: Jean Joseph Jacotot, französischer Gelehrter, Begründer der nach ihm benannten Unterrichtsmethode

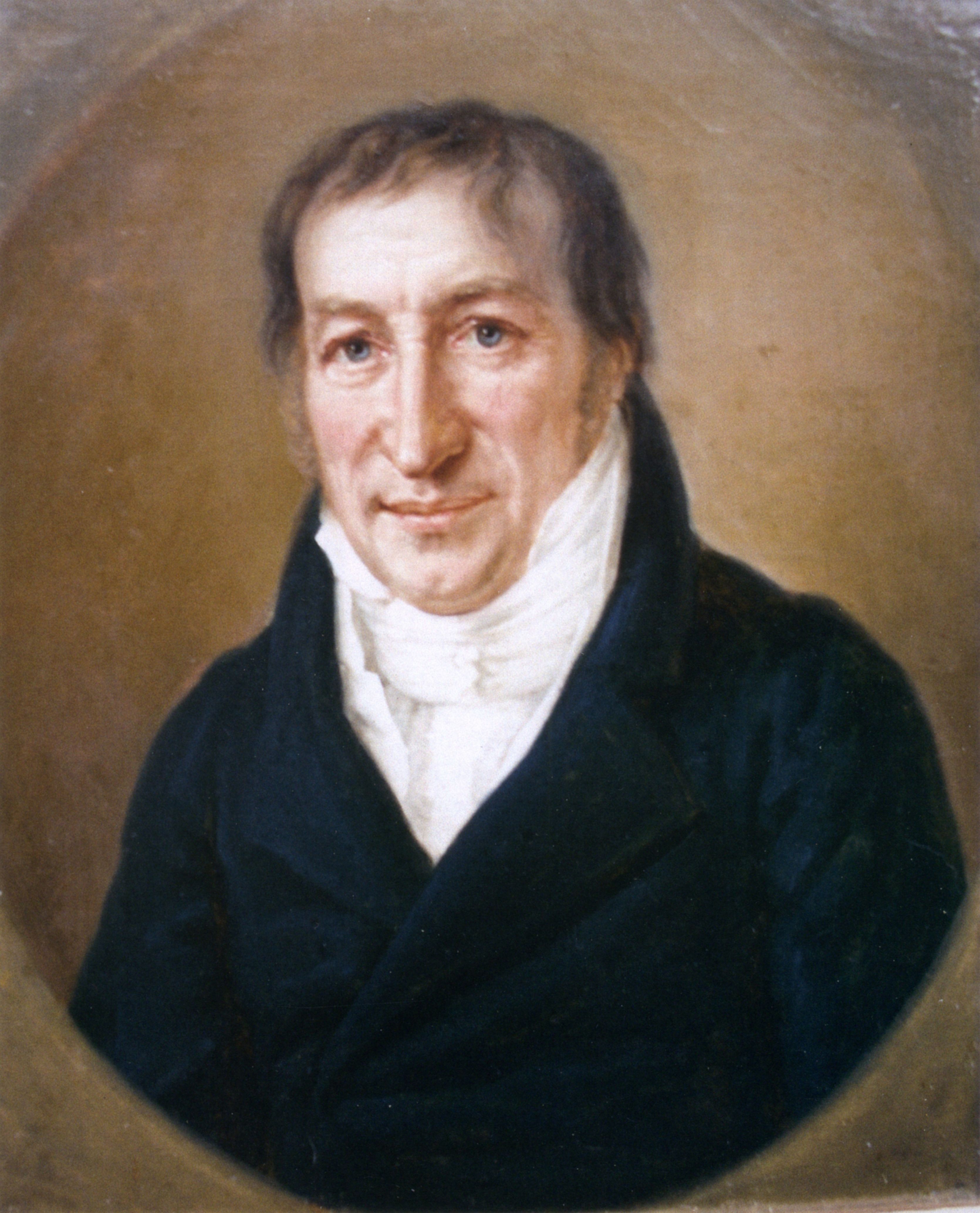
Christian Zais (* 1770)

- 1770: Christian Zais, deutscher Architekt, nassauischer Baubeamter und Stadtplaner
- 1771: Georg Forst, nassauischer Amtmann und Justizrat
- 1771: August Gotthilf Gernhard, deutscher Pädagoge und Philologe
- 1772: Josephine Henriette Gerlach, deutsche Zeichnerin und Autorin
- 1773: Jean-Chrysostôme Bruneteau de Sainte-Suzanne, französischer General
- 1773: José Rondeau, argentinischer General
- 1775 oder 1776: Jacob Haight, US-amerikanischer Politiker
- 1775: Johann Baptist Lampi der Jüngere, italienischer Porträtmaler
- 1775: Cuthbert Powell, US-amerikanischer Politiker, Mitglied des Repräsentantenhauses
- 1776: Guillaume Emmanuel Guignard de Saint-Priest, französischer General in russischen Diensten
- 1776: Marc François Jérôme Wolff, französischer General
- 1777: John Mattocks, US-amerikanischer Jurist und Politiker, Mitglied des Repräsentantenhauses, Gouverneur von Vermont
- 1778: Anton Auer, deutscher Porzellanmaler
- 1778: Robert Emmet, irischer Rebellenführer und Nationalist
- 1778: Florestano Pepe, neapolitanischer General
- 1779: Matthäus von Collin, österreichischer Schriftsteller und Erzieher

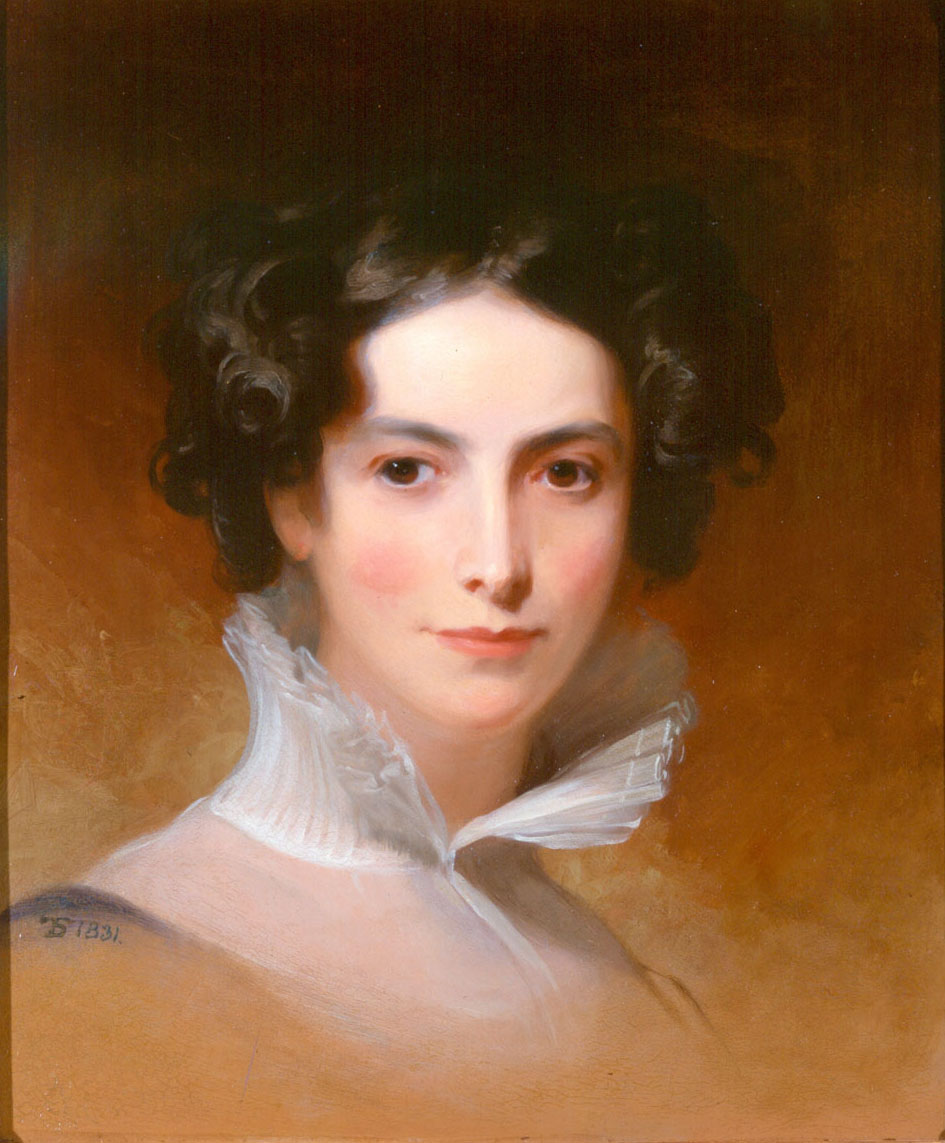
Rebecca Gratz (* 1781)

- 1781: Rebecca Gratz, US-amerikanische Philanthropin
- 1781: George Ord, amerikanischer Naturwissenschaftler
- 1782: Johann Rudolf Wyss, Schweizer Autor
- 1783: Bernhard May, deutscher Müller, Revolutionär und Mitglied des Vorparlaments
- 1784: Friedrich zu Dohna-Schlobitten, preußischer Generalfeldmarschall
- 1784: Johann Wilhelm Ebel, lutherischer Theologe in Preußen
- 1785: Heinrich Gotthold Arnold, deutscher Maler
- 1785: Sarah Villiers, Countess of Jersey, englische Adelige
- 1786: Amédée Louis Despans de Cubières, französischer General
- 1787: Johann Jakob Meyer, Schweizer Maler
- 1790: Mathias Stinnes, deutscher Unternehmer
- 1791: Frances Bunsen, walisische Malerin und Autorin
- 1791: Ernst Julius Leichtlen, badischer Historiker und Archivar
- 1792: Isaac Lea, US-amerikanischer Conchologe, Geologe und Geschäftsmann
- 1793: Karl Lachmann, deutscher germanistischer Mediävist und Altphilologe
- 1793: Karl Wünsch, deutscher Jurist
- 1794: Wilhelm von Linger, preußischer Generalleutnant und Inspekteur
- 1795: Moritz Kasimir von Bentheim-Rheda, westfälischer Standesherr sowie Fürst der Herrschaft Rheda und der Herrschaft Limburg
- 1795: Luigi Bienaimé, italienischer Bildhauer
- 1795: Joseph Michael Böhm, österreichisch-ungarischer Violinist und Komponist
- 1795: Jordaki Wassilko von Serecki, österreichisch-rumänischer Großgrundbesitzer, Politiker und Mitglied des Herrenhauses
- 1796: Charles Jacquinot, französischer Marineoffizier und Forschungsreisender
- 1797: Jasper Ewing Brady, US-amerikanischer Politiker, Mitglied des Repräsentantenhauses
- 1797: Charles Jackson, US-amerikanischer Politiker, Gouverneur von Rhode Island
- 1798: John Joseph Abercrombie, US-amerikanischer Brigadegeneral
- 1798: Sigurður Breiðfjörð, isländischer Dichter
- 1798: Charles Dezobry, französischer Historiker, Schriftsteller und Verleger

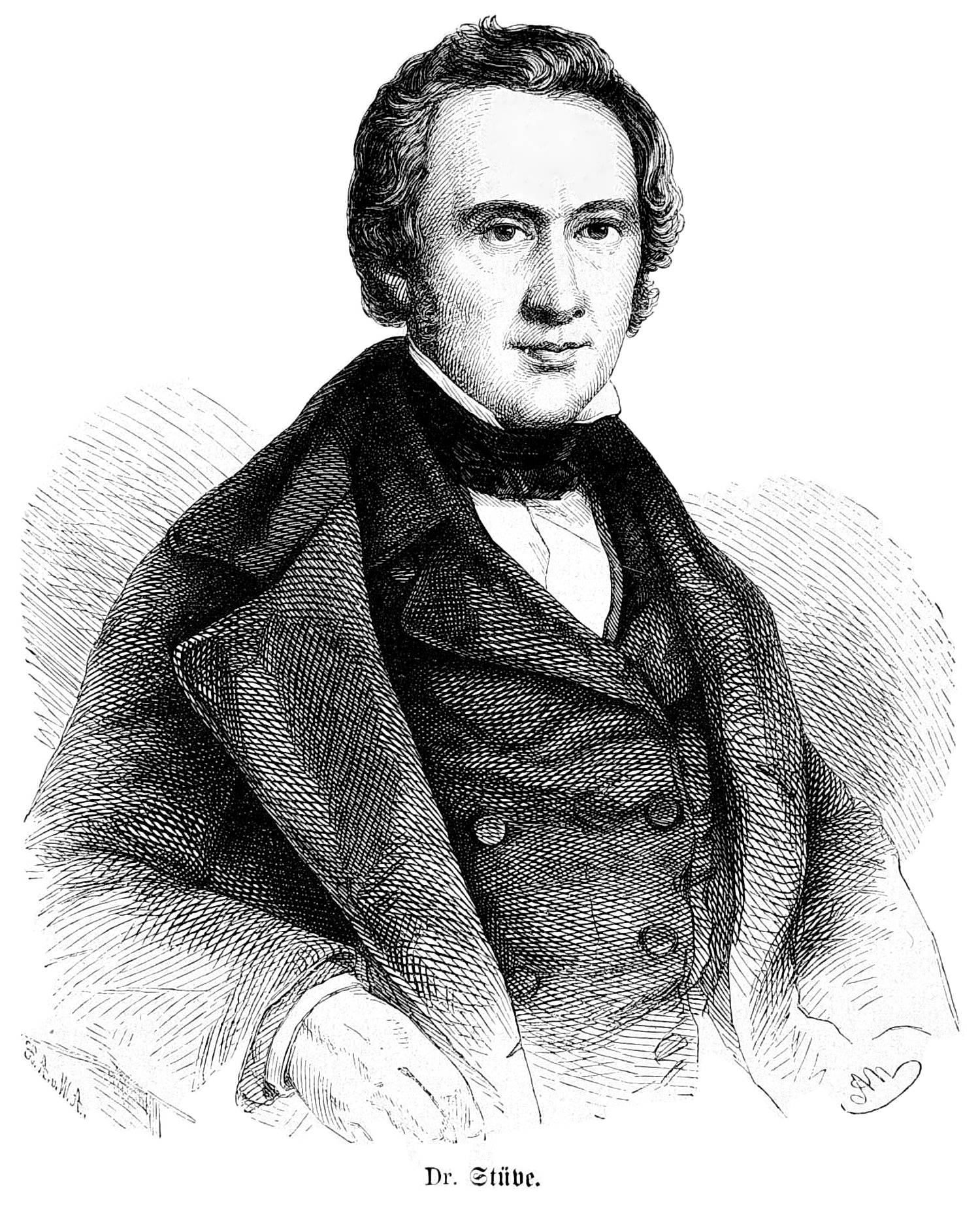
Johann Carl Bertram Stüve (* 1798)

- 1798: Johann Carl Bertram Stüve, deutscher Jurist, Historiker und Politiker
- 1798: Carl Christian Philipp Tauchnitz, deutscher Verleger, Theologe und Philanthrop
- 1799: Gottfried Menken, deutscher Maler und Grafiker
- 1800: Wilhelm Eduard Albrecht, deutscher Staatsrechtler und Dozent
- 1800: Wilhelm Brücke, deutscher Architektur- und Landschaftsmaler
- 1800: Lambert Pancratz, deutscher Politiker, MdL

### 19. Jahrhundert

#### 1801–1850
- 1801: Karl Rudolf Hagenbach, Schweizer Theologe und Kirchenhistoriker
- 1801: Friedrich Simmler, deutscher Landschafts-, Porträt- und Tiermaler
- 1802: Carl Geyer, deutscher Entomologe, Kupferstecher und Zeichner
- 1802: Ernst Friedrich Gottschalk, deutscher Fabrikant und Politiker, MdL, Mitglied der Frankfurter Nationalversammlung

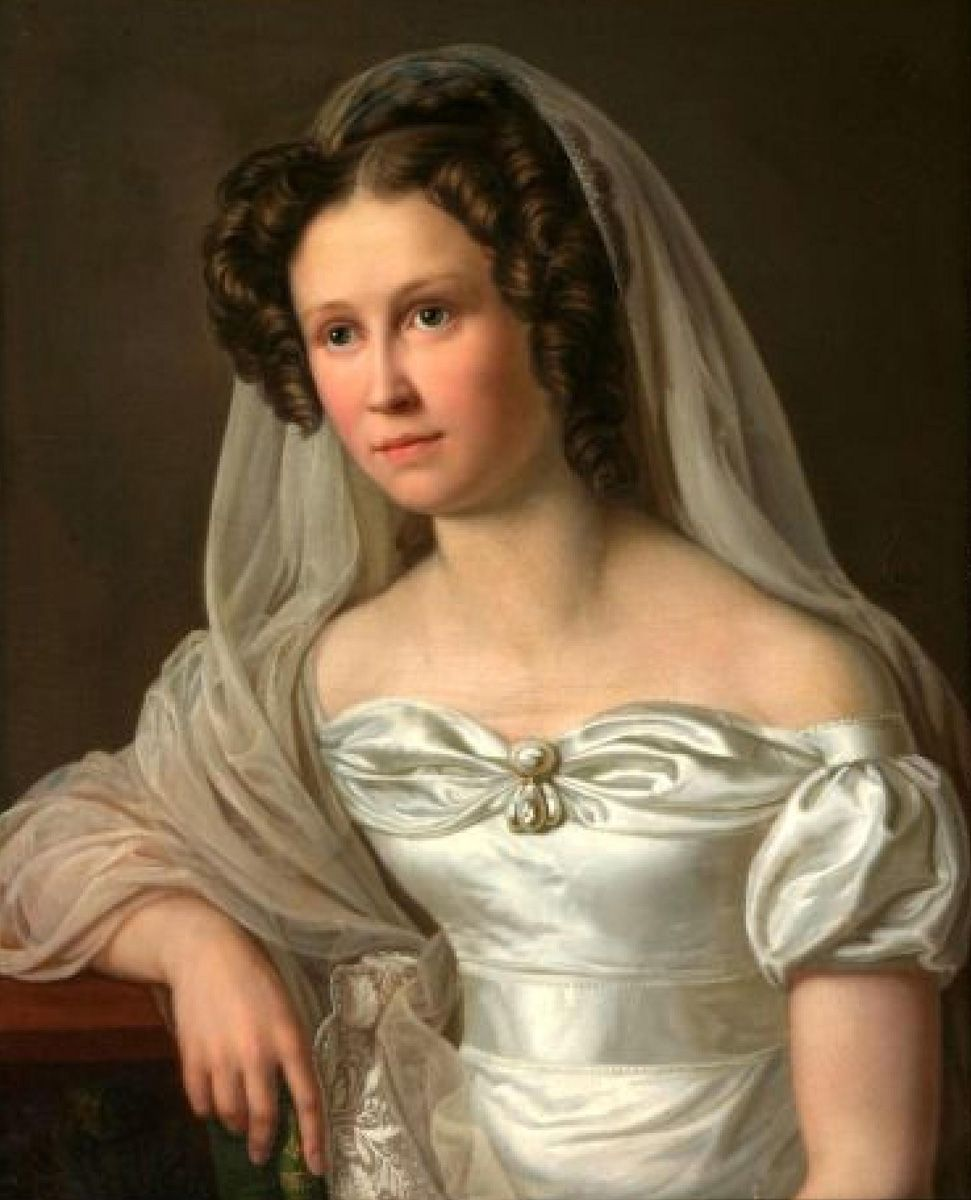
Rosalie Wagner (* 1803)

- 1803: Rosalie Wagner, deutsche Theaterschauspielerin, älteste Schwester Richard Wagners
- 1804: Johann Joseph Gronewald, deutscher Pädagoge
- 1804: Owen Rand Kenan, US-amerikanischer Politiker, Mitglied des Repräsentantenhauses der Konföderierten Staaten von Amerika
- 1804: Franz Massak, böhmischer Militärkapellmeister und Komponist
- 1804: William R. Sapp, US-amerikanischer Politiker, Mitglied des Repräsentantenhauses
- 1804: George W. Summers, US-amerikanischer Politiker, Mitglied des Repräsentantenhauses
- 1805: Friedrich Wilhelm Walther von Walderstötten, königlich bayerischer General der Infanterie und Kartograf
- 1806: Henry M. Hyams, US-amerikanischer Politiker
- 1806: Eugen von Wrede, deutscher Verwaltungsjurist, Regierungspräsident der Pfalz
- 1807: Wilhelm von Willich gen. von Pöllnitz, deutscher Verwaltungsbeamter und Politiker, MdL

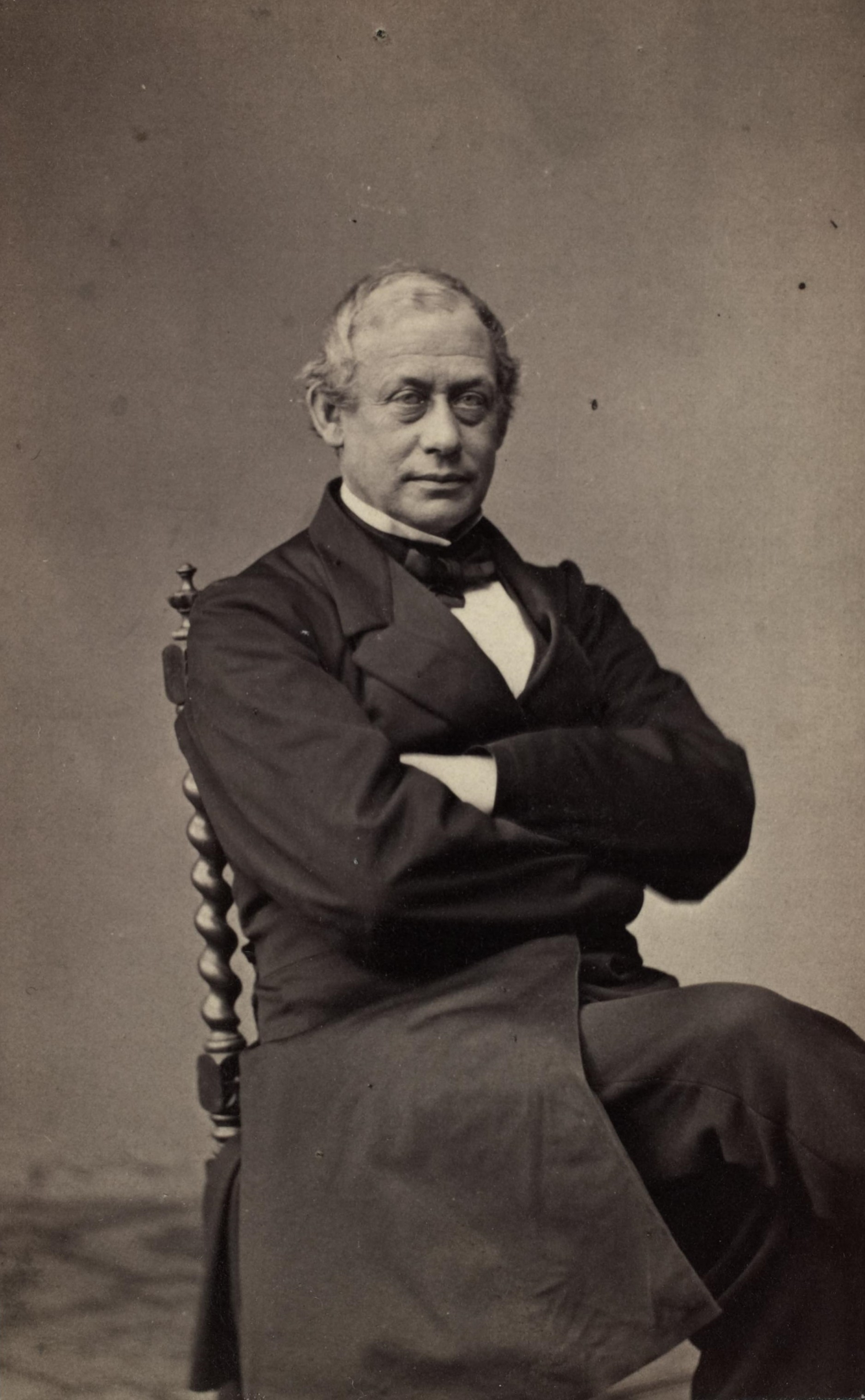
Frederik Stang (* 1808)

- 1808: Frederik Stang, norwegischer Jurist und Politiker, Ministerpräsident
- 1809: John Randolph Chambliss, sr., US-amerikanischer Jurist, Politiker und Offizier, Mitglied des Repräsentantenhauses der Konföderierten Staaten von Amerika
- 1809: Wilhelm Königswarter, jüdischer Stifter
- 1809: Ernst Ludwig Rochholz, Schweizer Historiker und Volkskundler
- 1810: William Griffith, britischer Botaniker
- 1811: Friedrich August Abt, deutscher Jurist und Politiker, MdR
- 1811: Lucien Barbour, US-amerikanischer Politiker, Mitglied des Repräsentantenhauses
- 1811: Ambroise Detrez, französischer Maler und Professor für Malerei
- 1811: Justus Dietrich von Hagen, königlich-preußischer Landforstmeister
- 1811: John Lawrence, 1. Baron Lawrence, britischer Adliger und Politiker, Generalgouverneur und Vizekönig von Indien
- 1811: Adolf Siemens, preußischer Generalmajor und Artillerist
- 1812: George John Robert Gordon, britischer Diplomat
- 1813: Joseph Ferdinand Boissard de Boisdenier, französischer Maler
- 1813: Ernst Hansen, deutscher Theaterschauspieler und -regisseur
- 1814: Joseph Weißhaar, Schweizer Gastwirt, Politiker sowie Anführer einer badischen Freischartruppe
- 1815: Mychajlo Werbyzkyj, ukrainischer griechisch-katholischer Priester und Komponist
- 1816: Jenny Lutzer, österreichische Opernsängerin
- 1817: John Bost, Schweizer Pfarrer und Sozialpionier
- 1817: Edwin Flye, US-amerikanischer Politiker, Mitglied des Repräsentantenhauses
- 1817: August Peters, deutscher Erzähler

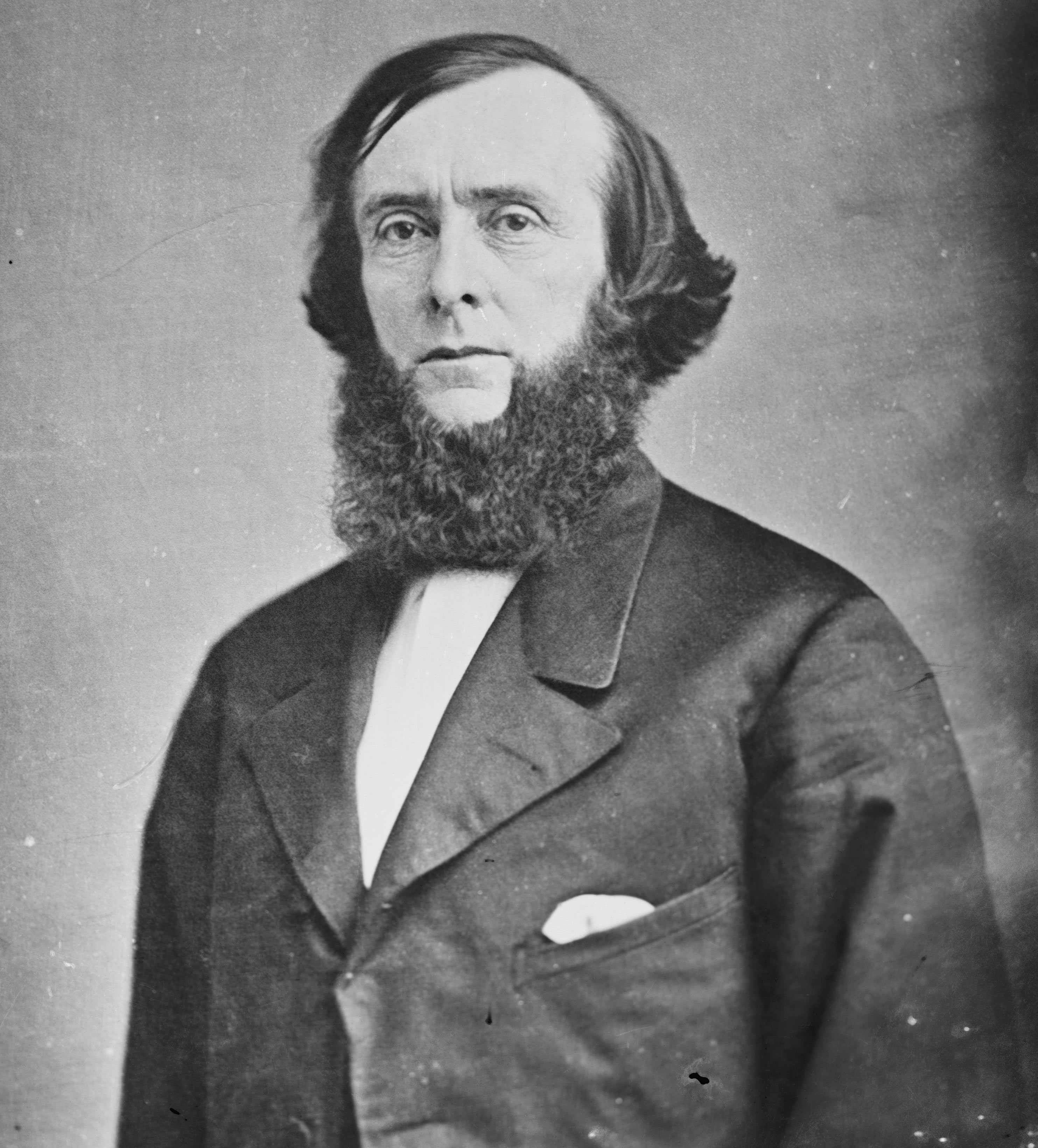
Edwards Pierrepont (* 1817)

- 1817: Edwards Pierrepont, US-amerikanischer Jurist, Diplomat und Politiker, Minister
- 1817: Victor von Alten, Regierungspräsident und Mitglied des Deutschen Reichstags
- 1818: James FitzGerald, neuseeländischer Kolonialist, Zeitungsgründer, Journalist und Politiker
- 1818: Tobias Mullen, US-amerikanischer römisch-katholischer Geistlicher
- 1819: Georg Ludwig Kaemmerer, Hamburger Bäckermeister und Abgeordneter
- 1819: Georg Zetter, Pseudonym: Friedrich Otte, elsässischer Dichter und Journalist
- 1819: Narcyza Żmichowska, polnische Autorin, Pädagogin und Feministin
- 1820: Friedrich Jakob Dochnahl, deutscher Naturforscher und Pomologe
- 1820: Karl Egon III. zu Fürstenberg, Oberhaupt des Hauses zu Fürstenberg
- 1820: Ludwig von Henk, deutscher Vizeadmiral
- 1820: Josef Marmon, deutscher katholischer Geistlicher
- 1821: Hermann Bleibtreu, deutscher Chemiker und Erfinder des deutschen Portlandzements
- 1821: Rudolph von Gaffron, Offizier der k.u.k. Armee und Rittergutsbesitzer
- 1821: Theodor Löbbecke, deutscher Apotheker
- 1822: Karl Frickhöffer, deutscher Badearzt und Parlamentarier
- 1822: Ludwig Hammers, Oberbürgermeister von Düsseldorf

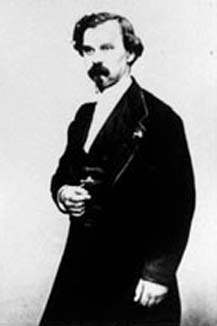
Jules Antoine Lissajous (* 1822)

- 1822: Jules Antoine Lissajous, französischer Physiker
- 1822: Hermann Libert Westphalen, deutscher Astronom
- 1823: Johannes Dalmann, deutscher Wasserbaudirektor
- 1823: Louis-François de Pourtalès, schweizerisch-amerikanischer Meeresgeologe und Meeresbiologe
- 1823: Carl Triebel, deutscher romantischer Landschafts- und Architekturmaler sowie Radierer
- 1824: Johann Wilhelm von Müller, deutscher Zoologe, Forschungsreisender und Autor
- 1825: Wilhelm Christian Hochstetter, deutscher Botaniker und Universitätsgärtner
- 1825: Ludwig Lange, deutscher Altphilologe
- 1825: John Walker Ryon, US-amerikanischer Politiker, Mitglied des Repräsentantenhauses
- 1826: August Johann Gottfried Bielenstein, deutschbaltischer Theologe, Sprachwissenschaftler, Volkskundler und Ethnograph
- 1826: John Buford, US-amerikanischer General
- 1826: William Cullen, US-amerikanischer Politiker, Mitglied des Repräsentantenhauses
- 1826: Adolf Seifert, deutsch-böhmischer Arzt und Heimatforscher
- 1827: Karl Johan Andersson, schwedischer Abenteurer, Forschungsreisender, Händler, Herero-Führer und Schriftsteller

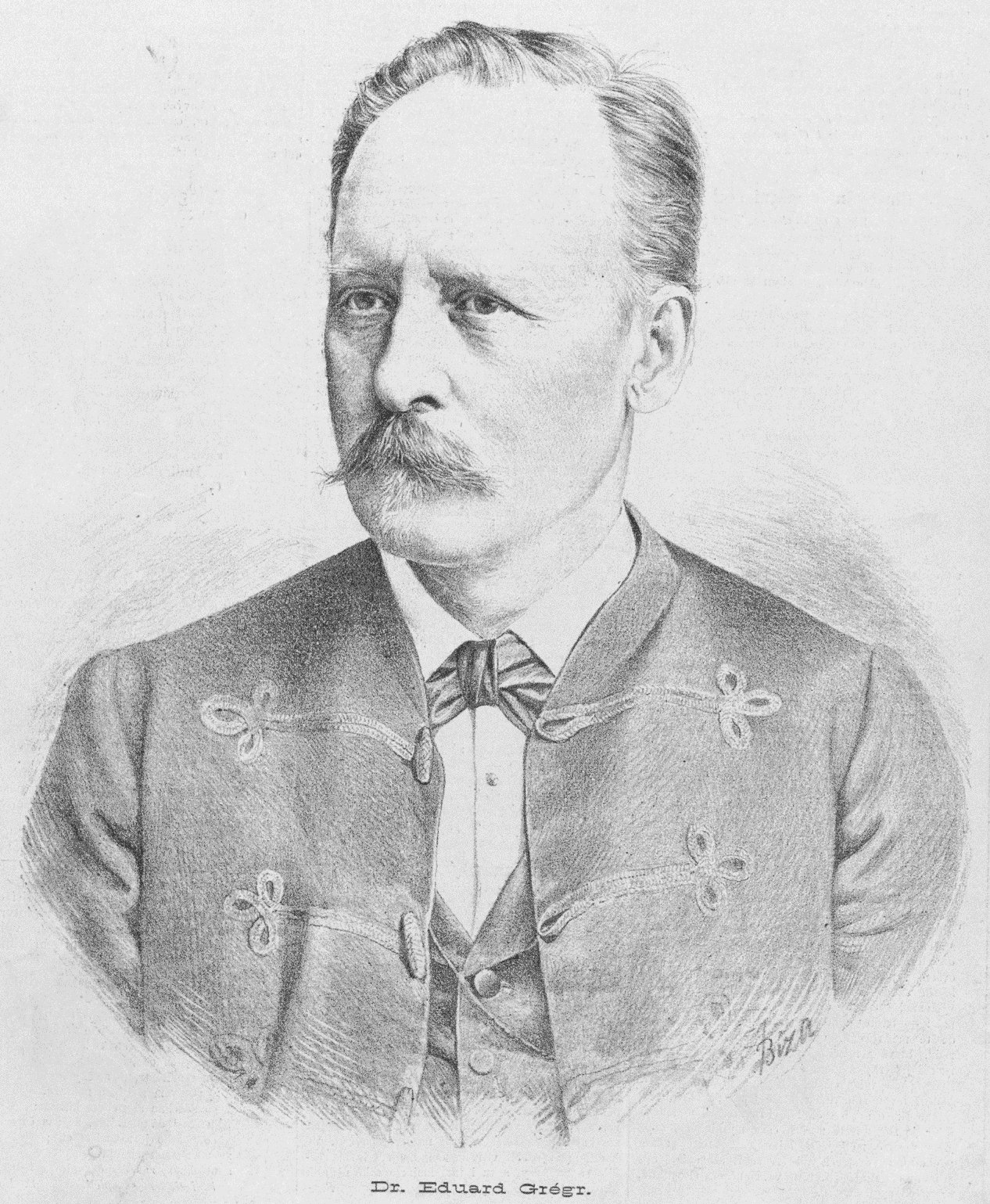
Eduard Grégr (* 1827)

- 1827: Eduard Grégr, tschechischer Arzt, Politiker und Publizist
- 1829: Hermann Ende, deutscher Architekt und Hochschullehrer
- 1829: Samuel Rawson Gardiner, britischer Historiker
- 1829: Paul Ritter, deutscher Maler
- 1830: Johann Rudolf Geigy-Merian, Schweizer Farbstoff-, Drogenfabrikant und Politiker
- 1830: Gustav Overbeck, deutscher Kaufmann, Abenteurer und Diplomat
- 1831: Camille Chabaneau, französischer Romanist und Provenzalist
- 1831: Carl Eduard Cramer, Schweizer Botaniker
- 1831: Rudolf Otto von Knüpffer, deutschbaltischer Architekt
- 1831: Robert Krause, deutscher Jurist und Parlamentarier
- 1832: Samuel Colman, US-amerikanischer Maler und Innenarchitekt
- 1832: Fritz Pauli, deutscher Jurist und Politiker
- 1832: Karl Joseph von Schmid, deutscher Politiker
- 1833: Antoine Alphonse Chassepot, französischer Erfinder und Waffenschmied
- 1833: Bernhard von Goeschen, deutscher Verwaltungsbeamter
- 1833: John Monroe Van Vleck, US-amerikanischer Astronom
- 1834: Ludwig Hänselmann, deutscher Historiker

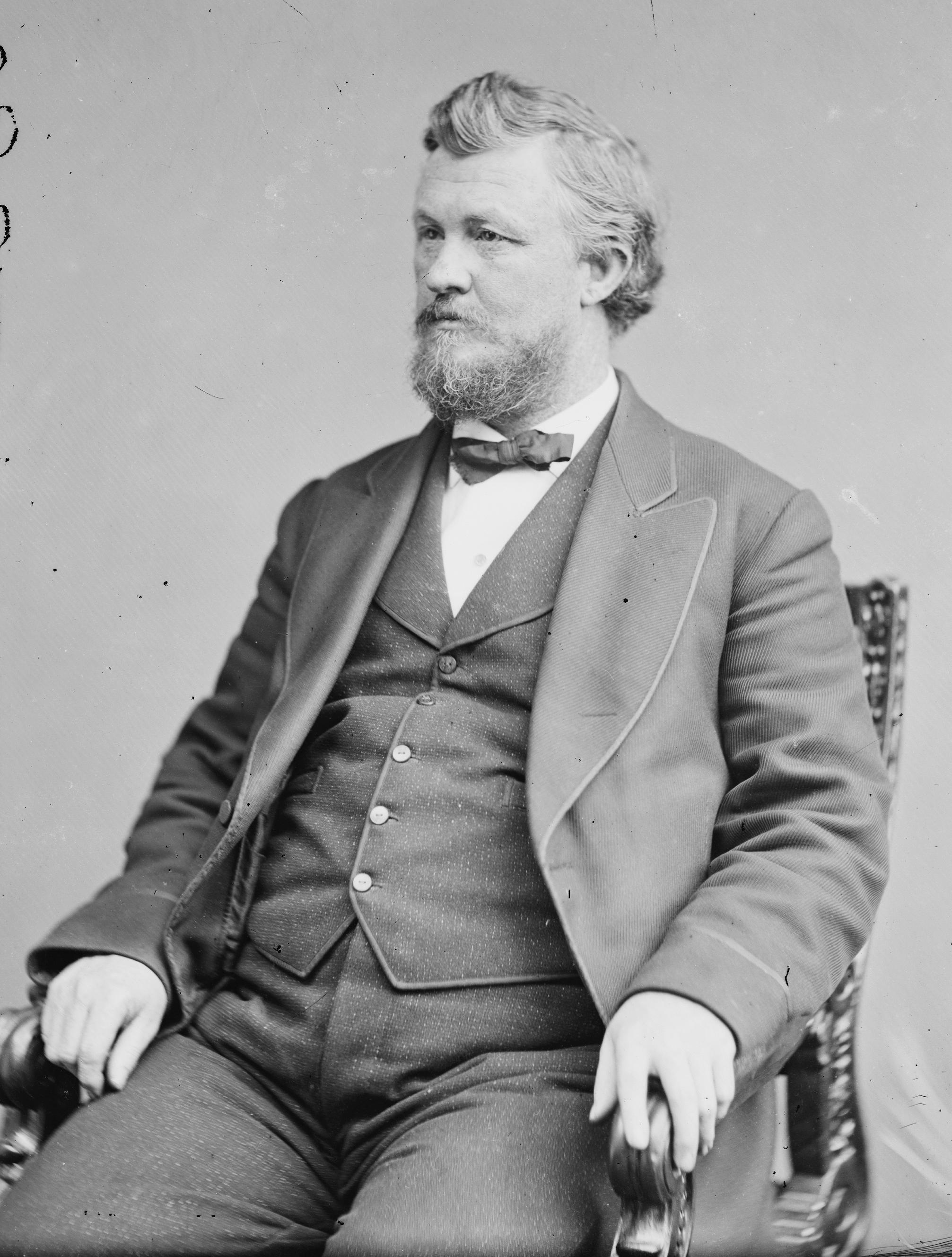
James W. McDill (* 1834)

- 1834: James W. McDill, US-amerikanischer Politiker
- 1834: Nicolai von Wilm, deutsch-baltischer Komponist, Pianist und Dirigent
- 1835: José Bensaude, portugiesischer Unternehmer
- 1835: Leonce von Könneritz, deutscher Rittergutsbesitzer, Jurist und Politiker
- 1835: Gustav von Metzsch, königlich-sächsischer Kammerherr, Oberzeremonienmeister, Wirklicher Geheimer Rat und Landtagsabgeordneter
- 1835: Johann Nikolaus Wilhelm Schaefer, deutsch-schweizerischer Schriftsteller
- 1835: Rudolf Schurig, deutscher Jurist und Politiker
- 1836: Bernard Renault, französischer Paläobotaniker
- 1836: Joseph-Octave Villeneuve, kanadischer Politiker und Unternehmer
- 1837: Adelheid von Rothenburg, deutsche Autorin
- 1838: Elise Bethge-Truhn, deutsche Theaterschauspielerin
- 1838: Oscar Fraentzel, deutscher Mediziner und Hochschullehrer
- 1838: Josef von Schmitt, bayerischer Landgerichtspräsident
- 1839: Friedrich Wilhelm Höhn, preußischer Polizeihauptmann
- 1840: Otto Hieber, Geheimer Sanitätsrat und Freimaurer
- 1840: Udo zu Stolberg-Wernigerode, Politiker und preußischer Staatsbeamter
- 1841: Kristian Mandrup Elster, norwegischer Schriftsteller und Literaturkritiker
- 1841: John N. W. Rumple, US-amerikanischer Politiker
- 1841: Paul von Schanz, deutscher Theologe, Professor für Mathematik, Naturwissenschaften, Neutestamentliche Exegese, Dogmatik und Apologetik
- 1842ː Cornelie Richter, Berliner Salonière
- 1842: Hermann von Bülow, deutscher Reichsgerichtsrat
- 1842: Alfred Christlieb Kalischer, deutscher Schriftsteller und Musikwissenschaftler
- 1842: Wilhelm Jacob Johann Martens, deutscher Architekt

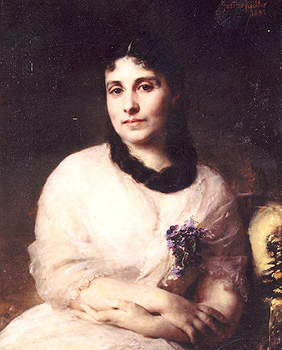
Cornelie Richter (* 1842)

- 1842: Cornelie Richter, deutsche Salonnière
- 1842: Arthur Wilson, britischer Flottenadmiral
- 1843: Arthur Robert Georgi, deutscher Bankier, Unternehmer und Politiker
- 1843: Victor Schlegel, deutscher Mathematiker
- 1844: Josip Jurčič, slowenischer Schriftsteller und Journalist
- 1845: Ludwig Aloys von Arco auf Valley, deutscher Diplomat
- 1845: Alexander McDowell, US-amerikanischer Politiker
- 1846: William Henry Denson, US-amerikanischer Jurist und Politiker
- 1846: Karl Polstorff, deutscher Chemiker und Pharmazeut
- 1846: Elise von Wolfersdorff, deutsche Schriftstellerin
- 1847: Carl Josef Bayer, österreichischer Chemiker

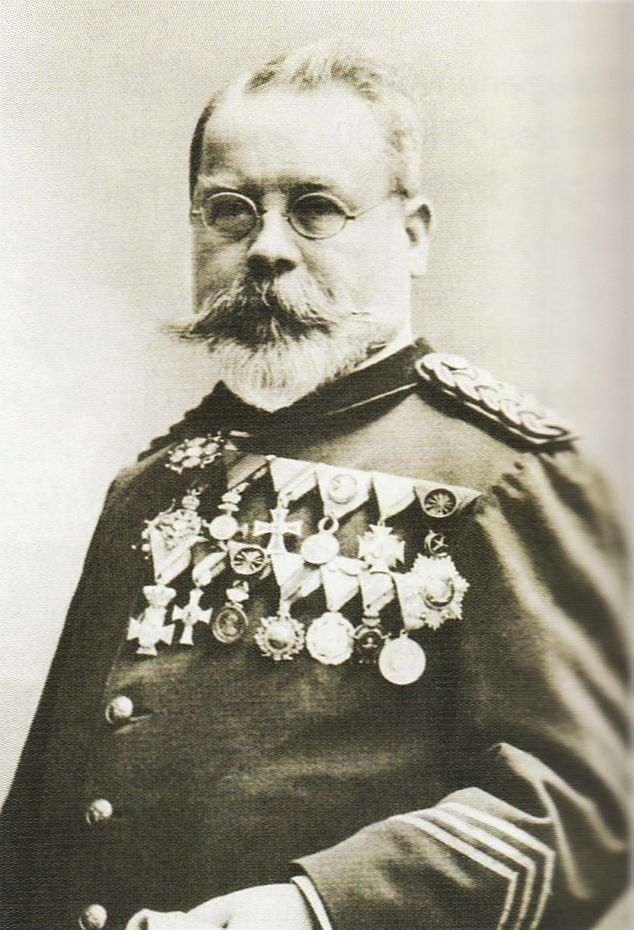
Reginald Czermack (* 1847)

- 1847: Reginald Czermack, österreichischer Unternehmer und Feuerwehrpionier
- 1847: Domenico Ferrata, Kardinalstaatssekretär
- 1847: Frederick Conrad Sander, deutsch-englischer Gärtner
- 1848: Carl Gotthard de Boor, deutscher Byzantinist und Bibliothekar
- 1848: Samuel Byrns, US-amerikanischer Politiker
- 1848: Otto Hörmann von Hörbach, bayerischer Adeliger und Mediziner
- 1848: Pietronella Peters, deutsche Malerin
- 1849: Ludwig Brackebusch, deutscher Geologe, Mineraloge, Paläontologe und Professor
- 1849: Charles Frederick Brudenell-Bruce, britischer Politiker
- 1849: Jakob Latscha, deutscher Kaufmann und Mäzen
- 1849: John W. Leedy, US-amerikanischer Politiker
- 1849: Rudolph Speer,  deutscher Architekt und Hochschullehrer
- 1849: Albert Stutzer, deutscher Bakteriologe
- 1850: Luigi Giuseppe Lasagna, italienischer Ordenspriester, Missionar und römisch-katholischer Bischof
- 1850: Ludwig Lindenschmit der Jüngere, deutscher Prähistoriker, Museumsmann und Maler

#### 1851–1900
- 1851: Alexandros Papadiamantis, griechischer Prosa-Schriftsteller
- 1851: Anton Puchta, böhmischer Mathematiker
- 1851: James William Helenus Trail, schottischer Biologe und Hochschullehrer
- 1852: Arnold Hasselblatt, livländischer Historiker und Journalist

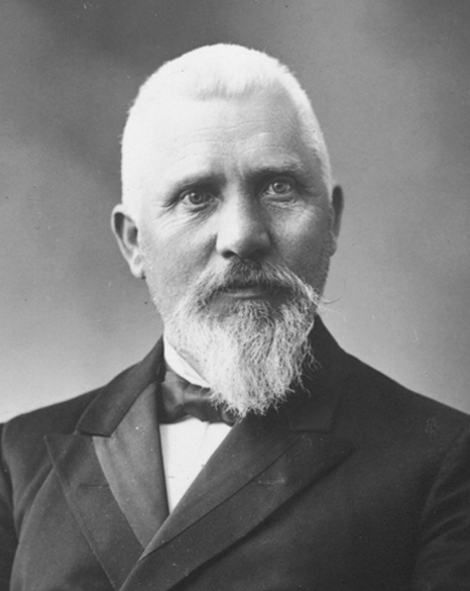
Kristján Jónsson (* 1852)

- 1852: Kristján Jónsson, isländischer Premierminister
- 1853: Joseph Henry Kibbey, US-amerikanischer Politiker
- 1854: Richard Béringuier, deutscher Amtsrichter und Mitgründer der Deutschen Hugenotten-Gesellschaft
- 1854: George W. Prince, US-amerikanischer Politiker
- 1855: Luther Emmett Holt, US-amerikanischer Kinderarzt und Hochschullehrer
- 1855: Franz von Milde, deutscher Sänger und Gesangsprofessor
- 1855: Fritz Prölß, deutscher Genremaler
- 1856: Alfredo Bensaúde, portugiesischer Mineraloge, Gründer und erster Direktor des Instituto Superior Técnico in Lissabon
- 1856: Emil Grohmann, österreichischer Industrieller
- 1856: Charles Comte de Lalaing, belgischer Jurist und Diplomat
- 1856: Edmond Noel, US-amerikanischer Politiker
- 1857: Constantin Coandă, rumänischer Militär und Politiker
- 1857: Georg Eckl, österreichischer Eisenbahningenieur und Politiker
- 1857: Alexei Jermolajewitsch Ewert, russischer General
- 1857: Ragnar Hult, finnischer Vegetationskundler, Geograf und Universitätsprofessor
- 1857: Gustav Kobbé, US-amerikanischer Kunst- und Musikkritiker

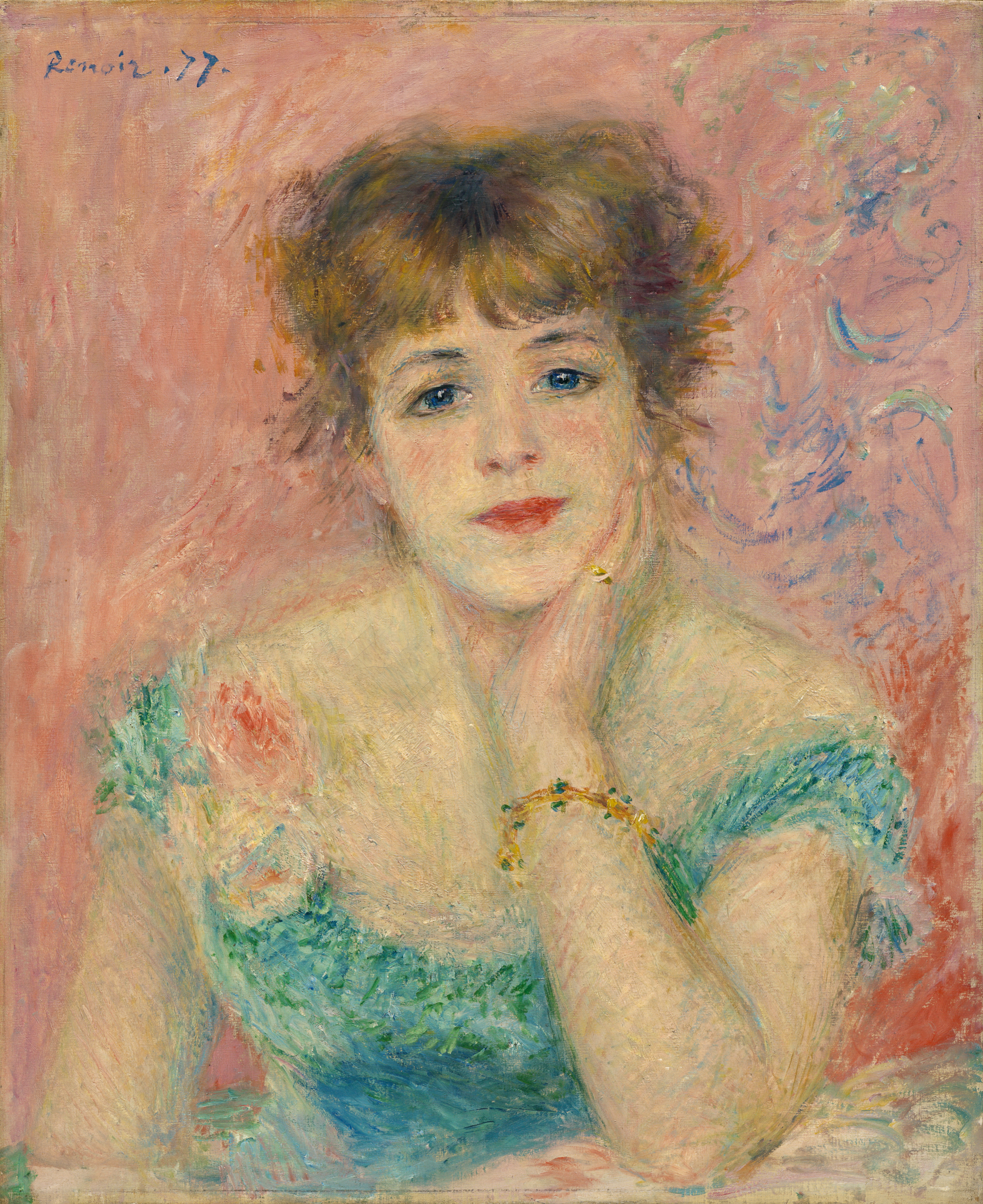
Jeanne Samary (* 1857)

- 1857: Jeanne Samary, französische Schauspielerin und Modell
- 1858: Antonio Fradeletto, venezianischer Literaturwissenschaftler, Redner und Politiker
- 1858: Otto Mügge, deutscher Mineraloge
- 1858: Oskar Nachod, deutscher Kaufmann, Privatgelehrter und Japanologe
- 1859: Luise Pasternak, deutsche Schriftstellerin
- 1859: Carl Prüssing, deutscher Chemiker
- 1859: Jean Vilbrun Guillaume Sam, haitianischer General und Präsident
- 1860: Richard Holland, deutscher Altphilologe und Gymnasiallehrer
- 1860: Giuseppe Loretz, italienischer Radrennfahrer
- 1860: Joseph Anton Purpus, Inspektor des botanischen Gartens Darmstadt
- 1861: Curt von Bardeleben, deutscher Schachspieler und Schachtheoretiker

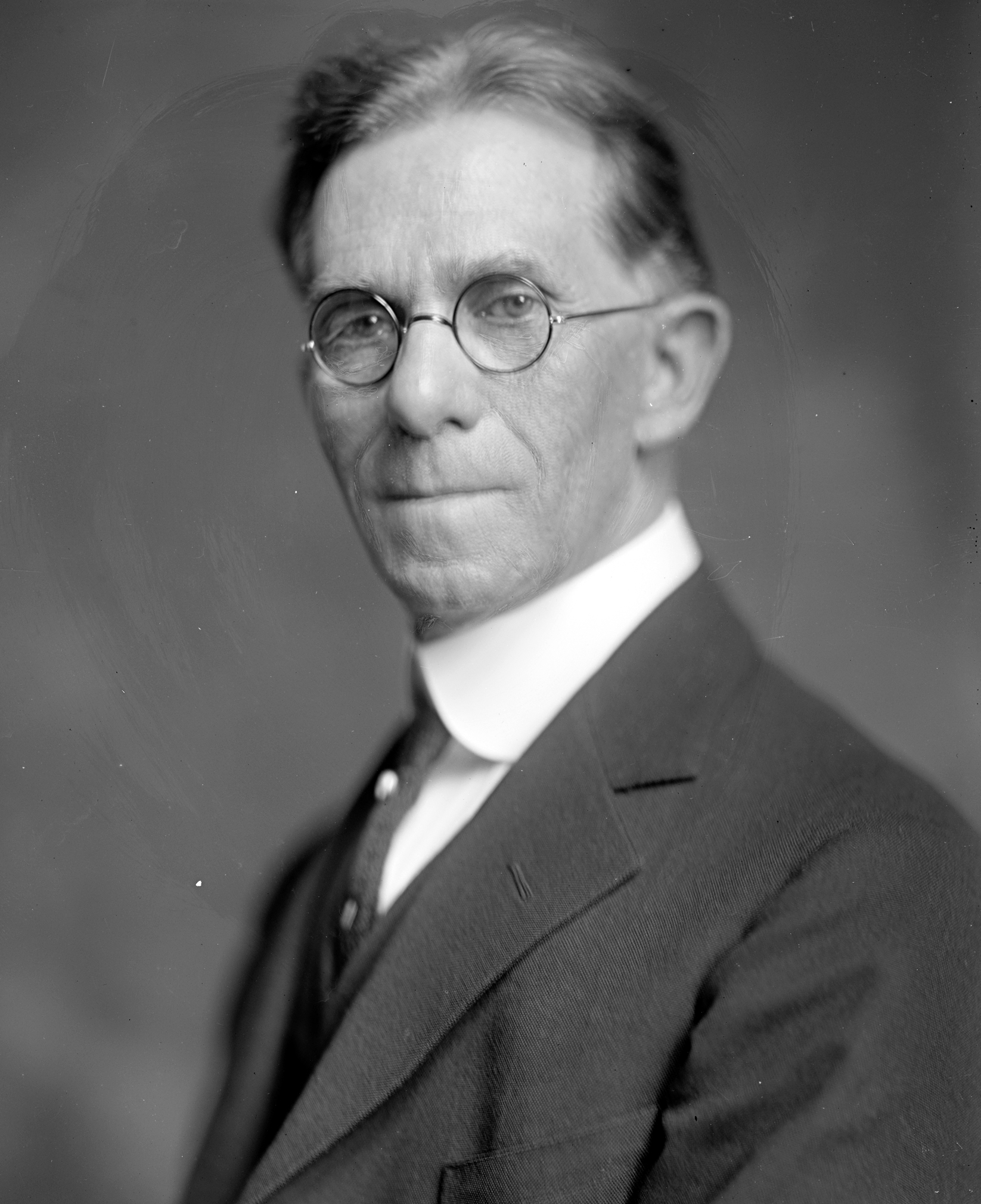
James Jefferson Britt (* 1861)

- 1861: James Jefferson Britt, US-amerikanischer Politiker
- 1861: Silviano Carrillo y Cárdenas, mexikanischer Bischof
- 1861: Franz Xaver Engelhart, deutscher katholischer Priester, Kirchenmusiker, Chorleiter und Komponist
- 1861: Max Güntz, deutscher Landwirt und Agrarhistoriker
- 1861: Walter Ludwig Wilhelm Lauterburg, Schweizer Jurist und Professor
- 1861: Theodor Oskar Rubeli, Schweizer Veterinärmediziner
- 1862: Hugo Karl August Bacmeister, preußischer Offizier

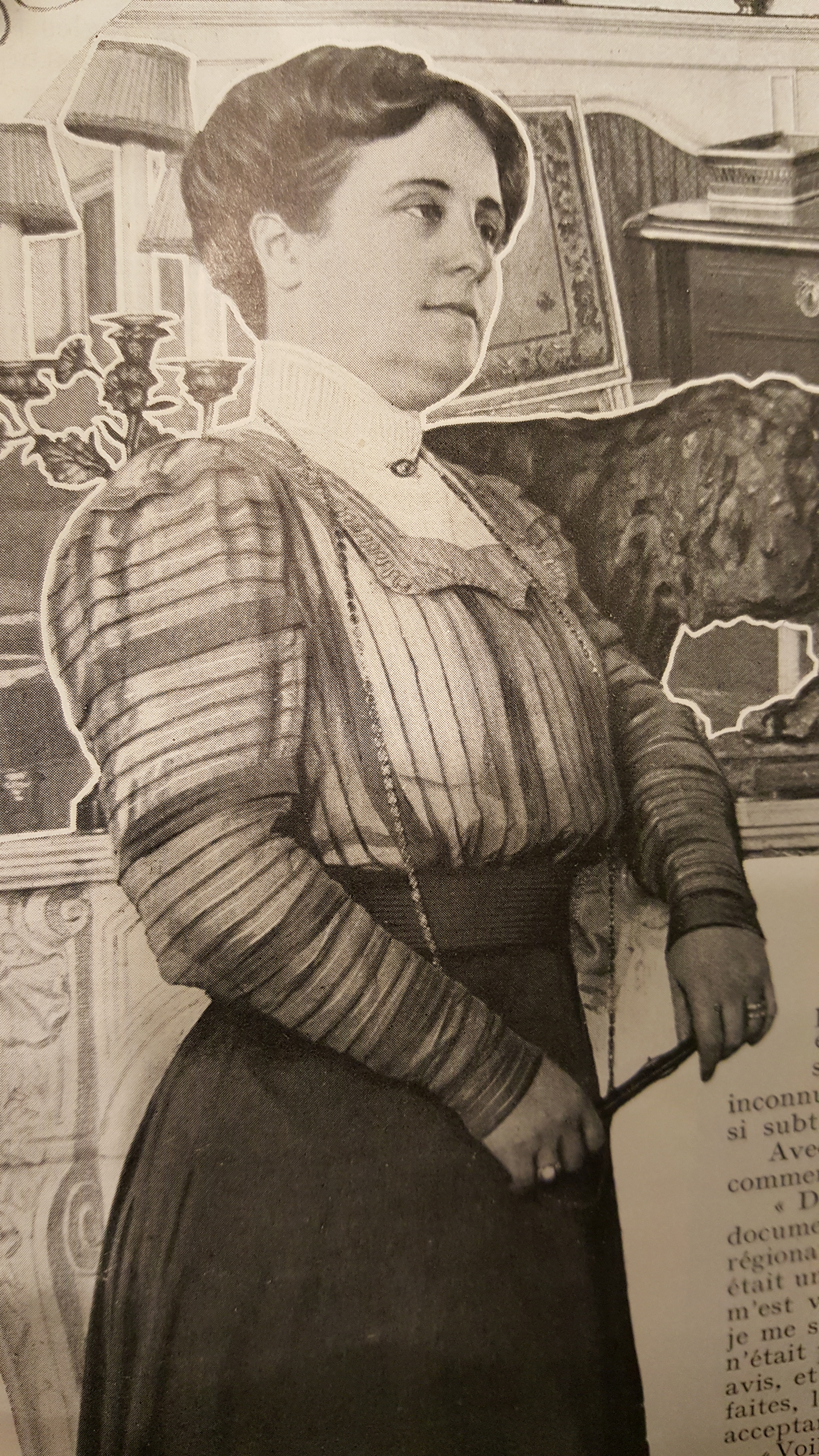
Louise Cruppi (* 1862)

- 1862ː Louise Cruppi, französische Schriftstellerin, Musikerin und Feministin
- 1862: Robert Emden, Schweizer Physiker und Astrophysiker
- 1862: Norman Gale, englischer Lyriker
- 1862: Frances Külpe, deutschbaltische Schriftstellerin
- 1862: Erich Paulun, deutscher Marinearzt
- 1862: George H. Prouty, US-amerikanischer Politiker
- 1863: Wilhelm Jännicke, deutscher Botaniker und Hochschullehrer

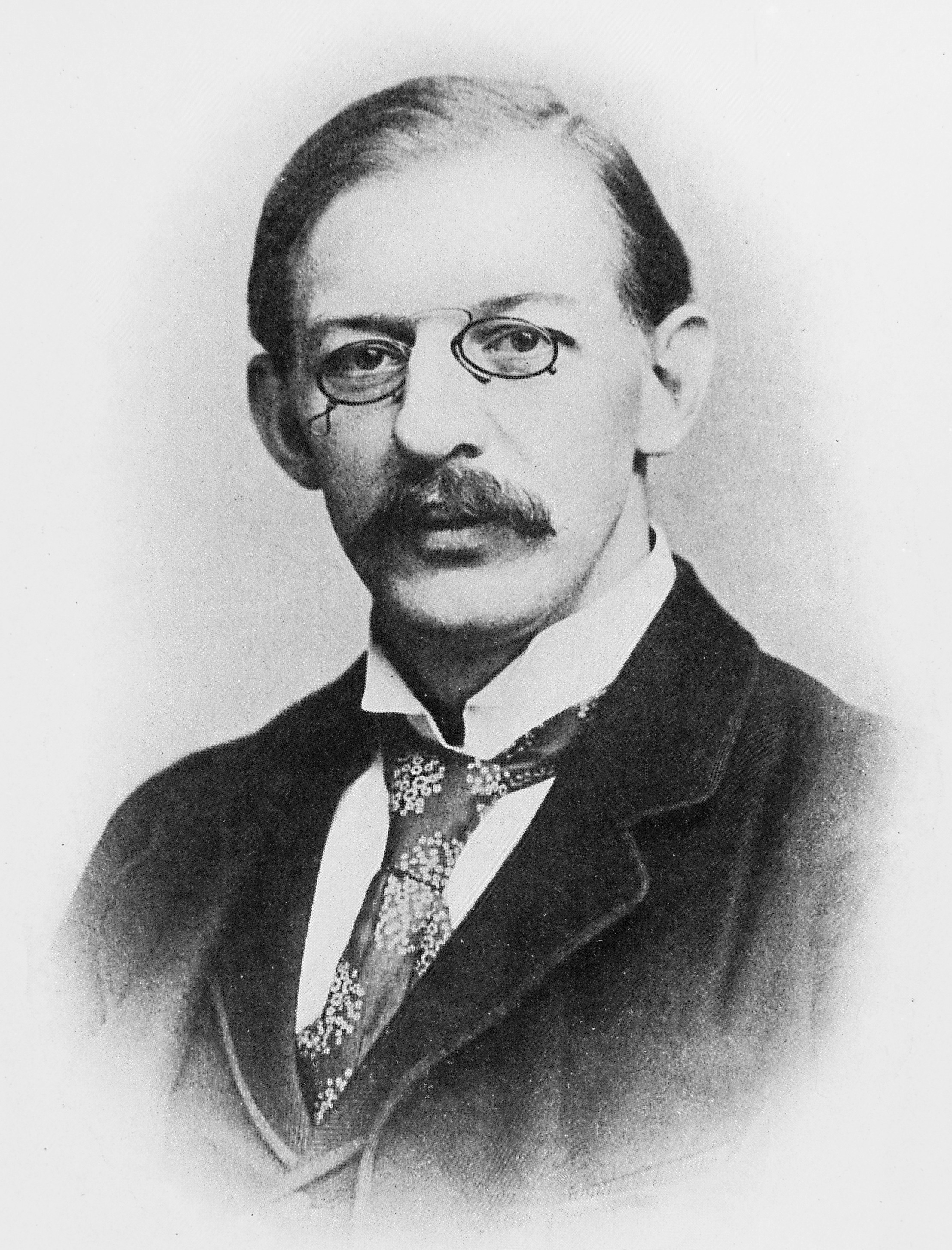
Alfredo Antunes Kanthack (* 1863)

- 1863: Alfredo Antunes Kanthack, brasilianischer Mikrobiologe und Pathologe
- 1863: Reginald Innes Pocock, britischer Zoologe
- 1864: Wilhelm Bauer, österreichischer Schauspieler und Sänger
- 1864: Kurt Burchard, deutscher Rechtswissenschaftler
- 1864: Émile Chautard, französischer Autor und Argotforscher
- 1864: Johanna Ey, deutsche Galeristin
- 1864: Wilhelm Haverkamp, deutscher Bildhauer und Medailleur
- 1864: Alejandro Lerroux, spanischer Politiker
- 1864: Waldeck Manasse, deutscher Schriftsteller und Politiker
- 1864: Daniel Mannix, australischer katholischer Geistlicher
- 1864: August Müller, deutscher Mediziner und einer der Erfinder der Kontaktlinse
- 1864: Fritz Rémond, sr., eigentlich Fritz Heinemann, deutscher Theaterschauspieler, -direktor und Opernsänger
- 1864: David Watson Taylor, US-amerikanischer Schiffbauingenieur und Konteradmiral
- 1865: Ludwig Louis Brunner, deutscher Gewerkschafter und Politiker
- 1865: Francis Charles Robert Jourdain, britischer Amateurornithologe und Oologe
- 1865: Eduard Vilde, estnischer Schriftsteller und Begründer des estnischen Realismus
- 1866: Franz Biener, deutscher Politiker
- 1866: Eugène Cosserat, französischer Mathematiker und Astronom

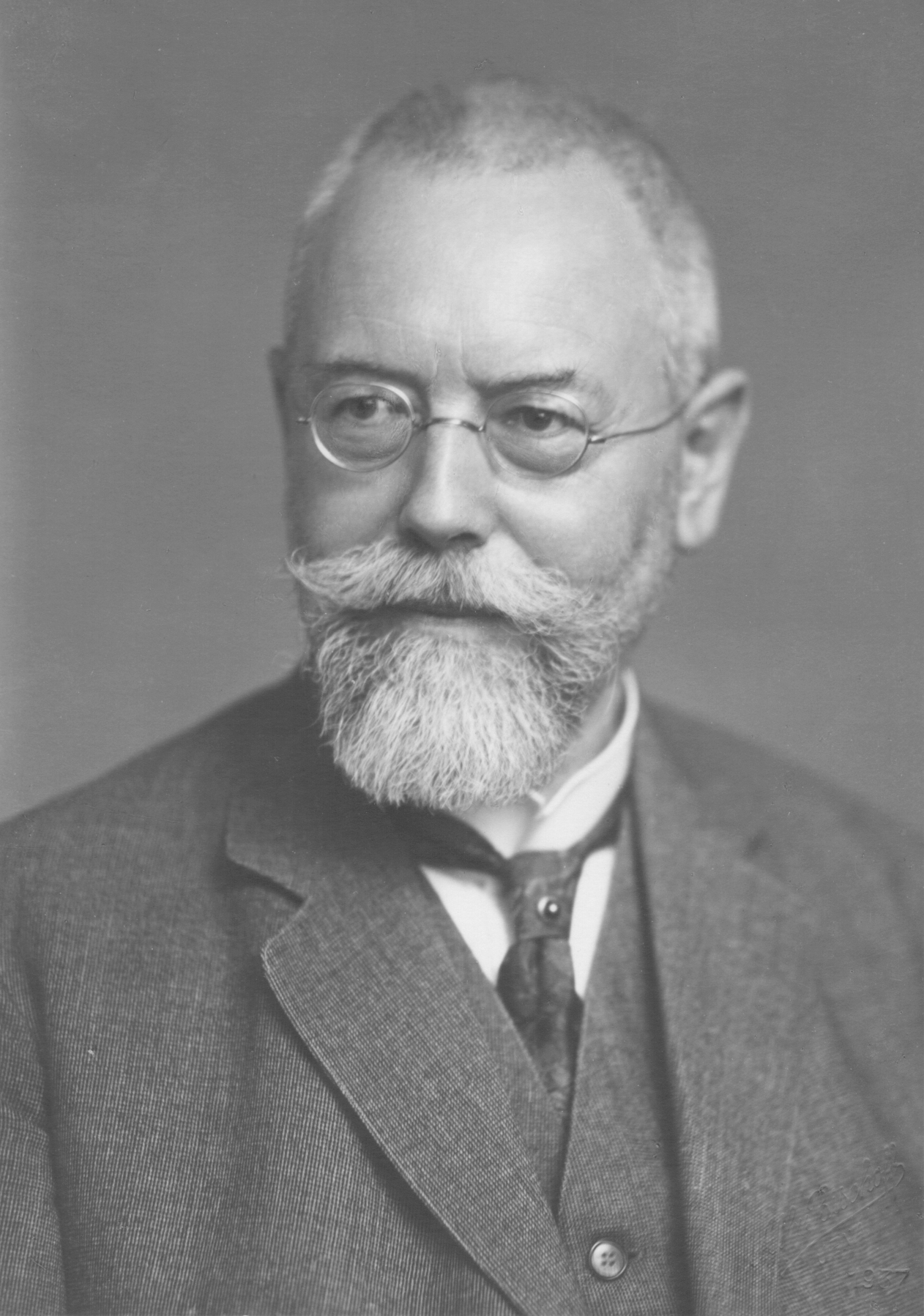
August Köhler (* 1866)

- 1866: August Karl Johann Valentin Köhler, deutscher Professor
- 1866: Curt Walter Michaelis, deutscher Theologe
- 1866: Reinhard Pahlke, deutscher Verwaltungsjurist
- 1866: Gustav Stollberg, deutscher Politiker
- 1866: Carl Vogl, deutscher evangelischer Theologe und religiöser Sozialist
- 1867: Julius R. Haarhaus, deutscher Schriftsteller
- 1867: Maria Odermatt, Schweizer Politiker
- 1867: Erik Staaff, schwedischer Romanist und Hispanist
- 1867: Charles P. Summerall, US-amerikanischer General
- 1867: Johannes Warneck, deutscher evangelischer Theologe, Missionar, Prediger und Übersetzer
- 1868: Josef Mühlbacher, österreichischer Priester, Bildhauer und Maler
- 1868: Felix Philipp, deutscher Gewerkschafter und Politiker
- 1869: Paul Biensfeldt, deutscher Film- und Theaterschauspieler
- 1869: Eugénio de Castro e Almeida, portugiesischer Gelehrter, Dichter, Epiker, Dramatiker und Übersetzer
- 1869: Félicien Cattier, belgischer Jurist
- 1870: Heinrich Contze, deutscher Lehrer und Politiker
- 1870: Verner Järvinen, finnischer Leichtathlet
- 1870: Fausta Labia, italienische Opernsängerin
- 1870: Paula Levermann, deutsche Theater- und Stummfilmschauspielerin
- 1870: T. Sturge Moore, englischer Schriftsteller und Holzschneider
- 1871: Hans Freiesleben, deutscher Senatspräsident beim Reichsgericht
- 1871: Boris Grigorjewitsch Galjorkin, sowjetischer Ingenieur und Mathematiker
- 1871: Walton Brooks McDaniel, US-amerikanischer Philologe
- 1871: Otto Marx, deutscher Musikinstrumentenrestaurator und Klavierbauer
- 1872: Reinhold Max Eichler, deutscher Maler, Zeichner und Illustrator
- 1872: Justinus Wöhrer, österreichischer Zisterzienserabt und Missionar
- 1873: William Marshall Bullitt, US-amerikanischer Jurist und United States Solicitor
- 1873: Albert Dietrich, deutscher Pathologe
- 1873: Alfred Buckwalter Garner, US-amerikanischer Politiker
- 1873: Sepp Hubatsch, österreichischer Architekt
- 1873: John H. Trumbull, US-amerikanischer Politiker
- 1873: Oskar Wiener, deutsch-tschechoslowakischer Autor
- 1874: Julius Braathe, norwegischer Sportschütze
- 1874: Jan Černý, tschechoslowakischer Politiker
- 1874: Stephen Victor Graham, US-amerikanischer Marineoffizier

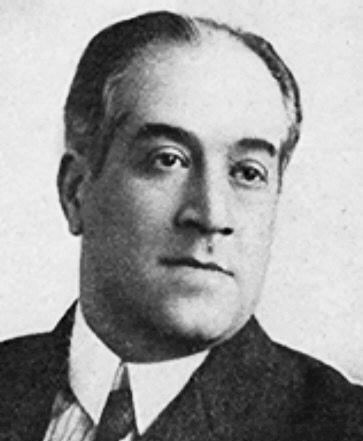
Henri Duvernois (* 1875)

- 1875: Henri Duvernois, französischer Schriftsteller
- 1875: Ernst Jänecke, deutscher Chemiker
- 1875: Mihály Károlyi, ungarischer Politiker
- 1875: Enrique Larreta, argentinischer Diplomat und Schriftsteller
- 1875: Helene Lübbers-Wegemann, deutsche Malerin
- 1875: Otto Mezger, deutscher Apotheker, Chemiker und Kriminalist
- 1876: Margarethe Adolphi, deutsche Theaterschauspielerin
- 1876: Jakob Buchli, Schweizer Konstrukteur im Bereich des Lokomotivbaus
- 1876: Léon-Paul Fargue, französischer Dichter
- 1876ː Ella Goldschmidt, deutsche Unternehmerin
- 1876: Ásgrímur Jónsson, isländischer Maler
- 1876: Victor Lelièvre, Oblate der makellosen Jungfrau Maria
- 1876: Hans Rubritius, österreichischer Urologe
- 1876: Martin Schenck, deutscher Biochemiker und Hochschullehrer
- 1877: Pawel Michailowitsch Bermondt-Awaloff, russischer Abenteurer und Offizier

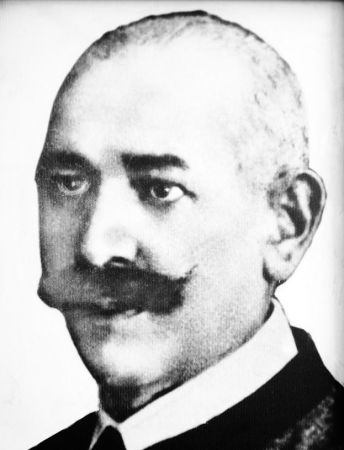
Anton Bulgari (* 1877)

- 1877: Anton Bulgari, österreichischer Schildermaler und Revolutionär
- 1877: Alexander Fjodorowitsch Goedicke, russischer Musiker und Komponist
- 1877: Fritz Graebner, deutscher Ethnologe
- 1877: Garrett Morgan, US-amerikanischer Erfinder
- 1878: Kaspar Dantscher, deutscher Professor für Wasserbau
- 1878: Charles Isaac Ginner, französisch-britischer Maler
- 1878: Andreas Kögler, österreichischer Bildhauer
- 1878: Emil Leinhas, deutscher Kaufmann und Anthroposoph
- 1878: P. D. Ouspensky, russischer esoterischer Schriftsteller

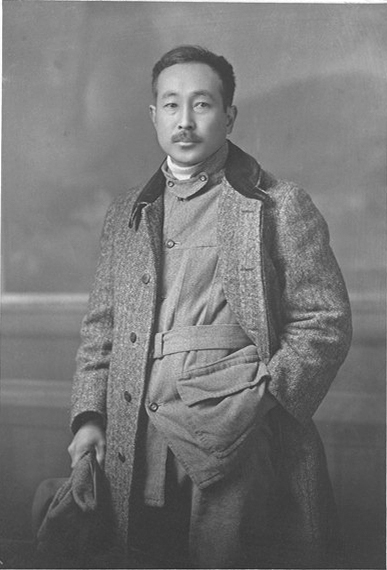
Arishima Takeo (* 1878)

- 1878: Arishima Takeo, japanischer Schriftsteller
- 1878: Alexander Tamanjan, armenischer Architekt
- 1878: Charles Murray Turpin, US-amerikanischer Politiker
- 1879: Bernhard Kellermann, deutscher Schriftsteller
- 1879: Josip Murn, slowenischer Lyriker
- 1879: Otto Pannenbecker, deutscher Politiker
- 1880: Karl Beck, deutscher HNO-Arzt und Hochschullehrer
- 1880: Nikolaus Jansen, römisch-katholischer Prälat und Politiker
- 1880: Hermann Reckendorf, deutsch-jüdischer Buchdrucker, Gebrauchsgraphiker und Verlagsbuchhändler
- 1881: Todor Aleksandrow, bulgarisch-makedonischer Wojwode und Gründer der IMRO
- 1881: Muhammad al-Munsif Bey, auch Moncef Bey, Bey von Tunis und vorletzter Vertreter der husainidischen Dynastie
- 1881: Oskar Bloch, deutscher Architekt
- 1881: Aloys Rink, hessischer Politiker
- 1881: Thomas Sigismund Stribling, US-amerikanischer Schriftsteller
- 1881: Henry E. Stubbs, US-amerikanischer Politiker
- 1881: Richard C. Tolman, US-amerikanischer Physiker
- 1882: Rudolf Essek, deutscher Film- und Theater-Schauspieler
- 1882: Nicolae Titulescu, rumänischer Politiker
- 1883: Arnold Churchill, britischer Leichtathlet
- 1883: Julius Fromm, Gummifabrikant im Deutschen Reich

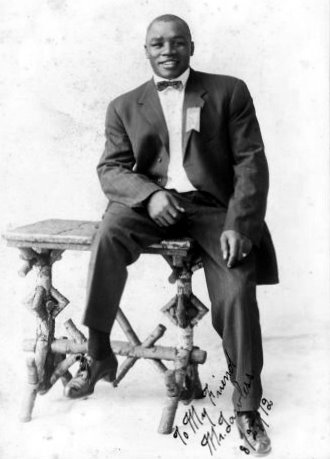
Sam Langford (* 1883)

- 1883: Sam Langford, kanadischer Boxer
- 1883: Hans Mollenhauer Millies, deutscher Geiger und Komponist
- 1883: J. R. Tremblay, kanadischer Schauspieler und Autor
- 1884: María Barrientos, spanische Opernsängerin
- 1884: Ilona B. Benda, deutsch-amerikanische Journalistin und Autorin
- 1884: Jean Frontard, französischer Bauingenieur
- 1884: Sándor Marót, ungarischer Schriftsteller und Journalist
- 1884: Claus Rönnfeldt, deutscher Landwirt und Politiker
- 1884: Rosine Speicher, deutsche Frauenrechtlerin und Redakteurin
- 1885: Walter Görig, deutscher Architekt
- 1885: Josef Hehl, deutscher Töpfer und Plastiker
- 1885: Arnold McNair, 1. Baron McNair, britischer Jurist und Professor

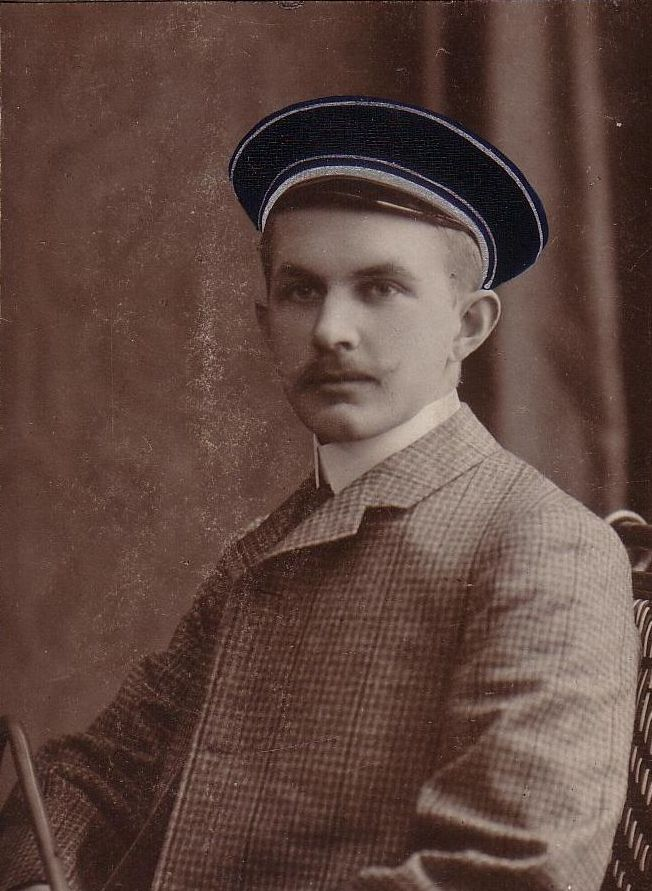
Fritz Mussehl (* 1885)

- 1885: Fritz Mussehl, deutscher Verwaltungsjurist, Reichskommissar und Staatssekretär
- 1885: Alexander Reiner, deutscher Zahnarzt, SS-Führer und KZ-Lagerkommandant
- 1885: Hans Ueberschaar, deutscher Japanologe und Professor
- 1885: Beata Ziegler, deutsche Musikpädagogin
- 1886: Paul Bazelaire, französischer Violoncellist
- 1886: Karl Wilhelm Jötten, deutscher Bakteriologe, Hygieniker und Eugeniker
- 1886: Hans Neumerkel, deutscher Reichsgerichtsrat
- 1886: Kazimierz Świtalski, polnischer Offizier und Politiker
- 1886: Leopold von Ubisch, deutsch-norwegischer Zoologe
- 1886: Heinrich Uhlendahl, deutscher Bibliothekar
- 1887: Gustav von Dänemark, Mitglied des Hauses Schleswig-Holstein-Sonderburg-Glücksburg
- 1887: John Dewar Denniston, britischer Altphilologe
- 1887: Fritz Külz, deutscher Pharmakologe
- 1887: Willy Meller, deutscher Bildhauer
- 1887: Richard Anthony Muttkowski, US-amerikanischer Entomologe

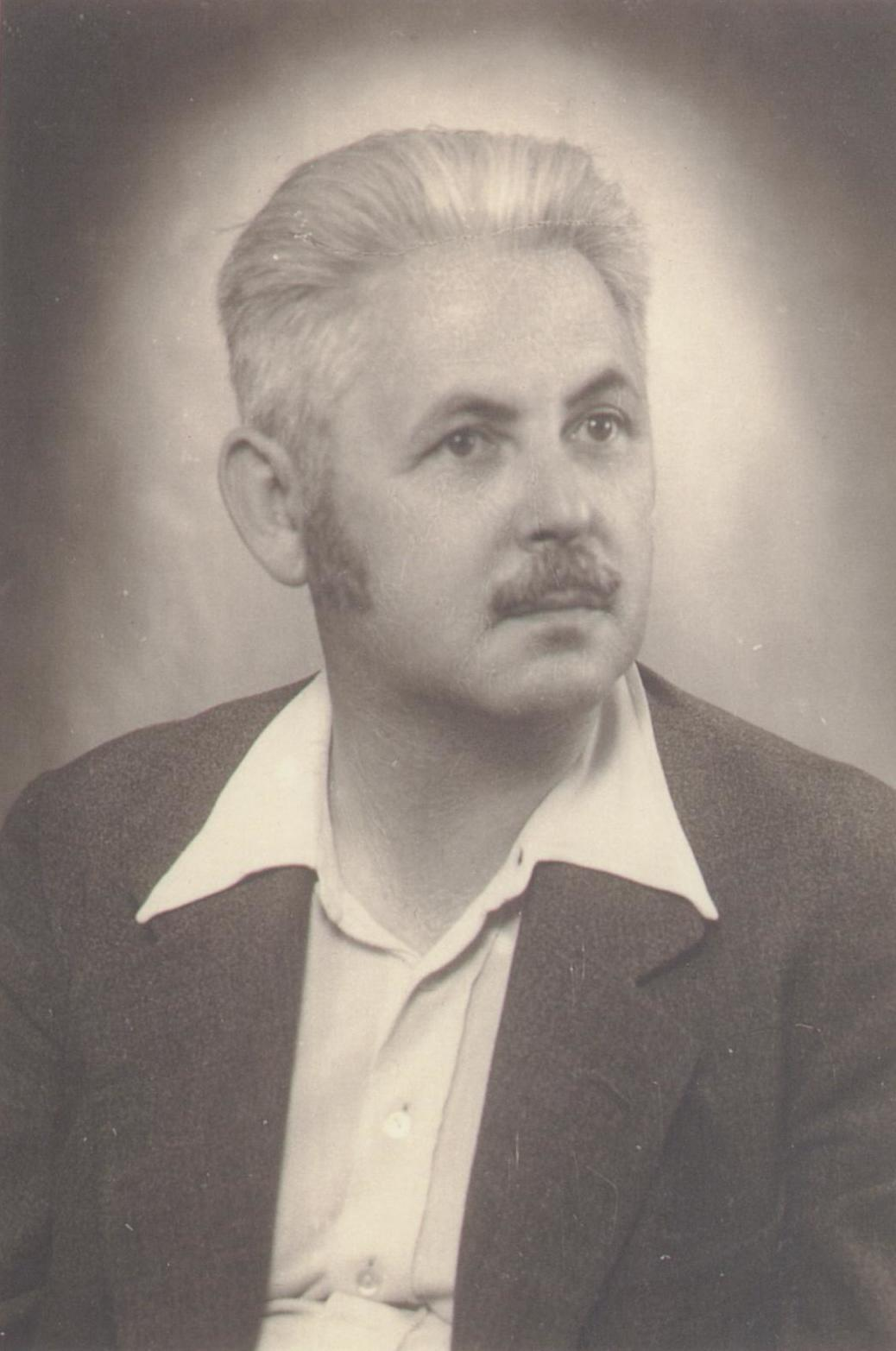
Emil Schardon (* 1887)

- 1887: Emil Schardon, bayerischer Mediziner und promovierter Arzt
- 1888: Marcel Berthet, französischer Radrennfahrer
- 1888: Gerard Bunk, deutsch-niederländischer Organist, Pianist, Cembalist, Chorleiter und Komponist
- 1888: Maurice Falvy, französischer General
- 1888: Maria Regina Jünemann, deutsche Schauspielerin, Schriftstellerin und Journalistin
- 1888: Rafaela Ottiano, italo-amerikanische Schauspielerin
- 1888: Emma Richter, geb. Hüther, deutsche Paläontologin
- 1888: Knute Rockne, US-amerikanischer American-Football-Trainer
- 1889: Oscar Chisini, italienischer Mathematiker
- 1889: Hans Dirscherl, deutscher Politiker und MdB
- 1889: Jean-Gabriel Domergue, französischer Maler und Plakatkünstler
- 1889: Kurt Gerlach, deutscher völkischer Schriftsteller und Verfasser von Laienspielen
- 1889: Werner von Gilsa, deutscher General und letzter Kampfkommandant von Dresden
- 1889: Georg Kotek, österreichischer Volksliedforscher und -sammler
- 1889: Oren E. Long, US-amerikanischer Politiker
- 1889: Hong Sa-ik, Generalleutnant der Japanischen Armee

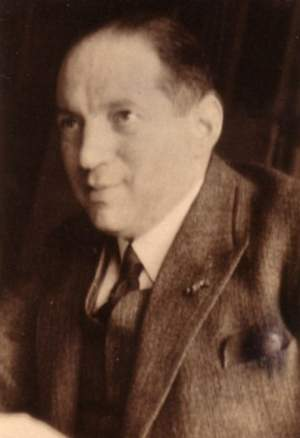
Walter Westfeld (* 1889)

- 1889: Walter Westfeld, deutscher Kunstsammler und -händler
- 1889: Pearl White, US-amerikanische Stummfilmschauspielerin
- 1890: Karl Bohnenstengel, deutscher Politiker
- 1890: Karl Ostberg, deutscher Polizeibeamter und NS-Funktionär
- 1890: Martin Porkay, ungarischer Kunstexperte
- 1890: Hanns Schulz-Dornburg, deutscher Theaterintendant
- 1891: Leopold Krauss-Elka, österreichischer Komponist
- 1891: Viktor Tourjansky, ukrainischer Filmregisseur
- 1891: Dazzy Vance, US-amerikanischer Baseballspieler
- 1891: Kazimierz Żebrowski, polnischer Eishockeyspieler und -trainer
- 1892: Alfred Depuhl, deutscher evangelischer Theologe und Autor
- 1892: Joseph Washington Frazer, US-amerikanischer Industrieller in der Automobilindustrie
- 1892: Fritz Korter, deutscher Bildhauer
- 1892: Hedwig Lohß, deutsche Schriftstellerin
- 1893: Edmund Hoffmeister, deutscher Offizier
- 1893: Adolph Lowe, deutscher Soziologe und Nationalökonom
- 1893: Carmelo Sgroi, italienischer Pädagoge, Romanist und Literaturkritiker
- 1893: Aleksanteri Toivola, finnischer Ringer
- 1893: Adolf Wenger, österreichischer Zugführer
- 1894: Gustav Becking, deutscher Musikwissenschaftler und Professor
- 1894: Rita Clermont, deutsche Schauspielerin
- 1894: Adam Ebner, deutscher Politiker
- 1894: Martin Haenichen, deutscher Flugpionier und Pilot
- 1894: Carl Hahn, sr., deutsch-österreichischer Automobilbauer und Unternehmer
- 1894: František Kubka, tschechischer Journalist, Schriftsteller, Dichter und Übersetzer und Politiker
- 1894: Vollrath Lübbe, deutscher Offizier
- 1894: Georg Mayerhofer, deutscher Politiker
- 1894: Gabriele Tergit, deutsche Journalistin und Schriftstellerin

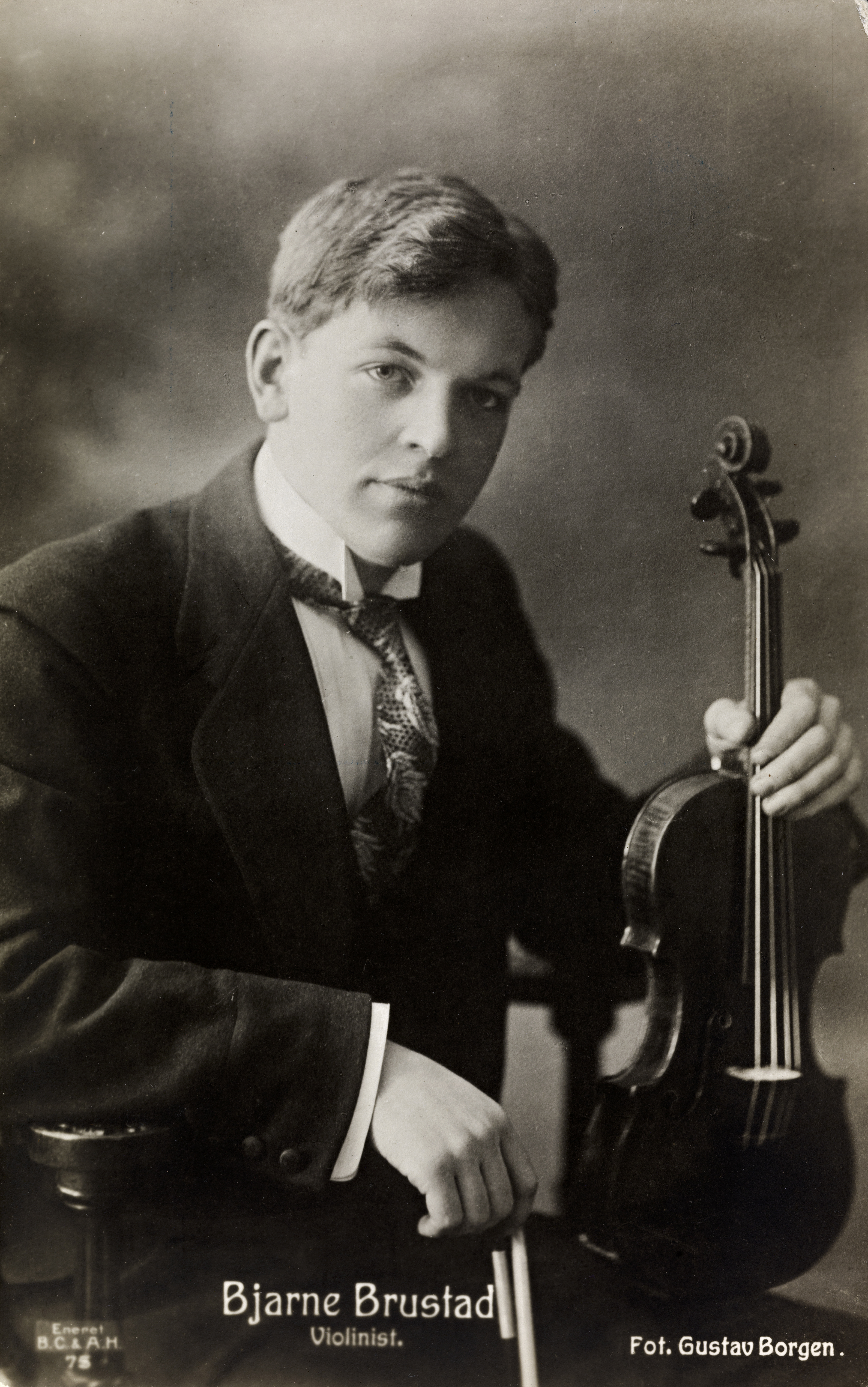
Bjarne Brustad (* 1895)

- 1895: Bjarne Brustad, norwegischer Geiger, Bratscher und Komponist
- 1895: Elisabeth Sophie Dabelstein, deutsche Alpinistin und Schriftstellerin
- 1895: Alice Frick, deutsche Politikerin
- 1895: Bruno Gleißberg, deutscher Politiker
- 1895: Karl Hannemann, deutscher Schauspieler
- 1895: Erich Hofmann, deutscher Linguist und Professor
- 1895: Shemp Howard, US-amerikanischer Komiker
- 1895: August Oberhauser, Schweizer Fußballspieler
- 1895: Hilde Walter, deutsche Publizistin
- 1896: Douglas David Forsyth, südafrikanischer Beamter und Politiker
- 1896: Rhys Gemmell, australischer Tennisspieler
- 1896: Leon Pierre Gendron, US-amerikanischer Stummfilmschauspieler und Drehbuchautor
- 1896: Hugo Linhard, deutscher Literatur- und SD-Funktionär
- 1896: Karl Mierke, deutscher Psychologe, Pädagoge und Hochschullehrer
- 1896: Marcelle Verdat, französische Schriftstellerin
- 1896: Charmion von Wiegand, US-amerikanische Journalistin, Kunstkritikerin und Malerin

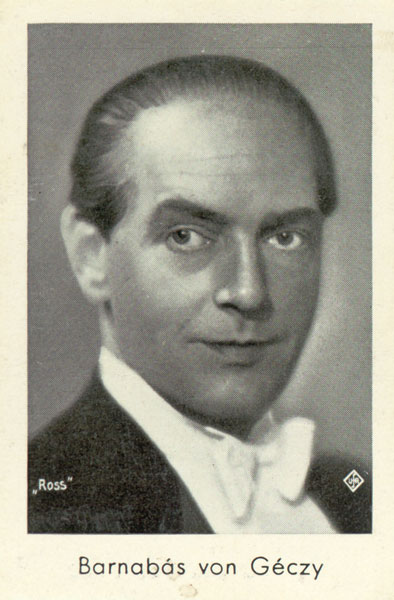
Barnabás von Géczy (* 1897)

- 1897: Barnabás von Géczy, ungarischer Violinist und Orchesterleiter
- 1897: Pablo Mariaselvam, britisch-indischer Bischof
- 1897: Robert A. McClure, US-amerikanischer Militärangehöriger
- 1897: Wilhelm Steudte, deutscher Politiker
- 1898: Konrad Bihl, deutscher Mediziner und Politiker

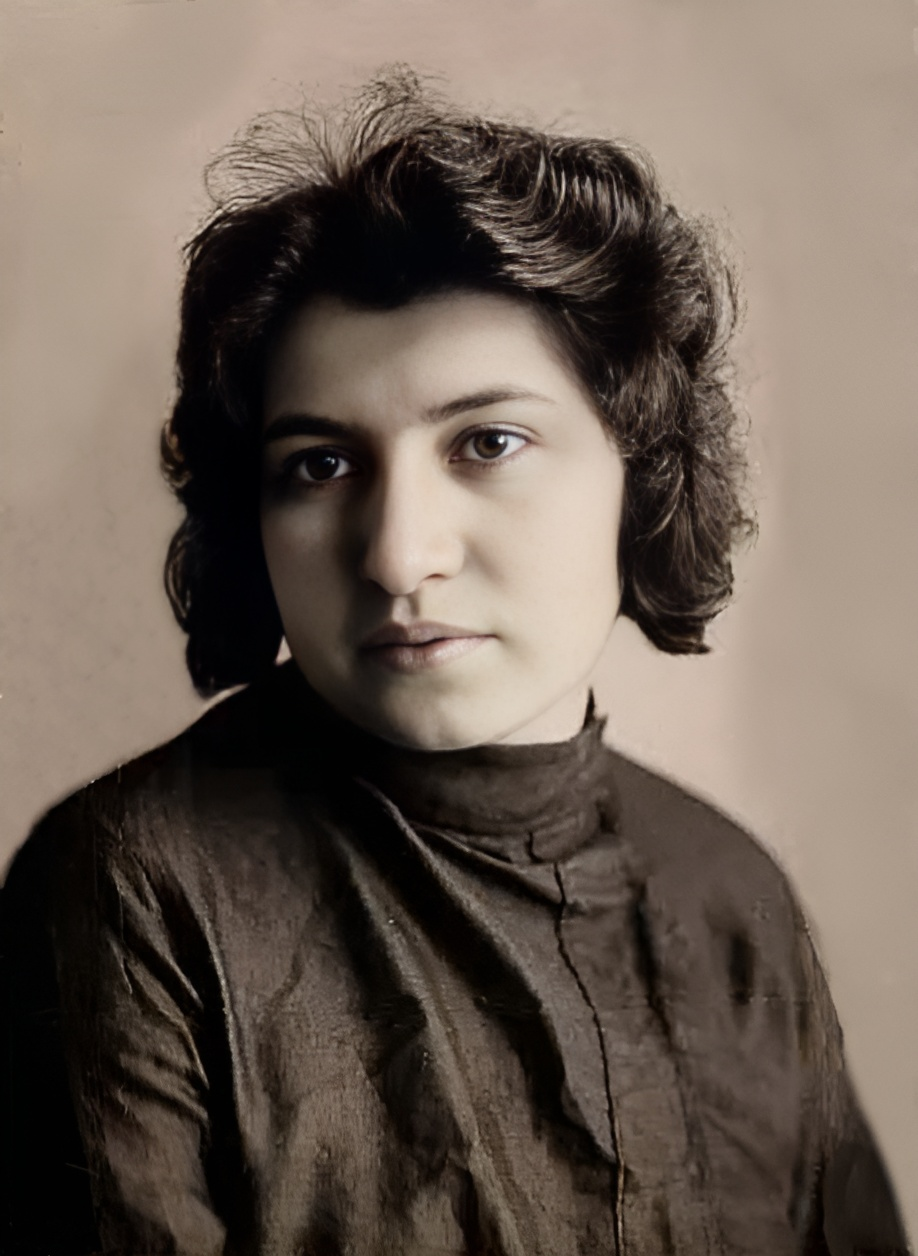
Dora Diamantova (* 1898)

- 1898: Dora Diamant, politische Aktivistin und Schauspielerin, letzte Lebensgefährtin Franz Kafkas
- 1898: Georges Dumézil, französischer Religionswissenschaftler und Soziologe
- 1898: Rudolf Hübener, deutscher Künstler, Matrose und Buchhalter
- 1898: Hans Krebs, deutscher Offizier und Generalstabschef der Wehrmacht
- 1898: Hermann Kuhmichel, deutscher Künstler
- 1898: René Leroy, französischer Flötist und Musikpädagoge
- 1898: Walter Lesch, Schweizer Regisseur
- 1898: Francesco Pennisi, italienischer Bischof
- 1898: Dora Labbette, englische Sängerin
- 1899: Erwin Brandt, deutscher Polizeibeamter und SS-Führer
- 1899: Victor A. Gangelin, US-amerikanischer Artdirector und Szenenbildner
- 1899: Charles Gifford, 5. Baron Gifford, britischer Soldat und Adeliger
- 1899: Peter Illing, österreichisch-britischer Schauspieler
- 1899: Erich Kohlrausch, deutscher Literat, Politiker und Unternehmer
- 1899: Andreas Paulsen, deutscher Wirtschaftswissenschaftler und Rektor
- 1899: Kurt Bruno Pompe, deutscher Internierungslager-Kommandeur
- 1899: Herbert Reichner, österreichischer Verleger, Autor und Antiquar
- 1899: Hans W. Rinn, deutscher Bankier und Industrieller
- 1899: Fritz Schmidt, deutscher Politiker
- 1899: Jean Paul Schmitz, deutscher Maler
- 1899: Magda Thürey, deutsche Kommunistin und Widerstandskämpferin gegen den Nationalsozialismus
- 1900: Herbert Biberman, US-amerikanischer Drehbuchautor und Filmregisseur
- 1900: Bruno Fritz, deutscher Kabarettist, Schauspieler und Synchronsprecher
- 1900: Anton Joseph Maria Hilckman, deutscher Volkskundler
- 1900: Bernhard zu Solms-Laubach, deutscher Politiker
- 1900: Pepi Wakovsky, österreichischer Liederkomponist und Schrammelmusiker
- 1900: Jean Welz, eigentlich Hans Welz, österreichischer und später südafrikanischer Maler und Architekt
- 1900: Jan Zachwatowicz, polnischer Architekt, Kunsthistoriker und Denkmalpfleger

### 20. Jahrhundert

#### 1901–1925
- 1901: Gerhard Erren, deutscher Nationalsozialist
- 1901: Wilbur R. Franks, kanadischer Wissenschaftler und Mediziner
- 1901: Erwin Hartung, deutscher Refrainsänger, Schauspieler
- 1901: Hans Klüver, deutscher Schachproblemkomponist
- 1901: Wilhelm Nicolaisen, deutscher Agrarwissenschaftler und Hochschullehrer
- 1901: Piotr Perkowski, polnischer Komponist
- 1901: Hans Quecke, deutscher Jurist und Beamter
- 1901: Jean-Joseph Rabearivelo, madagassischer Schriftsteller und Übersetzer
- 1901: Heinrich Troeger, deutscher Jurist und Politiker
- 1901: Francis Turville-Petre, britischer Archäologe
- 1902: Paul Eppstein, deutscher Soziologe, Judenältester im Ghetto Theresienstadt
- 1902: Liu Renjing, chinesischer Politiker
- 1902: Reginald Watson-Jones, englischer Chirurg
- 1902: Jerzy Kazimierz Wolff, polnischer Maler, Kunsthistoriker und -kritiker, Publizist und katholischer Priester
- 1903: Eva Bernoulli, Schweizer Logopädin und Pädagogin
- 1903: Filippo Caracciolo, italienischer Adeliger, Politiker, Antifaschist, Funktionär und Autor
- 1903: Robert Erspenmüller, deutscher SS-Angehöriger und KZ-Aufseher

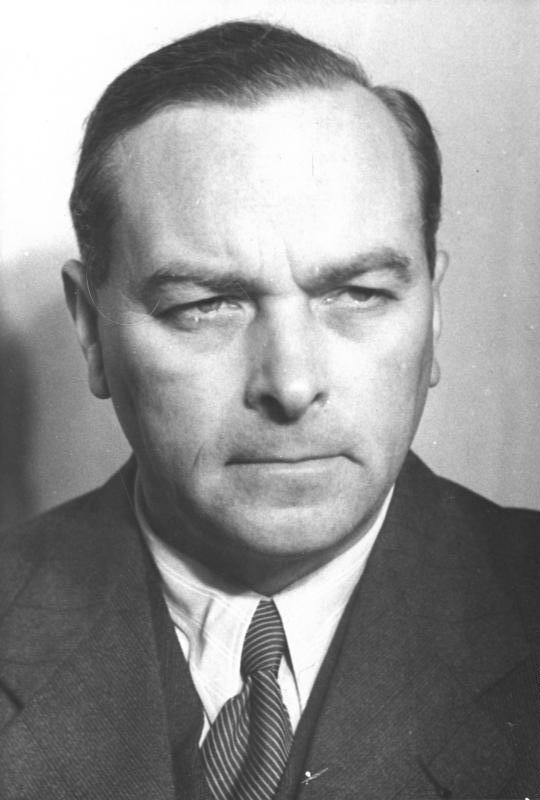
Karl Hamann (* 1903)

- 1903: Karl Hamann, deutscher Politiker, Minister für Handel und Versorgung der DDR
- 1903: Paul Jacottet, Schweizer Elektroingenieur
- 1903: Rudolf Kulicke, deutscher Politiker
- 1903: Dorothy Mackaill, US-amerikanische Schauspielerin
- 1903: Herbert Röhrig, deutscher Heimatforscher, Jurist und Kaufmann
- 1903: John Scarne, US-amerikanischer Experte für Glücksspiele und Kartenkünstler
- 1903: Oscar Schönherr, deutscher Pädagoge, Komponist und Musiker
- 1903: Walter Steffens, deutscher Offizier und Widerstandskämpfer
- 1904: Abram Isaakowitsch Alichanow, sowjetischer Physiker
- 1904: Luis Carrero Blanco, spanischer Militär und Politiker
- 1904: George Gamow, russisch-US-amerikanischer Physiker
- 1904: Edgar Jené, deutsch-französischer Maler und Grafiker, Surrealist
- 1904: Joseph Schmidt, deutsch-österreichischer Kammersänger und Chasan
- 1905: Carlos Fernández Casado, spanischer Bauingenieur
- 1905: Josef Deér, ungarischer Historiker
- 1905: Lili Kraus, britische Pianistin
- 1905: Pierre Pidoux, Schweizer evangelischer Kirchenmusiker und Musikwissenschaftler
- 1906: Herbert Arndt, deutscher Jurist, Richter am Bundesgerichtshof
- 1906: Phil Davis, US-amerikanischer Comiczeichner und Illustrator
- 1906: Meindert DeJong, niederländisch-amerikanischer Kinderbuchautor
- 1906: Karol Estreicher, polnischer Kunsthistoriker, Professor und Museumsdirektor
- 1906: Avery Fisher, US-amerikanischer Unternehmer, Erfinder und Musikmäzen
- 1906: Aili Konttinen, finnische Autorin
- 1906: Grégoire Laurent, luxemburgischer Boxer und Boxtrainer

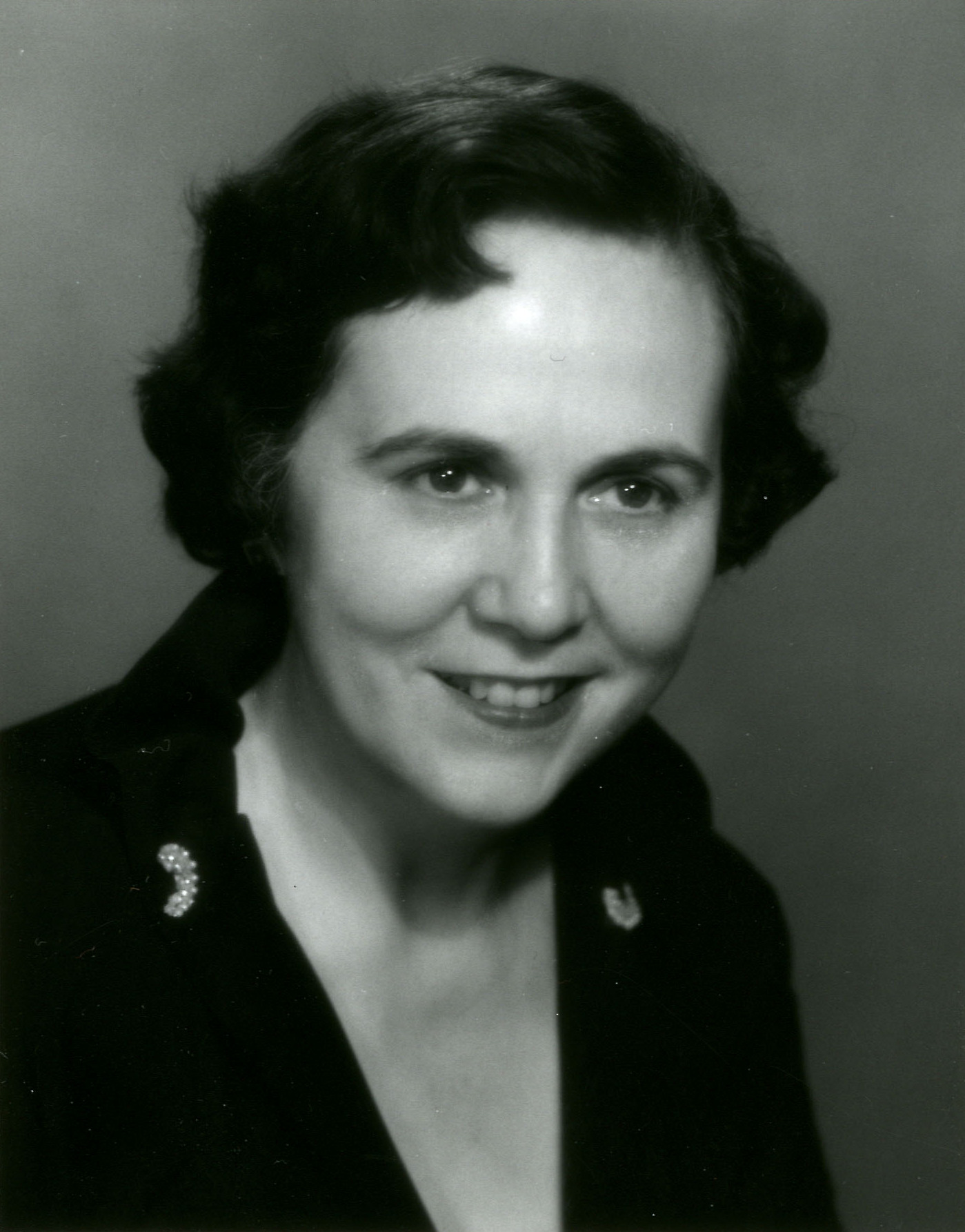
Eleanor Josephine Macdonald (* 1906)

- 1906: Eleanor Josephine Macdonald, US-amerikanische Professorin
- 1906: Karl Oettinger, österreichischer Kunsthistoriker
- 1906: Georges Ronsse, belgischer Radsportler
- 1906: Wolfgang Uthe, deutscher Kapitän und Politiker
- 1906: Ernst Weber, Schweizer Politiker
- 1907: Heinrich Creuzburg, deutscher Dirigent und Komponist
- 1907: Heinrich Draeger, deutscher Politiker, MdB
- 1907: Harald Koch, deutscher Politiker, Landesminister, MdB
- 1907ː Maria Branyas Morera, spanisch-US-amerikanische Altersrekordlerin (1907–2024)
- 1907: Ernst Thomas Maria Reimbold, deutscher Bildhauer, Religionswissenschaftler und Symbolforscher
- 1907: Wladimir Iossifowitsch Weksler, sowjetischer Physiker
- 1908: Rudolf Hanauer, deutscher Politiker
- 1908: Alfred Mischke, deutscher Volkswirt und SS-Führer
- 1908: Heinz Piper, deutscher Schauspieler, Moderator, Hörspiel- und Synchronsprecher
- 1908: Thomas Shaw, US-amerikanischer Bluessänger und -gitarrist
- 1908: Fritz Stastny, deutsch-österreichischer Chemie-Ingenieur und Erfinder
- 1908: Rudolf Trautmann, deutscher NS-Funktionär, MdR
- 1908: Renatus Weber, deutscher Politiker
- 1908: Rudolf Wehner, deutscher Werkzeugschlosser, Jugendfunktionär, Widerstandskämpfer gegen den Nationalsozialismus und Parteifunktionär
- 1909: Wladimir Pawlowitsch Barmin, sowjetischer Ingenieur
- 1909: Harry Helmsley, US-amerikanischer Immobilienunternehmer
- 1909: Michael Schneider, deutscher Organist, Chorleiter, Musikpädagoge und Musikwissenschaftler
- 1909: Bertil von Wachenfeldt, schwedischer Leichtathlet
- 1910: Heinz Gerlach, deutscher Musiker und Komponist
- 1910: Trude Heess, deutsche Schauspielerin

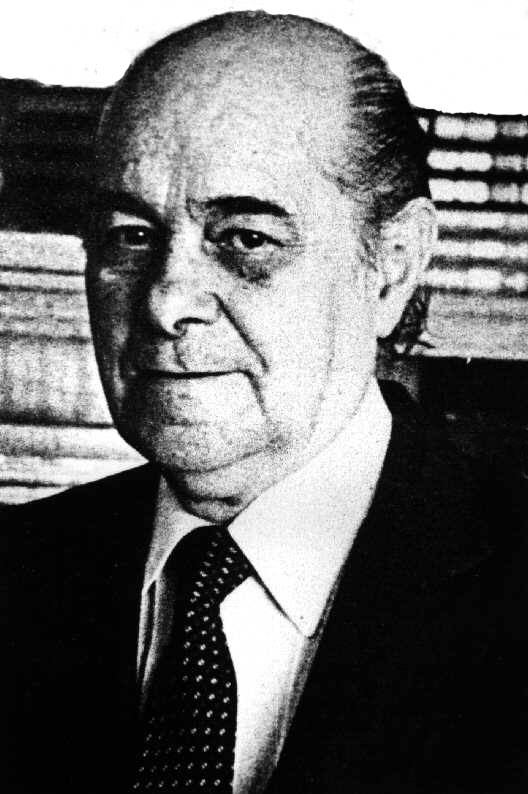
Tancredo Neves (* 1910)

- 1910: Tancredo Neves, brasilianischer Politiker
- 1911: Jean-Paul Colas, französischer Autorennfahrer
- 1911: Carl Forberg, US-amerikanischer Autorennfahrer
- 1911: Wilmont Haacke, deutscher Publizistikwissenschaftler
- 1911: Doris Maase, deutsche Ärztin und Widerstandskämpferin
- 1911: Hans-Albin Freiherr von Reitzenstein, deutscher Offizier der Waffen-SS
- 1911: Toni Seelos, österreichischer Skirennläufer und -trainer
- 1911: Adolf Zilch, deutscher Malakologe
- 1912: Afro Basaldella, italienischer Maler
- 1912: Paul Beickert, deutscher HNO-Mediziner und Hochschullehrer
- 1912: Willy Beutz, deutscher Kaufmann und Mäzen
- 1912: Otto Blanck, deutscher Maler
- 1912: Reto Capadrutt, Schweizer Bobfahrer
- 1912: Wolfgang Ehrl, deutscher Ringer
- 1912: Judith Furse, britische Theater- und Filmschauspielerin
- 1912: Roland Kuhn, Schweizer Psychiater
- 1912: Ferdinand Leitner, deutscher Dirigent
- 1912: Paul Pieper, deutscher Kunsthistoriker
- 1912: Arnulf Erich Stegmann, deutscher Maler, Gründer der Vereinigung der Mund- und Fussmalenden Künstler
- 1912: Willy Steuri, Schweizer Skirennfahrer
- 1912: Walter Würdemann, deutscher Politiker
- 1913: Herta Fey, deutsche Schwimmerin
- 1913: John Garfield, US-amerikanischer Schauspieler
- 1913: Aris Konstantinidis, griechischer Architekt
- 1913: Wilhelm Kuebart, deutscher Offizier und Widerstandskämpfer
- 1913: Fritz Seydaack, deutscher Jurist und Manager
- 1913: Leo Trepp, deutsch-US-amerikanischer Rabbiner und Theologieprofessor
- 1913: Hans Thierfelder, deutscher Unternehmer und Textilfabrikant
- 1913: Anna Vavak, tschechische Widerstandskämpferin gegen den Nationalsozialismus
- 1913: Irene Yorck von Wartenburg, deutsche Ärztin
- 1914: André Biéler, Schweizer evangelischer Geistlicher und Hochschullehrer
- 1914: Gino Colaussi, italienischer Fußballspieler, Weltmeister
- 1914: Charlotte Henry, US-amerikanische Schauspielerin
- 1914: Theo von Hörmann, österreichischer Filmproduzent und Kameramann
- 1914: Ward Kimball, US-amerikanischer Regisseur, Trickfilm-Animator, Jazzposaunist und Bandleader
- 1914: Vincent Homer McFarlane, jamaikanischer Diplomat
- 1914: Lee Petty, US-amerikanischer Tourenwagenrennfahrer
- 1914: Robert R. Wilson, US-amerikanischer Physiker
- 1914: Józef Zubek, polnischer Soldat und Skisportler
- 1915: Sangad Chaloryu, thailändischer Admiral und Politiker
- 1915: Walter Fuchs, deutscher Kommunalpolitiker

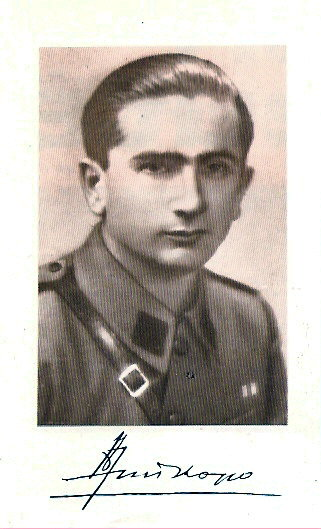
Hysni Kapo (* 1915)

- 1915: Hysni Kapo, albanischer Politiker
- 1915: Konstantin Mach, Benediktinerpater, Lehrer, Rektor und Komponist
- 1915: Otto Moll, deutscher SS-Hauptscharführer
- 1915: Karl-August Reckling, deutscher Ingenieur und Hochschullehrer
- 1915: Harold Neville Vazeille Temperley, britischer Physiker und Mathematiker
- 1915: James O. Urmson, englischer Philosoph
- 1916: William Alland, US-amerikanischer Schauspieler und Filmproduzent
- 1916: Giorgio Bassani, italienischer Schriftsteller und Publizist
- 1916: Hans Jürgen Eysenck, deutsch-britischer Psychologe
- 1916: Ivan Hirst, britischer Offizier und Ingenieur
- 1916: Theodor Kloter, Schweizer Politiker
- 1916: Araki Takeshi, japanischer Politiker
- 1916: Ernest Titterton, britisch-australischer Kernphysiker
- 1917: Werner Lohrer, Schweizer Eishockeyspieler
- 1917: George Edward Lynch, US-amerikanischer Geistlicher
- 1917: Jacques Schader, Schweizer Architekt
- 1917: Otto Sprenger, deutscher Gewerkschafter
- 1918: Heinrich Clavey, deutscher Beamter und Politiker
- 1918: Kurt Dahlmann, deutscher Journalist
- 1918: Gaspard Deridder, belgischer Boxer
- 1918: José María Larrauri Lafuente, spanischer Geistlicher
- 1918: Margaret Osborne duPont, US-amerikanische Tennisspielerin
- 1918: René Rieubon, französischer Politiker
- 1918: Heinz Solbach, deutscher Manager der Montanindustrie
- 1919: Buck Baker, US-amerikanischer NASCAR-Rennfahrer
- 1919: Alois Brusatti, österreichischer Wirtschafts- und Sozialhistoriker
- 1919: Doris Günther, deutsche Unternehmerin und Mäzenin
- 1919: Harry Knudsen, dänischer Ruderer
- 1919: Juan Carlos Muñoz, argentinischer Fußballspieler und -trainer
- 1919: Kurt Podratz, deutscher Fußballspieler
- 1919: Werner Wirsing, deutscher Architekt und Hochschullehrer
- 1920: Alberto D’Aversa, italienischer Filmregisseur und Theaterschaffender
- 1920: Martin Doernberg, deutscher evangelischer Pastor, Geiger und Komponist

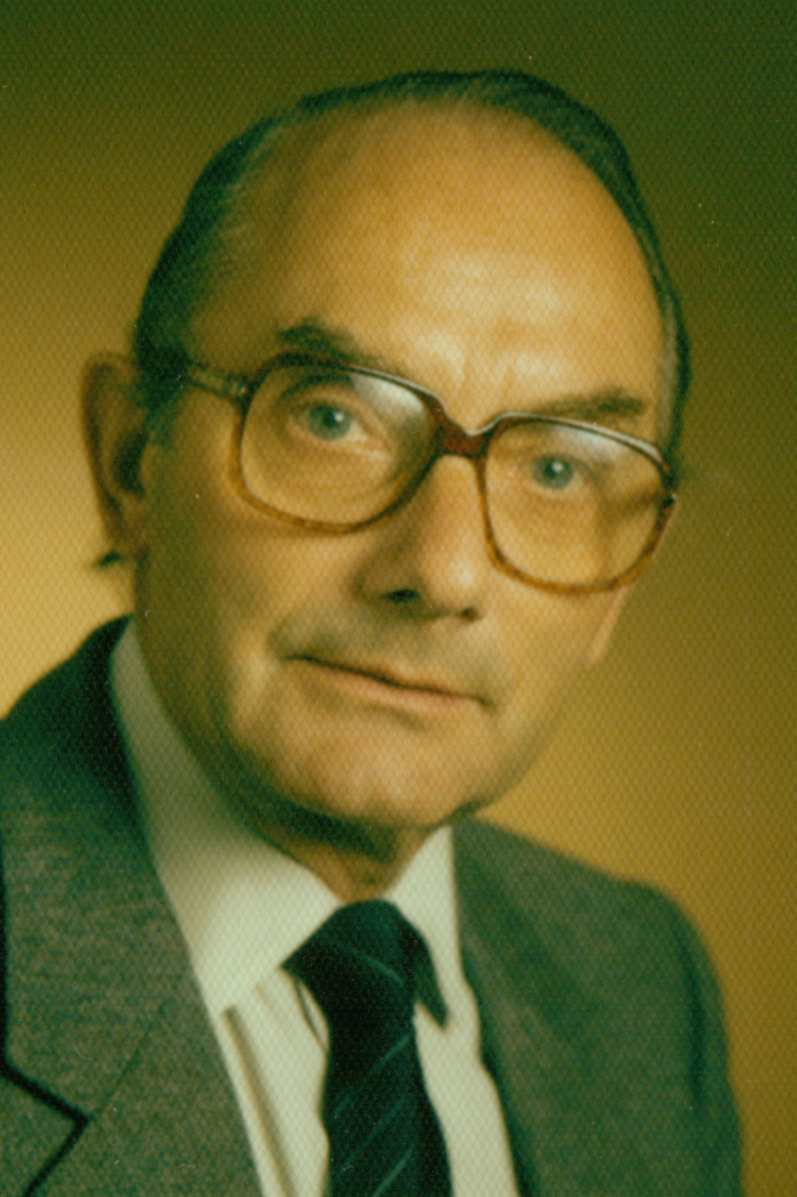
Werner Grill (* 1920)

- 1920: Werner Grill, deutscher Chirurg
- 1920: Erna Lauenburger, deutsche Sintezza
- 1920: Kurt Lauterbach, deutscher Tenorbuffo, Komiker, Entertainer und Schauspieler
- 1920: Jean Lecanuet, französischer Politiker
- 1920: Pierre Mamie, Bischof von Lausanne
- 1920: Ralph G. Martin, US-amerikanischer Autor und Biograph
- 1920: Carlo Monti, italienischer Leichtathlet
- 1920: Francis Ryck, französischer Schriftsteller
- 1921: Charles Dempsey, neuseeländischer Fußballfunktionär
- 1921: Halim El-Dabh, US-amerikanischer Sänger, Musikwissenschaftler und -pädagoge
- 1921: Jane Fawcett, britische Codebrecherin, Opernsängerin und Denkmalpflegerin
- 1921: Ademilde Fonseca, brasilianische Sängerin
- 1921: Joan Greenwood, britische Schauspielerin
- 1921: Helen Landgarten, deutsche Psychotherapeutin
- 1921: Franz D. Lucas, deutscher Kaufmann und Historiker
- 1921: Olev Olesk, estnischer Politiker
- 1921: Dinny Pails, australischer Tennisspieler
- 1921: Geoffrey Paul, britischer anglikanischer Theologe
- 1921: Kaljo Raid, estnischer Komponist
- 1921: Wilhelm Röhrl, deutscher Politiker
- 1922: Mário Roberto Emmett Anglim, US-amerikanischer Ordensgeistlicher
- 1922: Rolf Arland, deutscher Komponist
- 1922: Werner Bader, deutscher Journalist und Autor
- 1922: Heinz G. O. Becker, deutscher Chemiker
- 1922: Richard E. Cunha, US-amerikanischer Filmregisseur, Kameramann und Drehbuchautor
- 1922: Iring Fetscher, deutscher Politologe
- 1922: Richard von Frankenberg, deutscher Automobilrennfahrer Journalist und Autor
- 1922: Robert Lewis Koehl, US-amerikanischer Historiker
- 1922: Rolf Lezgus, deutscher Fußballspieler
- 1922: Xenia Stad-de Jong, niederländische Leichtathletin
- 1923: Heinz-Ulrich Beuther, deutscher Offizier
- 1923: Kazys Bobelis, litauischer Chirurg und Politiker
- 1923: Stanley Haidasz, kanadischer Kardiologe und Politiker
- 1923: Piero D’Inzeo, italienischer Springreiter
- 1923: Willie Johnson, US-amerikanischer Blues-Gitarrist
- 1923: Francis King, britischer Schriftsteller und Literaturkritiker
- 1923: Heinrich Kunstmann, deutscher Slawist, Übersetzer und Professor

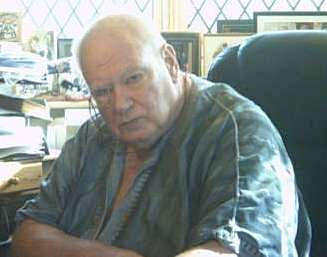
Patrick Moore (* 1923)

- 1923: Patrick Moore, englischer Astronom, Autor und Fernsehmoderator
- 1923: Norbert Pawlicki, österreichischer Pianist und Komponist
- 1923: Kurt Schubert, österreichischer Judaist
- 1923: Rudolf Staudinger, österreichischer Unternehmer und Politiker
- 1924: Luigi Amaducci, italienischer Erzbischof
- 1924: Zdravko Bregovac, jugoslawischer Architekt
- 1924: Fritz Hofmann, Schweizer Politiker
- 1924: José Antonio de la Loma, spanischer Drehbuchautor, Regisseur und Filmproduzent
- 1924: Francisco Austregésilo de Mesquita Filho, brasilianischer römisch-katholischer Geistlicher
- 1924: Kenneth O’Donnell, US-amerikanischer Politiker, Berater von John F. Kennedy
- 1924: Michael Steindl, deutscher Linguist und Schriftsteller
- 1925: Edmond Abelé, französischer Bischof
- 1925: Hans Albers, deutscher Chemiker und Industriemanager
- 1925: Alan Battersby, britischer Chemiker
- 1925: Anton Fernbach, rumänischer Fußballspieler
- 1925: Gerhard Kittel, deutscher Phoniater und Pädaudiologe
- 1925: Werner Latscha, Generaldirektor der Schweizerischen Bundesbahnen
- 1925: Werner Lorenz, deutscher Politiker
- 1925: Paul Mauriat, französischer Orchesterleiter und Komponist
- 1925: Roland-Friedrich Messner, deutscher Politiker
- 1925: Christa Meves, deutsche Psychotherapeutin und Schriftstellerin
- 1925: Kazys Morkūnas, litauischer Glasmaler
- 1925: Otto Pick, tschechischer Politikwissenschaftler und Politiker
- 1925: Mary Priestley, britische Musiktherapeutin
- 1925: Günther Senftleben, deutscher Kameramann
- 1925: Yosef Tekoah, israelischer Diplomat

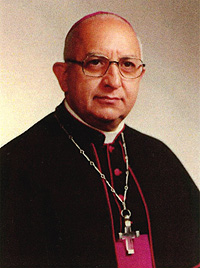
Rodrigo Arango Velásquez (* 1925)

- 1925: Rodrigo Arango Velásquez, brasilianischer Geistlicher

#### 1926–1950
- 1926: Wolfgang Böhme, deutscher Mediziner und Professor
- 1926: Michel de Bourbon-Parma, französischer Adeliger, Kriegsheld und Autorennfahrer
- 1926: Wolfgang Brüggemann, deutscher Pädagoge, Wissenschafts- und Bildungspolitiker
- 1926: Richard DeVos, US-amerikanischer Unternehmer
- 1926: Bodo Homberg, deutscher Schriftsteller
- 1926: Daniel Kastler, französischer theoretischer Physiker
- 1926: Karl Kisslinger, deutscher Lehrer und Politiker
- 1926: Pascual Pérez, argentinischer Boxer, Olympiasieger und Weltmeister
- 1926: Don Rendell, britischer Sopran- und Tenorsaxophonist, Klarinettist und Flötist
- 1926: Teodor Romanić, bosnischer Dirigent, Komponist und Hochschullehrer
- 1926: Fran Warren, US-amerikanische Jazz- und Popsängerin

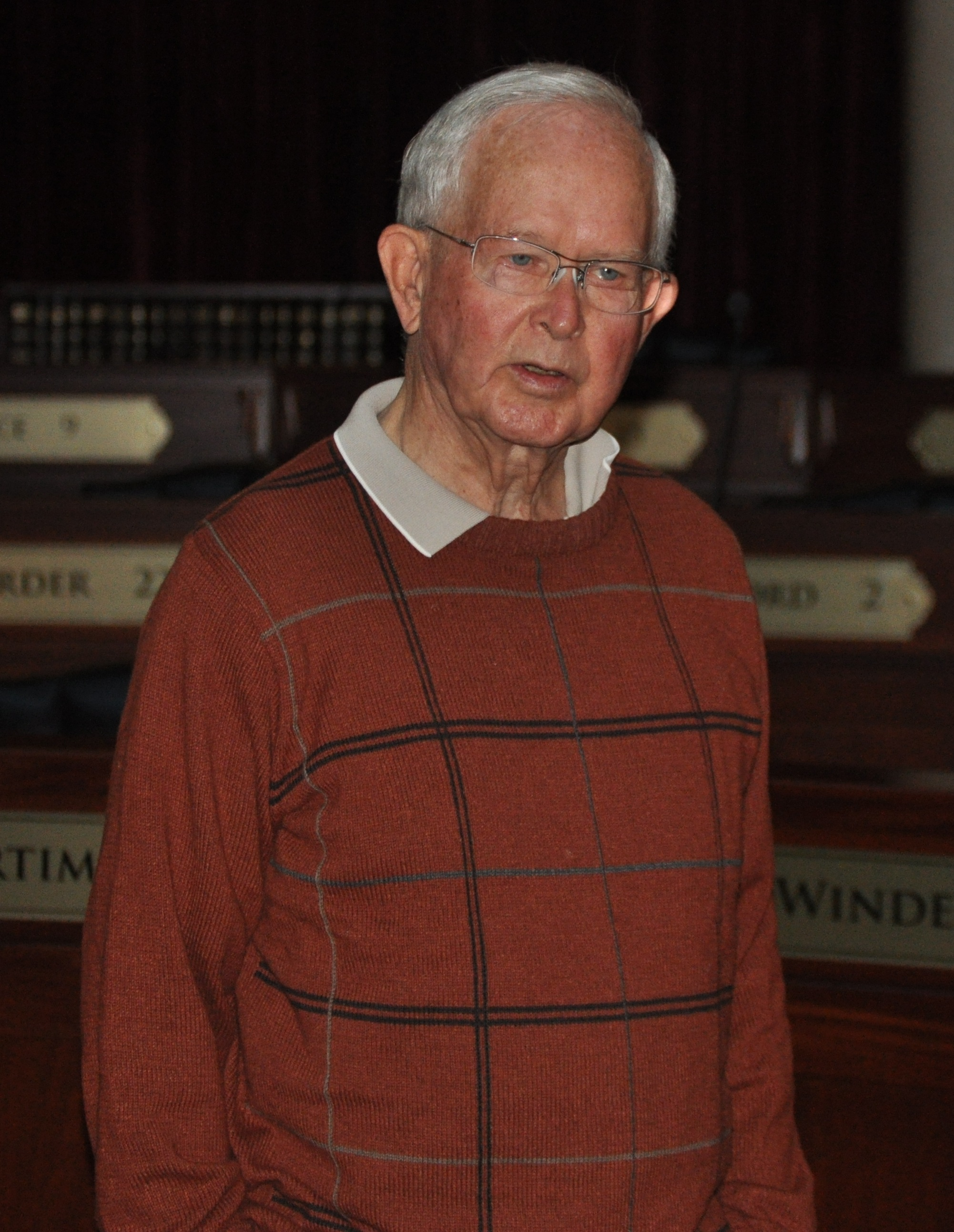
Phil Batt (* 1927)

- 1927: Phil Batt, US-amerikanischer Politiker
- 1927: Thayer David, US-amerikanischer Schauspieler
- 1927: Jacques Dupin, französischer Dichter, Schriftsteller und Kunstkritiker
- 1927: Werner Ehrlicher, deutscher Schauspieler und Synchronsprecher
- 1927: Iwan Romanowitsch Hecker, russischer Plasmaphysiker
- 1927: Thomas Patrick Melady, US-amerikanischer Diplomat
- 1927: Chester Pierce, US-amerikanischer Psychiater
- 1927: Dick Savitt, US-amerikanischer Tennisspieler
- 1927: Jan van Schijndel, niederländischer Fußballspieler
- 1927: Franz Schmalzl, deutscher Fußballspieler
- 1927: Cyril James Touff, US-amerikanischer Jazz-Trompeter und Posaunist
- 1928: Samuel Hans Adler, deutsch-US-amerikanischer Komponist und Dirigent
- 1928: Geneviève Aubry, Schweizer Politikerin
- 1928: Eduardo Guerrero, argentinischer Ruderer
- 1928: Juan Kahnert, argentinischer Kugelstoßer
- 1928: Johannes Richter, deutscher Prähistoriker

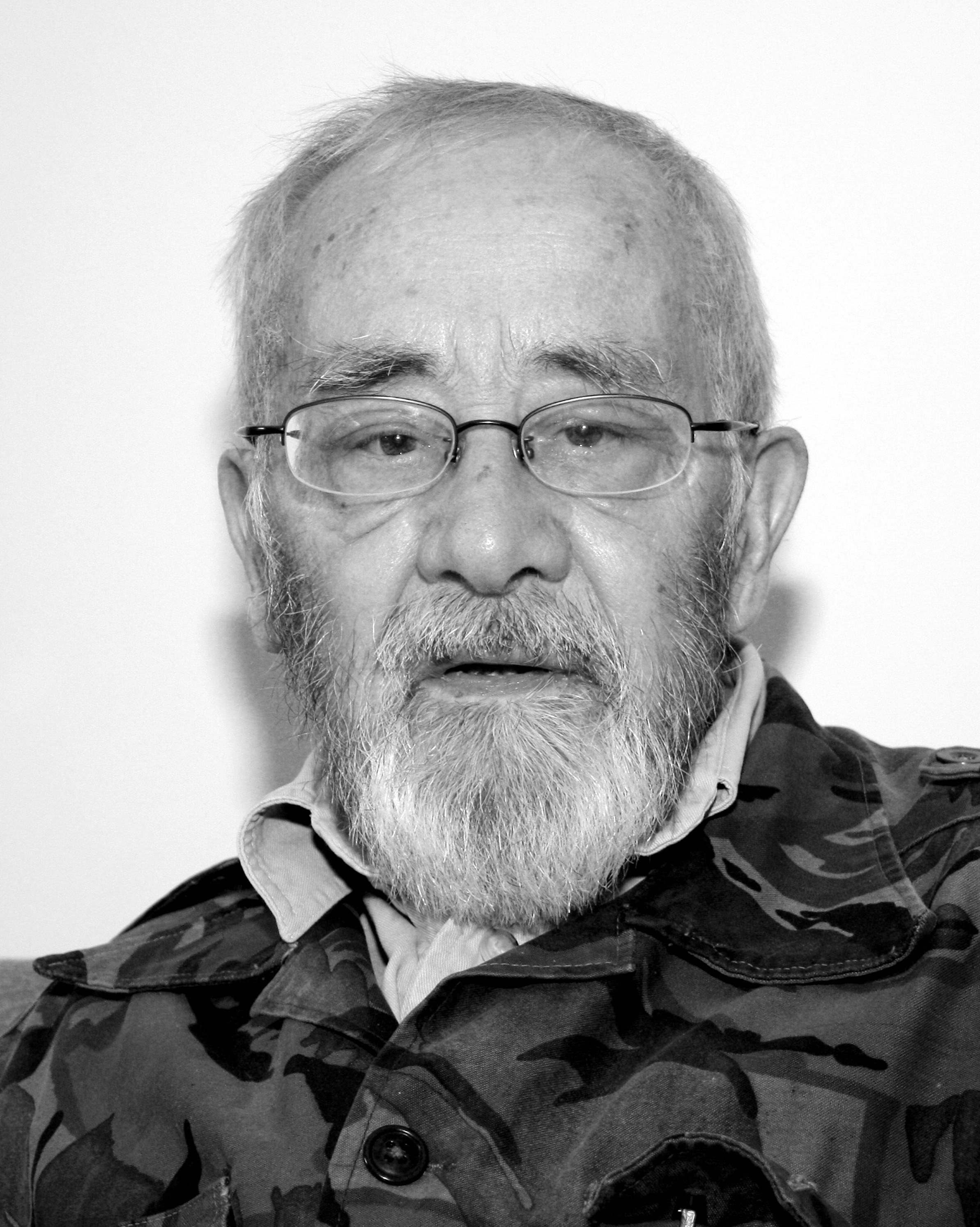
Alan Sillitoe (* 1928)

- 1928: Alan Sillitoe, englischer Schriftsteller
- 1929: Hans Grüß, deutscher Musikwissenschaftler und Ensembleleiter
- 1929: Bernard Haitink, niederländischer Dirigent
- 1929: Wolfgang Hollegha, österreichischer Maler
- 1929: Ian Johnston, kanadischer Hockeyspieler
- 1929: Heinz Kuhrig, deutscher Politiker, Minister für Land-, Forst- und Nahrungsgüterwirtschaft der DDR
- 1929: Anneke Levelt Sengers, niederländische Physikerin
- 1929: Roland Meinl, deutscher Unternehmer
- 1929: Joseph Wloka, deutscher Mathematiker
- 1930: Franz Beck, liechtensteinischer Skirennläufer
- 1930: Enrique Álvarez Córdoba, salvadorianischer Kaffeepflanzer und Reformpolitiker
- 1930: Klaus Lindemann, deutscher Featureautor, Dramaturg und Regisseur
- 1930: Michael Marszalek, deutscher Kameramann und Musikproduzent
- 1930: Herbé Seijas, uruguayischer Bischof
- 1930: August Strobel, Inhaber des Lehrstuhls an der Augustana-Hochschule Neuendettelsau
- 1931: Stig Andersson, schwedischer Biathlet
- 1931: Manfred Drescher, deutscher Opern- und Operettensänger
- 1931: Kenneth H. Cooper, US-amerikanischer Sportmediziner und Major
- 1931: Hubert Erang, luxemburgischer Kunstturner
- 1931: Heinz Griesel, deutscher Mathematiker, Mathematikdidaktiker und Professor
- 1931: Robert Johnson, US-amerikanischer Eishockeytrainer
- 1931: Don Jowett, neuseeländischer Leichtathlet

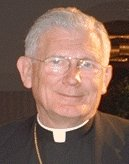
William Henry Keeler (* 1931)

- 1931: William Henry Keeler, US-amerikanischer Geistlicher
- 1931: Dietrich Neuhaus, deutscher Kabarettist und Schriftsteller
- 1931: Albin Plank, österreichischer Skispringer
- 1931: Alice Rivlin, US-amerikanische Wirtschaftsmanagerin
- 1931: Harry Ruff, ukrainischer Maler
- 1931: Peter Schäfer, deutscher Historiker
- 1931: Joachim Vogel, deutscher Fußballspieler
- 1932: Hans-Wolfgang Bächle, deutscher Heimatforscher und Studienprofessor
- 1932: Manfred Bauer, deutscher Fußballspieler
- 1932: Brunella Bovo, italienische Schauspielerin
- 1932: Winfried Brohm, deutscher Jurist und Hochschullehrer
- 1932: Zbigniew Głowaty, polnischer Radrennfahrer
- 1932: Ryszard Kapuściński, polnischer Journalist und Autor

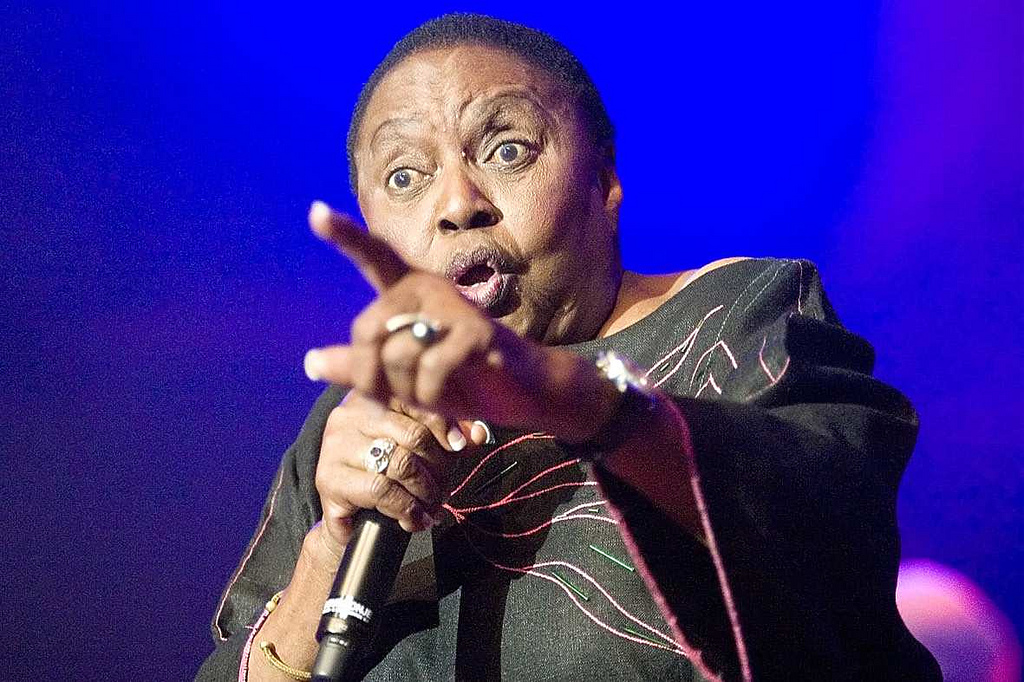
Miriam Makeba (* 1932)

- 1932: Miriam Makeba, südafrikanische Sängerin („Mama Afrika“)
- 1932: Raymundo López Mateos, mexikanischer Bischof
- 1932: Jackie Mekler, südafrikanischer Marathon- und Ultramarathonläufer
- 1932: Ed Roth, US-amerikanischer Künstler, Car-Customizer und Cartoonist
- 1932: Georgi Antonowitsch Schtil, sowjetischer bzw. russischer Schauspieler
- 1932: Hans Watzke, deutscher Politiker
- 1932: Frank Wells, US-amerikanischer Manager
- 1933: Wolfgang Beinert, deutscher Priester, Hochschullehrer und Publizist
- 1933: Ann Burton, niederländische Jazzsängerin
- 1933: Silvio Caluori, Schweizer Musikant
- 1933: Elsy Jacobs, luxemburgische Radsportlerin
- 1933: Sulaiman Daud, malaysischer Politiker
- 1933: Nino Vaccarella, italienischer Automobilrennfahrer
- 1934: Karl Breitkopf, deutscher Badmintonspieler
- 1934: Mario Davidovsky, argentinischer Komponist
- 1934: Hubert Gloger, deutscher Fußballspieler
- 1934: Laila Halme, finnische Chanson- und Schlagersängerin
- 1934: Anne Haney, US-amerikanische Schauspielerin

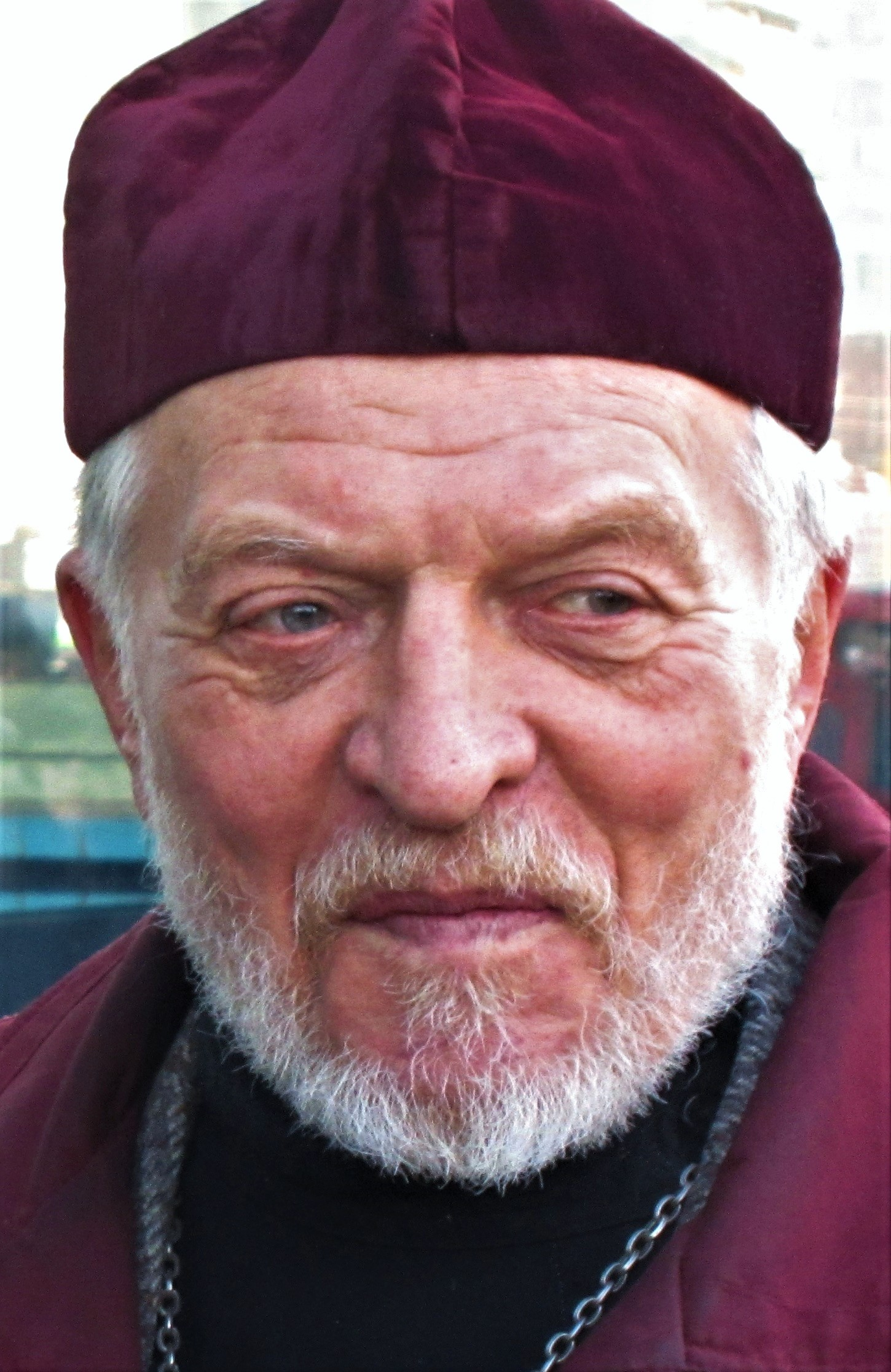
Gleb Jakunin (* 1934)

- 1934: Gleb Pawlowitsch Jakunin, russischer Dissident und Politiker
- 1934: Dieter Jaßlauk, deutscher Schauspieler und Hörspielsprecher
- 1934: Barbara McNair, US-amerikanische Sängerin und Schauspielerin
- 1934: Klaus Motschmann, deutscher Politikwissenschaftler
- 1934: Horst Nickel, deutscher Biathlet
- 1934: Justinas Algimantas Palaima, litauischer Ingenieur und Prorektor
- 1934: Hans Reddemann, deutscher Kinderarzt, Hämatologe und Onkologe
- 1934: Sandra Reynolds, südafrikanische Tennisspielerin
- 1934: Joseph Schumacher, deutscher Theologe
- 1934: Hermann Walter, deutscher Altphilologe
- 1935: Dieter Beck, Schweizer Psychiater
- 1935: Carlo Casini, italienischer Politiker

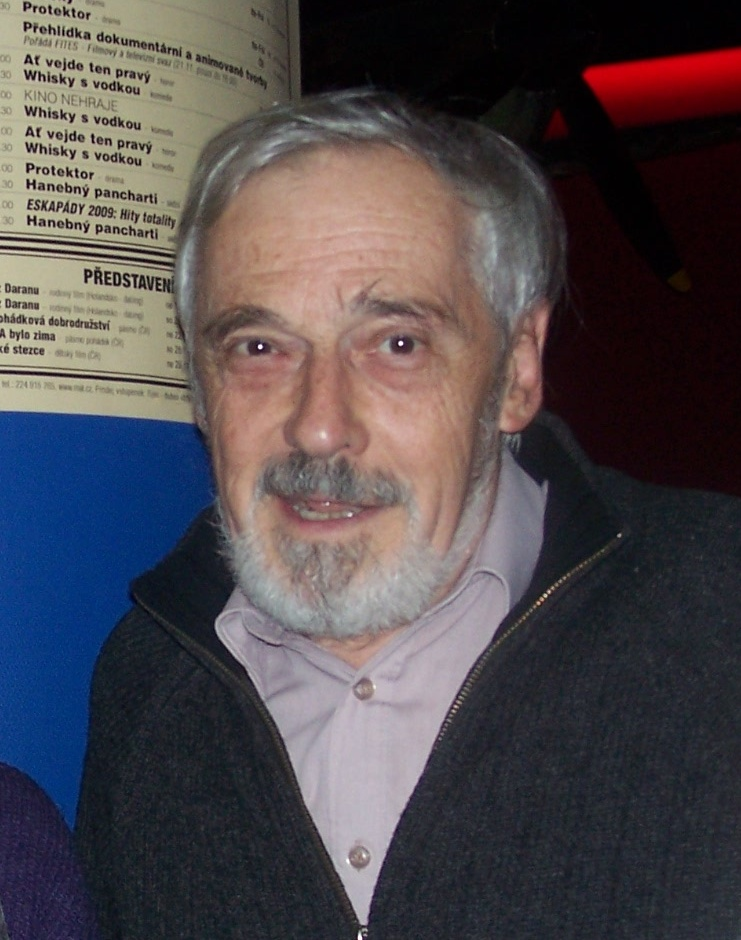
Jiří Fiedler (* 1935)

- 1935: Jiří Fiedler, tschechischer Historiker und Schriftsteller
- 1935: Chris Goudge, britischer Leichtathlet
- 1935: Rudolf Jobst, deutscher Fußballspieler
- 1935: Bent Larsen, dänischer Schachspieler, Großmeister
- 1935: Klaus-Dieter Mücksch, deutscher Kirchenmusiker
- 1935: Kazimierz Paździor, polnischer Boxer, Olympiasieger
- 1935: Prabha Rau, indische Politikerin
- 1935: Hans Süssmuth, deutscher Historiker, Geschichtsdidaktiker, Verleger und Stiftungsvorstand
- 1935: Horst H. Vollmer, deutscher Hörspielregisseur und -sprecher
- 1935: Kim Yŏng-ch’un, nordkoreanischer Militär und Politiker
- 1936: John Burland, britischer Bauingenieur für Geotechnik
- 1936: Heinrich Bußhoff, deutscher Politikwissenschaftler
- 1936: Jay Chevalier, US-amerikanischer Rockabilly- und Country-Musiker

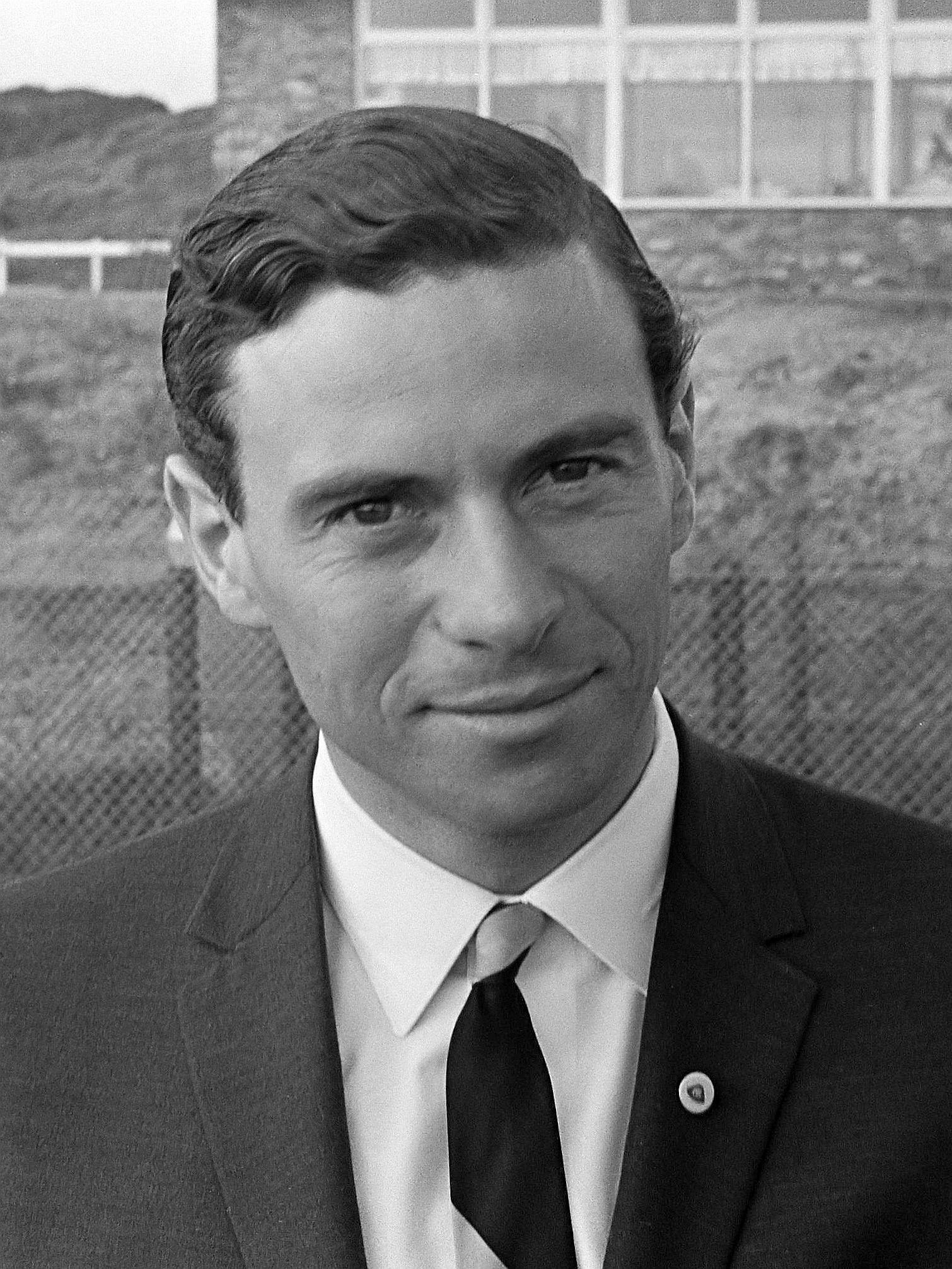
Jim Clark (* 1936)

- 1936: Jim Clark, britischer Automobilrennfahrer
- 1936: Aribert Reimann, deutscher Pianist, Komponist und Musikwissenschaftler
- 1936: Rupert Timpl, österreichisch-deutscher Biochemiker
- 1937: José Araquistáin, spanischer Fußballspieler
- 1937: Annegret Bollée, deutsche Linguistin
- 1937: William Deverell, kanadischer Schriftsteller und Rechtsanwalt
- 1937: Navnit Dholakia, Baron Dholakia, britischer Politiker
- 1937: Ernst A. Ekker, österreichischer Schriftsteller
- 1937: Diana McIntosh, kanadische Pianistin, Komponistin und Performancekünstlerin
- 1937: Hildegard Rogel, deutsche Politikerin
- 1937: Peter Seddon, britischer Leichtathlet
- 1937: Juri Alexandrowitsch Senkewitsch, sowjetisch-russischer Arzt, Fernsehmoderator und Autor
- 1937: Guillermo Stirling, uruguayischer Rechtsanwalt und Politiker
- 1937: Zoni Weisz, niederländischer Sinto und Florist
- 1937: Barney Wilen, französischer Jazzmusiker
- 1938: F. W. Bernstein, deutscher Lyriker, Grafiker und Satiriker

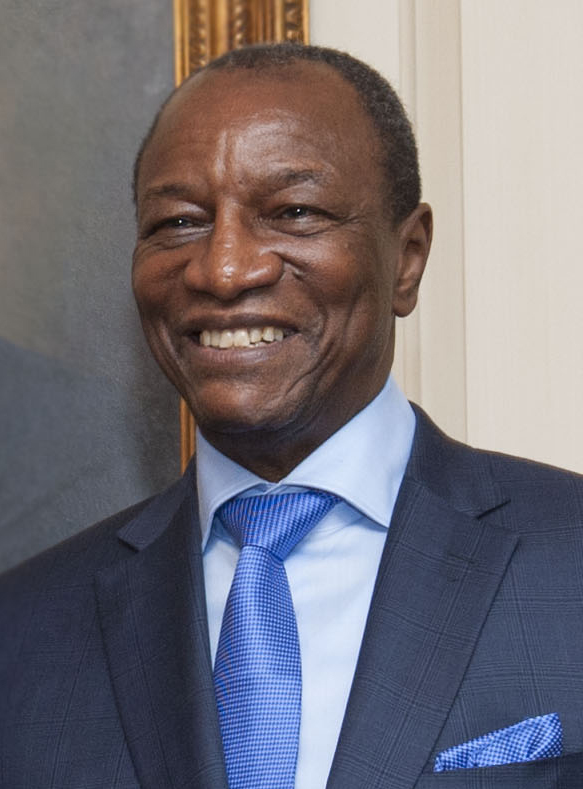
Alpha Condé (* 1938)

- 1938: Alpha Condé, guineischer Politiker
- 1938: Werner Jacob, deutscher Organist und Komponist
- 1938: Sam Jacobs, US-amerikanischer Geistlicher
- 1938: Kito Lorenc, sorbisch-deutscher Lyriker und Schriftsteller
- 1938: Vladimír Nadrchal, tschechoslowakischer Eishockeytorwart und -trainer
- 1938: Don Perkins, US-amerikanischer American-Football-Spieler
- 1938: Paula Prentiss, US-amerikanische Schauspielerin
- 1938: Adam Daniel Rotfeld, polnischer Wissenschaftler und Politiker
- 1939: Gottfried Bähr, deutscher Kaufmann und Politikwissenschaftler
- 1939: Richard Grey, 6. Earl Grey, britischer Adliger
- 1939: Gerd Helbig, deutscher Journalist
- 1939: Luise Kimme, deutsche Bildhauerin
- 1939: Zvi Mazel, israelischer Diplomat
- 1939: Jürgen Radebold, deutscher Chemieingenieur und Landespolitiker
- 1939: Wolfgang Struck, deutscher Handballspieler, Unternehmer und Handball-Mäzen
- 1939: Klemens Ullmann, deutscher Geistlicher, Kirchenlieddichter und Autor
- 1939: John Fentener van Vlissingen, niederländischer Unternehmer
- 1939: Hans Jürgen Wenzel, deutscher Komponist, Dirigent und Hochschullehrer
- 1940: Fernando Casado, dominikanischer Sänger, Schauspieler und Entertainer
- 1940: Jūratė Galinaitytė, litauische Juristin, Rechtsanwältin, Kriminologin, Professorin und Politikerin
- 1940: Wolfgang Hoffmann-Riem, deutscher Rechtswissenschaftler, Richter des Bundesverfassungsgerichts
- 1940: Franz Löschnak, österreichischer Jurist, Politiker
- 1940: Alexandar Nikolow, bulgarischer Boxer
- 1940: Olivier Picard, französischer Althistoriker, Numismatiker und Klassischer Archäologe
- 1941: John Aprea, US-amerikanischer Schauspieler
- 1941: David Darling, US-amerikanischer Cellist

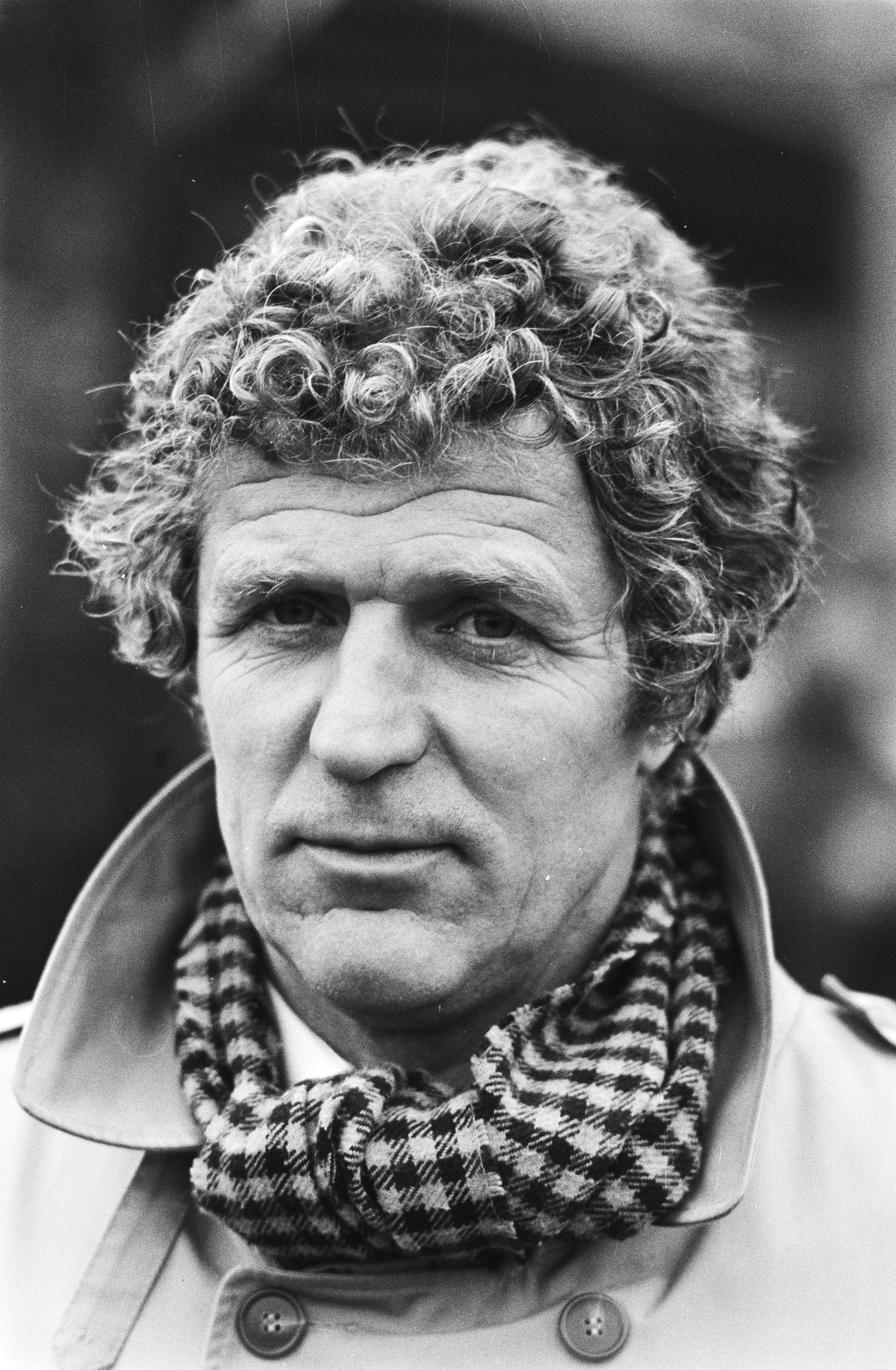
Ab Fafié (* 1941)

- 1941: Ab Fafié, niederländischer Fußballspieler und -trainer
- 1941: John Hancock, US-amerikanischer Schauspieler
- 1941: Erwin Jung, deutscher Fußballspieler
- 1941: Rocque Lobo, indischer Gesundheitspädagoge und Professor
- 1941: Adrian Lyne, britischer Regisseur
- 1941: Christoph Schäublin, Schweizer Altphilologe
- 1941: Bobby Shew, US-amerikanischer Trompeter
- 1941: James Zagel, US-amerikanischer Jurist
- 1942: Ernst Behringer, deutscher Kommunalpolitiker
- 1942: Jochen Bender, deutscher Leichtathlet
- 1942: Massimo Castellani, italienischer Filmregisseur
- 1942: Franz Kleber, deutscher Skeletonfahrer

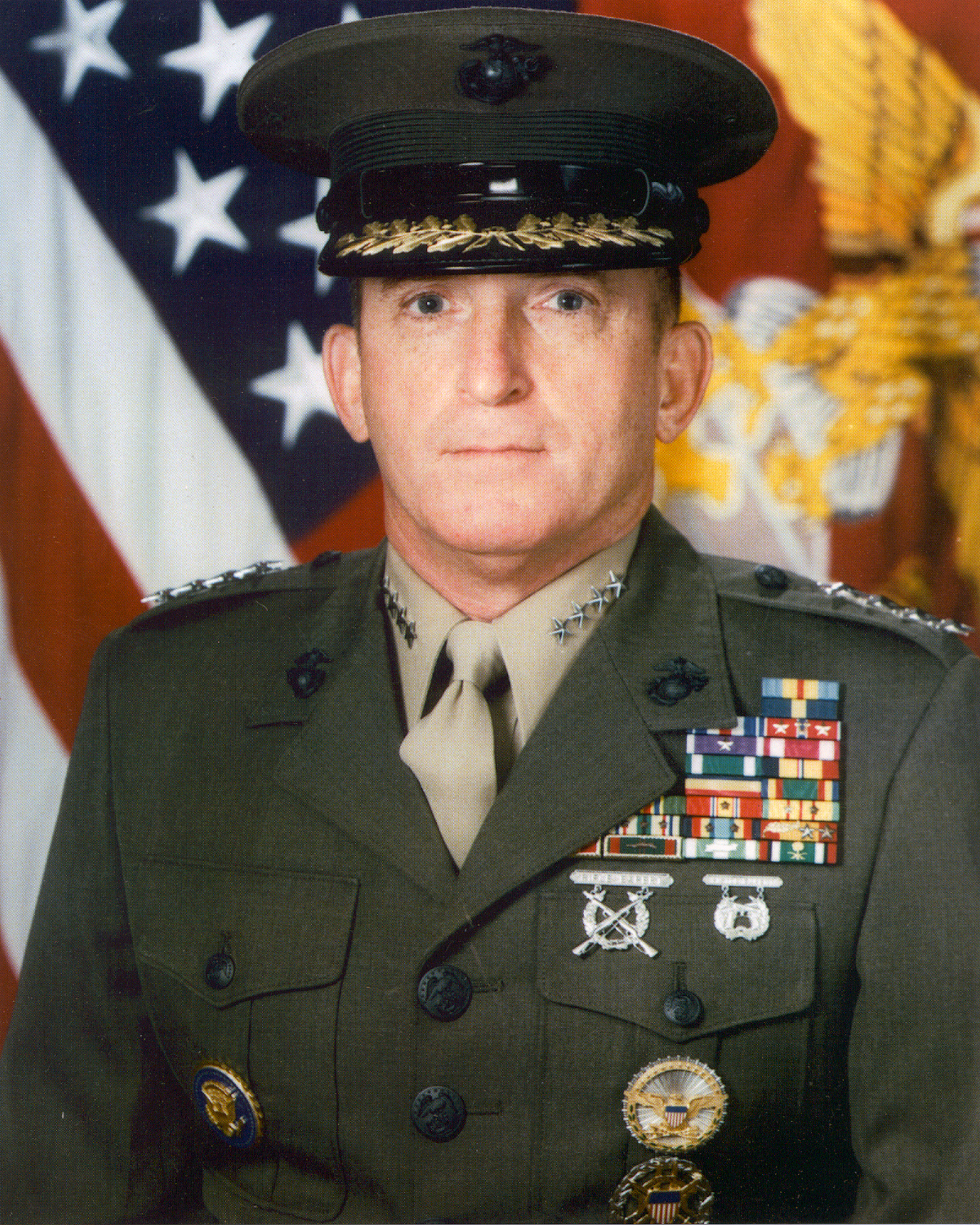
Charles Krulak (* 1942)

- 1942: Charles C. Krulak, US-amerikanischer General
- 1942: Friedrich C. Luft, US-amerikanischer Nephrologe
- 1942: Günther Mensching, deutscher Philosoph
- 1942: Juan Carlos Oleniak, argentinischer Fußballspieler
- 1942: Hans-Joachim Paproth, deutscher Ethnologe
- 1942: Tom Rockmore, US-amerikanischer Philosoph
- 1942: Sibylle Schindler, deutsche Schauspielerin
- 1942: Henk Vonk, niederländischer Fußballtrainer
- 1942: Henryk Waniek, polnischer Maler, Bühnenbildner, Schriftsteller, Kunstkritiker und Essayist
- 1942: Bob Wootton, US-amerikanischer Gitarrist
- 1942: Jock Young, britischer Soziologe und Kriminologe

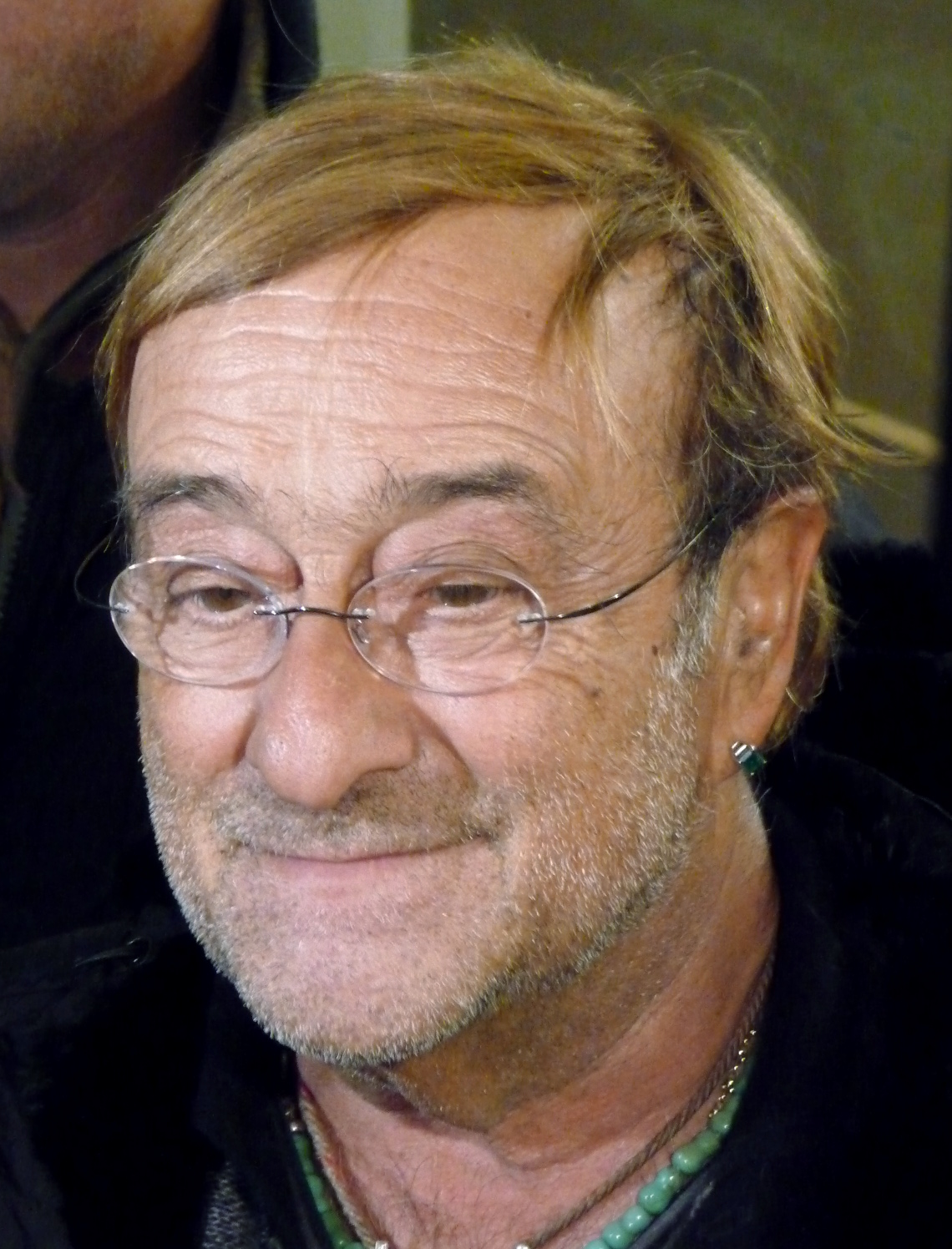
Lucio Dalla (* 1943)

- 1943: Lucio Dalla, italienischer Liedermacher
- 1943: Norbert Dittmar, deutscher Sprachwissenschaftler
- 1943: Clara Fabry, deutsche Filmeditorin
- 1943: Richard H. Frenkiel, US-amerikanischer Ingenieur, Pionier der Mobilfunk-Technik
- 1943: Thomas Handgrätinger, deutscher Generalabt
- 1943: Gabriele Mana, italienischer Geistlicher
- 1943: Katsuto Momii, japanischer Manager
- 1943: Georg Pfannenstein, deutscher Politiker
- 1943: Gianni Pulone, italienischer Schauspieler
- 1943: Joachim Schultz-Tornau, deutscher Politiker
- 1943: Volker Steinwascher, deutscher Motorbootrennfahrer

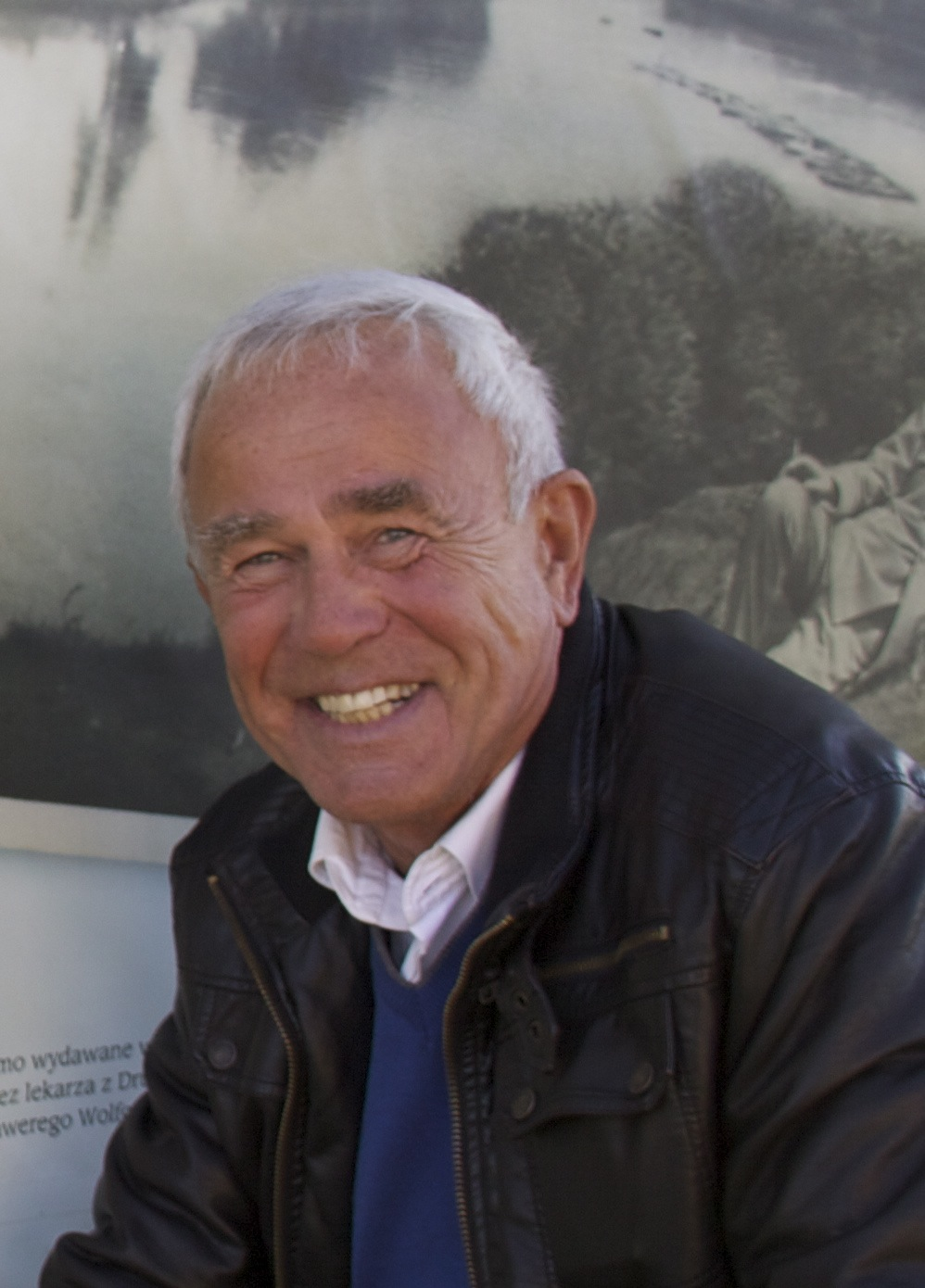
Wolfgang Thüne (* 1943)

- 1943: Wolfgang Thüne, deutscher Meteorologe
- 1944: Elke Back, deutsche Ballerina
- 1944: Glen Baxter, britischer Cartoonist und Autor
- 1944: Renato Luiz Rodrigues Marques, brasilianischer Diplomat
- 1944: Dave McMurdo, kanadischer Jazzposaunist, Komponist, Bandleader, Arrangeur und Musikpädagoge
- 1944: Robert Muchembled, französischer Historiker und Hochschullehrer
- 1944: Arjomand Mohamed Nasehi, iranischer Gewichtheber
- 1944: Algirdas Pilvelis, litauischer Publizist, Politiker und Verleger
- 1941: Harvey Postlethwaite, britischer Konstrukteur und Designer
- 1944: Ulrich Roski, deutscher Liedermacher und Kabarettist
- 1944: Anthony Ichirō Sanda, japanisch-US-amerikanischer theoretischer Elementarteilchenphysiker
- 1944: Wolfgang Werner Sauer, deutscher Sprachwissenschaftler
- 1944: Bobby Womack, US-amerikanischer Sänger und Songwriter
- 1945: Jobst-Hubertus Bauer, deutscher Jurist
- 1945: Femi Benussi, italienische Schauspielerin
- 1945: Tara Browne, britischer Adliger
- 1945: Göran Claeson, schwedischer Eisschnellläufer
- 1945: Reinhard Eichelbeck, deutscher Journalist, Schriftsteller und Fotograf
- 1945: Jack Gerber, südafrikanischer Autorennfahrer
- 1945: Reinhard Göllner, deutscher römisch-katholischer Theologe
- 1945: Tony Hendrik, deutscher Musikproduzent, Komponist und Inhaber eines Plattenlabels

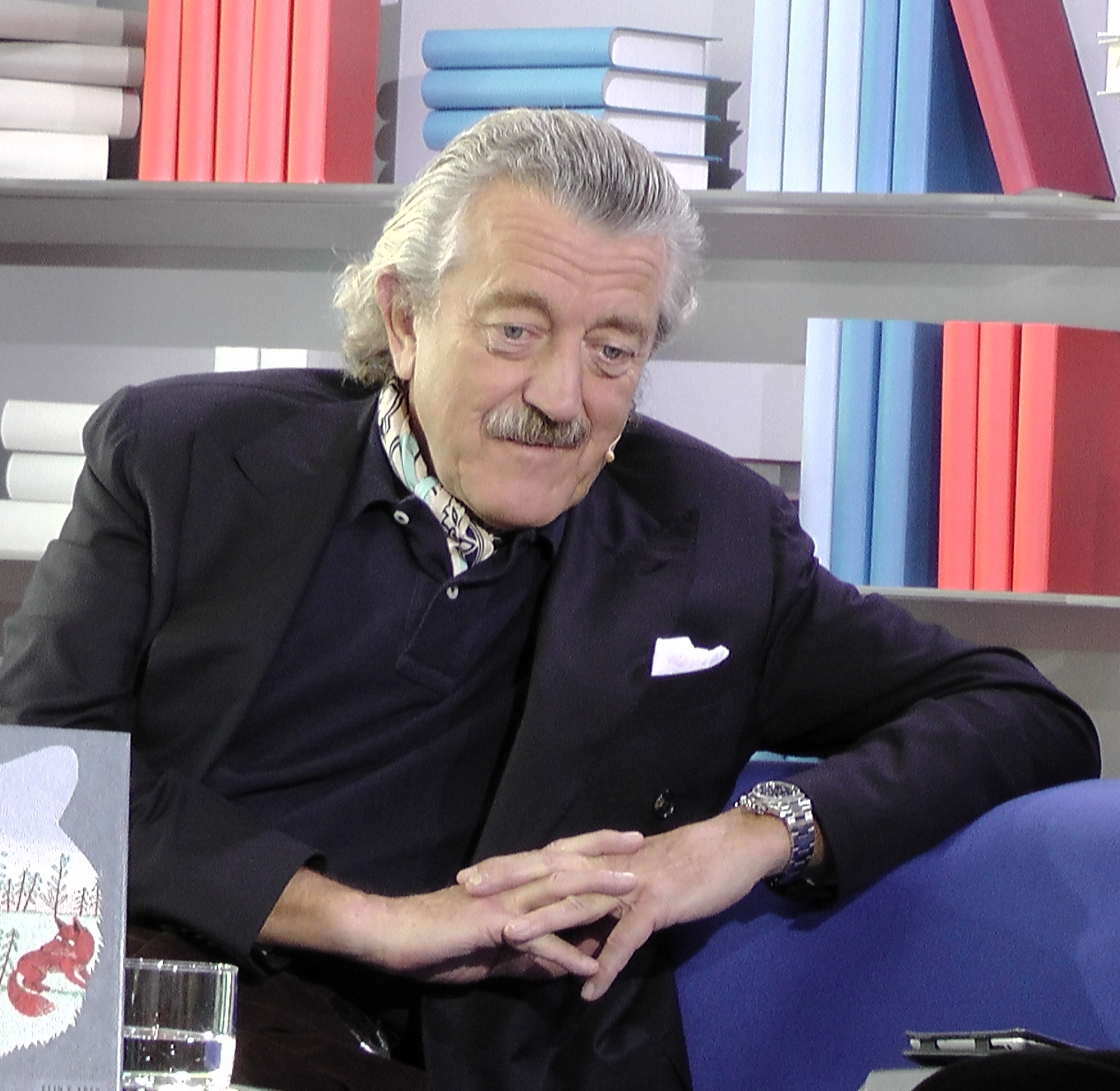
Dieter Meier (* 1945)

- 1945: Dieter Meier, Schweizer Konzeptkünstler und Musiker
- 1945: Frank Novak, US-amerikanischer Schauspieler
- 1945: Manuel Ureña Pastor, spanischer Erzbischof
- 1945: Peter Sengl, österreichischer Maler
- 1945: Tommy Svensson, schwedischer Fußballspieler und -trainer
- 1946: Michael Ashcroft, Baron Ashcroft, britischer Geschäftsmann und Politiker
- 1946: Sergio Barroso, kubanischer Komponist
- 1946: Diane Broeckhoven, flämische Autorin und Journalistin
- 1946: Renzo Caramaschi, italienischer Politiker, Fotograf und Autor
- 1946: Xaver Frick, liechtensteinischer Mittelstreckenläufer
- 1946: Richard John Grecco, kanadischer Bischof
- 1946: Patricia Kennealy-Morrison, US-amerikanische Schriftstellerin und Journalistin
- 1946: Ralph Kirshbaum, US-amerikanischer Cellist und Musikpädagoge
- 1946: Nora Radcliffe, schottische Politikerin
- 1946: Wilhelm Schlote, deutscher Zeichner, Cartoonist, Plakatkünstler, Kinderbuchautor und Karikaturist
- 1946: Jean-Claude Schmitt, französischer Mediävist und Hochschulprofessor
- 1947: Jürgen Biederbick, deutscher Ingenieur und Landespolitiker
- 1947: Uschi Brüning, deutsche Jazz-Sängerin
- 1947: Nicole Calfan, französische Schauspielerin und Schriftstellerin
- 1947ː Aida Fernández Ríos, spanische Klimatologin und Meeresbiologin
- 1947: David Franzoni, US-amerikanischer Drehbuchautor und Filmproduzent
- 1947: Jan Garbarek, norwegischer Jazz-Saxophonist

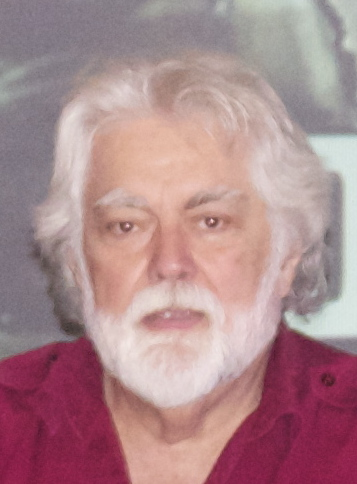
Gunnar Hansen (* 1947)

- 1947: Gunnar Hansen, isländisch-US-amerikanischer Schauspieler und Autor
- 1947: E. John Hinch, britischer Mathematiker und Professor
- 1947: Kurt Jaks, deutscher Versicherungskaufmann und Betriebswirt
- 1947: Erich Prattes, österreichischer Politiker und Gemeindebediensteter
- 1947: Josef Schäch deutscher Kommunalpolitiker und Unternehmer
- 1947: Alan Soble, US-amerikanischer Philosoph
- 1947: Kazimierz Wardak, polnischer Mittelstreckenläufer
- 1948: Heinz Becker, deutscher Chirurg
- 1948: Vinko Bogataj, slowenischer Skispringer
- 1948: Naohiro Fujita, japanischer Autorennfahrer
- 1948: Edson Taschetto Damian, brasilianischer Bischof
- 1948: James Ellroy, US-amerikanischer Krimi-Schriftsteller
- 1948: Rainer Griesbaum, deutscher Jurist
- 1948: Thomas Kossendey, deutscher Politiker und MdB
- 1948: Mike Moran, britischer Keyboarder, Komponist und Musikproduzent
- 1948: Francisco Rivera Pérez, spanischer Torero („Paquirri“)
- 1948: Chris Squire, britischer Rockmusiker
- 1948: Shakin’ Stevens, britischer Sänger
- 1948: Bruno Streit, Schweizer Ökologe und Professor
- 1949: Ahmet Akyalçın, türkischer Jurist
- 1949: Sergei Bagapsch, abchasischer Politiker
- 1949: Gisela Born-Siebicke, deutsche Politikerin
- 1949: Michèle Buirette, französische Musikerin
- 1949: Josef W. Egger, österreichischer Psychologe, Verhaltensmediziner und Universitätsprofessor
- 1949: Gottfried Freiherr von der Heydte, deutscher Verwaltungsjurist
- 1949: Wolodymyr Iwasjuk, ukrainischer Komponist, Sänger und Dichter
- 1949: Karel Loprais, tschechischer Rallyefahrer
- 1949: Barbara Piecha, polnische Rennrodlerin
- 1949: Jaromír Vlk, tschechoslowakischer Kugelstoßer
- 1949: Hubert Windisch, deutscher römisch-katholischer Pastoraltheologe
- 1949: Winfried Wolf, deutscher Journalist und Politiker, MdB
- 1950: Wolfgang Arendt, deutscher Mathematiker
- 1950: Johan Granath, schwedischer Eisschnellläufer
- 1950: Ronald Hitzler, deutscher Soziologe
- 1950: Thomas Hünig, deutscher Immunologe
- 1950: Jürgen Kloosterhuis, deutscher Archivar und Historiker

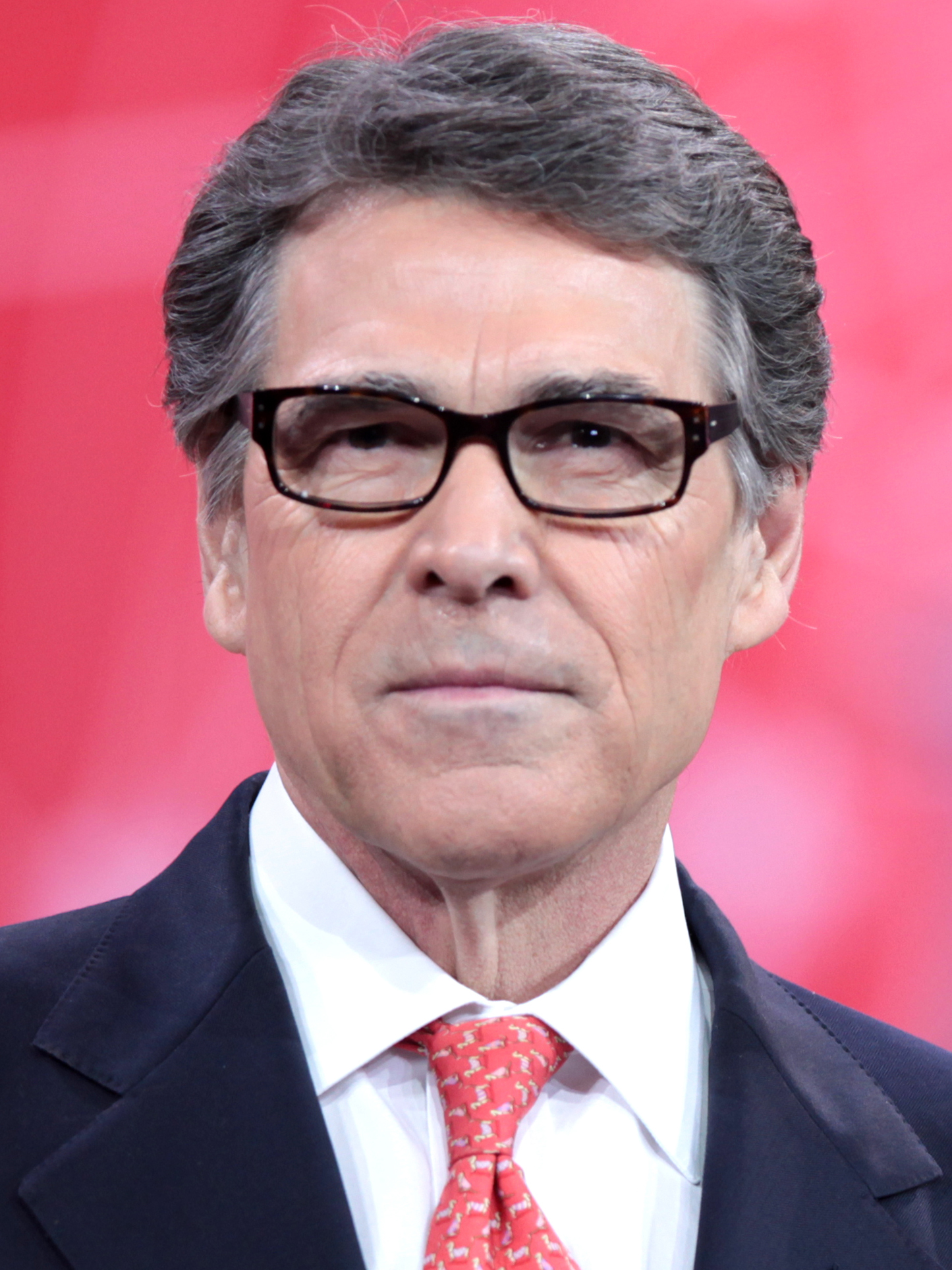
Rick Perry (* 1950)

- 1950: Rick Perry, US-amerikanischer Politiker
- 1950: Safet Plakalo, bosnischer Schriftsteller
- 1950: Ken Robinson, britischer Autor
- 1950: Alfredo Enrique Torres Rondón, venezolanischer Geistlicher
- 1950: Werner Sauter, deutscher Pädagoge, Dozent und Sachbuchautor
- 1950: Markus Schwaiger, deutscher Nuklearmediziner und Hochschullehrer
- 1950: Klinton Spilsbury, US-amerikanischer Schauspieler
- 1950: Martin Venix, niederländischer Bahnradsportler

#### 1951–1975

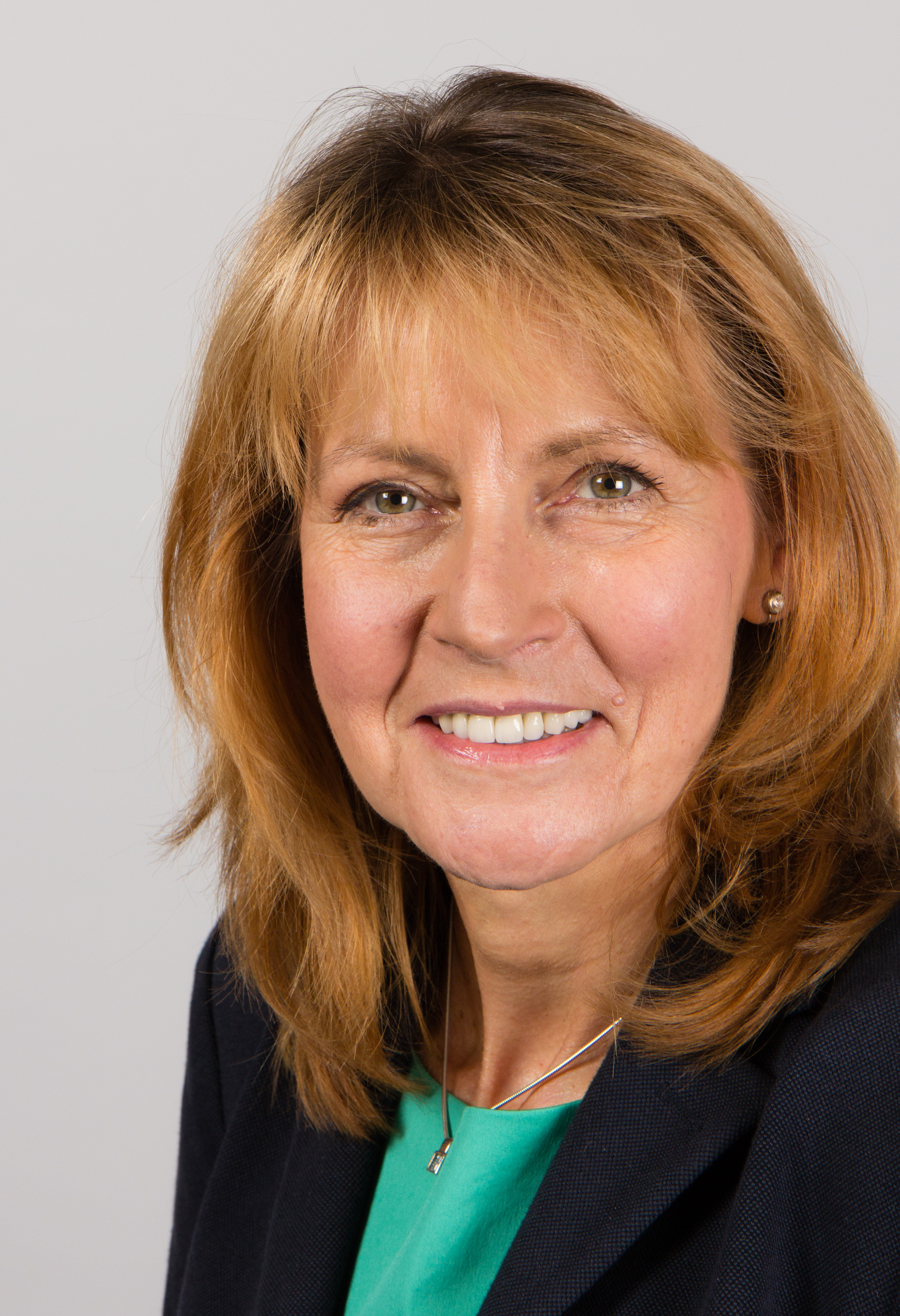
Edelgard Bulmahn (* 1951)

- 1951: Edelgard Bulmahn, deutsche Politikerin
- 1951: Kenny Dalglish, schottischer Fußballspieler und -trainer
- 1951: Wolfgang Domhardt, deutscher Politiker
- 1951: Detlef Dürr, deutscher Mathematiker und theoretischer Physiker
- 1951: Simon Finn, englischer Folk-Sänger und Gitarrist
- 1951: Hans-Joachim Freund, deutscher Chemiker und Physiker
- 1951: Theresa Hak Kyung Cha, koreanisch-amerikanische Autorin, sowie Installations- und Performancekünstlerin
- 1951: Carola Hartfelder, deutsche Politikerin
- 1951: Gerhard Mayer, österreichischer Grafiker und Fotograf
- 1951: Bent Vinn Nielsen, dänischer Schriftsteller
- 1951: Bruno Pezzatti, Schweizer Politiker
- 1951: Mike Quarry, US-amerikanischer Boxer

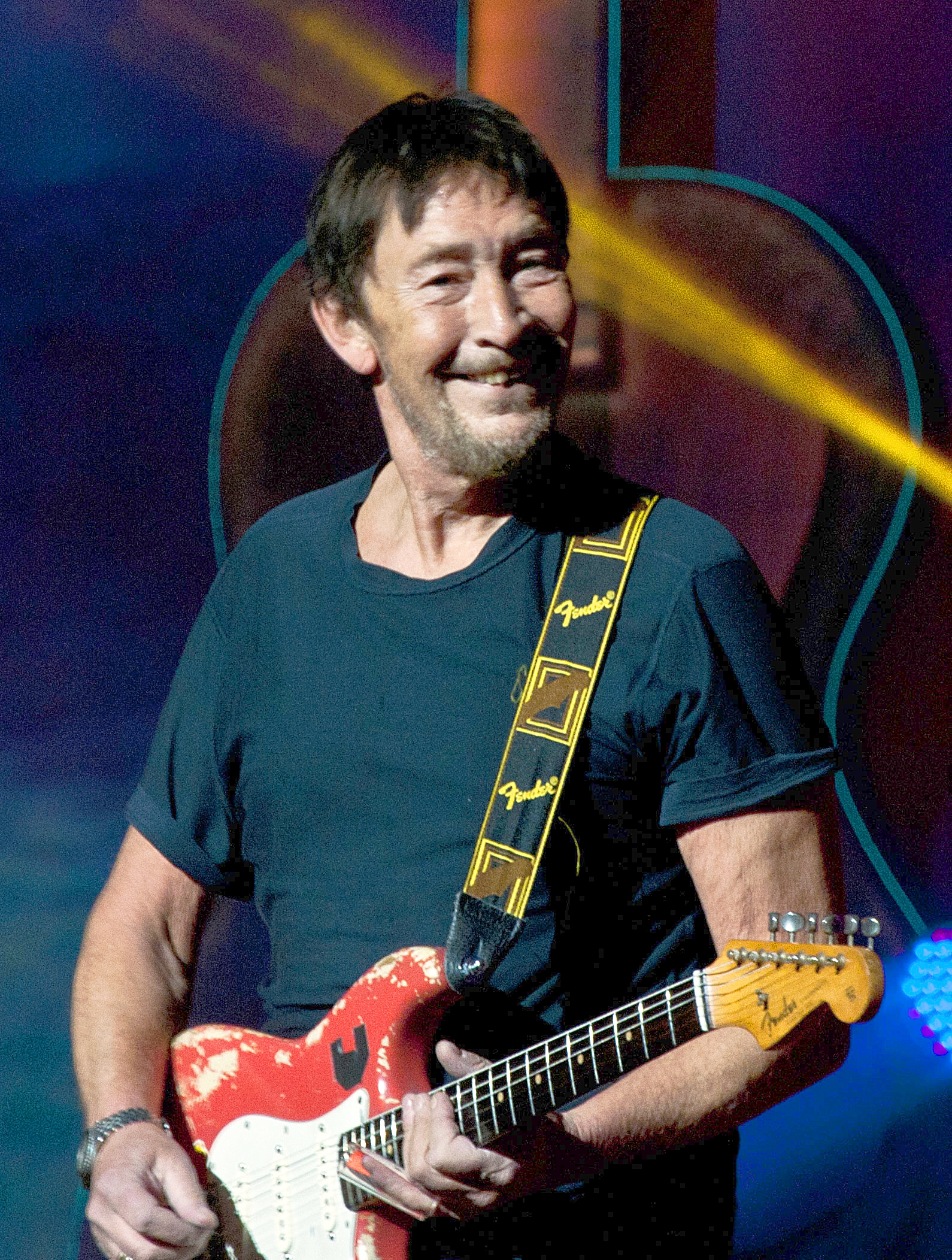
Chris Rea (* 1951)

- 1951: Chris Rea, britischer Sänger, Musiker, Komponist und Gitarrist
- 1951: Michael Reimann, deutscher Komponist und Autor
- 1951: Kazimieras Uoka, litauischer Politiker
- 1951: Nikos Voutsis, griechischer Politiker
- 1951: Glenis Willmott, britische Politikerin
- 1952: Terje Andersen, norwegischer Eisschnellläufer
- 1952: Orien Brown, US-amerikanische Leichtathletin
- 1952: Jaan Eslon, schwedischer Schachmeister
- 1952: Jürgen Großmann, deutscher Manager und Unternehmer
- 1952: Claudia Guderian, deutsche Autorin, Journalistin und Fotografin
- 1952: Erik Håker, norwegischer Skirennläufer
- 1952: Michael Hirz, deutscher Journalist
- 1952: Ronn Moss, US-amerikanischer Schauspieler, Musiker und Singer-Songwriter
- 1952: Florian Pop, rumänischer Mathematiker
- 1952: David J. Richards, britischer General
- 1952: Ingeborg Rinke, österreichische Politikerin
- 1952: Svend Robinson, kanadischer Politiker
- 1952: Umberto Tozzi, italienischer Musiker
- 1953: John Esposito, US-amerikanischer Jazzpianist, Komponist, Arrangeur und Musikproduzent

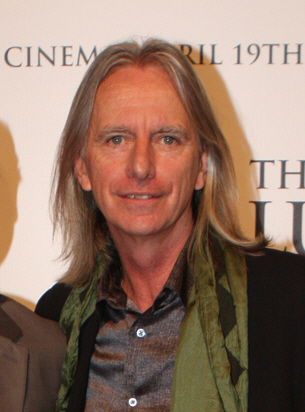
Scott Hicks (* 1953)

- 1953: Scott Hicks, australischer Filmregisseur
- 1953: Paweł Janas, polnischer Fußballspieler und -trainer
- 1953: Hans-Georg Kluge, deutscher Rechtsanwalt, Fachhochschuldozent und Politiker
- 1953: Lothar Kremershof, deutscher Eishockeyspieler und -trainer
- 1953: Rose Laurens, französische Popsängerin
- 1953: Kay Lenz, US-amerikanische Schauspielerin
- 1953: Hubert Neu, deutscher Fußballtrainer
- 1953: Luigi Pedrazzini, Schweizer Politiker
- 1953: Peggy Rathmann, US-amerikanische Bilderbuchautorin
- 1953: Klaus Riede, deutscher Biologe
- 1953: Reinhold Roth, deutscher Motorradrennfahrer
- 1953: Chris Smith, US-amerikanischer Politiker
- 1953: Jutta Ströter-Bender, deutsche Kunstpädagogin, Künstlerin und Professorin
- 1953: Daniel Woodrell, US-amerikanischer Schriftsteller
- 1953: Xiao Sa, chinesische bzw. taiwanische Autorin
- 1954: Timur Awtandilowitsch Apakidse, russischer Generalmajor
- 1954: Edmund Ballhaus, deutscher Kulturwissenschaftler, Filmemacher und Sachbuchautor
- 1954: Ralf Felber, deutscher Kommunalpolitiker

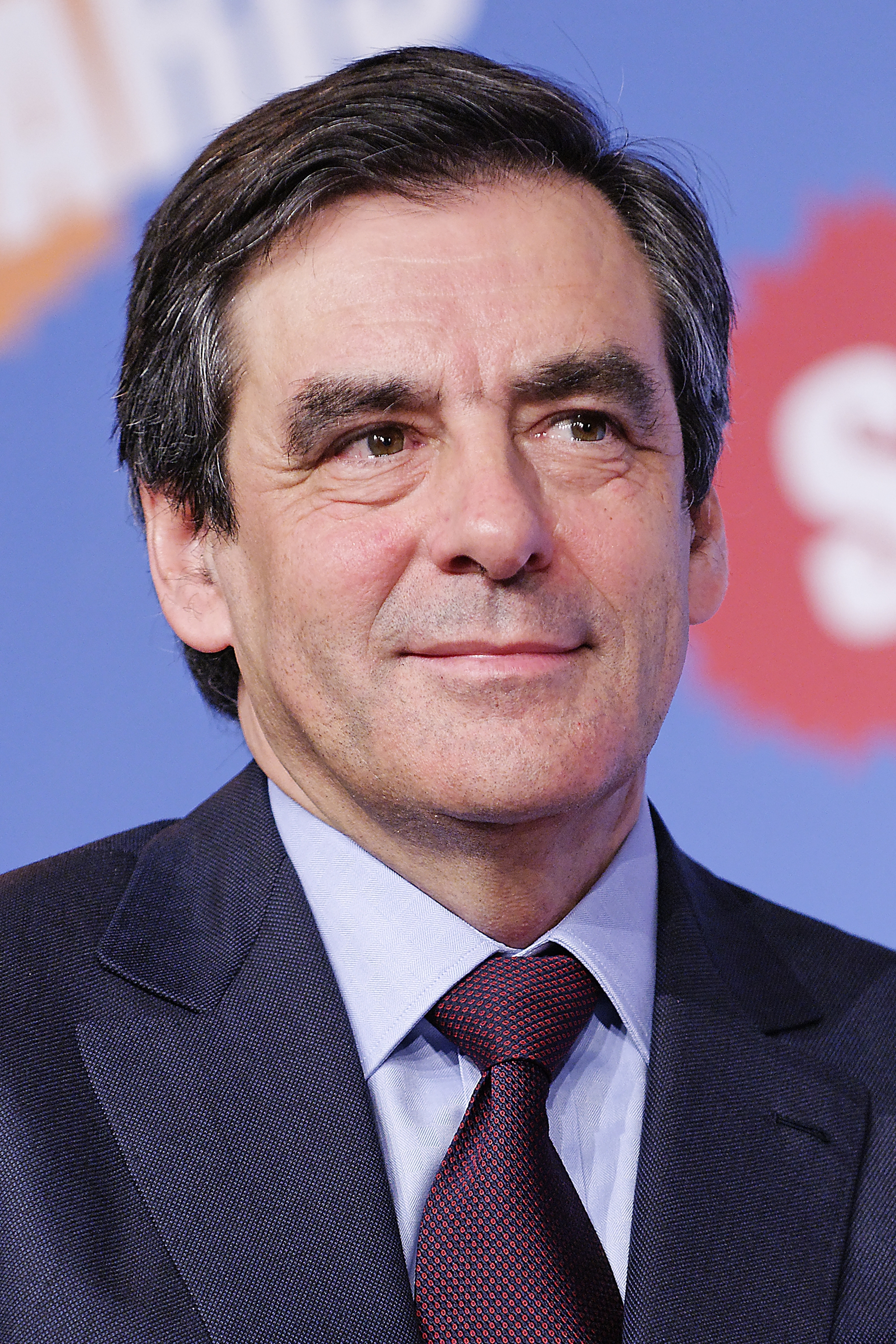
François Fillon (* 1954)

- 1954: François Fillon, französischer Politiker, Bildungsminister
- 1954: Ricky Ford, US-amerikanischer Jazz-Saxophonist
- 1954: Margot Klestil-Löffler, österreichische Diplomatin
- 1954: Yvan Lachaud, französischer Politiker
- 1954: Hubert Mania, deutscher Autor und Übersetzer
- 1954: Catherine O’Hara, US-amerikanische Schauspielerin, Drehbuchautorin und Singer-Songwriterin
- 1954: Irina Borissowna Ratuschinskaja, russische Dissidentin, Dichterin und Autorin
- 1954: Jürg Stüssi-Lauterburg, Schweizer Militärhistoriker und Politiker
- 1954: Kazimierz Szczerba, polnischer Boxer
- 1954: Anne Van Lancker, belgische Politikerin
- 1954: Willie Thorne, englischer Snookerprofi

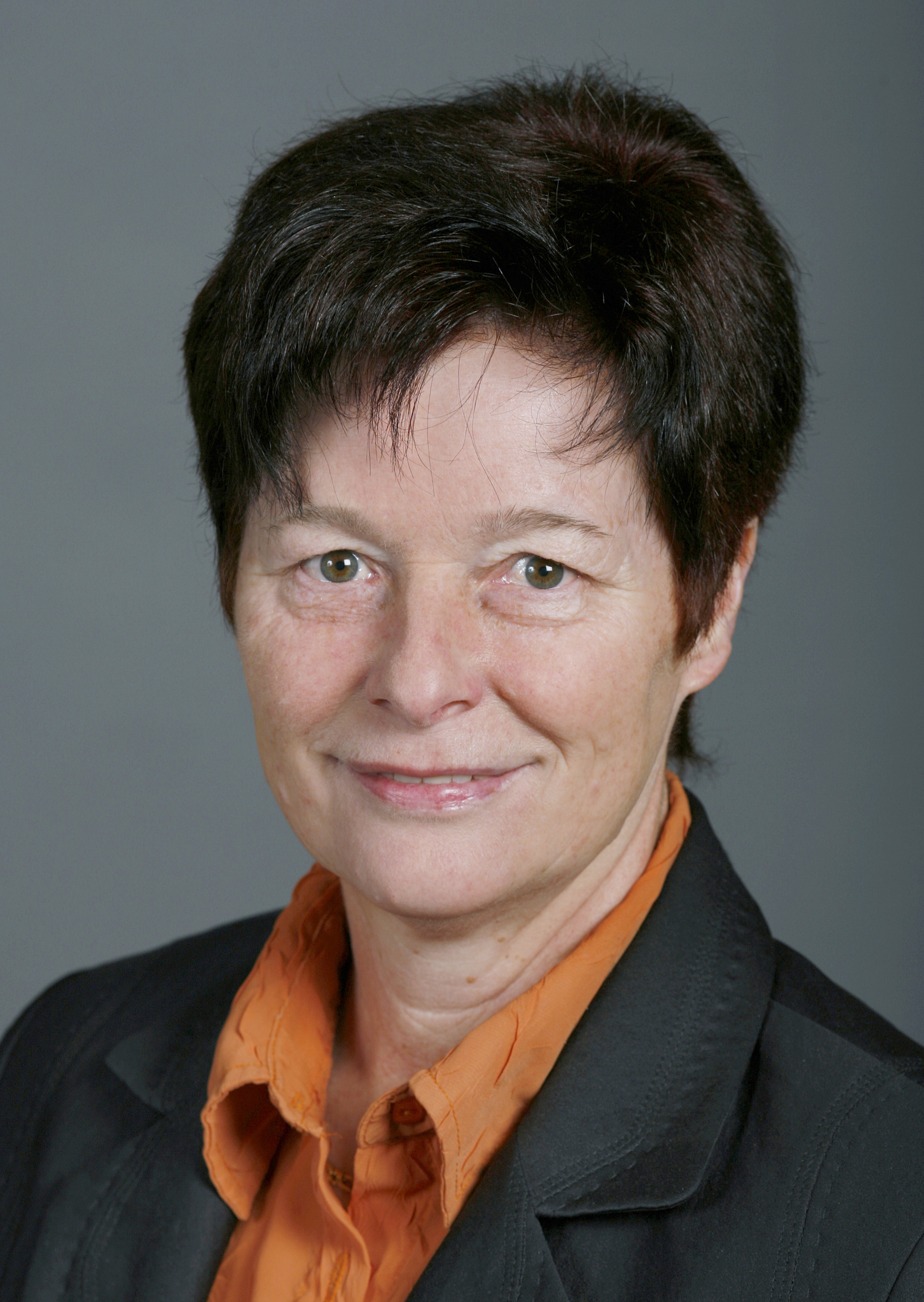
Elvira Bader (* 1955)

- 1955: Elvira Bader, Schweizer Politikerin
- 1955: Michael Bisio, US-amerikanischer Bassist und Komponist
- 1955: Rebecca Brandewyne, US-amerikanische Autorin
- 1955: Francesco Esposito, italienischer Ruderer
- 1955: Dieter Exter, deutscher Radiomoderator
- 1955: Uli Gutscher, deutscher Musiker
- 1955: Finn Hansen, dänischer Dressurreiter
- 1955: Bernd Höing, deutscher Ruderer und Olympiasieger
- 1955: Joey Jones, walisischer Fußballspieler
- 1955: Jutta Kaußen, deutsche Autorin, Übersetzerin und Dramaturgin
- 1955: Bernhard Lichte, deutscher Journalist
- 1955: Achim Lidsba, deutscher Generalmajor
- 1955: Karl Mahrer, österreichischer Polizeibeamter
- 1955: Ingo Marmulla, deutscher Gitarrist und Musiklehrer
- 1955: Stephen Marshak, US-amerikanischer Geologe
- 1955: Gerda Mehta, österreichische Psychologin
- 1955: Heinz-Dieter Neef, deutscher Professor
- 1955: Marcelo Oliveira, brasilianischer Fußballspieler

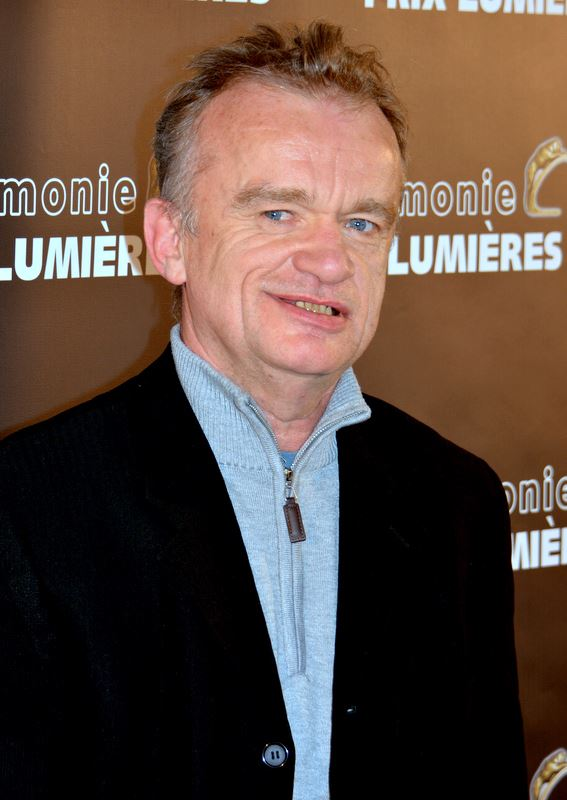
Dominique Pinon (* 1955)

- 1955: Dominique Pinon, französischer Filmschauspieler
- 1955: James Weaver, britischer Autorennfahrer
- 1956: Gabriele Binder-Maier, österreichische Politikerin
- 1956: Kermit Driscoll, US-amerikanischer Jazzbassist
- 1956: Carlos Roberto Gallo, brasilianischer Fußballspieler
- 1956: Zdenek Kiklhorn, tschechischer Eishockeyspieler und -trainer
- 1956: Gertrude Kranzl, österreichische Judoka
- 1956: Göran Lindblom, schwedischer Eishockeyspieler und -trainer
- 1956: Uli Möller, deutscher Regisseur und Drehbuchautor
- 1956: Andreas Montag, deutscher Journalist und Schriftsteller
- 1956: Tetjana Posdnjakowa, ukrainische Mittel- und Langstreckenläuferin
- 1956: Antje von Rein, deutsche Pädagogin und Dozentin
- 1956: Helmut Zapf, deutscher Komponist
- 1957: Holger Altmeppen, deutscher Jurist und Professor
- 1957: Ingo Hamacher Bellacoola, deutscher Fotograf, Filmregisseur und -produzent
- 1957: Markus Maria Jansen, deutscher Musiker
- 1957: Peter Krattiger, Schweizer Gitarrist, Komponist, Produzent, Arrangeur, Grafiker und Kunstmaler
- 1957: Esteban María Laxague, argentinischer römisch-katholischer Geistlicher
- 1957: Klaus-Peter Lesch, deutscher Psychiater und Professor
- 1957: Jonas Matulevičius, litauischer Politiker
- 1957: Wolfgang M. Rosam, österreichischer PR-Berater, Autor und Journalist
- 1957: Ralf Vogeding, deutscher Volkskundler
- 1958: Per Egil Ahlsen, norwegischer Fußballspieler
- 1958: Virginija Baltraitienė, litauische Politikerin
- 1958: Ljawon Barschtscheuski, belarussischer Philologe und Politiker
- 1958: Markus Eham, deutscher römisch-katholischer Liturgiewissenschaftler, Kirchenmusiker und Komponist
- 1958: Francisco Antonio Ceballos Escobar, kolumbianischer Geistlicher
- 1958: Marija Iwanowna Fadejewa, sowjetische Ruderin

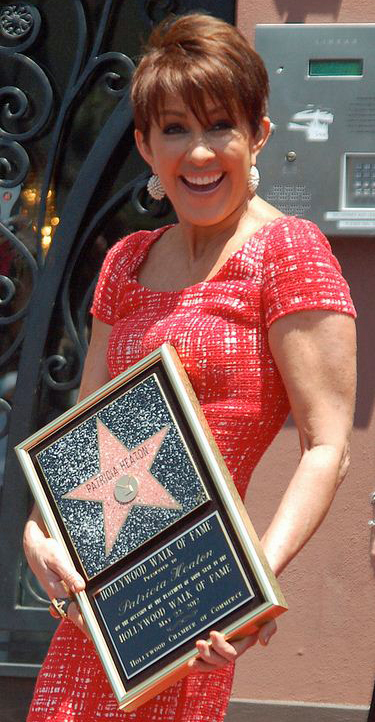
Patricia Heaton (* 1958)

- 1958: Patricia Heaton, US-amerikanische Schauspielerin
- 1958: Madleen Kane, schwedische Disco-Sängerin und Model
- 1958: Antonina Wiktorowna Machina, sowjetische Ruderin
- 1958: Michael Mohapp, österreichischer Schauspieler und Kabarettist
- 1958: Jouko Parviainen, finnischer Nordischer Kombinierer
- 1958: Ralph R. Schneider, deutscher Paläozeanograph und Klimaforscher
- 1958: Tina Smith, US-amerikanische Politikerin
- 1958: Emel Etem Toschkowa, bulgarische Politikerin
- 1959: Lamar Joseph Conner, US-amerikanischer Luftverkehrskaufmann
- 1959: Joseph Ha Chi-shing, chinesischer Geistlicher
- 1959: Michael Goi, US-amerikanischer Kameramann

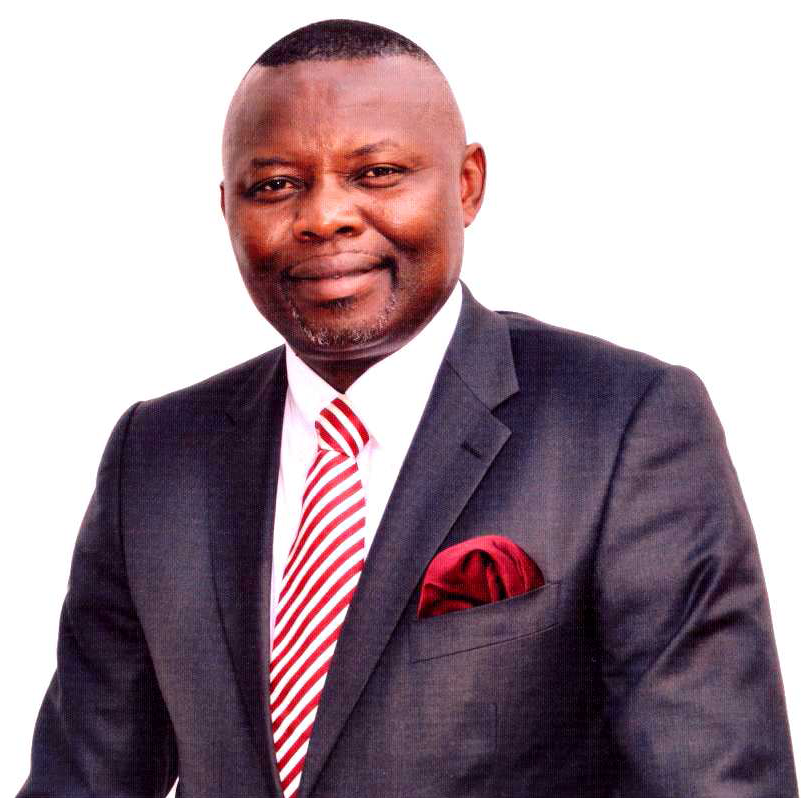
Vital Kamerhe (* 1959)

- 1959: Vital Kamerhe, kongolesischer Politiker
- 1959: Bárbaro Marín, kubanischer Schauspieler
- 1959: Georg Nagler, deutscher Rechtswissenschaftler
- 1959: Carlos Palau, spanischer Autorennfahrer
- 1959: Lothar Pauly, deutscher Manager
- 1959: Thomas Reusch-Frey, deutscher Politiker
- 1959: Annette Seemann, deutsche Autorin und Übersetzerin
- 1959: Leonhard Stärk, deutscher Jurist und Manager
- 1959: Irina Borissowna Strachowa, russische Leichtathletin
- 1959: Urs Suter, Schweizer Fußballspieler
- 1959: Romeo Zondervan, niederländischer Fußballspieler
- 1960: Godfrey Bewicke-Copley, 7. Baron Cromwell, englischer Adliger
- 1960: Kazimierz Matuszny, polnischer Politiker
- 1960: Gianfranco Miletto, italienischer Judaist, Autor und Dozent
- 1960: John Mugabi, ugandischer Boxer
- 1960: Falla Ndoye, senegalesischer FIFA-Fußballschiedsrichter
- 1960: Carl Martin Spengler, deutscher Schauspieler
- 1960: Christina Sussiek, deutsche Leichtathletin und Olympiateilnehmerin

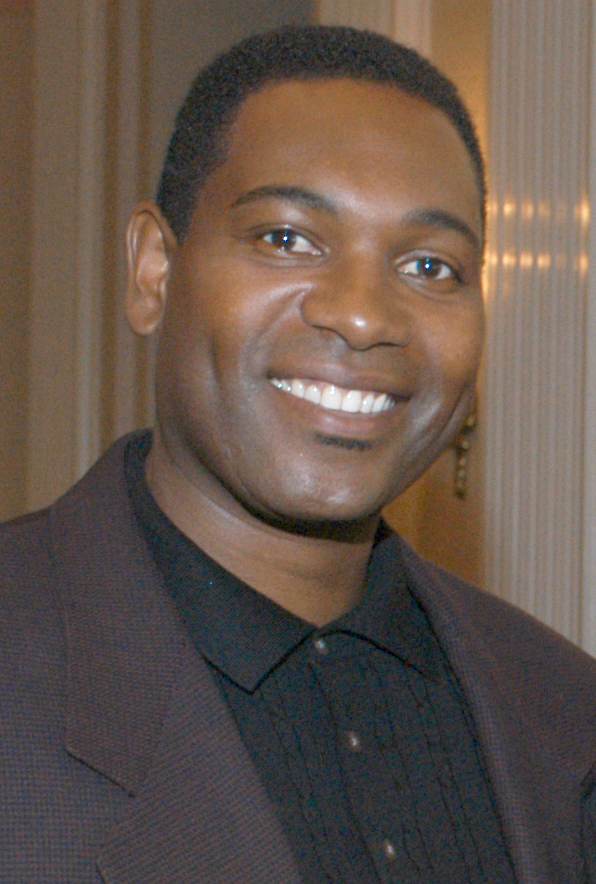
Mykelti Williamson (* 1960)

- 1960: Mykelti Williamson, US-amerikanischer Schauspieler
- 1961: Gabriella Baumann-von Arx, Schweizer Autorin und Verlegerin
- 1961: Christine Biernath, deutsche Jugendbuchautorin
- 1961: Gerhard Dell, österreichischer Landesenergiebeauftragter und Geschäftsführer
- 1961: Sabine Everts, deutsche Leichtathletin und Olympiamedaillengewinnerin
- 1961: Claudia-Sofie Jelinek, österreichische Schauspielerin
- 1961: Sibyll-Anka Klotz, deutsche Politikerin
- 1961: Alexander Kolb, deutscher Unternehmer, Hochschullehrer und Motorsportler
- 1961: Ray Mancini, US-amerikanischer Boxer
- 1961: Thomas Pfeiffer, deutscher Jurist

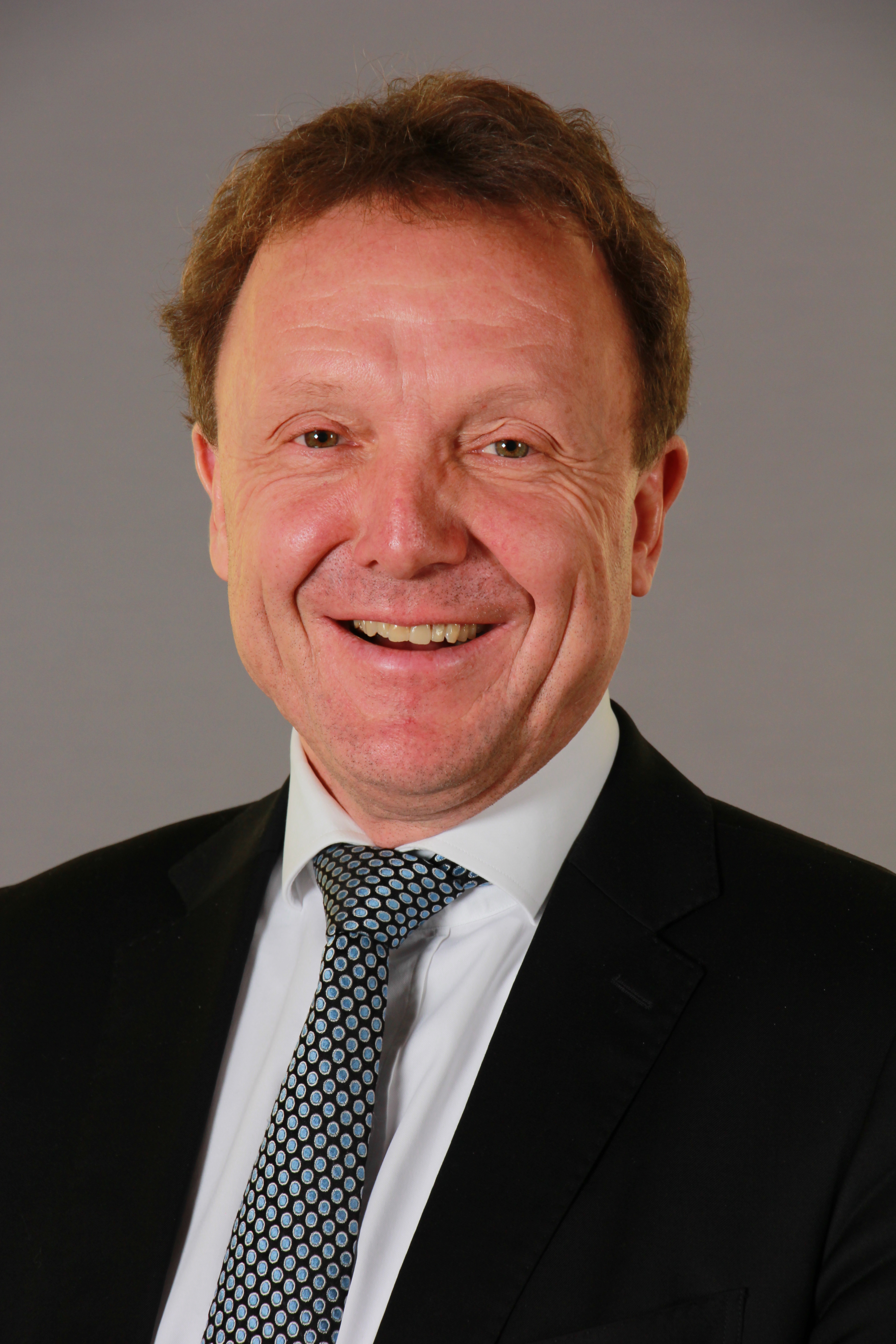
Reinhard Pisec (* 1961)

- 1961: Reinhard Pisec, österreichischer Politiker und Geschäftsführer
- 1961: Erwin Resch, österreichischer Skirennläufer
- 1961: Teodosij Spassow, bulgarischer Jazzflötist und Filmkomponist
- 1961: Bertram Stubenrauch, deutscher katholischer Theologe
- 1961: Michail Anatoljewitsch Wassiljew, russischer Handballspieler und -trainer
- 1961: Steven Weber, US-amerikanischer Schauspieler
- 1962: Mirsad Baljić, jugoslawischer Fußballspieler
- 1962: Simon Bisley, britischer Comic-Künstler
- 1962: Miriam Díaz Aroca, spanische Schauspielerin und Fernsehansagerin
- 1962: Carmen Emigholz, deutsche Politikerin und Staatsrätin
- 1962: Ruedi Löffel, Schweizer Politiker
- 1962: Adrian Nicholas, britischer Fallschirmspringer
- 1962: Ulrich Papke, deutscher Kanute
- 1962: Ronny Pecik, österreichischer Investor
- 1962: Alberto Pinton, italienischer Jazz-Musiker und Komponist
- 1962: Stephan Reimertz, deutscher Lyriker, Essayist, Romancier und Kunsthistoriker
- 1962: Jörg Rogge, deutscher Historiker
- 1962: Monika Scheidler, deutsche römisch-katholische Theologin
- 1962: Marcelo Viana, brasilianischer Mathematiker
- 1962: Claire Voisin, französische Mathematikerin
- 1962: André Winkhold, deutscher Fußballspieler

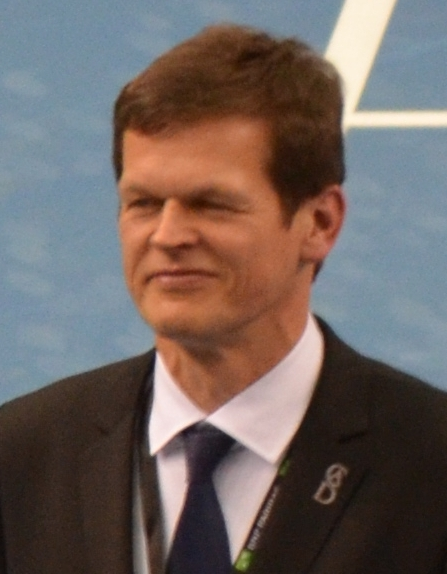
Karl-Georg Altenburg (* 1963)

- 1963: Karl-Georg Altenburg, deutscher Bankmanager und Sportfunktionär
- 1963: Andy Baggott, Alternativmediziner und Autor
- 1963: Wolfgang Hilleke, deutscher Kommunalpolitiker und Geschäftsführer
- 1963: Jürgen King, deutscher Radsportler
- 1963: Mart Kivastik, estnischer Schriftsteller
- 1963: Tom Launhardt, deutscher Gitarrenbauer und Sachverständiger
- 1963: Jason Newsted, US-amerikanischer Musiker
- 1963: Thierry Perreux, französischer Handballspieler und -trainer
- 1963: Daniel Roebuck, US-amerikanischer Schauspieler
- 1963: Michael Stal, deutscher Informatiker
- 1963: Marek Stolarski, polnischer Politiker
- 1964: Brian Crowley, irischer Politiker

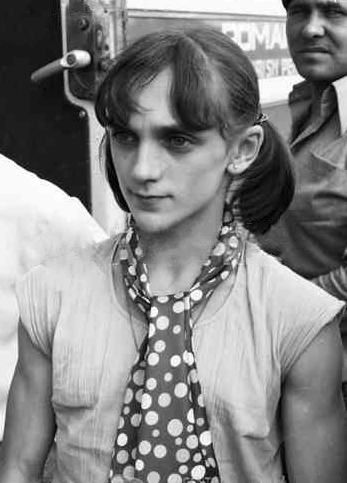
Emilia Eberle (* 1964)

- 1964: Emilia Eberle, rumänische Kunstturnerin
- 1964: Linda French, US-amerikanische Badmintonspielerin
- 1964: Brigitte Hahn, deutsche Opernsängerin
- 1964: Josu Juaristi, spanischer Politiker
- 1964: Gord Kluzak, kanadischer Eishockeyspieler
- 1964: Detlef Krella, deutscher Fußballspieler
- 1964: Sujata Massey, US-amerikanische Autorin
- 1964: Thomas Rentmeister, deutscher Bildhauer und Professor
- 1964: Kai Rohrschneider, deutscher Brigadegeneral
- 1964: Flavio Vanzella, italienischer Radrennfahrer
- 1964: Paolo Virzì, italienischer Regisseur, Filmproduzent und Drehbuchautor
- 1965: Radouane Abbes, algerischer Fußballspieler

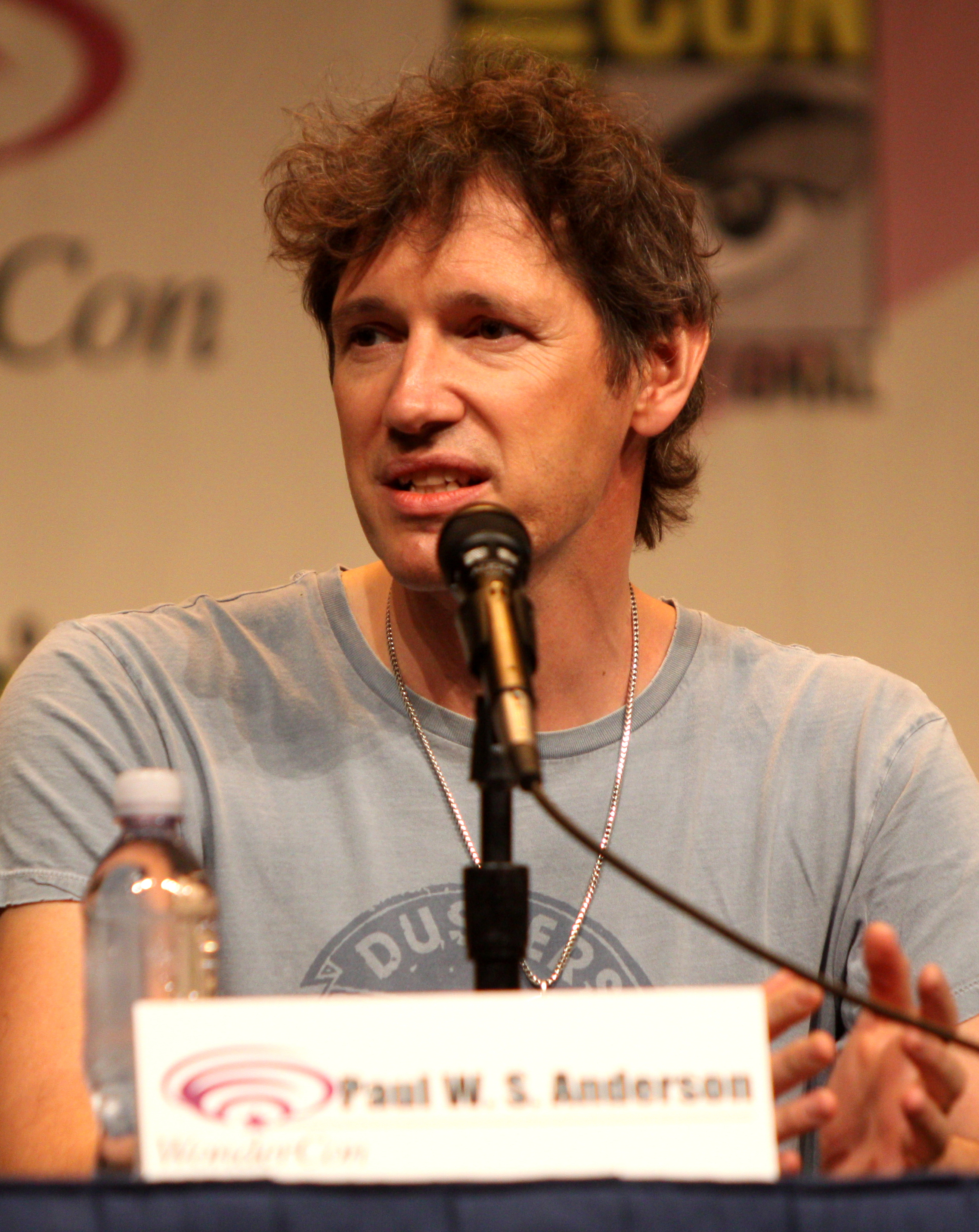
Paul W. S. Anderson (* 1965)

- 1965: Paul W. S. Anderson, britischer Filmregisseur, -produzent und Drehbuchautor
- 1965: Sabine Bächle-Scholz, deutsche Politikerin
- 1965: Stacy Edwards, US-amerikanische Schauspielerin
- 1965: Frauke Hilgemann, deutsche politische Beamtin
- 1965: Khaled Hosseini, US-amerikanischer Schriftsteller und Arzt
- 1965: Henry Keazor, deutscher Kunsthistoriker und Hochschullehrer
- 1965: Shyam Lal Meena, indischer Bogenschütze
- 1965: Juri Walentinowitsch Lontschakow, russischer Kosmonaut
- 1965: John Murphy, britischer Filmkomponist
- 1965: Maiken Nielsen, deutsche Schriftstellerin und Journalistin
- 1965: Edmar Peron, brasilianischer Geistlicher
- 1965: Rolf-Oliver Schwemer, deutscher Jurist und Politiker
- 1965: Aiko Shimajiri, japanische Politikerin
- 1965: WestBam, deutscher Diskjockey, Musiker und Autor
- 1965: Henning Windhagen, deutscher Orthopäde und Unfallchirurg
- 1965: Luca Zanforlin, italienischer Fernsehmoderator und Drehbuchautor
- 1966: Daniela Amavia, griechische Schauspielerin
- 1966: Nicola Caputo, italienischer Politiker
- 1966: Grand Puba, US-amerikanischer Rapper

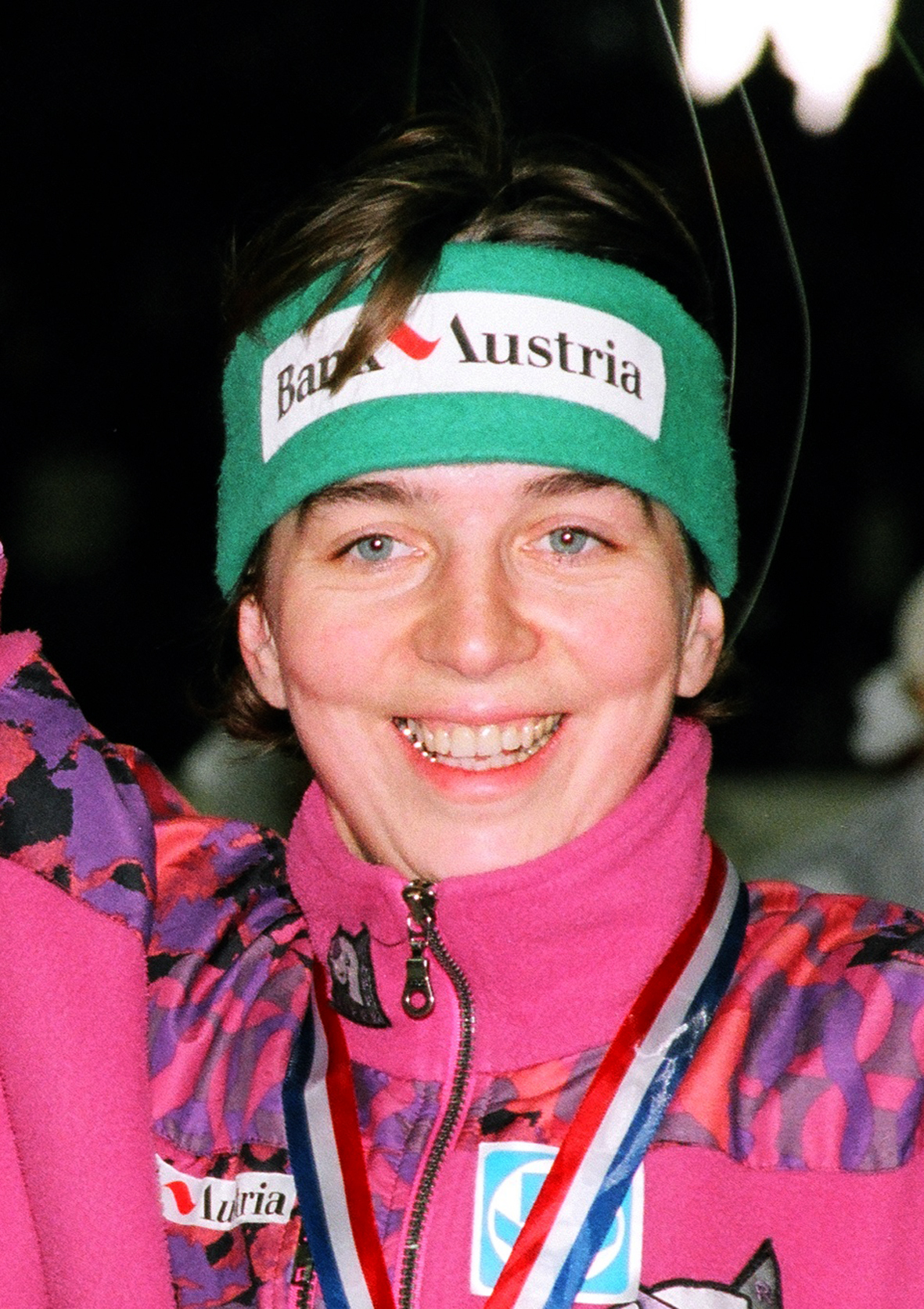
Emese Hunyady (* 1966)

- 1966: Emese Hunyady, ungarisch-österreichische Eisschnellläuferin
- 1966: Kevin Johnson, US-amerikanischer Basketballspieler und Politiker
- 1966: Thomas Jonigk, deutscher Schriftsteller und Dramaturg
- 1966: Fiona Ma, amerikanische Politikerin
- 1966: Jörg Martin, deutscher Stiftungsberater und Autor
- 1966: Helmut Mayer, österreichischer Skirennläufer
- 1966: Nick Scandone, US-amerikanischer Segler
- 1966: Wash Westmoreland, US-amerikanischer Filmproduzent, -regisseur und Drehbuchautor
- 1967: Michael Andersson, schwedischer Radrennfahrer
- 1967: Karlheinz Hauser, deutscher Koch
- 1967: Annika Johansson, schwedische Freestyle-Skierin
- 1967: Andreas Kumpf, deutscher Psychologe, Autor und Gerontologe
- 1967: Marina Cecilie Roné, dänische Schriftstellerin und Journalistin
- 1967: Rainer Scharinger, deutscher Fußballspieler und -trainer
- 1967: Marcus Schwarzrock, deutscher Ruderer und Trainer
- 1967: Kazimierz Sidorczuk, polnisch-österreichischer Fußballtorwart und -trainer
- 1967: Chung So-young, südkoreanische Badmintonspielerin
- 1967: Eva Spreitzhofer, österreichische Schauspielerin und Drehbuchautorin
- 1967: Sam Taylor-Johnson, britische Regisseurin, Fotografin, Künstlerin und Musikerin
- 1967: Abdoulaye Traoré, Fußballspieler der Elfenbeinküste
- 1967: Kerri Tepper, australische Tischtennisspielerin
- 1967: Kubilay Türkyılmaz, Schweizer Fußballspieler
- 1967: Andreas Waldowsky deutscher Politiker
- 1967: Andreas Wistuba, deutscher Botaniker
- 1968: Joachim Cast, deutscher Fußballspieler

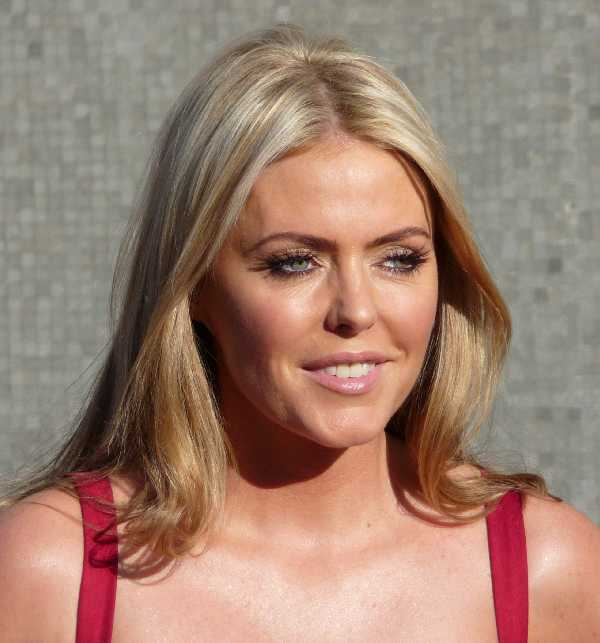
Patsy Kensit (* 1968)

- 1968: Patsy Kensit, englische Schauspielerin und Musikerin
- 1968: Kirkor Kirkorow, bulgarischer Boxer
- 1968: James Lankford, US-amerikanischer Politiker
- 1968: Christina McKelvie, schottische Politikerin
- 1968: Kyriakos Mitsotakis, griechischer Politiker
- 1968: Kazuto Nakazawa, japanischer Animator, Regisseur und Charakterdesigner
- 1968: Johan Nijenhuis, niederländischer Filmproduzent, -regisseur, Drehbuchautor
- 1968: Hato Schmeiser, deutscher Wirtschaftswissenschaftler und Hochschullehrer
- 1969: John Beltran, US-amerikanischer Techno- und Ambient-Musiker
- 1969: Chaz Bono, US-amerikanischer Schauspieler
- 1969: Reiner Burger, deutscher Kommunikationswissenschaftler und Journalist
- 1969: Pierluigi Casiraghi, italienischer Fußballspieler und -trainer
- 1969: Romas Cirba, sowjetischer und litauischer Fußballspieler
- 1969: Jonas-Philipp Dallmann, deutscher Architekt und Schriftsteller
- 1969: Lothar Determann, deutsch-amerikanischer Rechtsanwalt

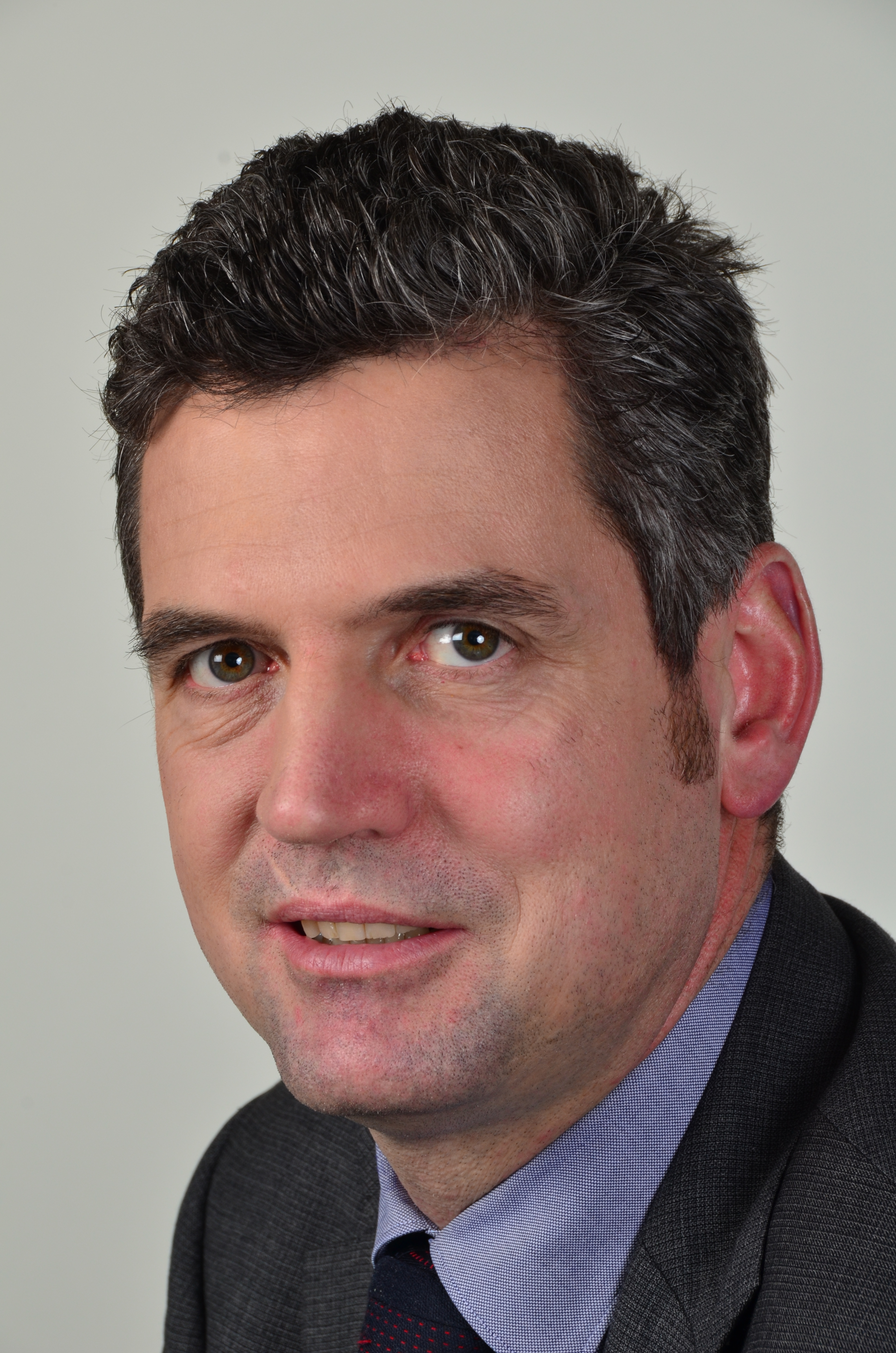
Herbert Dorfmann (* 1969)

- 1969: Herbert Dorfmann, Südtiroler Agronom und Politiker
- 1969: Ingo Endemann, deutscher Internet-Unternehmer
- 1969: Hartmut Holzwarth, deutscher Kommunalpolitiker
- 1969: Marcus Jung, deutscher Sportjournalist, Sportkommentator, Pressesprecher und Fußballfunktionär
- 1969: Matthias Kahle, deutscher Rallye-Fahrer
- 1969: Stina Nordenstam, schwedische Sängerin, Songwriterin und Musikerin
- 1969: Roger Prinzen, deutscher Fußballspieler und -trainer
- 1969: Ulf Quell, deutscher Volleyballspieler und -trainer
- 1969: Francis Repellin, französischer Nordischer Kombinierer
- 1969: Henrik Rödl, deutscher Basketballspieler
- 1969: Mathias Taddigs, deutscher Schriftsteller und Drehbuchautor
- 1969: Kunihiko Takahashi, japanischer Poolbillardspieler
- 1969: Bettina Trabert, deutsche Schachgroßmeisterin
- 1969: Jürgen Wieser, deutscher Langstreckenläufer
- 1970: Shokat Ali, englischer Snookerspieler
- 1970: Andrea Bendewald, US-amerikanische Schauspielerin

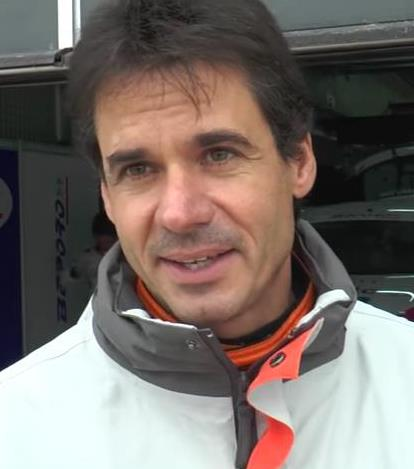
Àlex Crivillé (* 1970)

- 1970: Àlex Crivillé, spanischer Motorradrennfahrer
- 1970: Ole Eskild Dahlstrøm, norwegischer Eishockeyspieler
- 1970: Edward Gal, niederländischer Dressurreiter
- 1970: Kuddusi Müftüoğlu, türkischer FIFA-Fußballschiedsrichter
- 1970: Marja-Helena Pälvilä, finnische Eishockeyspielerin
- 1970: Michael Rosecker, österreichischer Historiker, Philosoph und Politiker
- 1970: Caroline Vis, niederländische Tennisspielerin
- 1970: Jakob von Weizsäcker, deutscher Ökonom und Politiker
- 1971: Marc Baumgartner, Schweizer Handballspieler
- 1971: Claire Brennan-Baker, schottische Politikerin
- 1971: Ralf Höcker, deutscher Rechtsanwalt und Autor
- 1971: Anders Kjølholm, dänischer Bassist
- 1971: Ilja Walerjewitsch Konowalow, russischer Hammerwerfer
- 1971: Luis Alberto Lazarte, argentinischer Boxer
- 1971: Joni Lius, finnischer Eishockeyspieler
- 1971: Daniela März, deutsche Schauspielerin
- 1971: Kolja Mensing, deutscher Schriftsteller und Literaturkritiker

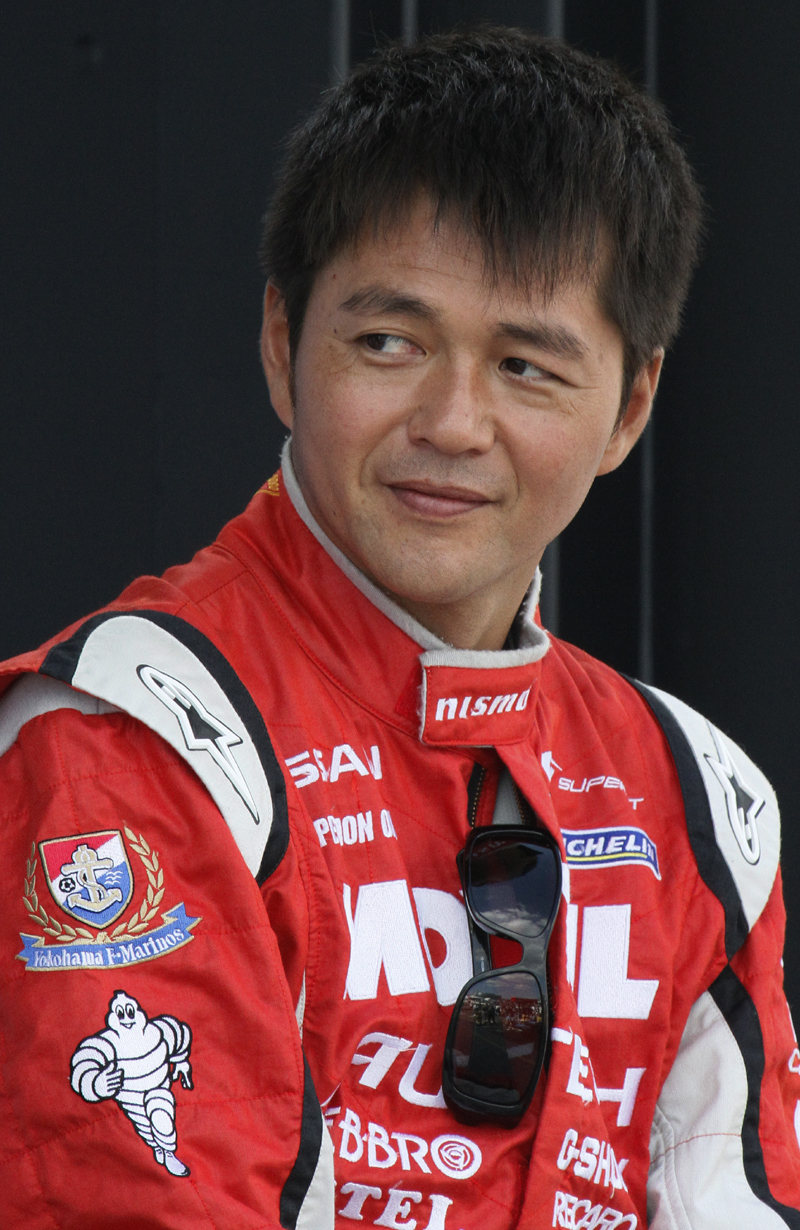
Satoshi Motoyama (* 1971)

- 1971: Satoshi Motoyama, japanischer Automobilrennfahrer
- 1971: Brigitte Olive, französische Fußballspielerin
- 1971: Sónia Sultuane, mosambikanische Dichterin und Künstlerin
- 1971: Marius Șumudică, rumänischer Fußballspieler und -trainer
- 1971: Tweet, US-amerikanische Sängerin, Songschreiberin und Gitarristin
- 1972: Yann Bonato, französischer Basketballspieler
- 1972: David Dawson, britischer Ballett-Tänzer und Choreograf
- 1972: Pae Gil-su, nordkoreanischer Kunstturner
- 1972: René König, deutscher Biathlet
- 1972: Dirk Lottner, deutscher Fußballspieler
- 1972: Peter Mangs, schwedischer Mörder
- 1972: Giorgos Mazonakis, griechischer Sänger
- 1972: Stephan Michme, deutscher Radiomoderator und Sänger

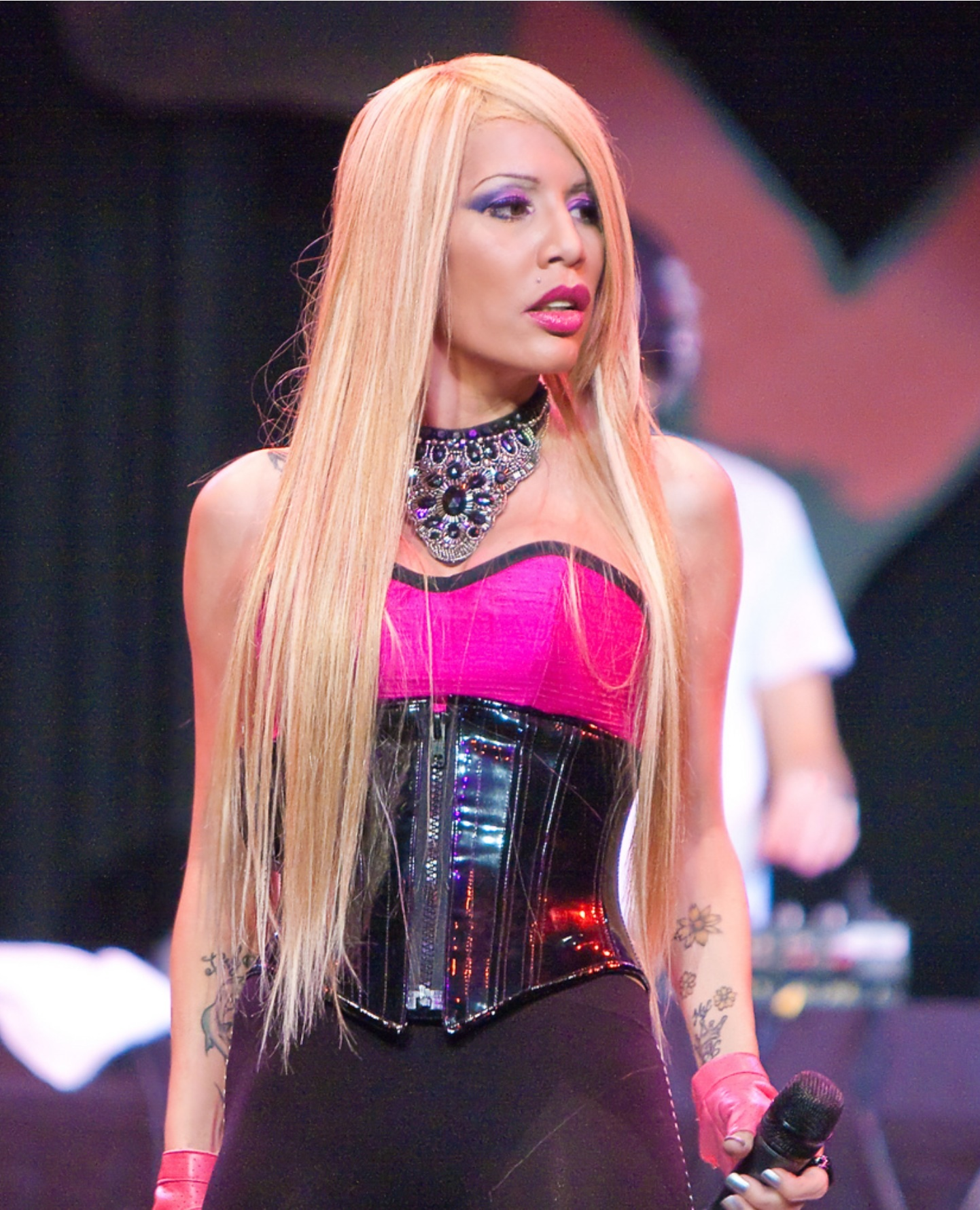
Ivy Queen (* 1972)

- 1972: Ivy Queen, puerto-ricanische Reggaeton-Musikerin
- 1972: Zohar Strauss, israelischer Schauspieler
- 1972: Jos Verstappen, niederländischer Autorennfahrer
- 1973: Berta Cáceres, honduranische Menschenrechts- und Umweltaktivistin
- 1973: Antje Dietsch, deutsche Juristin
- 1973: Waleri Wladimirowitsch Kobelew, russischer Skispringer und Nordischer Kombinierer
- 1973: Michail Michajlow, bulgarischer Fußballspieler
- 1973: Penny Mordaunt, britische Politikerin
- 1973: Len Wiseman, US-amerikanischer Regisseur und Drehbuchautor
- 1974: Liudmila Álamo, kubanische Politikerin
- 1974: Indra Angad-Gaur, niederländische Florettfechterin
- 1974: Elpídio Barbosa Conceição, brasilianischer Fußballspieler
- 1974: Gunnar Graewert, deutscher Musiker, Songwriter, Produzent und Labelmanager
- 1974: Leyla Gül, Schweizer Politikerin
- 1974: Simen Hestnæs, norwegischer Musiker und Sänger
- 1974: Cengizhan Hınçal, türkischer Fußballspieler und -manager
- 1974: Mladen Krstajić, bosnisch-serbischer Fußballspieler
- 1974: Karol Kučera, slowakischer Tennisspieler
- 1974: Ariel Ortega, argentinischer Fußballspieler

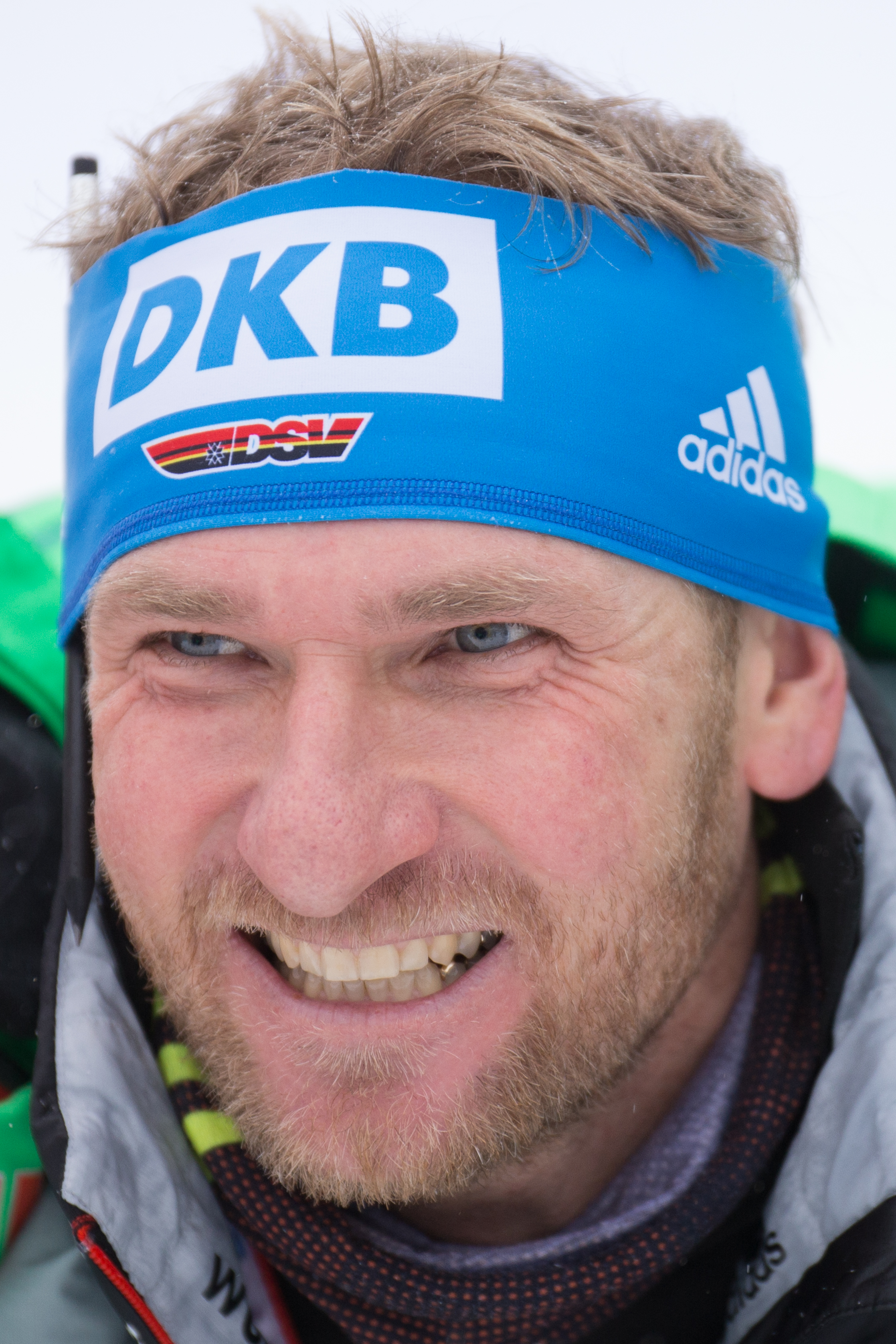
Andreas Stitzl (* 1974)

- 1974: Andreas Stitzl, deutscher Biathlet und Skilangläufer
- 1974: David Wagner, US-amerikanischer Rollstuhltennisspieler
- 1975: Antti Aalto, finnischer Eishockeyspieler
- 1975: Kirsten Bolm, deutsche Leichtathletin und Olympiateilnehmerin
- 1975: Mats Eilertsen, norwegischer Jazzmusiker und Komponist
- 1975: Patrick Femerling, deutscher Basketballspieler
- 1975: Robert Kleindienst, österreichischer Schriftsteller
- 1975: Indrek Koff, estnischer Schriftsteller und Übersetzer
- 1975: Ladislav Kohn, tschechischer Eishockeyspieler
- 1975: Rudi Pablo Lausarot, uruguayischer Sportschütze
- 1975: Tino Sorge, deutscher Politiker
- 1975: Marek Trejgis, polnischer Fußballspieler
- 1975: Marcus Winson, deutscher Musiker und Radiomoderator

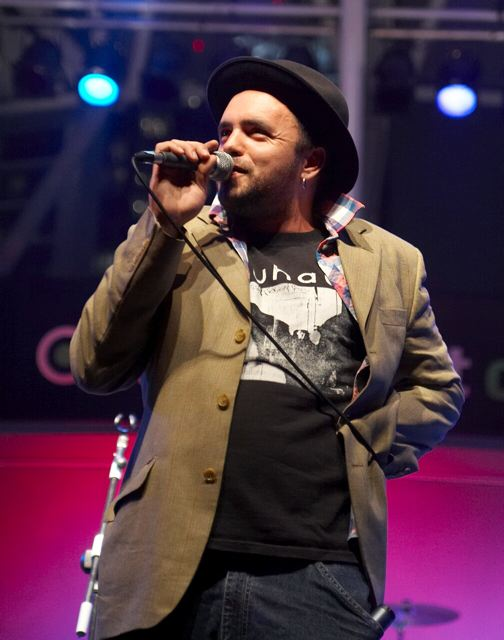
Hawksley Workman (* 1975)

- 1975: Hawksley Workman, kanadischer Singer-Songwriter

#### 1976–2000
- 1976: Alireza Heidari, iranischer Ringer
- 1976: Kim Jung-eun, südkoreanische Schauspielerin
- 1976: Kristof Magnusson, isländisch-deutscher Schriftsteller und Übersetzer
- 1976: Christian Nicolay, deutscher Speerwerfer
- 1976: Regi Penxten, belgischer Produzent, Songwriter, DJ und Remixer
- 1976: Sabrina Sabrok, argentinische Schauspielerin und Sängerin
- 1976: Christian Weidner, deutscher Jazzmusiker
- 1977: Sylvie Boudreault, kanadische Biathletin
- 1977: Ignacio Figueras, argentinischer Polospieler
- 1977: Ana Guevara, mexikanische Leichtathletin
- 1977: Juha Helppi, finnischer Pokerspieler
- 1977: Laura Jansen, US-amerikanisch-niederländische Sängerin und Songschreiberin
- 1977: Christian Jessen, britischer Fernsehmoderator und Arzt

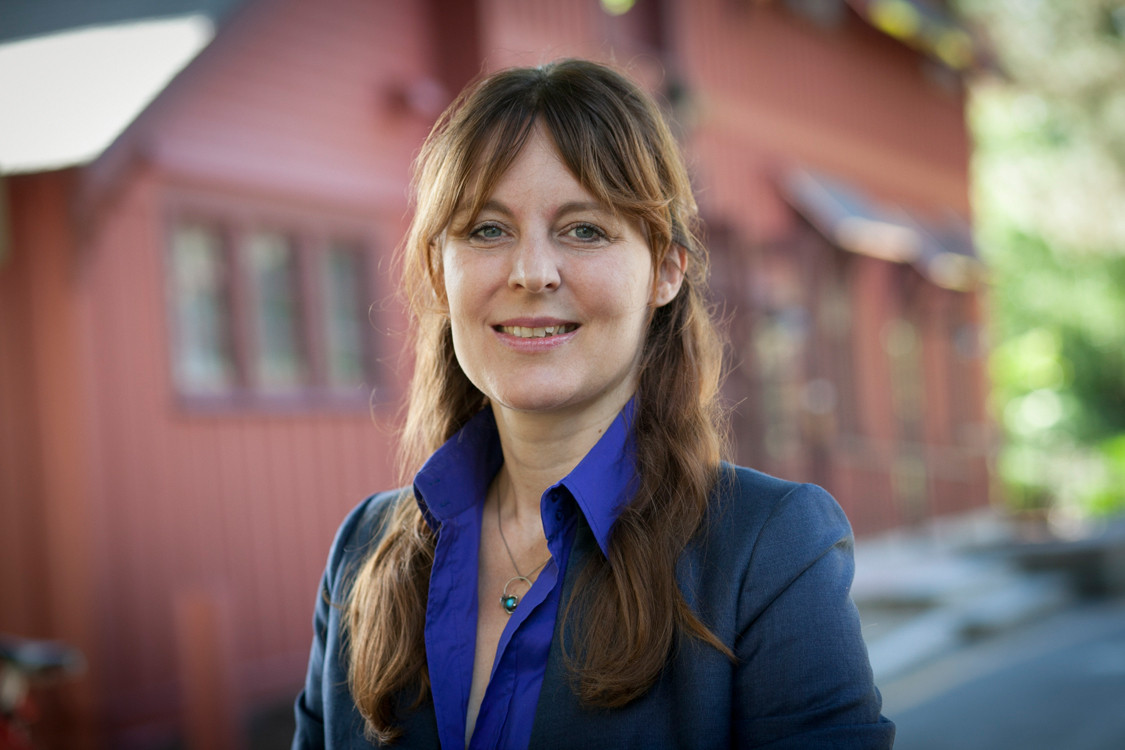
Lisa Kaltenegger (* 1977)

- 1977: Lisa Kaltenegger, österreichische Astronomin und Astrophysikerin
- 1977: Mike Kinsella, US-amerikanischer Emo- und Indierock-Musiker
- 1977: Daniel Klewer, deutscher Fußballspieler
- 1977: Douglas Lee, britischer Tänzer und Choreograf
- 1977: Jason Marsalis, US-amerikanischer Jazz-Schlagzeuger, Vibraphonist und Komponist
- 1977: Florian Spalteholz, deutscher Segler
- 1977: Amanda Stevens, US-amerikanische Triathletin
- 1977: Tony Tun Tun, puerto-ricanischer Merenguemusiker
- 1977: Dan Weiss, US-amerikanischer Komponist, Schlagzeuger und Tablaspieler
- 1978: Nathanael Ackerman, britisch-US-amerikanischer Freistilringer
- 1978: Metin Aslan, österreichischer Fußballspieler
- 1978: Chris Blair, neuseeländischer Badmintonspieler
- 1978: Pierre Dagenais, kanadischer Eishockeyspieler
- 1978: Daniel Hartwig, deutscher Schauspieler und Moderator
- 1978: Esther Hoppe, Schweizer Geigerin
- 1978: Daniel Montoya, spanisch-deutscher Schauspieler, Hörspiel- und Synchronsprecher
- 1978: Jean-Marc Pelletier, US-amerikanischer Eishockeyspieler
- 1978: Carolina Rivas, dominikanische Sängerin, Schauspielerin und Theaterproduzentin
- 1978: Filip Stádník, tschechischer Badmintonspieler
- 1978: Jörn Wollschläger, deutscher Biathlet und Biathlontrainer
- 1978: Giovanni Zarrella, deutscher Popsänger
- 1979: Ryan Ariehaan, indonesischer Radrennfahrer
- 1979: Karima Delli, französische Politikerin
- 1979: Günter Friesenbichler, österreichischer Fußballspieler
- 1979: Geoff Huegill, australischer Schwimmer
- 1979: Ulrike Jurk, deutsche Volleyballspielerin
- 1979: Heinz Lienhart, österreichischer Fußballspieler
- 1979: Aka-Adeck Mba, kamerunischer Fußballspieler
- 1979: André Nascimento, brasilianischer Volleyballspieler
- 1979: Juan Cruz Ochoa, spanischer Fußballspieler
- 1979: Wjatscheslaw Alexandrowitsch Malafejew, russischer Fußballspieler
- 1980: Silvana Bayer, deutsche Bühnen-, Film- und Fernsehschauspielerin

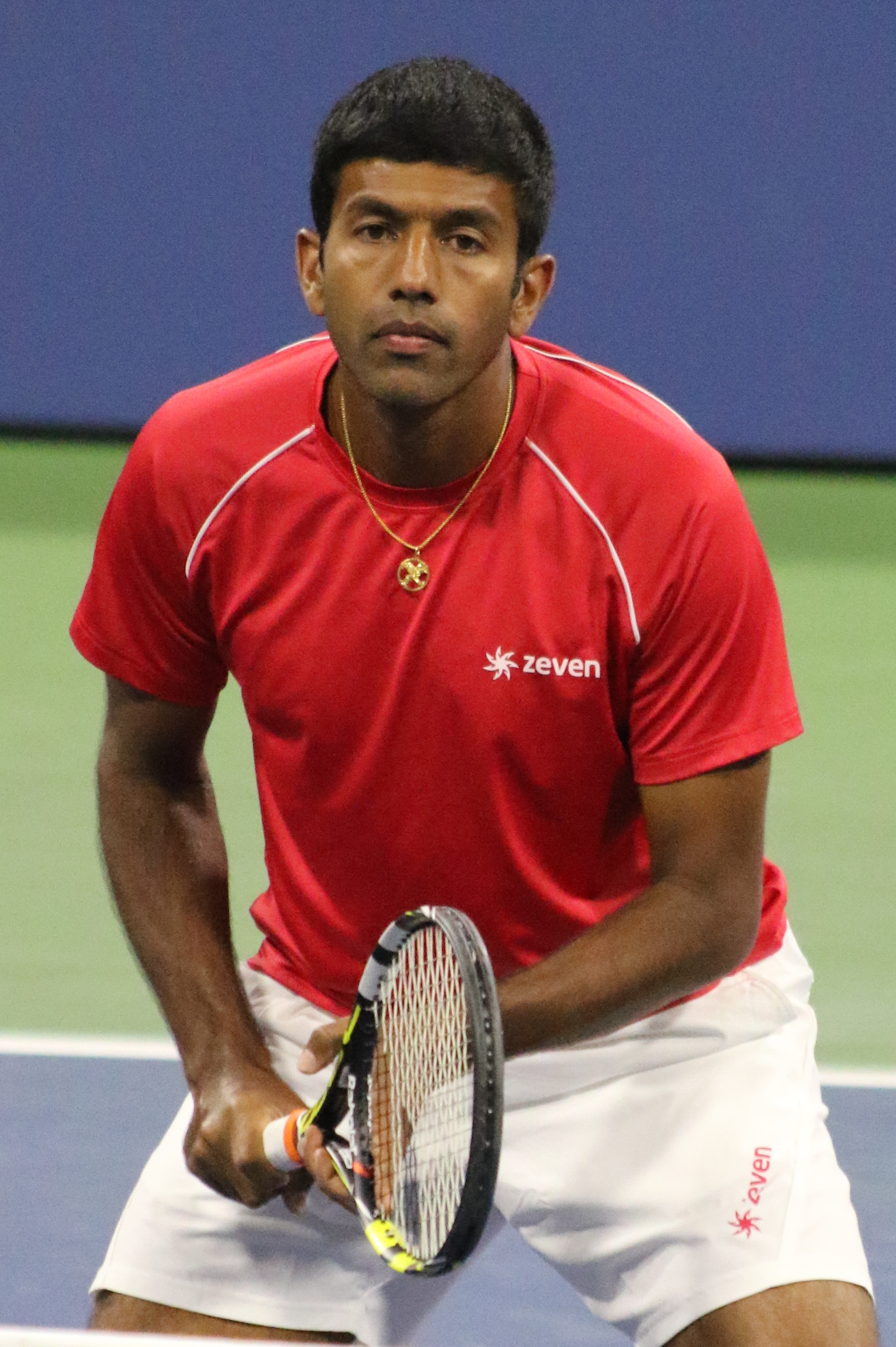
Rohan Bopanna (* 1980)

- 1980: Rohan Bopanna, indischer Tennisspieler
- 1980: Omar Bravo, mexikanischer Fußballspieler
- 1980: Karsten Januschke, deutscher Dirigent
- 1980: Mikko Jokela, finnischer Eishockeyspieler
- 1980: Babken Melkonyan, armenischer Poolbillard- und Snookerspieler
- 1980: Manuel Ortlechner, österreichischer Fußballspieler
- 1980: Grant Potulny, US-amerikanischer Eishockeyspieler und -trainer
- 1980: Chris Ronér, US-amerikanischer Fußballspieler
- 1980: Sergei Olegowitsch Sinowjew, russischer Eishockeyspieler
- 1981: Turid Arndt, deutsche Handballspielerin
- 1981: Dominik Behr, deutscher Florettfechter
- 1981: Piotr Buchalski, polnischer Ruderer
- 1981: Andrew Drevo, US-amerikanischer Basketballspieler

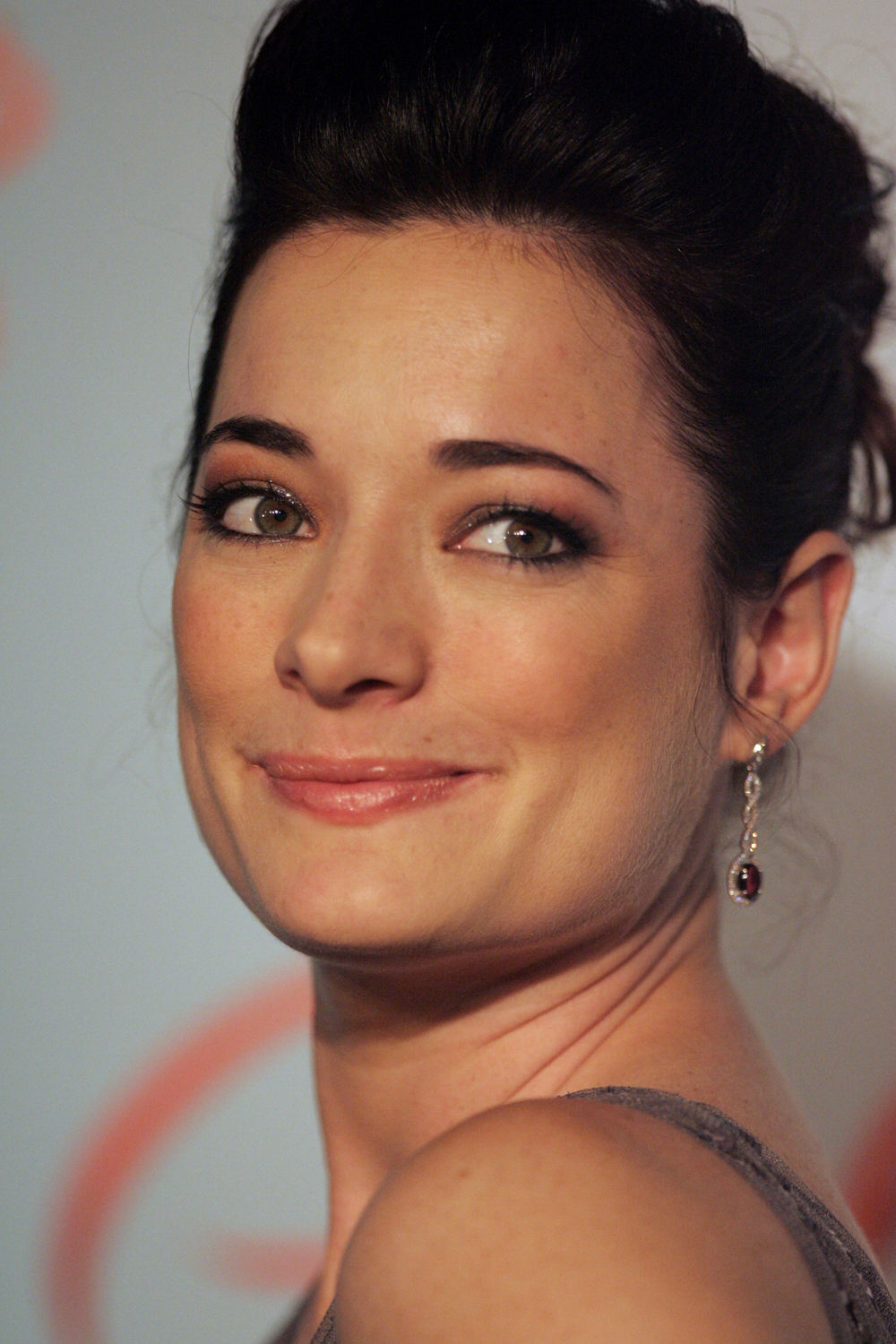
Laura Michelle Kelly (* 1981)

- 1981: Laura Michelle Kelly, britische Schauspielerin, Sängerin und Musicaldarstellerin
- 1981: Matthias Kofler, österreichischer Theaterschauspieler
- 1981: Ariza Makukula, kongolesisch-portugiesischer Fußballspieler
- 1981: Nathan Martz, kanadischer Eishockeyspieler
- 1981: Thilo Mischke, deutscher Journalist, Autor und Fernsehmoderator
- 1981: Karina Ottosen, färöische Triathletin
- 1981: Aketza Peña, spanischer Radrennfahrer
- 1981: Miha Rihtar, slowenischer Skispringer
- 1981: Stefan Rüttgeroth, deutscher Sportschütze
- 1981: Maike von Bremen, deutsche Fernsehschauspielerin
- 1981: Jürgen Wouters, niederländischer Badmintonspieler
- 1982: Bouna Coundoul, senegalesischer Fußballspieler
- 1982: Landon Donovan, US-amerikanischer Fußballspieler
- 1982: Paul Flache, deutsch-kanadischer Eishockeyspieler und -trainer
- 1982: Peter Flache, kanadischer Eishockeyspieler
- 1982: Tim Goebel, deutscher Leichtathlet
- 1982: Peter Hollens, US-amerikanischer Pop-Sänger, Komponist und Produzent
- 1982: Hanna Mykolajewna Hopko, ukrainische Aktivistin, Journalistin und Politikerin
- 1982: Zakir Hussain, indischer Eishockeyspieler
- 1982: Ljudmila Andrejewna Jeschowa, russische Kunstturnerin
- 1982: Russell Jonathan Leetch, britischer Musiker

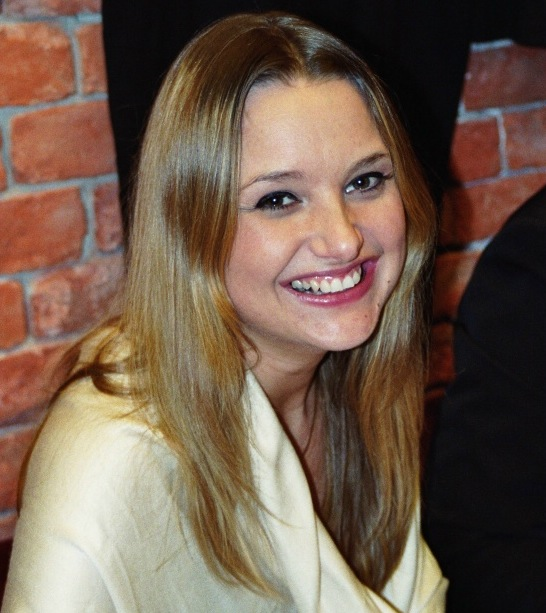
Olivia Safe (* 1982)

- 1982: Olivia Safe, britische Opernsängerin
- 1982: Andrej Rybakou, belarussischer Gewichtheber
- 1982: Rodrigo de Souza Cardoso, brasilianischer Fußballspieler
- 1983: Soran Baldowaliew, mazedonisch-bulgarischer Fußballspieler
- 1983: Sascha Binder, deutscher Politiker
- 1983: Michelle Butler-Emmett, südafrikanische Badmintonspielerin
- 1983: Estéban Conde, uruguayischer Fußballspieler
- 1983: Samuel Contesti, französischer Eiskunstläufer
- 1983: Jaque Fourie, südafrikanischer Rugbyspieler
- 1983: Anita Gara, ungarische Schachmeisterin
- 1983: Julija Alexandrowna Guschtschina, russische Leichtathletin
- 1983: Megumi Izumi, japanische Biathletin
- 1983: Jan Köppen, deutscher Fernsehmoderator und DJ
- 1983: Teddy Landrie, französischer Straßenradrennfahrer
- 1983: Darren Lapthorne, australischer Radrennfahrer
- 1983: Andreas Sarantis, griechischer Biathlet
- 1983: David Střihavka, tschechischer Fußballspieler
- 1984: Steven Burtt, US-amerikanisch-ukrainischer Basketballspieler
- 1984: Tamir Cohen, israelischer Fußballspieler
- 1984: Péter Gulyás, ungarischer Handballspieler
- 1984: Christoph Helbig, deutscher Volleyballspieler
- 1984: Norbert Hosnyánszky, ungarischer Wasserballer
- 1984: Jeremy Loops, südafrikanischer Singer-Songwriter
- 1984: Artjom Gennadjewitsch Rebrow, russischer Fußballspieler
- 1984: Domagoj Surać, kroatischer Handballspieler
- 1984: Zak Whitbread, US-amerikanischer Fußballspieler
- 1984: Daniel Żółtak, polnischer Handballspieler

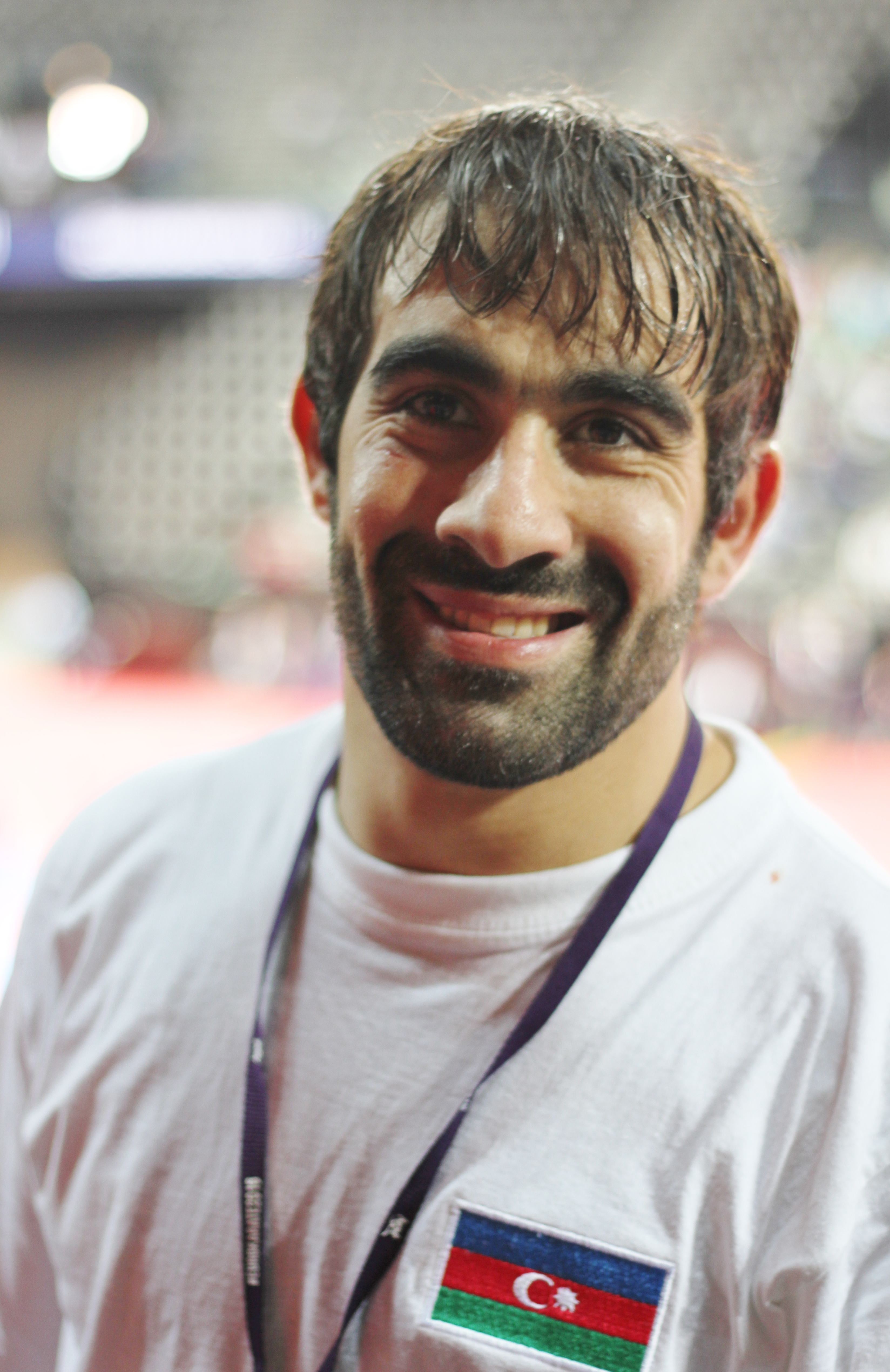
Rəfael Ağayev (* 1985)

- 1985: Rəfael Ağayev, aserbaidschanischer Karateka
- 1985: Olga Sergejewna Akopjan, russische Handballspielerin und -trainerin
- 1985: Annabel Laure Ali, kamerunische Ringerin
- 1985: Stefan Büsser, Schweizer Moderator und Komiker
- 1985: Jake Buxton, englischer Fußballspieler
- 1985: Hrvoje Čale, kroatischer Fußballspieler
- 1985: Jake Dowell, US-amerikanischer Eishockeyspieler
- 1985: Scott Michael Foster, US-amerikanischer Schauspieler
- 1985: Alexander Frenkel, deutscher Boxer
- 1985: Felicity Galvez, australische Schwimmerin
- 1985: Anne Jochin, deutsche Handballspielerin
- 1985: Oliver Konsa, estnischer Fußballspieler
- 1985: Linda Pöppel, deutsche Theater- und Filmschauspielerin

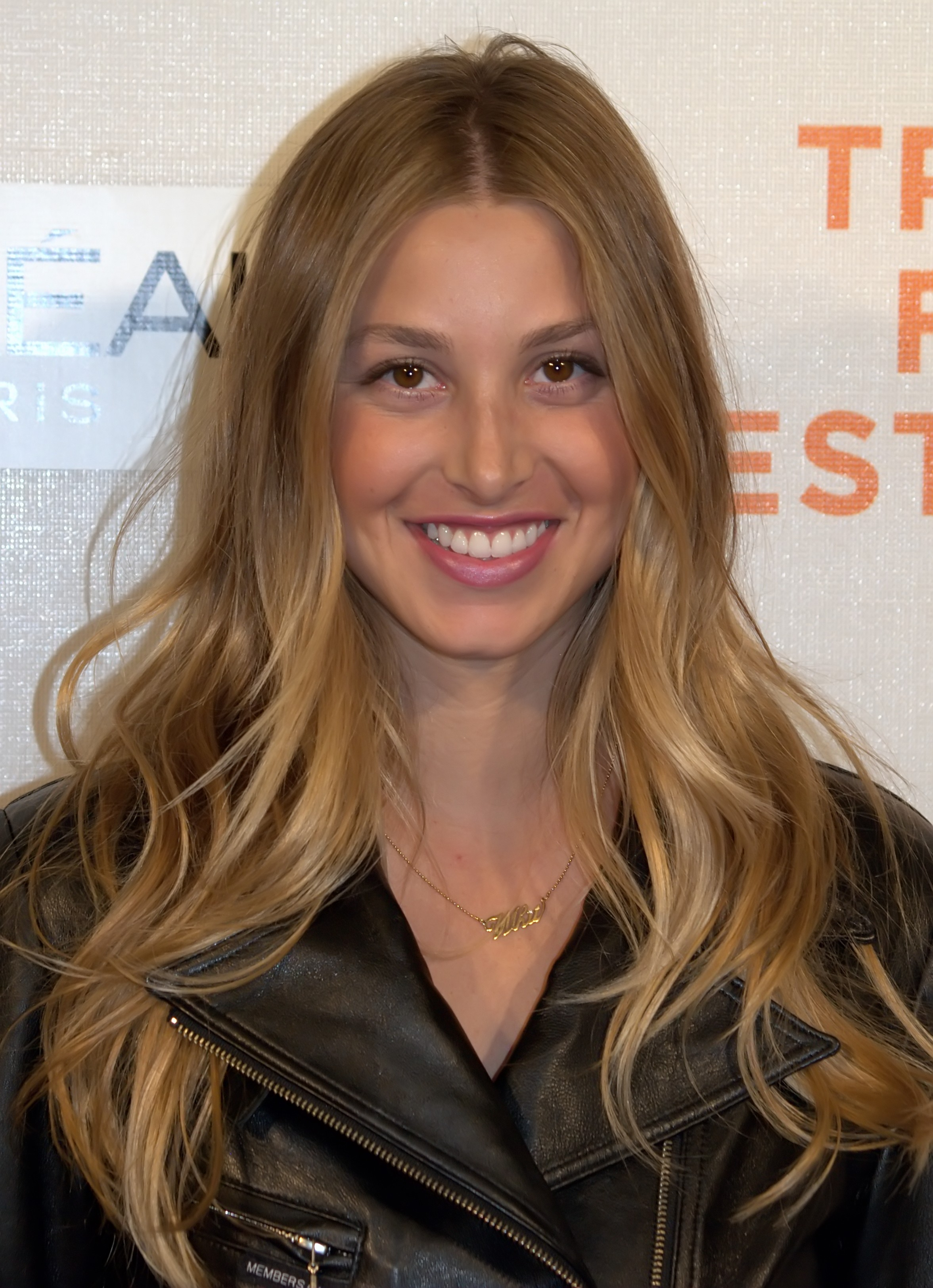
Whitney Port (* 1985)

- 1985: Whitney Port, US-amerikanische Reality-TV-Darstellerin, Modedesignerin und Model
- 1985: Jonas Troest, dänischer Fußballspieler
- 1985: Angela White, australische Pornodarstellerin und Pornofilm-Regisseurin
- 1986: Benjamin Berger, deutscher Schauspieler
- 1986: Alexis Bœuf, französischer Biathlet
- 1986: Noël Brunner, Schweizer Eishockeyspieler
- 1986: Annalisa Cucinotta, italienische Radrennfahrerin
- 1986: Martin Dausch, deutscher Fußballspieler
- 1986: Tom De Mul, belgischer Fußballspieler
- 1986: Jérémie Durand, französischer Skirennläufer
- 1986: Campbell Grayson, neuseeländischer Squashspieler

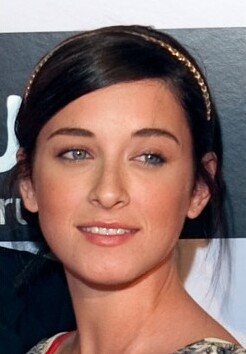
Margo Harshman (* 1986)

- 1986: Margo Harshman, US-amerikanische Schauspielerin
- 1986: Cyrille Heymans, luxemburgischer Radrennfahrer
- 1986: Dong Jung-lim, südkoreanische Biathletin
- 1986: Justin Keller, kanadischer Eishockeyspieler
- 1986: Mike Krieger, brasilianischer Unternehmer und Software-Entwickler
- 1986: Yannick Letailleur, kanadischer Biathlet
- 1986: Srdjan Luchin, rumänischer Fußballspieler
- 1986: Yuka Masaki, japanische Sängerin
- 1986: Park Min-young, südkoreanische Schauspielerin
- 1986: Michael Olsson, schwedischer Radrennfahrer
- 1986: José Antonio Olvera de los Santos, mexikanischer Fußballspieler
- 1986: Siim Roops, estnischer Fußballspieler
- 1986: Bohdan Schust, ukrainischer Fußballspieler
- 1986: Kim-Arild Tandberg, norwegischer Skispringer
- 1986: Georg Tazreiter, österreichischer Radsportler
- 1986: Shari Watson, Badmintonspielerin aus Barbados
- 1986: Ines Marie Westernströer, deutsche Schauspielerin
- 1986: Ben Woolley, britischer Biathlet
- 1986: Manu Vatuvei, neuseeländischer Rugbyspieler
- 1986: Pablo Zeballos, paraguayischer Fußballspieler
- 1987: Theódór Elmar Bjarnason, isländischer Fußballspieler
- 1987: Aaron Cel, polnisch-französischer Basketballspieler
- 1987: Marina Gilardoni, Schweizer Skeletonpilotin und Bob-Anschieberin
- 1987: Kévin Igier, französischer Eishockeyspieler
- 1987: Dominic Maroh, slowenisch-deutscher Fußballspieler
- 1987: Àlex Martínez, andorranischer Fußballspieler
- 1987: Jean-Philippe Mendy, französischer Fußballspieler

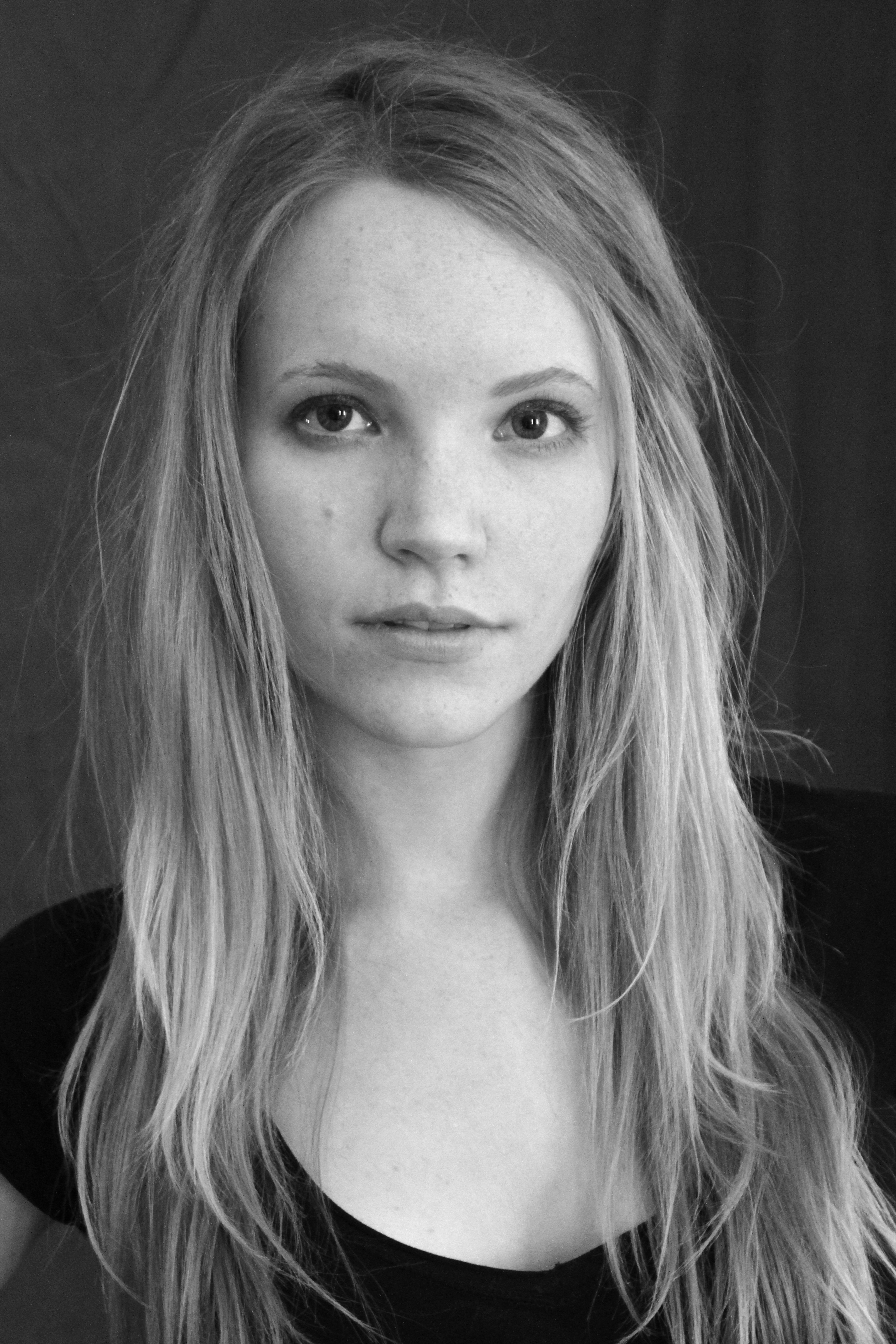
Tamzin Merchant (* 1987)

- 1987: Tamzin Merchant, britische Schauspielerin und Dichterin
- 1987: William Njovu, sambischer Fußballspieler
- 1987: Dallas Seavey, US-amerikanischer Musher
- 1987: Brandon Wagner, US-amerikanischer Automobilrennfahrer
- 1988: Josh Bowman, britischer Schauspieler
- 1988: Steven Burke, englischer Bahn- und Straßenradrennfahrer
- 1988: Joan Christiansen, dänische Badmintonspielerin
- 1988: Johannes Fischbach, deutscher Radsportler
- 1988: Cody Longo, US-amerikanischer Schauspieler
- 1988: Gabriel Marques, brasilianischer Fußballspieler
- 1988: Gal Mekel, israelischer Basketballspieler
- 1988: Jaele Patrick, australische Wasserspringerin
- 1988: Sophia Ralli, griechische Skirennläuferin
- 1988: Kağan Söylemezgiller, türkischer Fußballspieler
- 1988: Laura Siegemund, deutsche Tennisspielerin
- 1988: Lex van Dawn, deutscher Komponist und Musikproduzent
- 1988: Cristina Vasiloiu, rumänische Mittelstreckenläuferin
- 1989: Dominik Dier, österreichischer Nordischer Kombinierer
- 1989: Dominik Eggemann, deutscher Fußballspieler
- 1989: Joanna Fiodorow, polnische Hammerwerferin

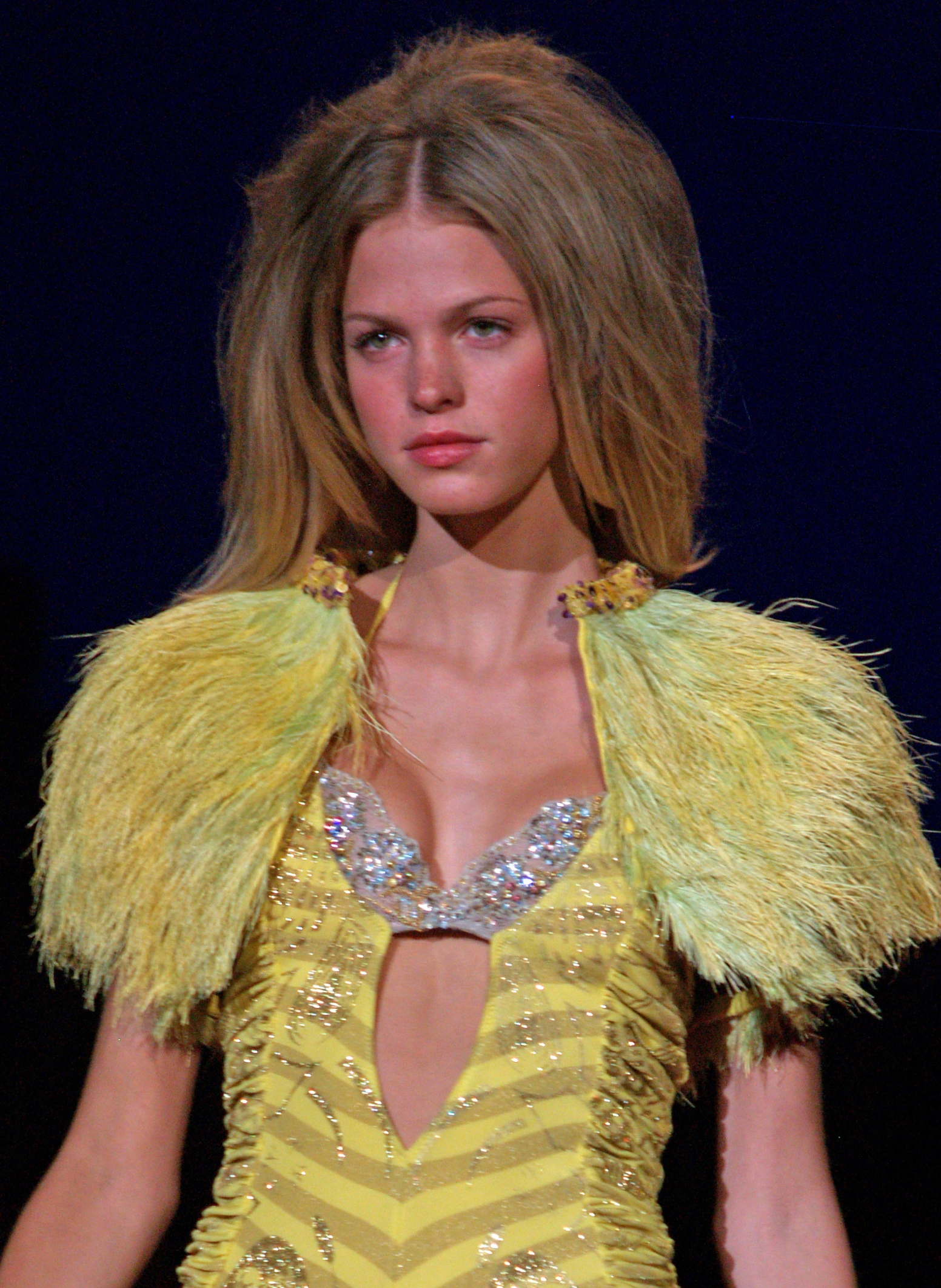
Erin Heatherton (* 1989)

- 1989: Erin Heatherton, US-amerikanisches Model
- 1989: Cihan Kaptan, deutscher Fußballspieler
- 1989: Benjamin Kiplagat, ugandischer Hindernis- und Langstreckenläufer
- 1989: Mikhail Lebedev, belarussischer Biathlet
- 1989: Brice Owona, kamerunischer Fußballspieler
- 1989: James Tennent, südafrikanischer Radsportler
- 1989: Tuuli Vahtra, estnische Schachspielerin
- 1989: Chen Zhipeng, chinesischer Eishockeyspieler
- 1990: Sergei Belych, russischer Straßenradrennfahrer
- 1990: Andrea Bowen, US-amerikanische Schauspielerin
- 1990: Steven Deana, Schweizer Fußballspieler
- 1990: Cosmina Dușa, rumänische Fußballspielerin
- 1990: Becca Gardner, US-amerikanische Schauspielerin
- 1990: Draymond Green, US-amerikanischer Basketballspieler
- 1990: Li Jinzi, chinesische Boxerin
- 1990: Paddy Madden, irischer Fußballspieler
- 1990: Fran Mérida, spanischer Fußballspieler
- 1990: Rodrigo Pastorini, uruguayischer Fußballspieler
- 1990: Sebastián Píriz, uruguayischer Fußballspieler
- 1990: Shin So-jung, südkoreanische Eishockeytorhüterin
- 1991: Viktor Lundberg, schwedischer Fußballspieler

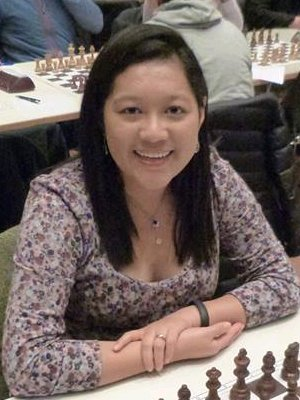
Sue Maroroa (* 1991)

- 1991: Sue Maroroa, neuseeländische Schachspielerin
- 1991: Camilo Mayr, deutscher Bogenschütze
- 1991: Carles Planas, spanischer Fußballspieler
- 1992: Aleksei Belov, estnischer Fußballspieler
- 1992: Đorđe Despotović, serbischer Fußballspieler
- 1992: Derek Forbort, US-amerikanischer Eishockeyspieler
- 1992: Erik Lamela, argentinischer Fußballspieler
- 1992: Bernd Leno, deutscher Fußballspieler
- 1992: Ndumba Makeche, australisch-sambischer Fußballspieler
- 1992: Karl Mööl, estnischer Fußballspieler
- 1992: Dyo, englische Sängerin
- 1992: Jared Sullinger, US-amerikanischer Basketballspieler
- 1992: Victor Ulloa, mexikanischer Fußballspieler
- 1993: Sebastián Assis, uruguayischer Fußballspieler
- 1993: Jenna Boyd, US-amerikanische Schauspielerin
- 1993: Bobbi Kristina Brown, US-amerikanische Sängerin und Schauspielerin
- 1993: Luis M. De los Santos, uruguayischer Fußballspieler
- 1993: Shea Groom, US-amerikanische Fußballspielerin
- 1993: Nathan Hart, australischer Bahnradsportler
- 1993: Dennis Hefter, deutscher Volleyballspieler
- 1993: Giuliana Olmos, mexikanische Tennisspielerin
- 1993: Michał Szromnik, polnischer Fußballspieler
- 1993: Sthéfanie Tiele Martins Paulino, brasilianische Volleyballspielerin
- 1993: Aykut Turan, türkischer Fußballspieler
- 1993: Tobias John von Freyend, deutscher Schauspieler und Synchronsprecher
- 1994: Caroline Black, nordirische Badmintonspielerin
- 1994: Clémence Grimal, französische Snowboarderin
- 1995: Diego Casas, uruguayischer Fußballspieler
- 1995: Sebastian Ernst, deutscher Fußballspieler
- 1995: Jennifer Karnott, deutsche Badmintonspielerin
- 1995: Waleri Iwanowitsch Nitschuschkin, russischer Eishockeyspieler
- 1996: Fynn Arkenberg, deutscher Fußballspieler
- 1996: Timo Baumgartl, deutscher Fußballspieler
- 1996: Madlen Frank, deutsche Fußballspielerin
- 1996: Antonio Sanabria, paraguayischer Fußballspieler
- 1997: Leonie Brill, deutsche Schauspielerin
- 1997: Ferdinand Dölz, deutscher Schauspieler
- 1997: Filous, österreichischer Musikproduzent und Multiinstrumentalist
- 1997: Daichi Hara, japanischer Freestyle-Skier
- 1997: Trevor Kiers, kanadischer Biathlet
- 1997: Jhonatan Narváez, ecuadorianischer Radrennfahrer
- 1997: Dominik Schad, deutscher Fußballspieler
- 1998: Tobias Eder, deutscher Eishockeyspieler
- 1999: Bo Bendsneyder, niederländischer Motorradrennfahrer
- 1999: Luca Meisl, österreichischer Fußballspieler
- 2000: Tyara Buser, Schweizer Fußballspielerin
- 2000: Melissa Kössler, deutsche Fußballspielerin
- 2000: Aliyah Royale, US-amerikanische Schauspielerin
- 2000: Bianca Stichling, deutsche Leichtathletin
- 2000: Zhang Boheng, chinesischer Turner

### 21. Jahrhundert

#### 2001–2020
- 2001: Isabelle Haverlag, niederländische Tennisspielerin
- 2001: Charles Milesi, französischer Autorennfahrer
- 2001: Alessa-Catriona Pröpster, deutsche Radsportlerin
- 2001: Chen Xujun, chinesischer Badmintonspieler
- 2002: Océane Michelon, französische Biathletin
- 2002: Pascale Paradis, kanadische Biathletin
- 2002: Anja Wildgruber, deutsche Tennisspielerin

## Gestorben

### Vor dem 16. Jahrhundert

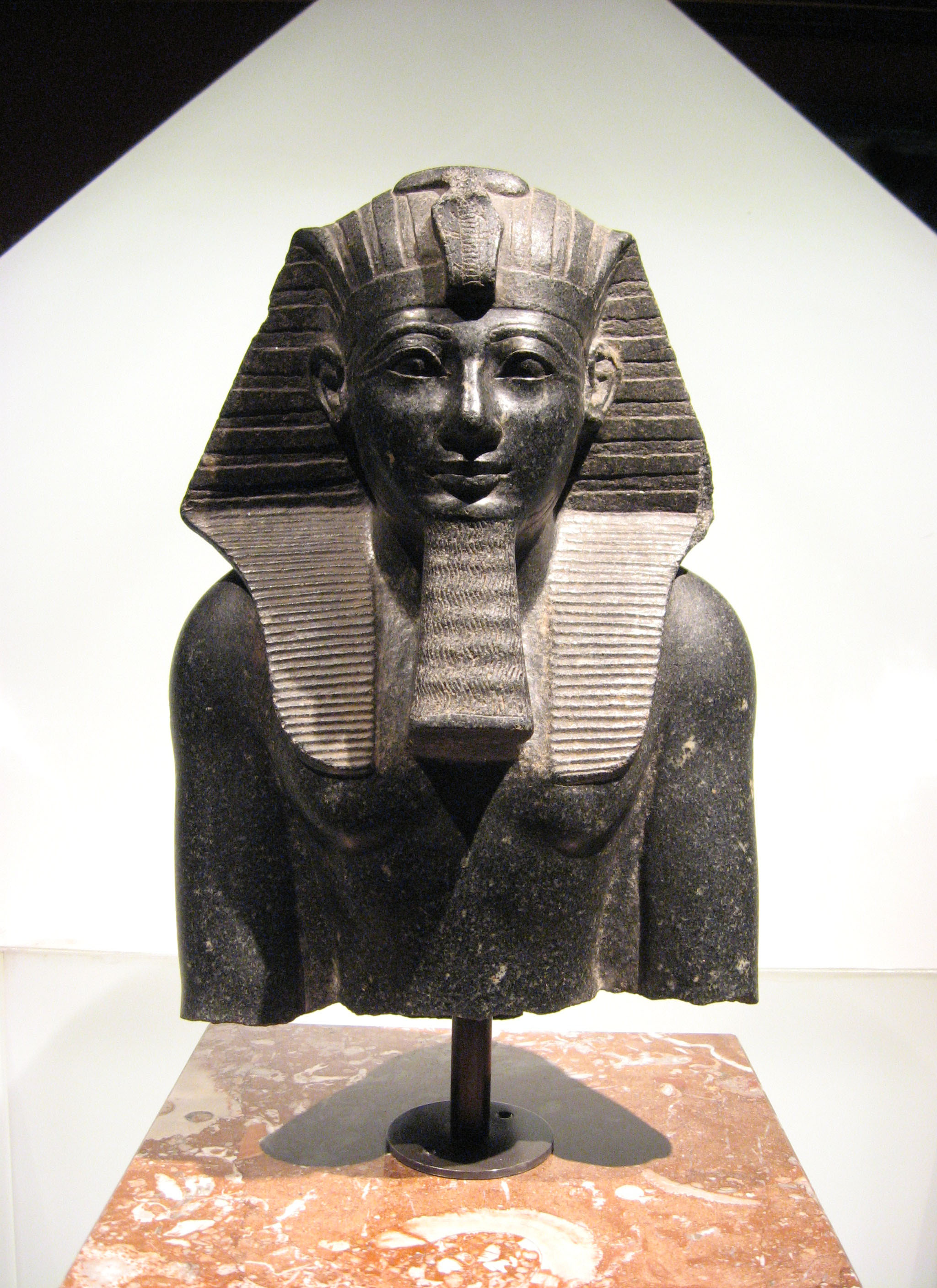
Thutmosis III. († 1425 v. Chr.)

- 1425 v. Chr.: Thutmosis III., sechster altägyptischer König (Pharao) der 18. Dynastie (Neues Reich)
- 0561: Pelagius I., Papst
- 0705: Basinus von Trier, Bischof von Trier, Heiliger
- 0934: Abdallah al-Mahdi, Kalif der Fatimiden
- 1129: Rupert von Deutz, Exeget, Mystiker und Liturgiekommentator
- 1172: Stephan III., König von Ungarn, Kroatien und Dalmatien
- 1238: Johanna von England, Tochter von Johann Ohneland und Königin von Schottland
- 1238: Juri II., Großfürst von Wladimir
- 1260: Heinrich III. von Stahleck, Bischof von Straßburg
- 1303: Daniel von Moskau, Fürst von Moskau
- 1314: Jakub Świnka, Erzbischof von Gnesen
- 1371: Johanna von Évreux, Königin von Frankreich
- 1375: Aymon de Cossonay, Bischof von Lausanne
- 1390: Ulrich I. von Rosenberg, Regent
- 1411: Johann von Hanau, Graf von Hanau
- 1413: Konrad von Hirschhorn, Domherr in Mainz bzw. Speyer sowie Gründer des Karmeliterklosters Hirschhorn
- 1414: Peter Buckton, englischer Politiker und Ritter
- 1423: Jean Courtecuisse, französischer Theologe
- 1429: Andronikos Palaiologos, byzantinischer Despot und Statthalter
- 1446: Gutierre Álvarez de Toledo, Bischof von Palencia, Sevilla und Toledo
- 1454: Hynek Kruschina von Lichtenburg, hussitischer Befehlshaber sowie Landeshauptmann und Pfandinhaber von Glatz, Münsterberg und Frankenstein
- 1484: Kasimir von Litauen, polnischer und litauischer Nationalheiliger
- 1496: Siegmund, Erzherzog von Österreich und Regent von Tirol und Vorderösterreich

### 16. und 17. Jahrhundert
- 1521: Rudolf Agricola, deutscher Drucker und Autor
- 1524: Juan Rodríguez de Fonseca, spanischer Staatsmann und Bischof
- 1526: Hans Judenkönig, Lautenspieler
- 1539: Johannes Fleischer der Ältere, schlesischer lutherischer Theologe und Späthumanist
- 1556: Leonhard Kleber, deutscher Organist und Komponist
- 1560: Albrecht VII. von Mansfeld, deutscher Adliger
- 1561: Carlo Carafa, italienischer Kardinal
- 1574: Anna zu Stolberg, 28. Äbtissin des Reichsstiftes von Quedlinburg
- 1589: Alessandro Farnese, italienischer Kardinal
- 1590: Hedwig von Württemberg, Prinzessin von Württemberg und durch Heirat Landgräfin von Hessen-Marburg
- 1592: Christoph zu Mecklenburg, erster lutherischer Administrator im Hochstift Ratzeburg
- 1598: Lucas Maius, deutscher evangelischer Theologe und Dramatiker
- 1605: Felice Brusasorzi, italienischer Maler
- 1607: Antonio Amati, italienischer Geigenbauer
- 1613: Caspar Deulich, Tuchmacher und -händler, Stadtrichter und Bürgermeister
- 1614: Gerhard Eobanus Geldenhauer, deutscher evangelischer Theologe und Magister

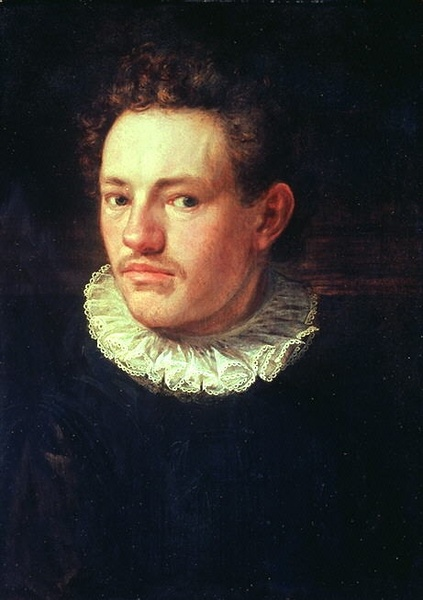
Hans von Aachen († 1615)

- 1615: Hans von Aachen, deutscher Maler
- 1621: Martin Benckendorf, deutscher Jurist und Hochschullehrer
- 1627: Sebastian Bloss, deutscher Mediziner
- 1631: Bénédict Turrettini, Schweizer reformierter Theologe
- 1633: Pieter Lastman, niederländischer Historienmaler
- 1642: Johann König, deutscher Maler, Miniaturist und Zeichner
- 1645: Johann von den Birghden, deutscher Postmeister
- 1645: Matthias Hoë von Hoënegg, deutscher lutherischer Theologe
- 1653: Rudolf von Tiefenbach, Feldherr im Dreißigjährigen Krieg
- 1658: Augustinus Gerlstötter, bayerischer Mönch und Abt
- 1667: Walter Leslie, kaiserlicher Feldmarschall
- 1668: Jacob Stolterfoht, deutscher lutherischer Theologe und Pastor
- 1670: Hermann Dücker, kurkölnisch-westfälischer Oberkellner, Landpfennigmeister und Drost
- 1671: William Sayle, englischer Kolonialpolitiker
- 1673: Jacob Köck, österreichischer Orgelbauer
- 1675: Simon Höller, Apotheker und Bürgermeister von Straubing
- 1679: Henrik Ruse, holländischer Festungsbaumeister
- 1680: Deifebo Burbarini, italienischer Maler
- 1687: Gallus Jakob Alt, Fürstabt von St. Gallen
- 1688: Mose Gideon Abudiente, portugiesischer Rabbiner und Autor
- 1700: Lorenzo Pasinelli, italienischer Maler

### 18. Jahrhundert
- 1701: Keichū, japanischer buddhistischer Mönch und Philologe
- 1708: August Benedict Carpzov, deutscher Rechtswissenschaftler
- 1709: Dionysius von Werl, deutscher Kapuziner und Kontroversschriftsteller
- 1710: Louis III. de Bourbon, Fürst von Condé, Gouverneur von Burgund und Bresse
- 1715: Franz von Chemnitz, Richter am Wismarer Tribunal
- 1722: Lucas Heinrich Thering, deutscher protestantischer Theologe und Schriftsteller

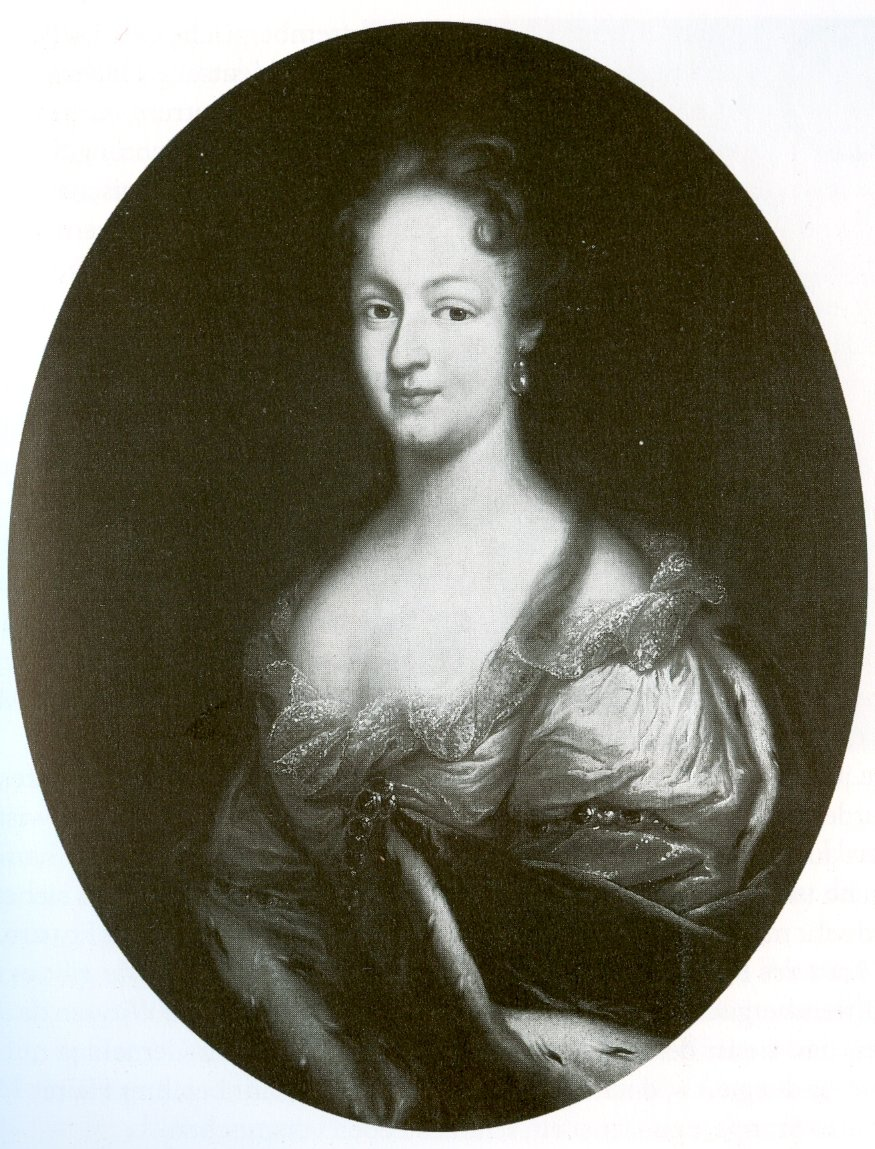
Eleonore Juliane von Brandenburg-Ansbach († 1724)

- 1724: Eleonore Juliane von Brandenburg-Ansbach, Prinzessin von Brandenburg-Ansbach
- 1729: Adolf Mattheus Rodde, Jurist und Bürgermeister der Hansestadt Lübeck
- 1733: Claude de Forbin, französischer Admiral und Gouverneur
- 1735: Antonio Beduzzi, italienischer Theateringenieur, Dekorationsmaler und Architekt
- 1737: Polycarp Gottlieb Schacher, deutscher Mediziner
- 1741: Johann Moritz von Heßler, königlich-polnischer und kurfürstlich-sächsischer Geheimer Rat, Erbmarschallamtsverweser und Vizeobersteuerdirektor
- 1744: Leopold, Herzog von Schleswig-Holstein-Sonderburg-Wiesenburg und kaiserlicher Rat
- 1744: Gottlieb Stolle, deutscher Polyhistor
- 1746: Johann Veit Hauck, österreichischer Maler
- 1748: Marie Louise Madeleine Victoire d’Argenton, Mätresse des Herzogs Philipp von Orléans
- 1754: Leopold Philipp Karl Joseph von Arenberg, Herzog von Arenberg
- 1754: Otto Ernst Leopold von Limburg-Stirum, deutscher General
- 1757: Franz Singer, österreichischer Parlier, Schweizer Hofparlier und Baumeister
- 1760: Friedrich Wilhelm Culemann, deutscher Beamter
- 1761: Meyer Löw Schomberg, deutsch-jüdischer Arzt
- 1762: Johannes Zick, Freskomaler des Barock
- 1766: Jacques-André-Joseph Camelot Aved, französischer Maler, Kunstsammler und Kunsthändler
- 1766: Philipp Pfaff, Hofzahnarzt Friedrichs des Großen, Vordenker und Pionier der Zahnmedizin

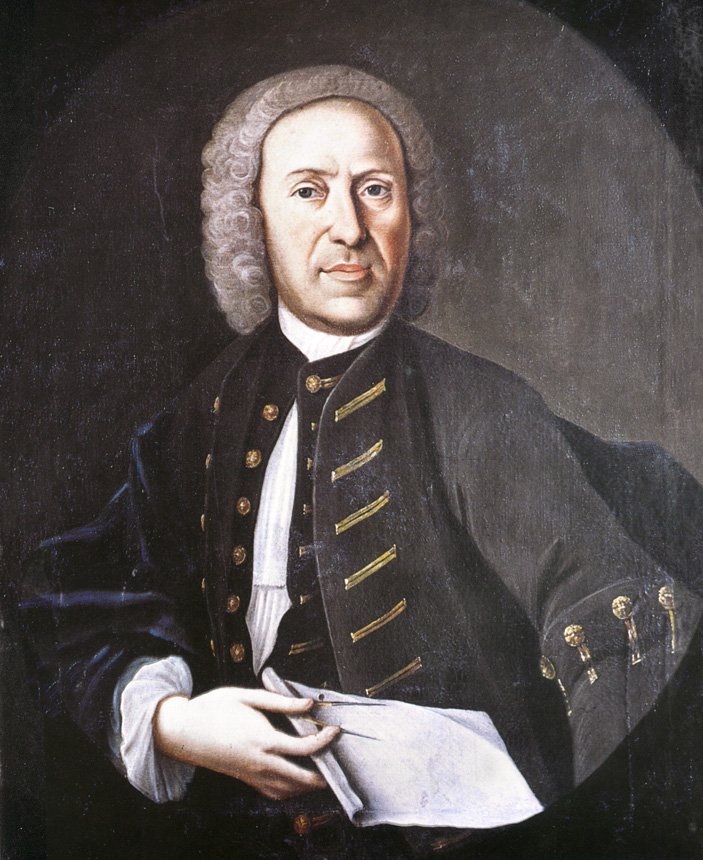
Peter Thumb († 1766)

- 1766: Peter Thumb, Vorarlberger Baumeister des Rokoko
- 1771: Friedrich Wilhelm von Brandenburg-Schwedt, Markgraf von Brandenburg-Schwedt
- 1776: Johann Georg Ziesenis der Jüngere, deutscher Porträtmaler
- 1779: Heinrich Leopold Wagner, deutscher Schriftsteller
- 1780: Joachim Ulrich Giese, schwedisch-pommerscher Kammerrat, Kaufmann, Bankier, Münzdirektor und Begründer der Stralsunder Fayencemanufaktur
- 1782: Ernst Martin Chladni', deutscher Jurist
- 1782: Gaetano Matteo Pisoni, Schweizer Architekt
- 1784: Wilhelm August Alemann, Bürgermeister der Altstadt Hannovers
- 1784: Carl Ludwig von Winterfeld, königlich-preußischer Generalmajor
- 1788: James Robertson, britischer Gouverneur der Provinz New York
- 1788: Johann Georg Gottlob Schwarz, deutscher evangelischer Theologe
- 1788: Antonio Eugenio Visconti, Kardinal der katholischen Kirche
- 1790: Henry Wisner, US-amerikanischer Politiker
- 1791: Bernhard Friedrich Hummel, deutscher Pädagoge
- 1793: Louis Jean Marie de Bourbon, duc de Penthièvre, französischer Herzog, Großadmiral von Frankreich und Gouverneur der Bretagne
- 1794: Franz Anton Zeiller, österreichischer Rokokomaler
- 1797: Ferdinand Maria von Baader, deutscher Mediziner, Philosoph und Naturforscher
- 1799: Joseph Liesganig, österreichischer Jesuit, Theologe und Astronom

### 19. Jahrhundert

#### 1801–1850
- 1800: Johann Friedrich von Kageneck, österreichischer Botschafter

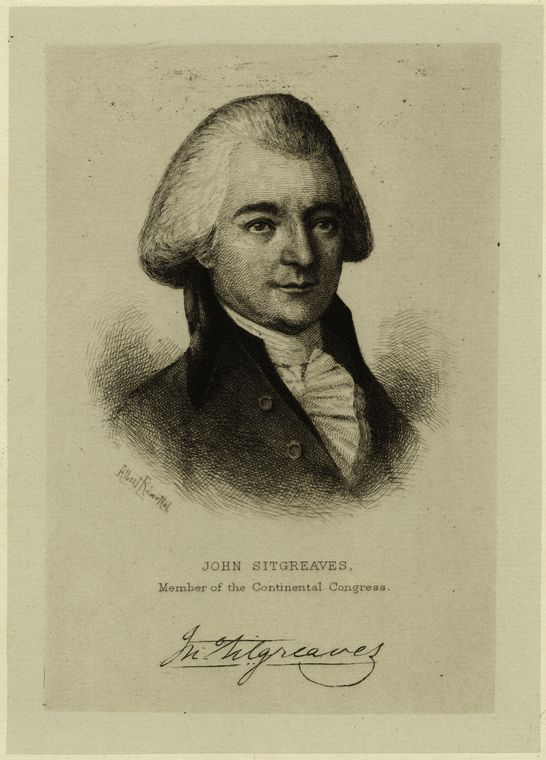
John Sitgreaves († 1802)

- 1802: John Sitgreaves, US-amerikanischer Jurist und Politiker
- 1804: Carl Leopold Röllig, deutscher Glasharmonikaspieler und Komponist
- 1804: Johann Evangelist Schmidt, deutscher Orgel- und Klavierbauer
- 1805: Johann Jakob Friedrich Sinnhold, deutscher Altphilologe, Philosoph, Hochschullehrer und Freimaurer
- 1806: Georg August Spangenberg, deutscher Rechtswissenschaftler und Hochschullehrer
- 1807: Abraham Baldwin, US-amerikanischer Politiker
- 1807: August Gottlieb von Gärtner, sächsischer Verwaltungsbeamter und Konsistorialpräsident
- 1809: Karl Schwarzl, deutscher katholischer Theologe
- 1811: Gilles-Louis Chrétien, französischer Erfinder des Physionotrace
- 1811: Mariano Moreno Valle, argentinischer Rechtsanwalt und Politiker
- 1815: Frances Abington, englische Schauspielerin
- 1817: Joseph Hopper Nicholson, US-amerikanischer Jurist und Politiker
- 1819: Johann Nepomuk della Croce, österreichischer Maler
- 1819: Joseph Neville, US-amerikanischer Politiker
- 1820: Hermann Doormann, deutscher Ratssyndicus und Diplomat
- 1820: Samuel Gustaf Hermelin, schwedischer Bergbauexperte, Unternehmer und Kartograph
- 1822: Anton Anreith, deutscher Bildhauer
- 1825: Joachim Gottfried Danckwardt, deutscher Theologe
- 1826: Jakob Höppner, westpreußischer Mennonit
- 1826: August Karl Wilhelm Weissenbruch, deutscher Enzyklopädisten
- 1828: John Geddes, US-amerikanischer Politiker
- 1828: Johann von Hubertus, deutscher Arzt
- 1829: Franz Joseph Adolph Heinrich Schulze Pellengahr, deutscher Land- und Forstwirt sowie Landtagsabgeordneter
- 1831: Anton Genast, eigentlich Anton Kynast, deutscher Schauspieler und Opernsänger
- 1831: Heinrich Wilhelm Hahn der Ältere, deutscher Buchhändler und Verleger
- 1831: Jacob Iversen, deutscher Landwirt und Privatgelehrter
- 1831: Georg Michael Telemann, deutscher Kirchenmusiker und Komponist
- 1831: Franz von Reden, hannoverscher Staatsmann und Diplomat

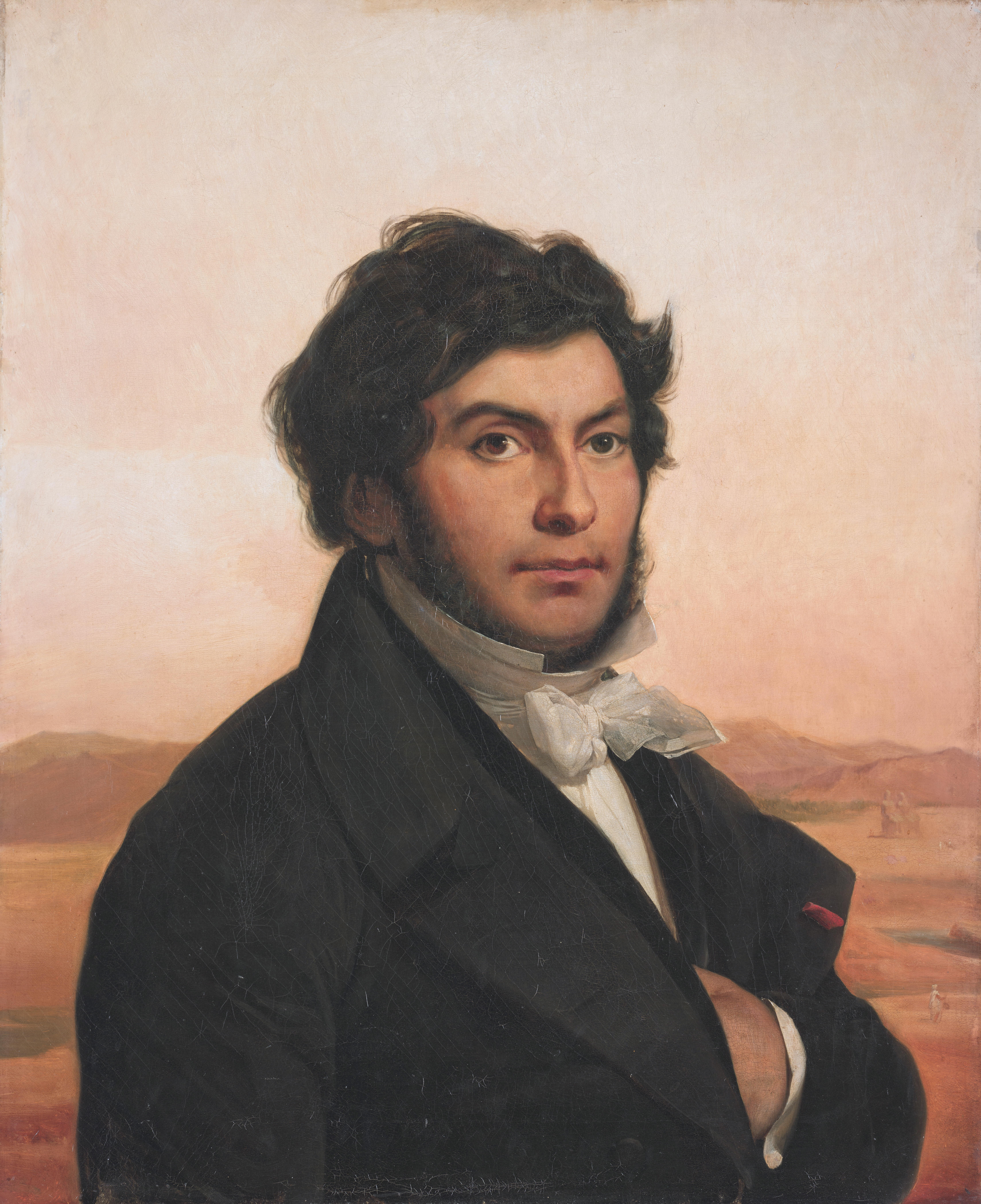
Jean-François Champollion († 1832)

- 1832: Jean-François Champollion, französischer Sprachwissenschaftler
- 1833: Charles Dominique Joseph Bouligny, US-amerikanischer Politiker
- 1834: Karl August Wilhelm von Rex, preußischer Generalmajor
- 1836: Friedrich Ferdinand Hempel, deutscher Jurist und Schriftsteller
- 1837: Karl Joseph Stegmann, deutscher Redakteur
- 1838: José Simeón Cañas y Villacorta, zentralamerikanischer Politiker und Universitätsrektor
- 1838: Magnus Miller Murray, US-amerikanischer Politiker
- 1840: Wulf Christopher von Ahlefeldt, Herr auf Gut Deutsch-Lindau und Königsförde
- 1842: Carl Wilhelm Fritze, Bremer Kaufmann
- 1842: Thomas Ward, US-amerikanischer Politiker
- 1844: Rochus Schüch, österreichischer Mineraloge, Kurator
- 1845: Henry Burney, britischer Handlungsreisender und Diplomat
- 1845: August Gotthilf Gernhard, deutscher Pädagoge und Philologe
- 1846: Karl Dietrich Hüllmann, deutscher Historiker und Hochschullehrer
- 1846: Johann Georg Mühleisen, Württemberger Jurist, Stadtschultheiß und Landtagsabgeordneter
- 1847: Toussaint von Charpentier, Geologe und Insektenkundler
- 1847: Franz Csorich von Monte Creto, kroatischer k. u. k. Feldmarschallleutnant
- 1848: Joachim Leonz Eder, Schweizer Jurist und Politiker
- 1848: Heinrich Karl Eichstädt, deutscher klassischer Philologe
- 1848: Georg Heinrich Tischbein, deutscher Kupferstecher, Radierer, Kartograf und Mechanicus
- 1849: Elisabeth Eleonore Bernhardi, deutsche Schriftstellerin und Pädagogin
- 1849: Henriette Hendel-Schütz, deutsche Schauspielerin
- 1849: Pietro Ostini, italienischer Kurienkardinal
- 1850: Jean-Nicolas Marjolin, französischer Chirurg und Pathologe
- 1850: Francesco Nenci, italienischer Maler

#### 1851–1900
- 1851: Michael Henkel, deutscher Komponist und Organist
- 1851: Dolf Mohr, bürgerlich Adolf Mohr, westfälischer Räuber
- 1851: James Richardson, britischer Afrikaforscher
- 1852: Nikolai Wassiljewitsch Gogol, russischer Schriftsteller
- 1852: Ernst Friedrich Wilhelm Lindig, deutscher Bergbaupionier und Erfinder der Kohlenwäsche

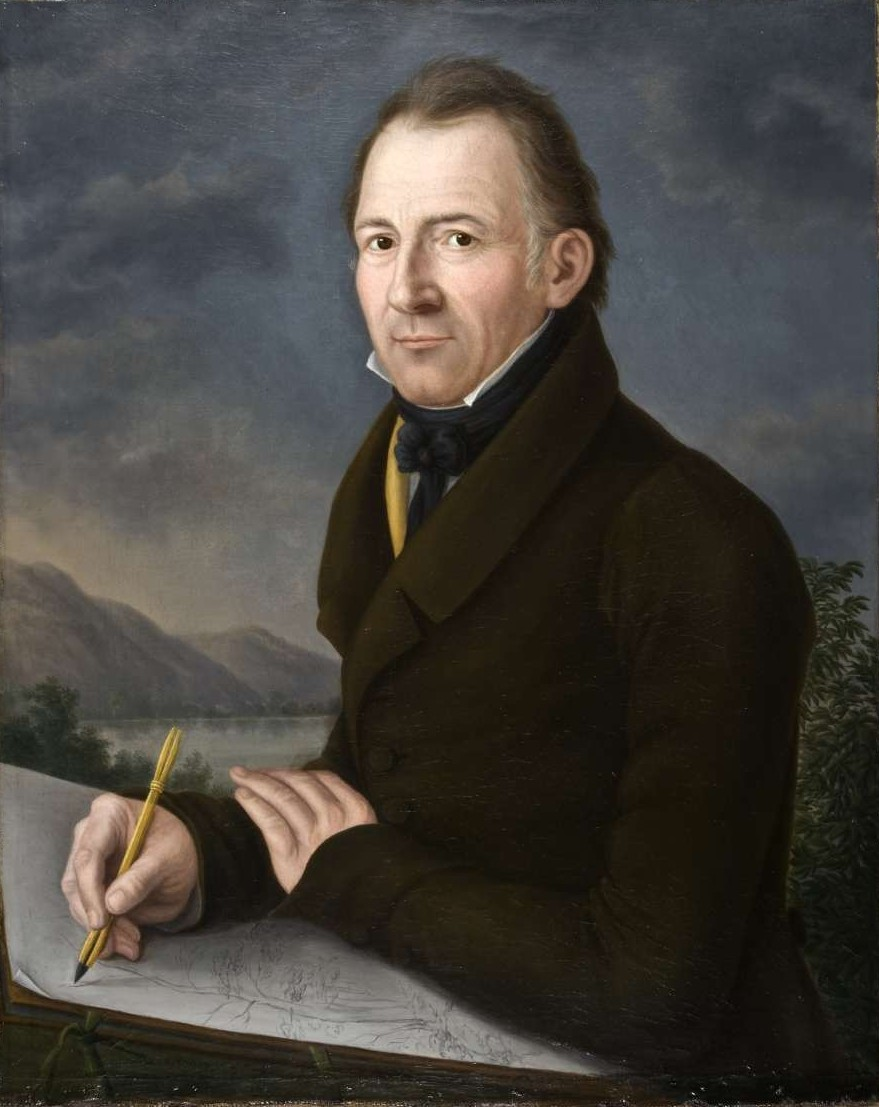
Anton Radl († 1852)

- 1852: Anton Radl, österreichisch-deutscher Maler und Kupferstecher
- 1852: Georg Moritz Stöcker, deutscher Posthalter und Politiker
- 1853: Peter Hitchcock, US-amerikanischer Jurist und Politiker
- 1853: Johann Jakob Schmoll genannt Eisenwerth, deutscher evangelischer Pfarrer und Heimatdichter
- 1853: Leopold von Buch, deutscher Geologe
- 1855: Egawa Hidetatsu, japanischer Militärbeamter
- 1856: Elijah Galloway, britischer Erfinder und Ingenieur
- 1856: Johann Friedrich Genée, deutscher Opernsänger und -intendant
- 1858: Wilhelm Theodor Siegfried Kortüm, deutscher Arzt
- 1858: Edward Lucas, US-amerikanischer Politiker

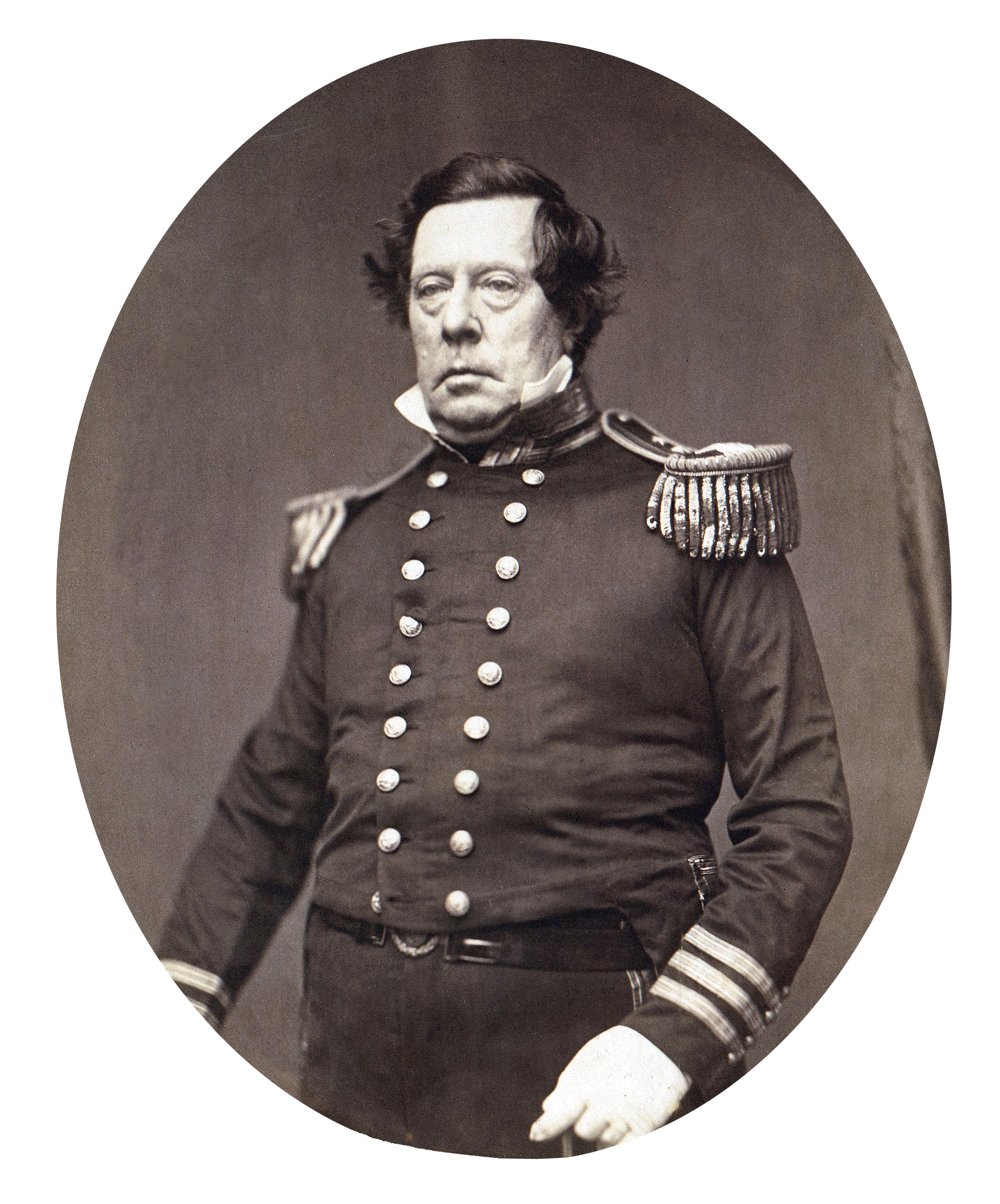
Matthew Calbraith Perry († 1858)

- 1858: Matthew Calbraith Perry, US-amerikanischer Seeoffizier
- 1859: Carl Otto Anton von Lorch, Landrat und Gutsbesitzer
- 1859: Philipp Pfeiffer, deutscher Verwaltungsbeamter
- 1860: Honoré-Charles Reille, französischer General, Marschall und Pair
- 1861: August Friedrich Barkow, deutscher Professor
- 1861: Ippolito Nievo, italienischer Schriftsteller
- 1863: Adam Ignaz Valentin Heunisch, großherzoglich-badischer Ministerialbeamter
- 1863: August von Asbrand-Porbeck, deutscher Verwaltungsbeamter
- 1864: Ferdinand von Schmöger, deutscher Astronom und Physiker
- 1864: Friedrich Wilhelm Arming, österreichischer Mediziner und Schriftsteller

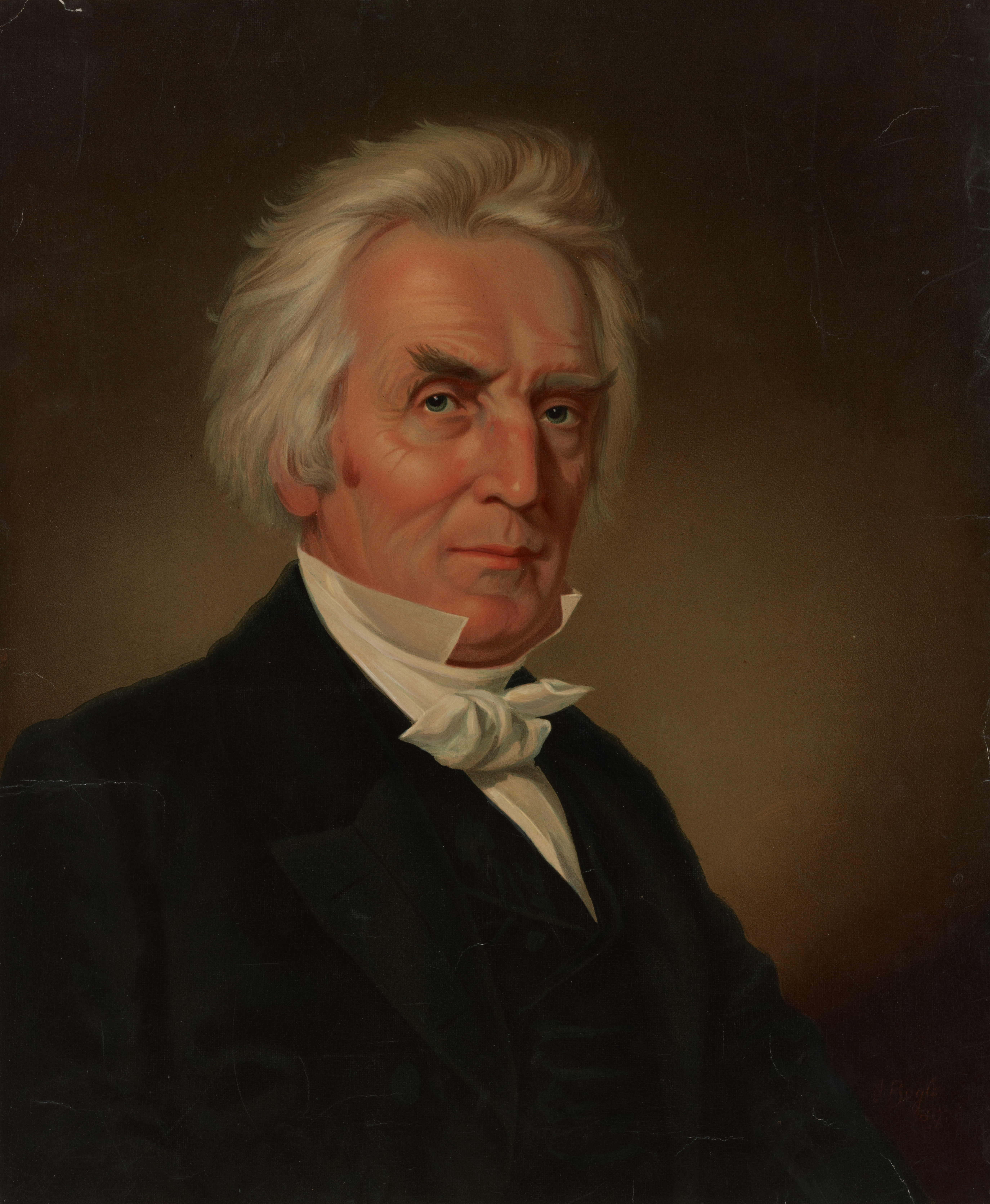
Alexander Campbell († 1866)

- 1866: Alexander Campbell, schottisch-irischer Theologe
- 1866: Félix Danjou, französischer Organist, Komponist und Musikwissenschaftler
- 1867: Johann Filtsch Junior, lutherischer Pfarrer
- 1868: Portus Baxter, US-amerikanischer Politiker
- 1868: Richard H. Bayard, US-amerikanischer Politiker
- 1868: Jesse Chisholm, US-amerikanischer Kaufmann
- 1868: Gustav Fischer, deutscher Staatswissenschaftler
- 1868: Alexander von Daniels, Professor, königlich-preußischer Kronsyndikus, Autor und Politiker
- 1868: Ida von der Groeben, deutsche Pietistin und Schriftstellerin
- 1868: Carl Christian Vogel von Vogelstein, deutscher Maler
- 1870: Jean Nicolas Ponsart, wallonischer Zeichner und Lithograf
- 1870: Thomas Scott, kanadischer Anhänger des Oranier-Ordens
- 1871: Lansing Stout, US-amerikanischer Politiker

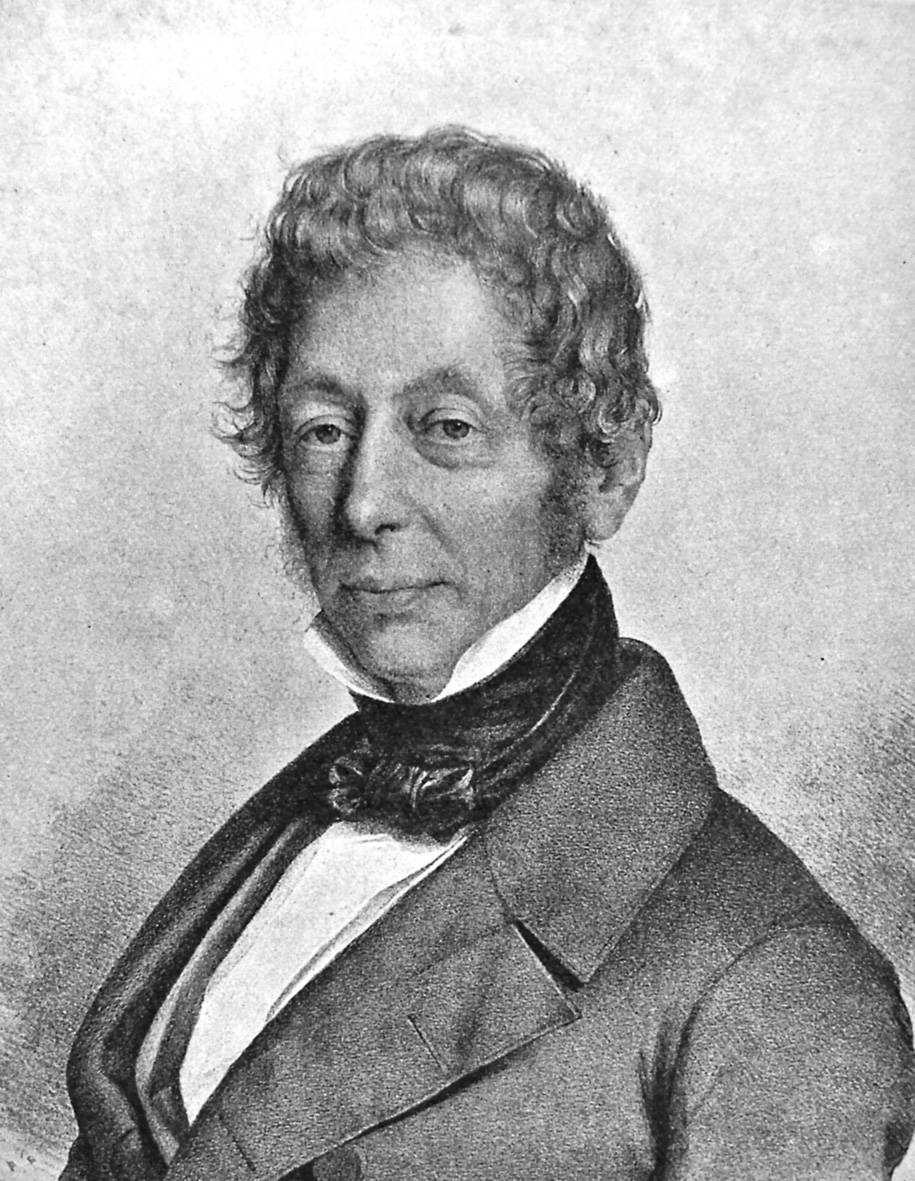
Carsten Hauch († 1872)

- 1872: Carsten Hauch, dänischer Dichter und Physiker
- 1872: Johann Friedrich Raeder, deutscher Kaufmann und Kirchenlieddichter
- 1873: Siegfried Becher, böhmischer Statistiker und Nationalökonom
- 1873: Georg Göth, österreichischer Historiker und Naturforscher
- 1873: Alfred Iverson, sr., US-amerikanischer Politiker
- 1874: Christian Friedrich Fischer, deutscher Webermeister und Politiker
- 1875: Gottfried Pulian, deutscher Landschafts- und Architekturmaler
- 1876: Alfred Holmes, englischer Geiger und Komponist
- 1877: Johannes Gehrig, hessischer Landwirt und Politiker
- 1877: Peter Joseph Neunzig, deutscher Mediziner und Revolutionär
- 1877: Friedrich Jacob Schütz, deutscher Politiker und Revolutionär
- 1877: Franz Varrentrapp, deutscher Chemiker und Unternehmer
- 1878: William Halstead, US-amerikanischer Politiker
- 1878: Anton Franz Johann Russell, deutscher Jurist und Reichstagsabgeordneter
- 1879: Karl Beck, österreichischer Opernsänger
- 1879: Pietro Fanfani, italienischer Philologe und Schriftsteller
- 1879: László Paál, ungarischer Landschaftsmaler und Impressionist

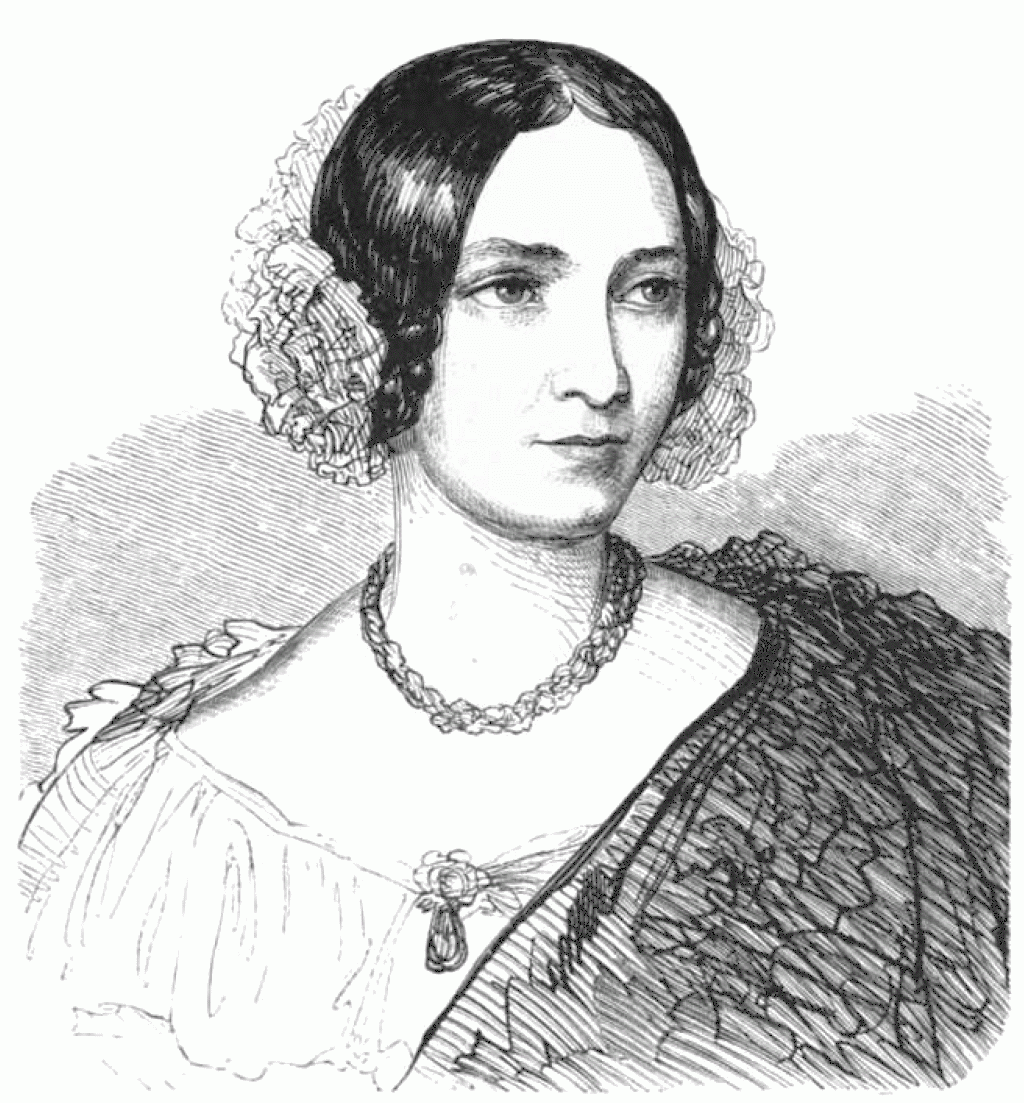
Julie Marie Christine von Oldofredi-Hager († 1879)

- 1879: Julie Marie Christine von Oldofredi-Hager, österreichische Dichterin
- 1880: Karel Sladkovský, tschechischer Journalist und Politiker
- 1881: Peter Friedrich Ludwig Strackerjan, deutscher Schriftsteller, Jurist und Politiker
- 1881: Georg Karl von Hessen, General des Königreichs Preußen und der Landgrafschaft Hessen-Kassel
- 1881: Richard Wallach, US-amerikanischer Politiker
- 1882: Julius Franz Hirt, deutscher Richter und Politiker
- 1882: Milton Latham, US-amerikanischer Politiker
- 1882: Jérôme von Schlotheim, deutscher Politiker sowie preußischer Landrat
- 1883: John Graham Chambers, britischer Sportfunktionär
- 1883: Alexander Hamilton Stephens, US-amerikanischer Politiker, Vizepräsident der Konföderierten Staaten von Amerika
- 1883: Clemens von Loë, deutscher Rittergutsbesitzer und Landrat
- 1884: Friedrich Ahlfeld, deutscher Theologe, Prediger und Autor
- 1884: Bonaventura Baumgartner, Schweizer Lehrer, Beamter und Politiker
- 1884: Francisco Dueñas Díaz, Politiker in El Salvador
- 1884: Shelton Leake, US-amerikanischer Politiker
- 1884: Kenneth Rayner, US-amerikanischer Politiker

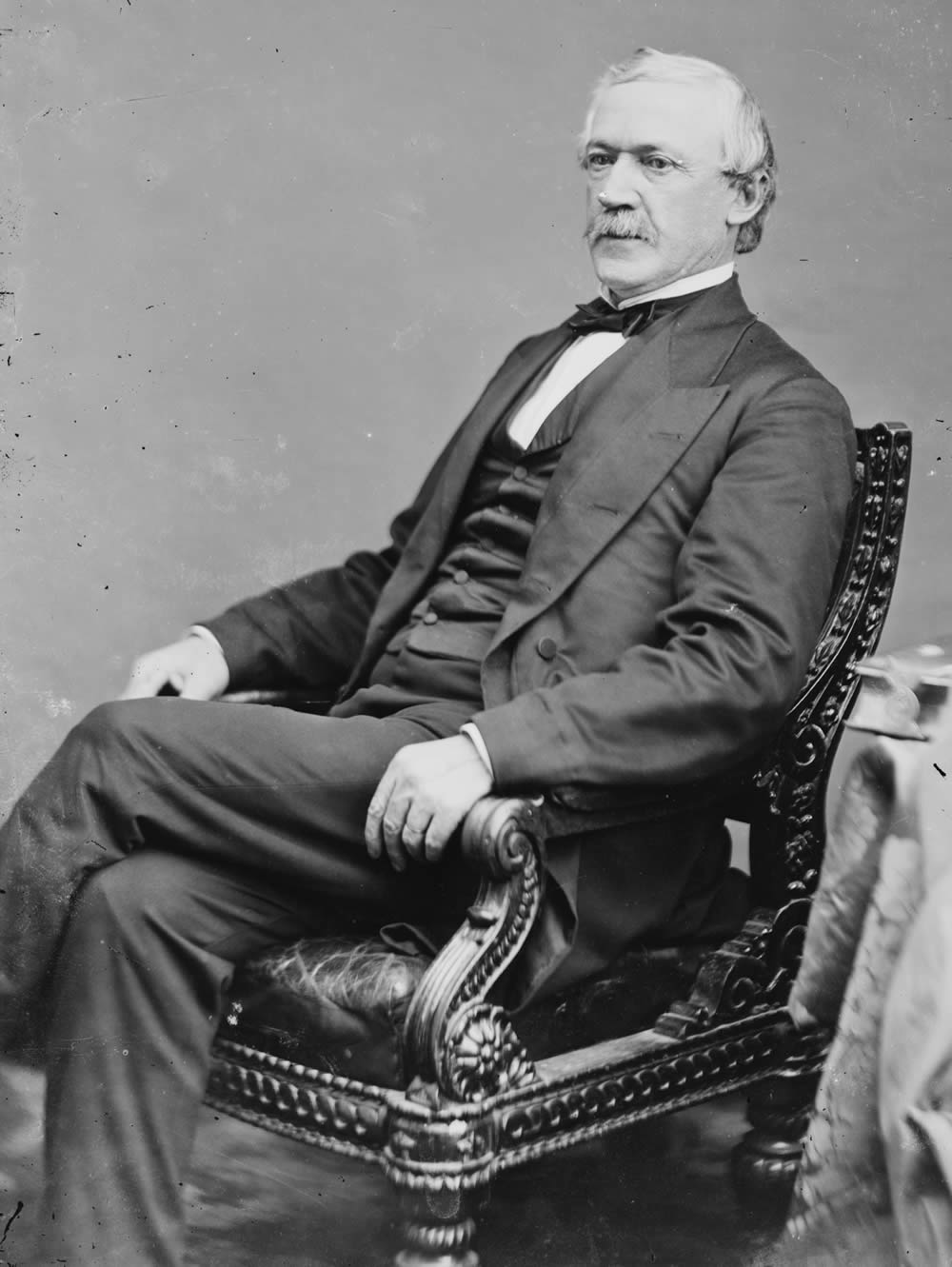
Hiram McCullough († 1885)

- 1885: Hiram McCullough, US-amerikanischer Politiker
- 1885: Karl Dietl, bayerischer Offizier
- 1886: August Schels, Jurist und Mitglied des Deutschen Reichstags
- 1887: Pierre Jean Beckx, General der Jesuiten
- 1888: Amos Bronson Alcott, US-amerikanischer Schriftsteller und Pädagoge
- 1888: Giovanni Antonio Farina, italienischer Bischof
- 1888: Robert Johann Dietrich Luther, deutschbaltischer lutherischer Theologe
- 1888: August Zang, österreichischer Unternehmer, Erfinder, Zeitungsherausgeber und Politiker
- 1890: Sophia Adriana de Bruijn, niederländische Kunstsammlerin und Museumsgründerin
- 1890: Franz Delitzsch, deutscher Theologe und Professor

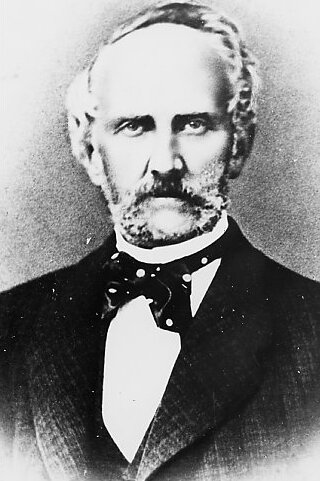
August Falkmann († 1890)

- 1890: August Falkmann, deutscher Archivar und Rechtswissenschaftler
- 1890: Daniel R. Tilden, US-amerikanischer Politiker
- 1891: Jonathan Scoville, US-amerikanischer Politiker
- 1891: Wilhelm Friedrich Carl Stricker, deutscher Arzt, Historiker und Publizist
- 1892: Louis Joseph Martel, französischer Politiker
- 1893: Frederick Daniel Dyster, britischer Arzt und Naturforscher
- 1893: Magnus Jocham, bayerischer römisch-katholischer Pfarrer, Professor und Schriftsteller
- 1894: Heinz Hoffmeister, deutscher Bildhauer, Zeichner, Maler und Schriftsteller
- 1894: Dudley Coutts Marjoribanks, britischer Politiker und Tierzüchter
- 1894: Joseph Perles, deutscher Rabbiner und jüdischer Gelehrter
- 1895: Knud Knudsen, schwedischer Linguist
- 1895: Ludwig von Neumayr, deutscher Richter
- 1895: Julius Worpitzky, deutscher Mathematiker

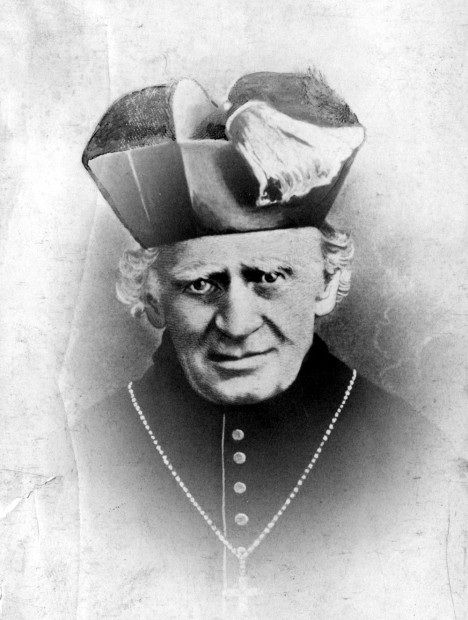
Peter Richard Kenrick († 1896)

- 1896: Peter Richard Kenrick US-amerikanischer Erzbischof
- 1896: August Penzig, deutscher Politiker
- 1897: Richard Breslau, deutscher Politiker
- 1897: Gustav Adolf Kenngott, deutscher Mineraloge
- 1897: Gottlieb Heinrich Legler, Schweizer Festungsbauer, Wasserbauingenieur und Fachbuchautor
- 1898: Gotthard Baier, deutscher Richter und Parlamentarier
- 1898: Hermann von Knobloch, preußischer Rittergutsbesitzer und deutscher Politiker
- 1899: Hubert Clerget, französischer Maler, Radierer und Lithograph
- 1899: Henry Brevard Davidson, Brigadegeneral des konföderierten Heeres
- 1899: Adolf Eulitz, deutscher Politiker
- 1899: Gerd Sieben Janssen, ostfriesischer Orgelbauer
- 1900: Gerrit de Vries, niederländischer Staatsmann

### 20. Jahrhundert

#### 1901–1950

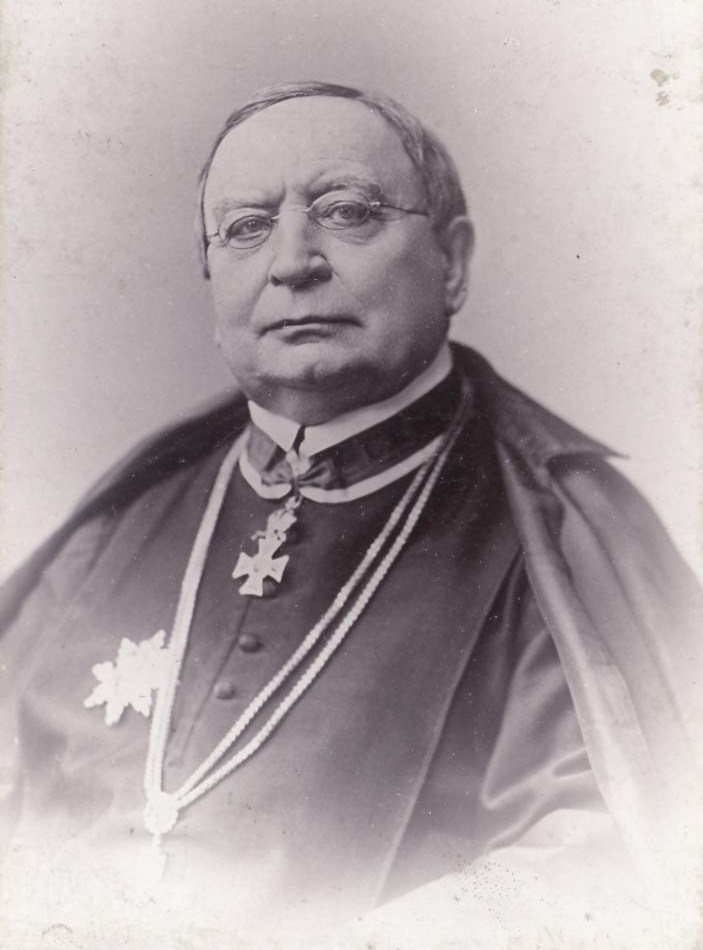
Ernest Hauswirth († 1901)

- 1901: Ernest Hauswirth, österreichischer Benediktiner, Abt und Historiker
- 1901: Wolfgang Passow, deutscher Philologe und Gymnasiallehrer
- 1902: John Baird, schottischer Fußballspieler
- 1902: Ferdinand Demetz, Südtiroler Bildhauer
- 1904: Romanus Braubach, deutscher Jurist und Politiker
- 1904: Joseph William Trutch, britischer Ingenieur und Politiker
- 1905: Pjotr Kusmitsch Saporoschez, russischer Politiker
- 1905: Wilhelm Schüssele, badischer Kommunalpolitiker
- 1905: Carl Bernhard Speck, deutscher Jurist und Politiker

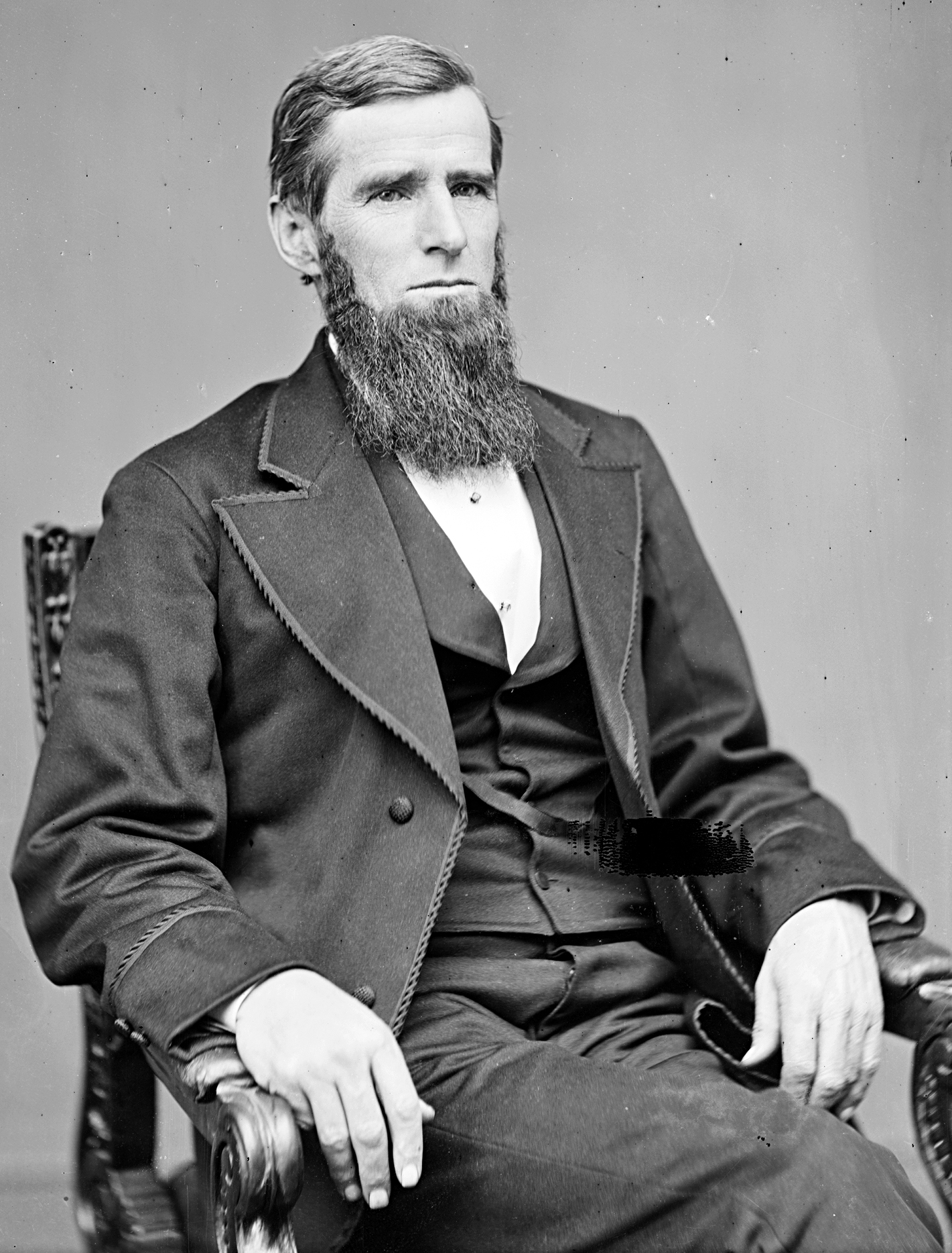
William B. Williams († 1905)

- 1905: William B. Williams, US-amerikanischer Politiker
- 1906: John McAllister Schofield, US-amerikanischer Militär
- 1906: Rudolf von Barby, preußischer Generalleutnant
- 1907: Karl Dilthey, deutscher Altphilologe
- 1907: Valentin le Désossé, französischer Akrobat und Tänzer
- 1908: Michael Deuringer, bayerischer Landwirt und Politiker
- 1908: Redfield Proctor, US-amerikanischer Politiker
- 1909: Alexandre Charpentier, französischer Bildhauer und Medailleur
- 1909: Hosea Townsend, US-amerikanischer Politiker

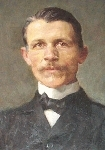
Knut Ångström († 1910)

- 1910: Knut Ångström, schwedischer Physiker
- 1910: Leopold Demuth, österreichische Kammer- und Hofopernsänger
- 1910: Moses Horowitz, jiddischer Theaterschriftsteller und -leiter
- 1910: Wilhelm Stockmann, deutscher Bürgervorsteher und Senator
- 1910: Benedikt Widmann, deutscher Musikpädagoge, Schuldirektor, Musikschriftsteller und Komponist
- 1911: José Valentim Fialho de Almeida, portugiesischer Schriftsteller und Journalist
- 1912: Otto Kübler, deutscher Pädagoge und Philologe
- 1913: Édouard Frédéric Wilhelm Richter, französischer Genremaler
- 1913: Otto von Manteuffel, preußischer Politiker
- 1914: Benjamin Dwight Allen, US-amerikanischer Organist und Komponist
- 1914: Leopold Dippel, deutscher Botaniker
- 1914: Georg von Kopp, deutscher Fürstbischof
- 1915: Max von Bock und Polach, preußischer Generalfeldmarschall
- 1915: Richard Warner, US-amerikanischer Politiker
- 1915: William Willett, „Erfinder der Sommerzeit“

- 1916: Franz Marc, deutscher Maler

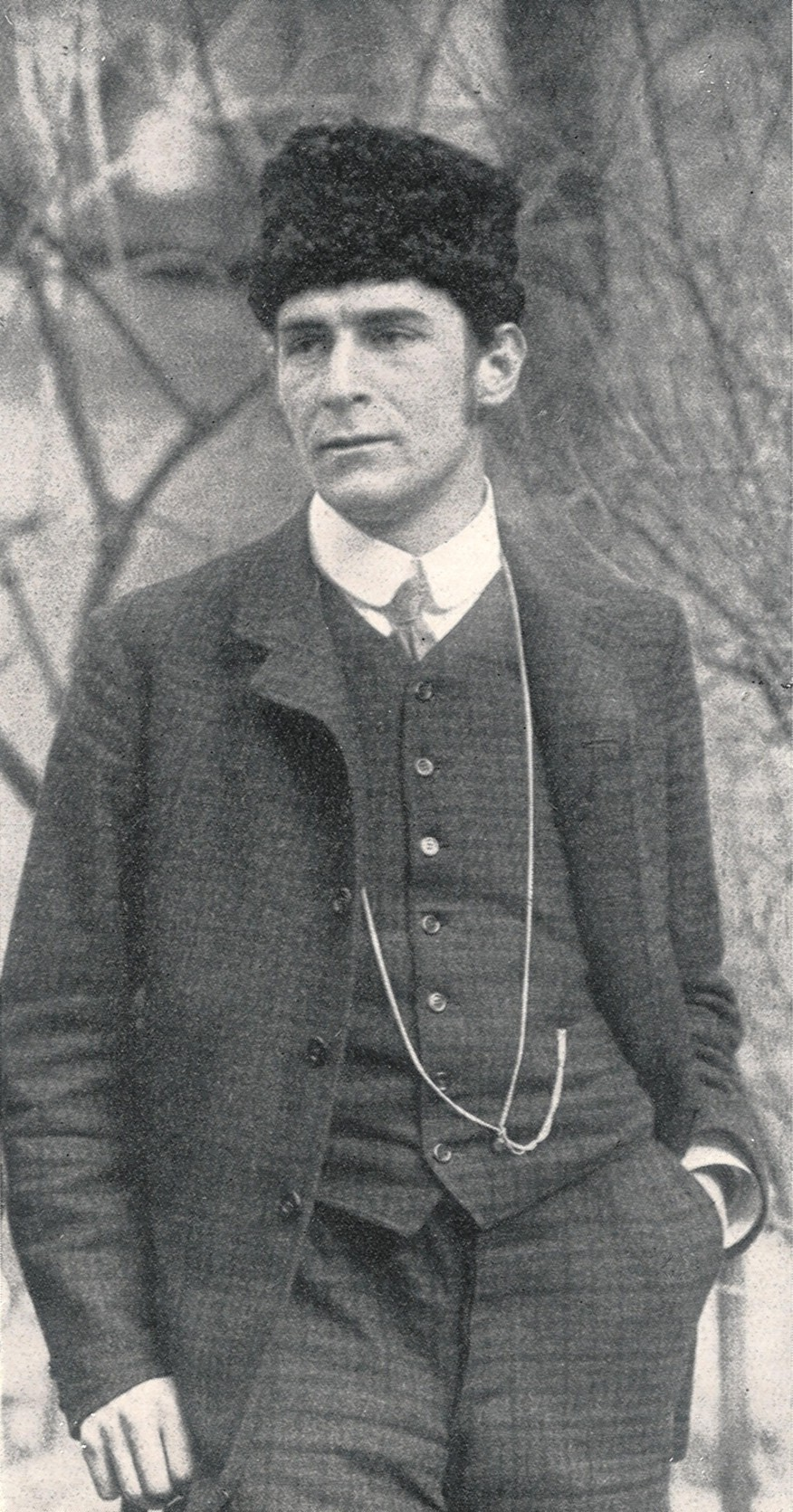
Franz Marc († 1916)

- 1916: Henry Augustus Reeves, US-amerikanischer Jurist und Politiker
- 1916: Nicholas Ellsworth Worthington, US-amerikanischer Politiker
- 1917: Eugen Ludwig Bormann, deutscher Althistoriker und Epigraphiker
- 1917: Julius Adolf Martin Schuppmann, deutscher Musiker, Organist, Chordirigent und Komponist
- 1917: Heinrich Sturm, sächsischer Verwaltungsjurist und Kommunalpolitiker
- 1918: Lasar Dimitrow Mladenow, bulgarischer Geistlicher
- 1918: Lyndon Ambrose Smith, US-amerikanischer Politiker
- 1919: Georges Jules Auguste Cain, französischer Maler
- 1919: Siegfried Körte, deutscher Verwaltungsjurist
- 1919: Sigurd Mathisen, norwegischer Eisschnellläufer
- 1919: Max Meier, deutscher Unternehmer
- 1919: Karl Schrempp, badischer Unternehmer
- 1919: Conrad Tack, deutscher Unternehmer
- 1920: Roswell Peter Bishop, US-amerikanischer Politiker
- 1920: Fjodor Dmitrijewitsch Krjukow, kosakischer Schriftsteller und Soldat der Weißen Armee

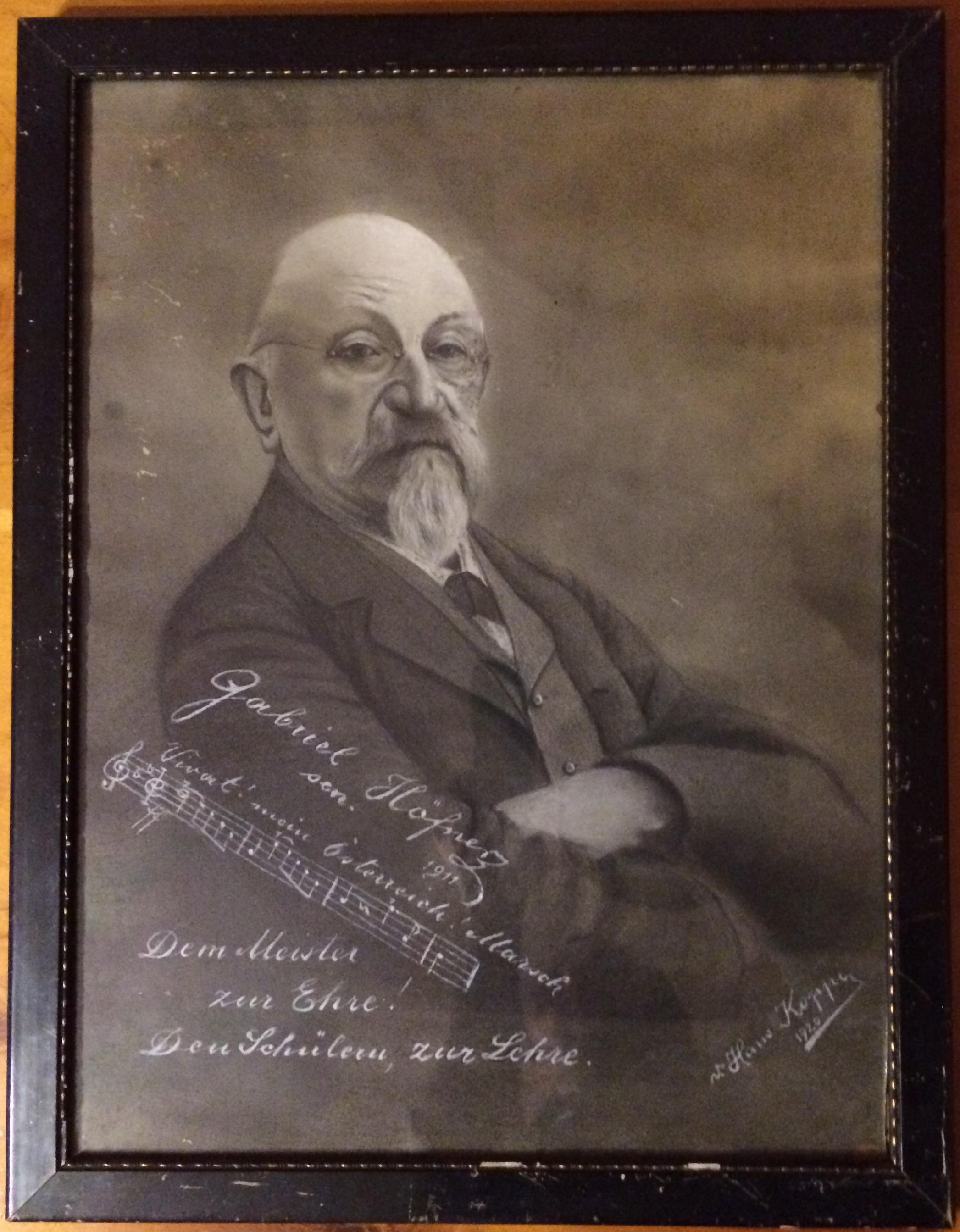
Gabriel Höfner sr. († 1921)

- 1921: Gabriel Höfner sr., österreichischer Entomologe, Musiker und Komponist
- 1921: Rudolf Pöch, österreichischer Ethnograph, Anthropologe und Forscher
- 1922: Hugo Erfurt, deutscher Unternehmer und Erfinder der Raufasertapete
- 1922: Georg Hüffer, deutscher Historiker
- 1922: Karl von Portele, österreichischer Önologe
- 1923: Heinrich Botho Scheube, deutscher Mediziner und Hochschullehrer
- 1924: Johann Friedrich Borcherding, deutscher Pädagoge und Naturkundler
- 1924: Max von Gemmingen, württembergischer Offizier
- 1925: Moritz Moszkowski, deutscher Pianist und Komponist
- 1925: Otto Sillier, deutscher Gewerkschafter
- 1926: Richard Knoller, österreichischer Fahrzeugkonstrukteur und Flugwissenschaftler
- 1926: Karl Köhl, deutscher Seifenfabrikant, Buchdrucker und Politiker
- 1927: George M. Beebe, US-amerikanischer Politiker
- 1927: Max Théon, polnischer Kabbalist und Okkultist
- 1927: Romain-Octave Pelletier, kanadischer Organist und Komponist
- 1927: Ira Remsen, US-amerikanischer Chemiker
- 1927: Willy von Haeseler, preußischer Generalleutnant
- 1928: Viktoria Blank, deutsche Opernsängerin und Gesangspädagogin
- 1928: Henri Dubois, Schweizer evangelischer Geistlicher und Hochschullehrer
- 1928: Franjo Vilhar Kalski, slowenisch-kroatischer Komponist
- 1928: Paul Sabatier, französischer Theologe und Historiker
- 1928: Aubrey Strahan, britischer Geologe
- 1929: Ramón Báez, dominikanischer Politiker
- 1929: Reginald Czermack, österreichischer Unternehmer und Feuerwehrpionier

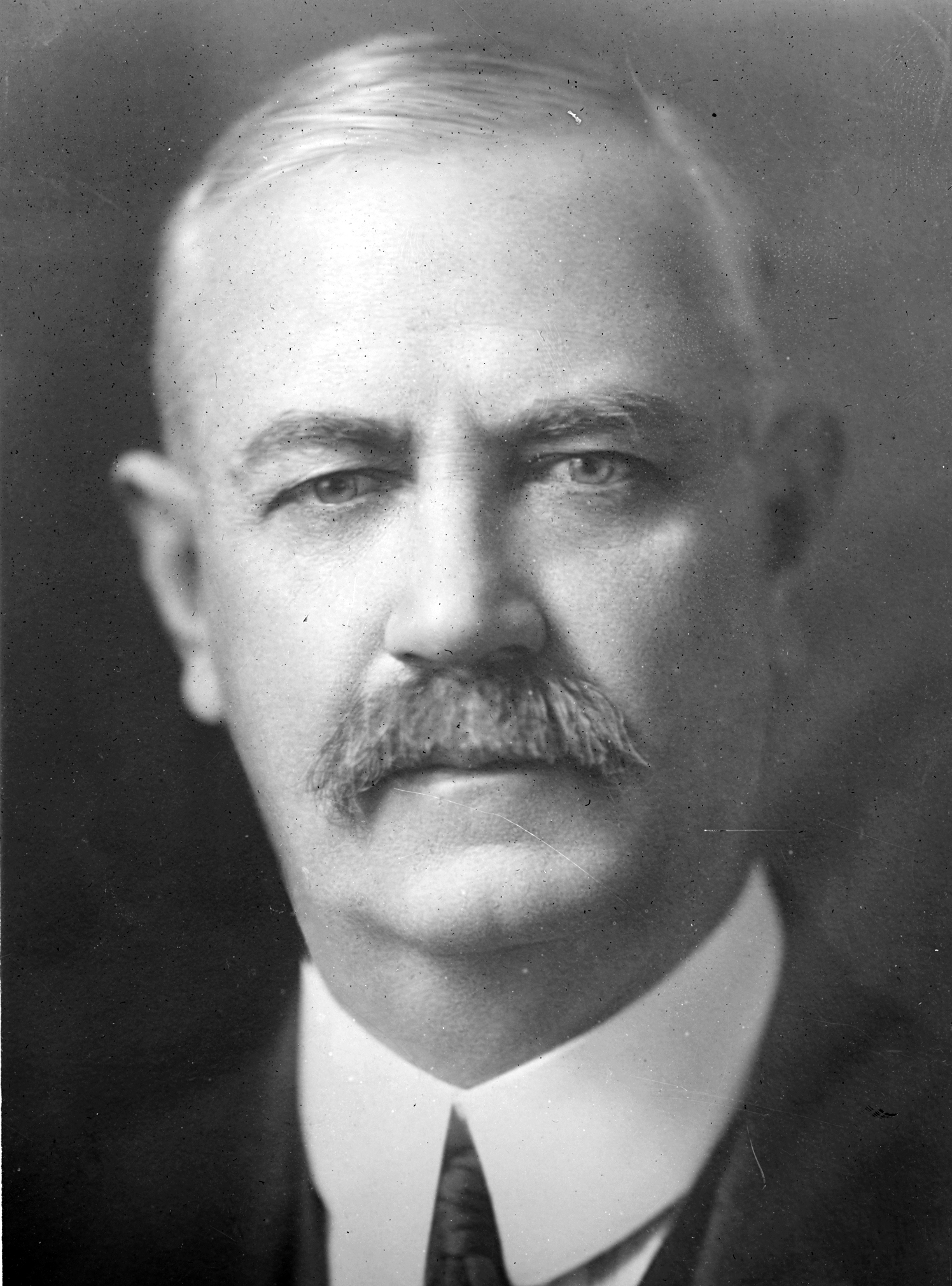
A. Jeff McLemore († 1929)

- 1929: A. Jeff McLemore, US-amerikanischer Politiker
- 1929: Joshua Weldon Miles, US-amerikanischer Politiker
- 1930: Paul de Vivie, französischer Pionier des Fahrradtourismus und Langstreckenradfahrens
- 1930: Reinhard Effertz, deutscher Unternehmer, Mäzen und Stadtverordneter
- 1930: Heinrich Ruland, deutscher Jurist und Politiker
- 1930: Kurt von Schmeling, preußischer Regierungspräsident
- 1931: Thomas Hutton-Mills sr., britischer Anwalt
- 1931: Cornelius Kirschner, österreichischer Schauspieler
- 1931: Heinrich Otto, deutscher Textilunternehmer und Numismatiker
- 1931: Emil Tietze, österreichischer Geologe
- 1932: Josef Hafner, österreichischer Lehrer und Politiker
- 1932: Wilhelm von Beczwarzowski, preußischer Offizier
- 1933: Maurice Besnier, französischer Althistoriker
- 1933: Juan Francisco González, chilenischer Maler
- 1933: Hermann von Tresckow, preußischer General
- 1933: Blind Willie Walker, US-amerikanischer Blues-Gitarrist und Sänger

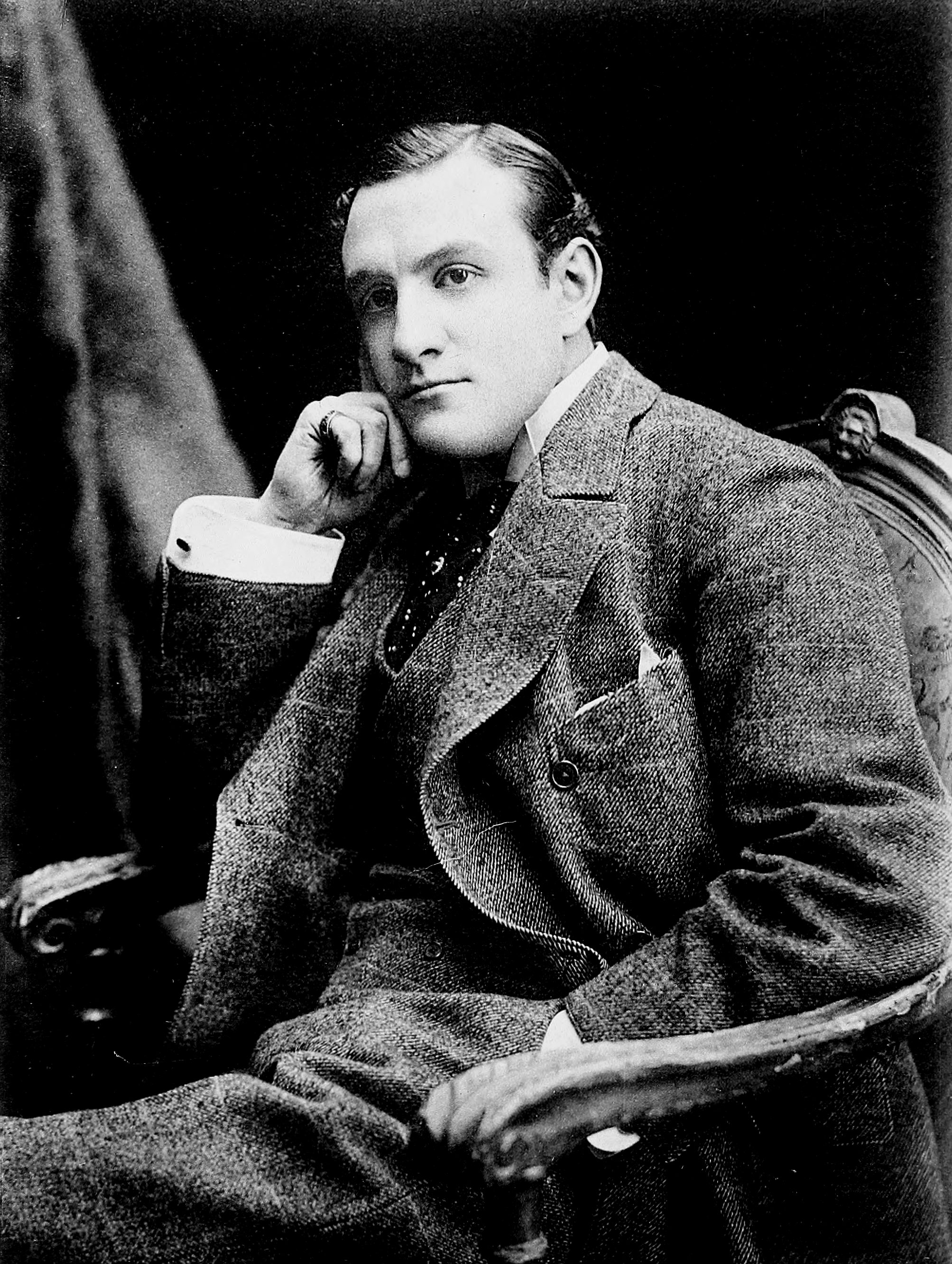
William A. Chanler († 1934)

- 1934: William A. Chanler, US-amerikanischer Forscher und Politiker
- 1934: Franz Honcamp, deutscher Agrikulturchemiker
- 1935: Silvia Andrea, Schweizer Schriftstellerin
- 1935: Léopold Lambert, französischer Automatenbauer
- 1935: Scott White, US-amerikanischer Politiker
- 1936: Ruben Liljefors, schwedischer Komponist und Dirigent
- 1936: Eduard Zarncke, deutscher Altphilologe und Bibliothekar
- 1937: Louis-Martin de Courten, Kommandant der Päpstlichen Schweizergarde
- 1937: Raimund Jeblinger, oberösterreichischer Architekt
- 1937: Johann Koch, deutscher Politiker
- 1937: Heinrich Thieslauk, deutscher Politiker und Widerstandskämpfer
- 1937: Engelbert Wittich, deutscher Schriftsteller
- 1938: August Bruch, deutscher Politiker
- 1938: Ewald Funke, deutscher Widerstandskämpfer gegen den Nationalsozialismus
- 1938: Moses Levi, deutscher Jurist
- 1938: George Foster Peabody, US-amerikanischer Investment-Banker und Mäzen
- 1939: Oswald Freisler, deutscher Jurist
- 1939: Hugo Jäntsch, deutscher Verwaltungsbeamter und Politiker
- 1939: Reinhold Heinrich Robert Müller, deutscher Mathematiker und Kinematiker
- 1939: Eduard Nortz, bayerischer Politiker
- 1939: Robert Pyle Robinson, US-amerikanischer Politiker

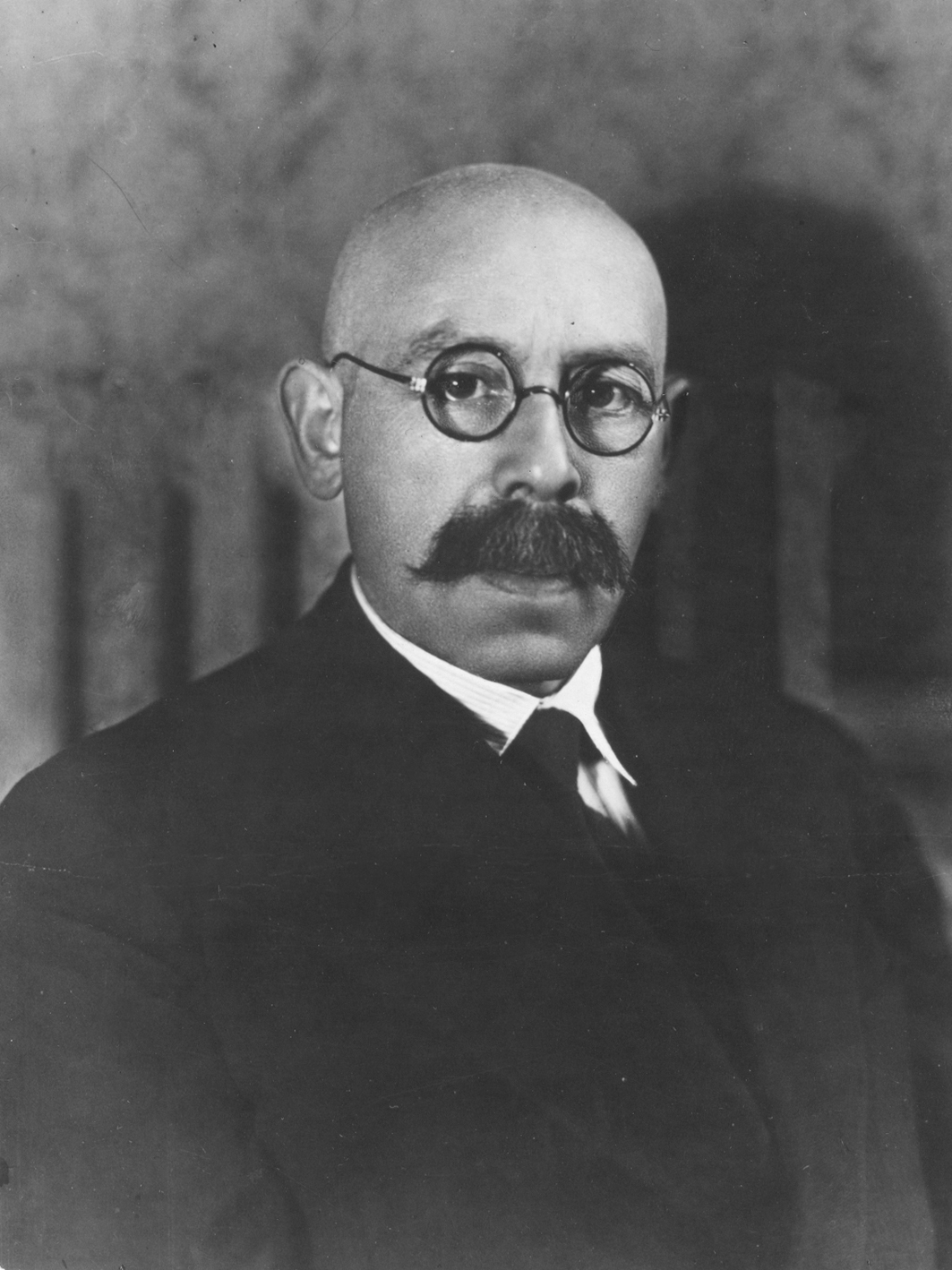
Rudolf Samoilowitsch († 1939)

- 1939: Rudolf Lasarewitsch Samoilowitsch, russisch-sowjetischer Polarforscher und Geologe
- 1939: Ferdinand Jakob Schmidt, deutscher Philosoph und Pädagoge
- 1939: Oskar Maria Stensbeck, deutscher Reitmeister und Dressurausbilder
- 1939: Karl Werner Günther Reichsgraf von der Schulenburg, deutscher Offizier, Publizist und Homosexuellen-Aktivist
- 1939: Ludwig Wagner-Speyer, deutscher Architekt, kommunaler Baubeamter und Hochschullehrer
- 1940: Hamlin Garland, US-amerikanischer Schriftsteller
- 1940: Karl Muck, deutscher Dirigent
- 1940: Kusma Demidowitsch Wyssozki, sowjetischer Offizier
- 1941: Wilhelm Herrenknecht, deutscher Arzt, Zahnmediziner und Hochschulprofessor
- 1941: Edoardo Mascheroni, italienischer Dirigent und Komponist
- 1941: Adam Maurizio, Schweizer Botaniker, Lebensmittelforscher und Kulturhistoriker
- 1941: Martin Nathusius, preußischer Offizier und deutscher Industrie-Manager

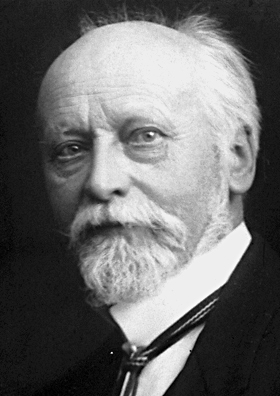
Ludwig Quidde († 1941)

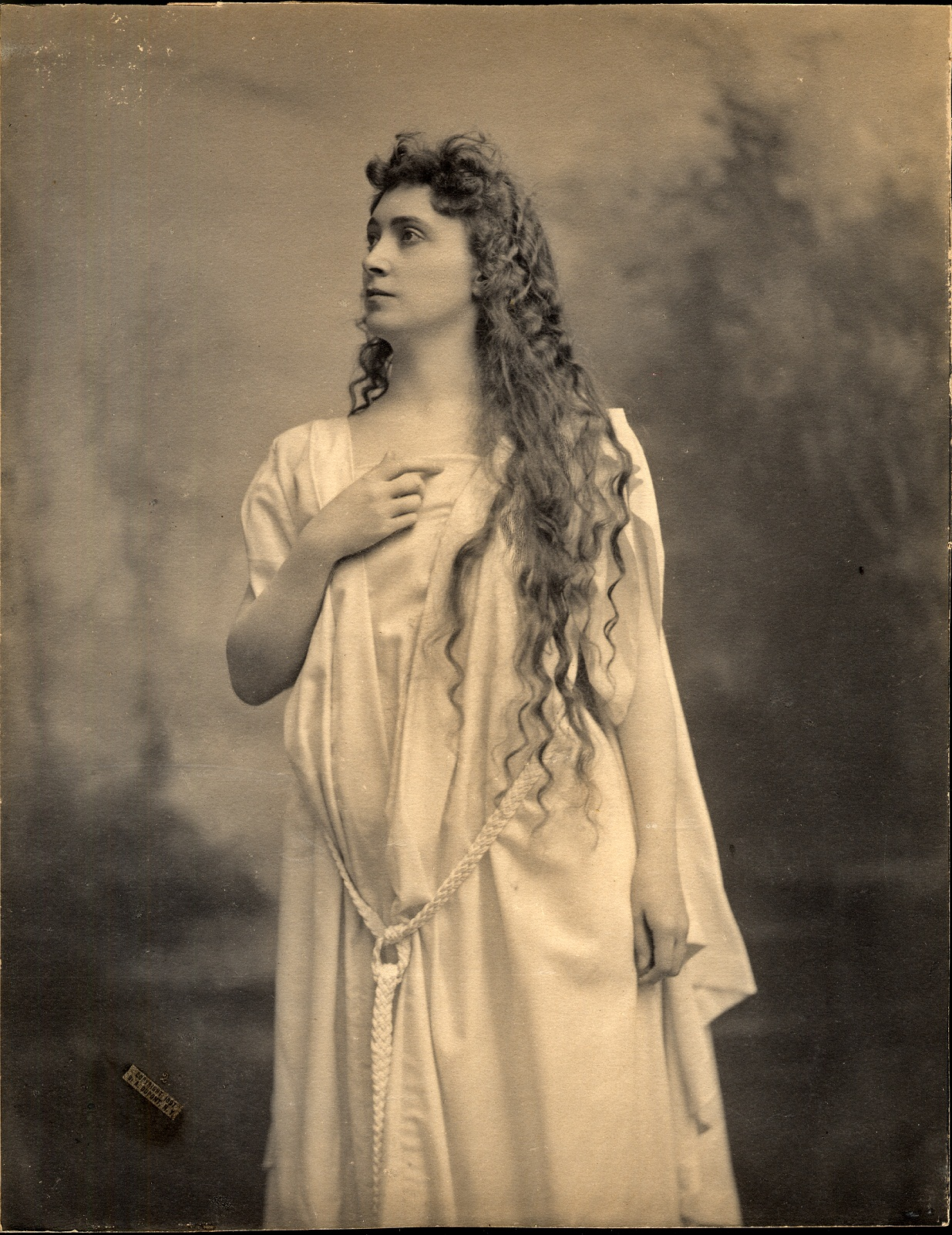
Marie Russak († 1945)

- 1941: Ludwig Quidde, deutscher Historiker, Publizist, Pazifist und Politiker, Friedensnobelpreisträger
- 1941: Karl Abert Ludwig Vollrad von Doetinchem de Rande, königlich-preußischer Regierungsdirektor und Landrat
- 1942: Robert William Rankin, australischer Marineoffizier
- 1943: Nikolai Dmitrijewitsch Awksentjew, russischer Sozialrevolutionär und Politiker
- 1943: Gottfried Ballin, deutscher Widerstandskämpfer gegen den Nationalsozialismus
- 1943: Heinz Birnbaum, deutscher Arbeiter und Widerstandskämpfer gegen den Nationalsozialismus
- 1943: Heinz Büngeler, SS-Obersturmführer und Adjutant des Lagerkommandanten im KZ Buchenwald
- 1943: Hella Hirsch, deutsche Arbeiterin und Widerstandskämpferin gegen den Nationalsozialismus
- 1943: Marianne Joachim, deutsche Widerstandskämpferin gegen den Nationalsozialismus
- 1943: Paul Kroner, aktiver Mitstreiter der deutschen Gehörlosenbewegung
- 1943: Hildegard Löwy, deutsche Büroangestellte und Widerstandskämpferin gegen den Nationalsozialismus
- 1943: Hanni Meyer, deutsche Putzmacherin und Widerstandskämpferin gegen den Nationalsozialismus
- 1943: Helmut Neumann, deutscher Arbeiter und Widerstandskämpfer gegen den Nationalsozialismus
- 1943: Frederick W. Plaisted, US-amerikanischer Politiker
- 1943: Alfred E. Reames, US-amerikanischer Politiker
- 1943: Heinz Rotholz, deutscher Arbeiter und Widerstandskämpfer gegen den Nationalsozialismus
- 1943: Siegbert Rotholz, deutscher Bürgerrechtler und Widerstandskämpfer gegen den Nationalsozialismus
- 1943: Lothar Salinger, deutscher Arbeiter und Widerstandskämpfer gegen den Nationalsozialismus
- 1943: Ita Wegman, niederländische Ärztin, Mitbegründerin der anthroposophischen Medizin
- 1944: Albert Brödel, deutscher Lehrer, Heimatdichter und Chronist

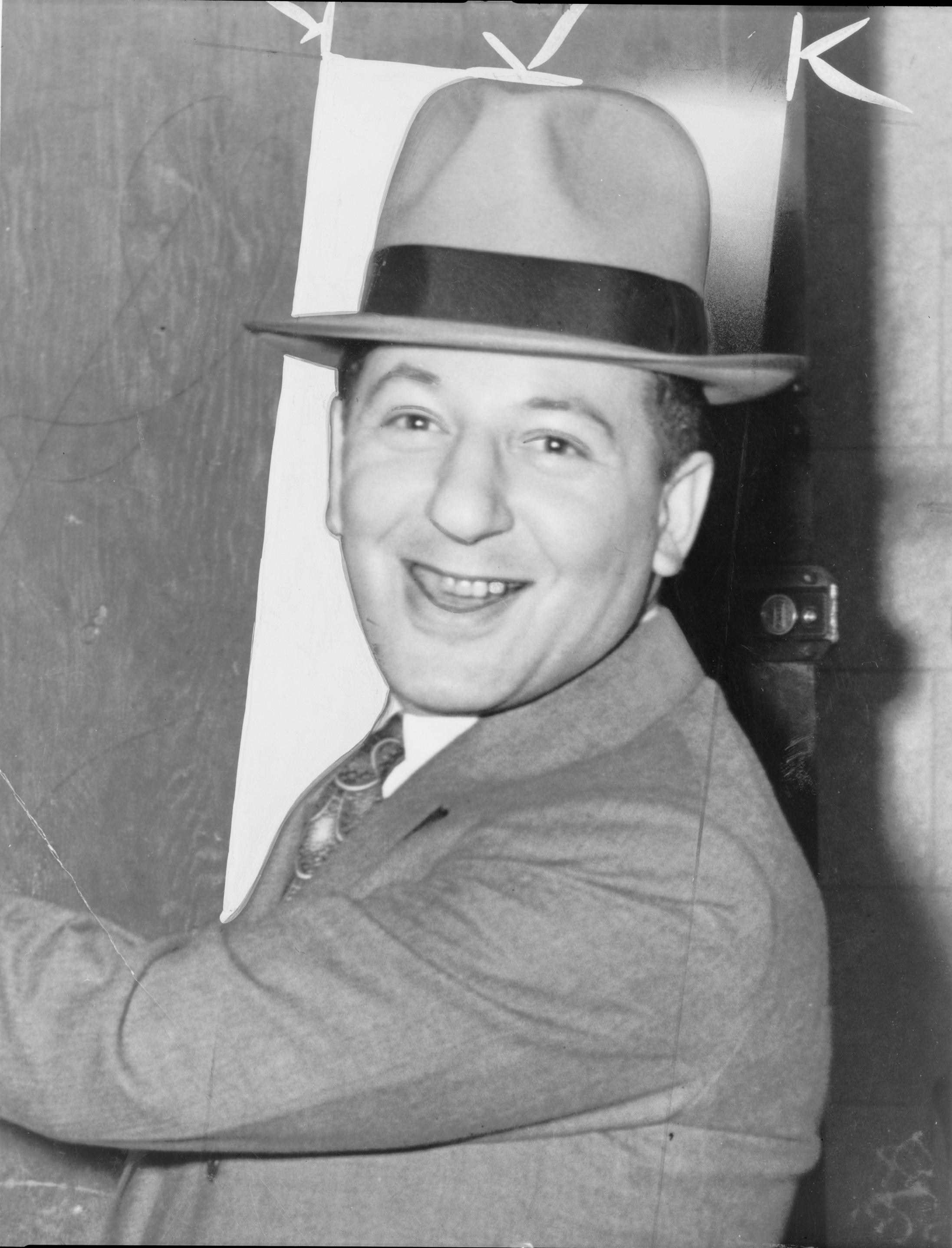
Louis Buchalter († 1944)

- 1944: Louis Buchalter, US-amerikanischer Mobster
- 1944: Louis Capone, US-amerikanischer Mobster
- 1944: Gilbert Helmer, tschechischer Prämonstratenser
- 1944: Louis Laloy, französischer Musikwissenschaftler, Schriftsteller und Sinologe
- 1944: Wilhelm von Kesslitz, österreichischer Marineoffizier, Geophysiker und Hydrologe
- 1944: Emanuel Weiss, US-amerikanischer Mörder
- 1945: Georg Bernard, deutscher Gewerkschafter
- 1945: Charles W. Bryan, US-amerikanischer Politiker
- 1945: Harry Chauvel, australischer General
- 1945: Lucille La Verne, US-amerikanische Theater- und Filmschauspielerin
- 1945: James A. Parsons, US-amerikanischer Jurist und Politiker
- 1945: Heinz Potthoff, deutscher Sozialreformer und Politiker
- 1945: Marie Russak, US-amerikanische Sängerin, Architektin, Theosophin und Rosenkreuzerin
- 1945: Mark Sandrich, US-amerikanischer Filmregisseur
- 1945: August Wessing, deutscher katholischer Geistlicher
- 1946: Max Eugen Domarus, deutscher Archivar
- 1946: Giovanni Fausti, italienischer Jesuitenpater
- 1946: Gjelosh Lulashi, albanischer christlicher Gläubiger
- 1946: Charles Waldron, US-amerikanischer Schauspieler
- 1947: Reinhold Backmann, deutscher Lehrer und Germanist

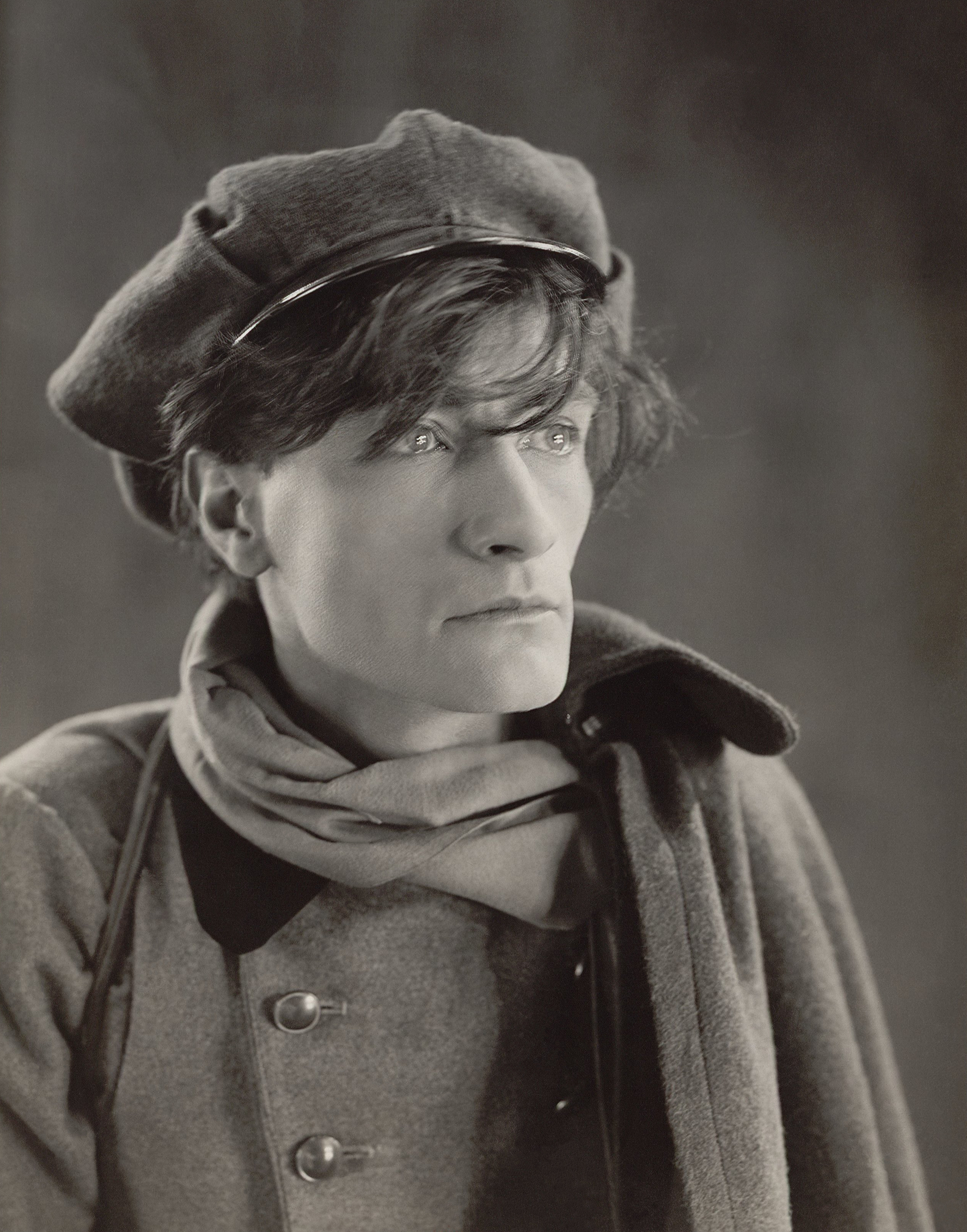
Antonin Artaud († 1948)

- 1948: Antonin Artaud, französischer Schauspieler, Dramatiker und Regisseur
- 1948: Eduard Bauer, österreichischer Fußballspieler und -trainer
- 1948: Elsa Brändström, schwedische Philanthropin
- 1948: Julius Otto Fritzsche, deutscher Maler
- 1948: Franz Gräßel, deutscher Maler
- 1949: Clarence Kingsbury, britischer Radrennfahrer
- 1949: George Larner, britischer Geher
- 1949: Joannes Baptista Sproll, deutscher Bischof, Widerstandskämpfer
- 1950: Johanne Dybwad, norwegische Schauspielerin
- 1950: Adam Rainer, Österreicher, der vom Kleinwüchsigen zum Riesen wurde

#### 1951–1975
- 1951: Fritz Bernotat, deutscher SS-Standartenführer sowie Landesrat und Dezernent für Anstaltswesen
- 1951: Hans Ormund Bringolf, Schweizer Abenteurer
- 1951: Dina Galli, italienische Schauspielerin und Modeikone
- 1951: Rudolf Hafner, österreichischer Maler und Bühnenbildner
- 1951: Paul Pfeiffer, deutscher Chemiker
- 1951: William Zimdin, aus Estland stammender Finanzmann, Immobilienhändler, Hotel- und Casinobesitzer
- 1952: Felix Ehrenhaft, österreichischer Physiker

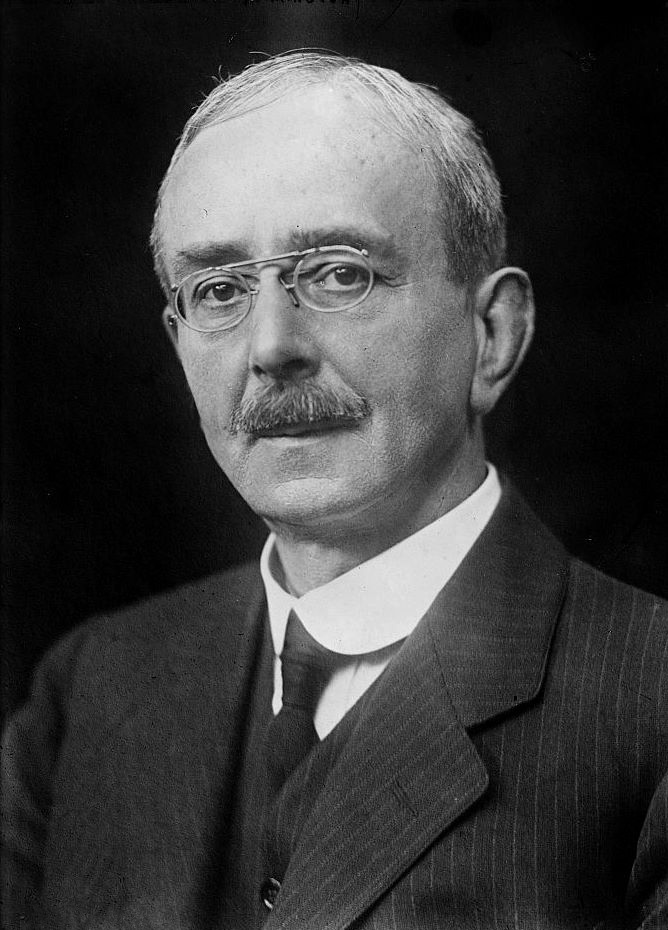
Charles Scott Sherrington († 1952)

- 1952: Charles Scott Sherrington, britischer Physiologe und Nobelpreisträger
- 1952: Carl Wilhelm von Sydow, schwedischer Ethnologe
- 1953: Thomas Stephen Cullen, kanadisch-amerikanischer Gynäkologe
- 1953: Joe Symonds, britischer Boxer
- 1954: Harry Hallenberger, US-amerikanischer Kameramann
- 1954: John A. Key, US-amerikanischer Politiker
- 1954: Paul Rosset, Schweizer Politiker
- 1955: Józef Jarzębski, polnischer Geiger und Musikpädagoge
- 1955: Max Koernicke, deutscher Agrikulturbotaniker
- 1955: Fritz Löwe, deutscher Physiker
- 1955: Fernand Point, französischer Koch
- 1956: Ola Alsen, deutsche Schriftstellerin und Redakteurin
- 1956: Hans Braumüller, deutscher Offizier

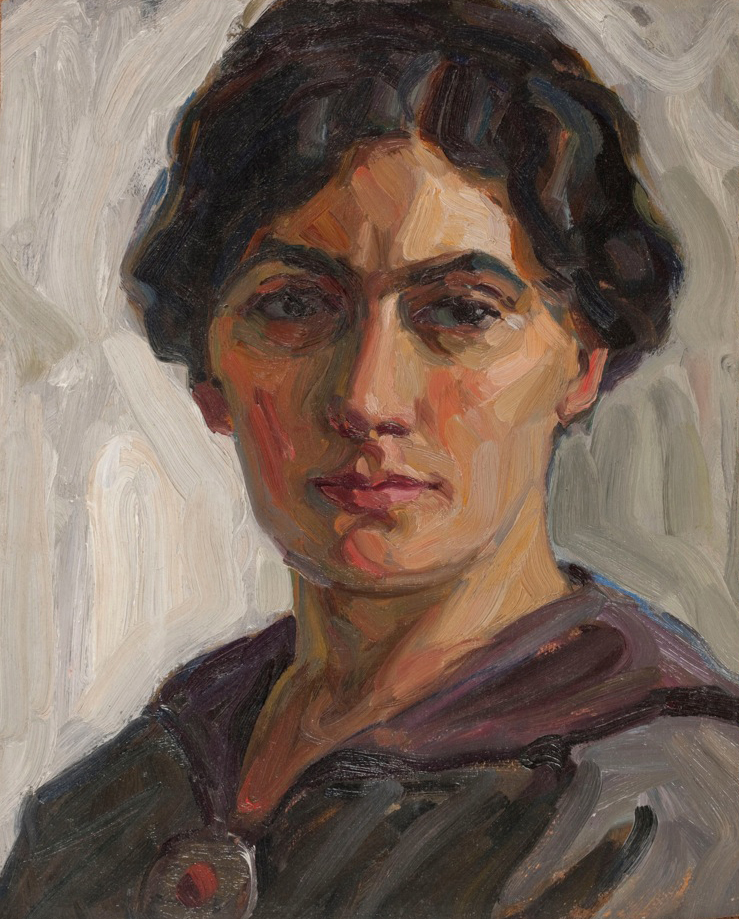
Selma Des Coudres († 1956)

- 1956: Selma Des Coudres, lettisch-deutsche Malerin
- 1956: Herbert Wesley Cummings, US-amerikanischer Politiker
- 1956: Scott Fitzhugh, US-amerikanischer Politiker
- 1956: Otto Harder, deutscher Fußballspieler
- 1956: Ernest G. Liebold, US-amerikanischer Bankenvorstand
- 1956: Willy Prager, deutscher Schauspieler, Regisseur, Kabarettist, Librettist und Drehbuchautor
- 1957: Montague Ewing, britischer Komponist und Arrangeur
- 1957: Evarts Graham, US-amerikanischer Chirurg
- 1957: Ernest Robert Moore, US-amerikanischer Politiker
- 1957: Cangkya Lobsang Pelden Tenpe Drönme, chinesischer Geistlicher
- 1957: Elisabeth Marie von Bayern, deutsche Hochadelige und Enkelin des österreichischen Kaisers Franz Joseph I.
- 1958: Georg Haindl, deutscher Papierfabrikant und Wirtschaftspolitiker
- 1959: Ralph A. Gamble, US-amerikanischer Jurist und Politiker
- 1959: W. W. Greg, britischer Shakespearegelehrter
- 1959: Maxie Long, US-amerikanischer Sprinter und Olympiasieger
- 1959: Franz Moschna, österreichischer Politiker und Postangestellter
- 1959: Georg Karl Rohde, deutscher Glasmaler
- 1959: Lola Stein, deutsche Schriftstellerin
- 1959: Gero Merhart von Bernegg, deutscher Prähistoriker
- 1959: Ruggero Verity, italienischer Schmetterlingssammler und Lepidopterologe
- 1960: Carl Bertschinger, Schweizer Politiker
- 1960: Herbert O’Conor, US-amerikanischer Politiker

Walter Pott († 1960)

- 1960: Oleksandr Schulhyn, ukrainischer Historiker und Politiker
- 1960: Manja Tzatschewa, bulgarisch-deutsche Schauspielerin
- 1960: Leonard Warren, US-amerikanischer Opernsänger
- 1960: August Wegmann, deutscher Politiker
- 1961: Thomas Renton Elliott, britischer Arzt und Physiologe
- 1961: Clara Jungmittag, deutsche Politikerin
- 1962: Michaela Bauks, deutsche evangelische Theologin
- 1962: Zdeněk Chalabala, tschechischer Dirigent
- 1962: Georg Lingenbrink, deutscher Unternehmer
- 1962: Arthur Vogel, deutscher Handelsmann, Verleger und Fotograf
- 1963: Édouard Belin, französischer Erfinder
- 1963: Arnold Ebel, deutscher Musikpädagoge und Komponist
- 1963: Fred Hildenbrandt, deutscher Journalist und Schriftsteller
- 1963: Bobby Jaspar, belgischer Jazzmusiker
- 1963: Anastasio Prieto, mexikanischer Fußballspieler
- 1963: Karl Seiringer, österreichischer Politiker und Landwirt
- 1963: William Carlos Williams, US-amerikanischer Lyriker und Prosa-Autor
- 1964: John Adaskin, kanadischer Cellist, Dirigent und Rundfunkproduzent
- 1964: Hans Flatterich, deutscher Journalist und Politiker
- 1964: Oskar Hüssy, deutscher Jurist und Politiker
- 1964: Johann Modler, deutscher Erfinder und Unternehmer
- 1964: Franz Weichsel, deutscher Politiker

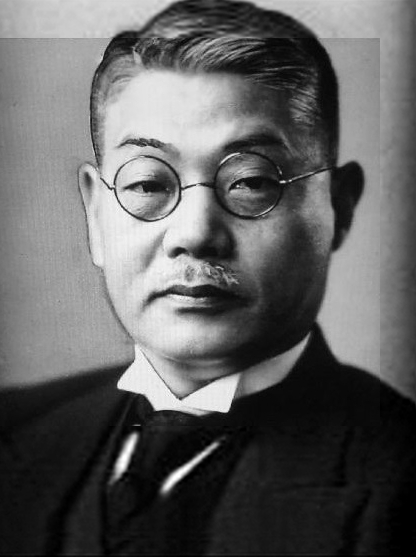
Arita Hachirō († 1965)

- 1965: Arita Hachirō, japanischer Diplomat und Politiker
- 1965: Hanns Bökels, deutscher Architekt
- 1965: Christian Buttkus, Todesopfer an der Berliner Mauer
- 1965: Ernst Durig, österreichischer Jurist
- 1965: Robert Erbelding, deutscher Maler und Grafiker
- 1965: William Smith Flynn, US-amerikanischer Politiker
- 1965: Franz Haniel, deutscher Großindustrieller
- 1965: Willard Motley, US-amerikanischer Schriftsteller
- 1966: Jānis Mediņš, lettischer Komponist
- 1966: Otto Schellknecht, deutscher Politiker
- 1966: Friedrich Schnelle, deutscher Jurist
- 1966: Rudolf Schumann, deutscher Volksschullehrer, Naturkundler und Heimatforscher
- 1966: Charles Thévenaz, Schweizer Architekt
- 1966: Ernst Wagner, deutscher evangelischer Geistlicher und Theologe
- 1967: Fritz Blanke, Schweizer Kirchenhistoriker
- 1967: Vladan Desnica, kroatischer Schriftsteller
- 1967: Michel Plancherel, Schweizer Mathematiker
- 1967: Theodor Rittler, österreichischer Strafrechtler
- 1967: José de la Soledad Torres y Castañeda, mexikanischer Bischof
- 1967: Ludwig Vierthaler, deutscher Bildhauer
- 1968: Georg Baumann, deutscher Unternehmer und Politiker
- 1968: Alexandre Cellier, französischer Komponist und Organist
- 1968: Isaac J. MacCollum, US-amerikanischer Mediziner und Politiker
- 1968: Todd Matshikiza, südafrikanischer Journalist, Komponist und Jazzpianist

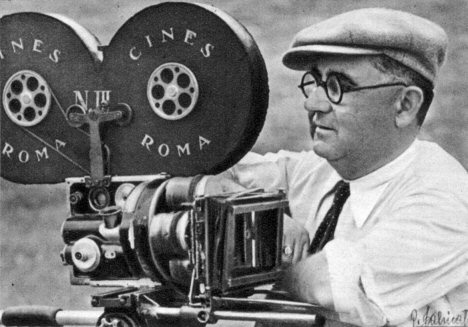
Carlo Montuori († 1968)

- 1968: Carlo Montuori, italienischer Kameramann
- 1968: Ellen Price, dänische Primaballerina und Schauspielerin
- 1968: Hermann Specht, deutscher Jurist und Politiker
- 1969: Yves Chataigneau, französischer Pädagoge, Offizier und Diplomat
- 1969: Giorgio Chiavacci, italienischer Florett-Fechter
- 1969: Violet Elton, englische Badmintonspielerin
- 1969: Ross Rizley, US-amerikanischer Politiker
- 1969: Nicholas Schenck, US-amerikanischer Unternehmer und Filmpionier
- 1970: Peter Godfrey, britischer Regisseur, Autor, Schauspieler und Bühnenproduzent
- 1970: Ludwig Habelitz, saarländischer Politiker
- 1970: August Hitzfeld, Bremer Politiker
- 1970: Wilhelm Möllers, deutscher Politiker
- 1970: Rodolfo Moleiro, venezolanischer Lyriker
- 1970: Gisbert von Teuffel, deutscher Architekt und Hochschullehrer

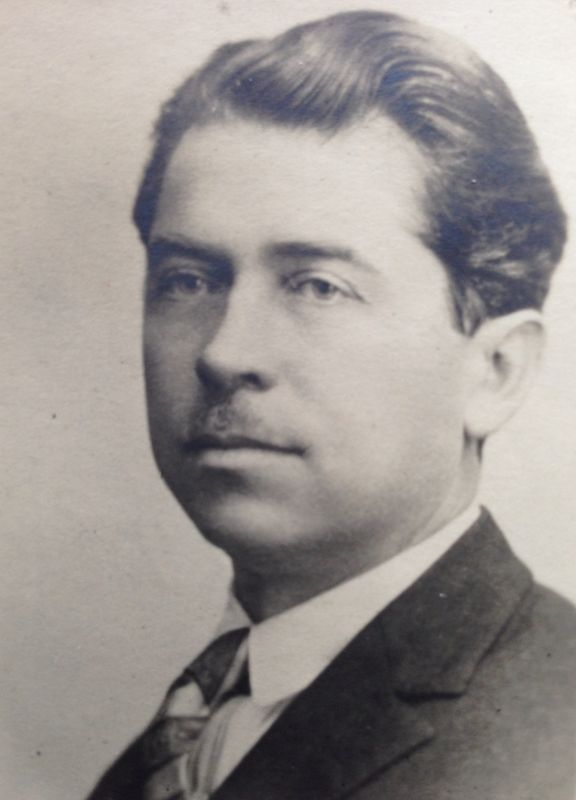
Constantin Cândea († 1971)

- 1971: Constantin Cândea, rumänischer Chemiker und Professor
- 1971: Wilhelm Dobbek, deutscher Pädagoge
- 1971: Friedrich Krommes, deutscher Kirchenverwaltungsjurist
- 1971: Friedrich Springorum, deutscher Kunsthistoriker, Philologe, Bildjournalist und Autor
- 1971: Felix Stika, österreichischer Politiker
- 1972: Georg Bergler, deutscher Professor
- 1972: Richard Thomas Church, britischer Journalist und Schriftsteller
- 1972ː Luise Kornsand, deutsch-amerikanische Malerin
- 1972: Enrico Morpurgo, italienischer Autor, Romanist, Italianist und Historiker
- 1972: Ignaz Roth, deutscher Politiker
- 1973: Gerhard Becker, deutscher Komponist, Arrangeur und Dirigent
- 1973: Alfred Fellisch, deutscher Politiker

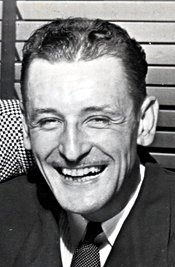
Franklin H. Lichtenwalter († 1973)

- 1973: Franklin H. Lichtenwalter, US-amerikanischer Politiker
- 1973: Erwin Pokorny, österreichischer Politiker und Gewerkschaftssekretär
- 1973: Kuno Popp, deutscher Politiker
- 1973: George W. Sarbacher, US-amerikanischer Politiker
- 1973: Otto Stüber, deutscher Gold- und Silberschmied
- 1973: Boris Ottokar Unbegaun, russischer Slawist
- 1974: Mihail Andricu, rumänischer Komponist, Pianist, Musikkritiker und Musikpädagoge
- 1974: Bill Aston, britischer Autorennfahrer
- 1974: Remigius Geyling, österreichischer Maler und Bühnenbildner
- 1974: Adolph Gottlieb, US-amerikanischer Maler
- 1974: Michail Klawdijewitsch Tichonrawow, sowjetischer Ingenieur
- 1974: Herman Leo Van Breda, Franziskaner und Philosoph

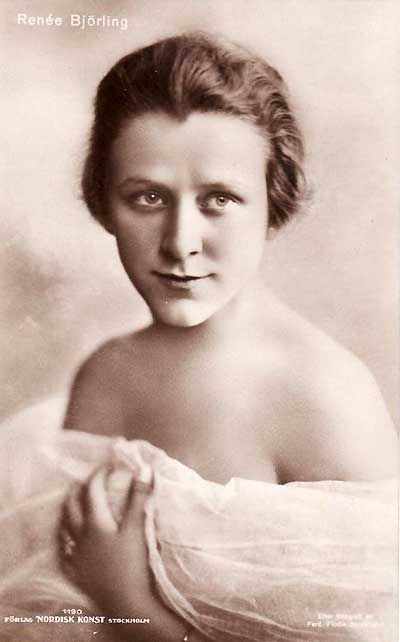
Renée Björling († 1975)

- 1975: Renée Louise Björling, schwedische Schauspielerin
- 1975: Cornel Chiriac, rumänischer Radiodiscjockey
- 1975: Joseph Patrick O’Hara, US-amerikanischer Politiker
- 1975: Alban W. Phillips, neuseeländisch-britischer Ökonom und Erfinder
- 1975: Charles Spaak, belgischer Drehbuchautor und Filmregisseur

#### 1976–2000
- 1976: Adolf Baeumker, deutscher Offizier und Funktionär der Luftfahrtforschung
- 1976: Johannes Belz, deutscher Bildhauer
- 1976: Andreas Dornieden, deutscher Politiker
- 1976: John Marvin Jones, US-amerikanischer Jurist und Politiker
- 1976: Gerhard Kubetschek, deutscher Unternehmer
- 1976: Otto Niedermoser, österreichischer Szenenbildner, Architekt und Hochschullehrer
- 1976: Walter Schottky, deutscher Physiker und Elektrotechniker
- 1977: Miles C. Allgood, US-amerikanischer Politiker
- 1977: Toma Caragiu, rumänischer Schauspieler
- 1977: Tudor Dumitrescu, rumänischer Pianist und Komponist
- 1977: Felix Scherke, deutscher Psychologe

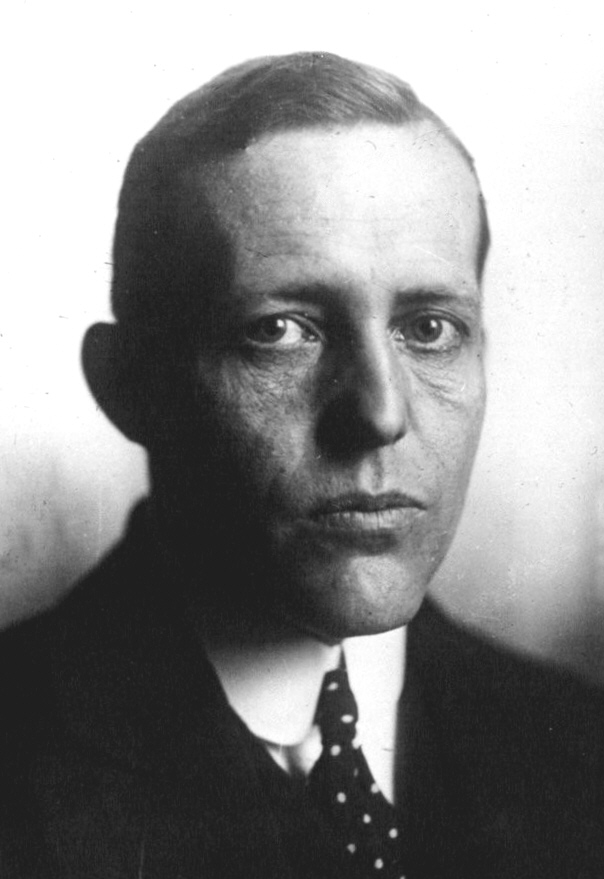
Johann Ludwig Graf Schwerin von Krosigk († 1977)

- 1977: Johann Ludwig Graf Schwerin von Krosigk, deutscher Reichsfinanzminister
- 1977: Heinrich Alexander Stoll, deutscher Schriftsteller
- 1977: Robert Winnigstedt, deutscher Diplomlandwirt und Tierzuchtleiter
- 1978: Wesley Bolin, US-amerikanischer Politiker
- 1978: Franz Heep, brasilianisch-französischer Architekt
- 1978: Günther Marks, deutscher Kirchenmusiker, Kantor, Pädagoge, Organist und Komponist
- 1978: Joe Marsala, US-amerikanischer Jazzmusiker
- 1978: William McKnight, US-amerikanischer Geschäftsmann
- 1978: Adolf Metzner, deutscher Leichtathlet und Sportmediziner
- 1979: Fritz Hüser, deutscher Bibliothekar

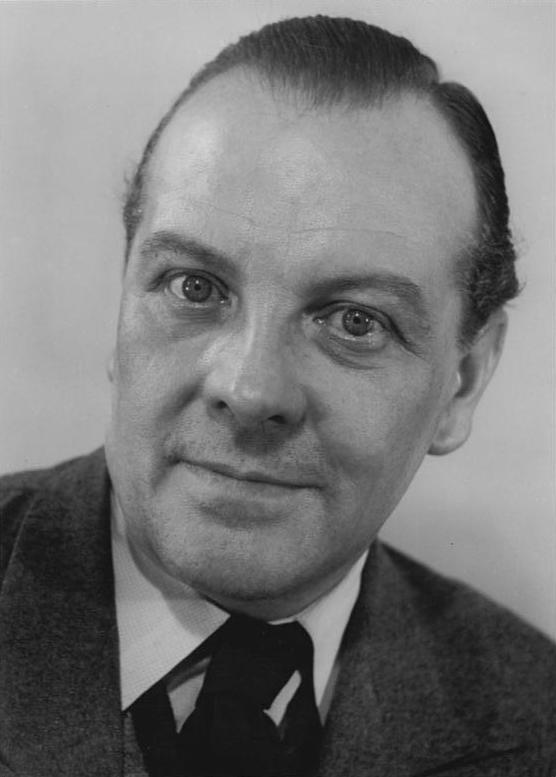
Richard Paulick († 1979)

- 1979: Richard Paulick, deutscher Architekt
- 1979: Joe Rooney, US-amerikanischer American-Football-Spieler
- 1979: Willi Unsoeld, US-amerikanischer Bergsteiger
- 1980: Don Albert, US-amerikanischer Jazztrompeter und Bandleader
- 1980: Johannes Martin Bijvoet, holländischer Chemiker und Kristallograph
- 1980: Alfred Plé, französischer Ruderer
- 1980: Otto Schiek, deutscher Politiker
- 1980: Anna Maria Strackerjan, deutsche Bildhauerin
- 1980: Fritz W. Meyer, deutscher Ökonom
- 1980: Alex Vetchinsky, britischer Filmarchitekt
- 1981: Maria Berns, deutsche Politikerin
- 1981: E. Y. Harburg, US-amerikanischer Liedtexter
- 1981: Franz Kapus, Schweizer Bobfahrer
- 1981: Walter Leckebusch, deutscher Filmregisseur, -editor und -produzent
- 1981: Peter Sandkamm-Möller, dänischer Maler
- 1981: Torin Thatcher, britischer Film- und Theaterschauspieler
- 1981: Karl-Jesko von Puttkamer, deutscher Konteradmiral
- 1982: Erwin Grosse, deutscher Komponist
- 1983: Robert Fischer, deutscher Jurist und Präsident des Bundesgerichtshofs
- 1983: Wilhelm Höck, deutscher Politiker
- 1983: Bernhard Christian Friedrich Martin, deutscher Volkskundler und Mundartforscher
- 1983: Ernst Sommerlath, deutscher lutherischer Theologe
- 1984: Odd Bang-Hansen, norwegischer Schriftsteller, Journalist, Drehbuchautor und Übersetzer
- 1984: Martin Hürlimann, Schweizer Verleger
- 1984: Erhardt Klonk, deutscher Maler und Glasmaler
- 1984: Nikolai Jakowlewitsch Matjuchin, sowjetischer Computeringenieur
- 1984: Kurt Nachmann, österreichischer Drehbuchautor, Regisseur und Schauspieler
- 1984: Tom Albert Rompelman, niederländischer Germanist und Literaturwissenschaftler
- 1984: William E. Snyder, US-amerikanischer Kameramann
- 1985: Alfred Dost, deutscher Wirtschaftswissenschaftler und Hochschullehrer
- 1985: Andreas Petersen-Röm, deutsch-dänischer Maler
- 1985: Sverre Strandli, norwegischer Leichtathlet
- 1985: Wolfgang Weber, deutscher Bildjournalist
- 1985: Corinne Sutter, Schweizer Künstlerin
- 1985: Stefan Büsser, Schweizer Komiker und Moderator
- 1986: Carin Braun, deutsche Theater- und Filmschauspielerin sowie Regisseurin
- 1986: Erwin Fussenegger, österreichischer Generaltruppeninspektor

Hans Gillesberger († 1986)

- 1986: Hans Gillesberger, österreichischer Chorleiter
- 1986: Howard Greenfield, US-amerikanischer Textdichter und Songwriter
- 1986: Ernst König, deutscher Offizier
- 1986: Albert Lester Lehninger, US-amerikanischer Biochemiker
- 1986: Ding Ling, chinesische Schriftstellerin
- 1986: Richard Manuel, kanadischer Komponist, Sänger und Multiinstrumentalist
- 1986: Josef Strnadel, tschechischer Schriftsteller, Übersetzer und Literaturtheoretiker
- 1987: Henri Georges Girard, französischer Schriftsteller, Journalist und politischer Aktivist
- 1987: Eliseo Moreno, US-amerikanischer Amokläufer
- 1988: James Peter Davis, US-amerikanischer römisch-katholischer Erzbischof
- 1988: Ernesto Duarte Brito, kubanischer Pianist, Komponist und Bandleader
- 1988: Beatriz Guido, argentinische Schriftstellerin
- 1988: Aloys Henn, deutscher Verleger und Kommunalpolitiker
- 1988: Ernst Wilczok, deutscher Kommunal- und Landespolitiker
- 1989: Tiny Grimes, US-amerikanischer Jazz- und Rhythm-and-Blues-Gitarrist und Sänger
- 1989: Günter Riesebrodt, deutscher Politiker, Rechtsanwalt und Notar
- 1989: Wolf Schenke, deutscher Journalist und Publizist
- 1989: Klaus Steiger, Schweizer Schauspieler
- 1990: Enrico Barbin, italienischer Radrennfahrer
- 1990: Friedrich Bauer, deutscher Kommunalpolitiker
- 1990: Josef Dittmeier, deutscher Politiker
- 1990: Konstantin Konstantinowitsch Kokkinaki, sowjetischer Testpilot
- 1990: Wassili Filippowitsch Margelow, sowjetischer General
- 1990: Heinz Schnackertz, deutscher Kameramann
- 1990: Gerd Wollburg, deutscher Industriejurist
- 1991: Elfriede Aulhorn, deutsche Professorin
- 1991: Friedrich Wilhelm Haack, deutscher Theologe und Sektenkritiker
- 1991: Eberhard Trumler, österreichischer Verhaltensforscher
- 1991: Hanns-Joachim Wollstadt, deutscher Bischof der Evangelischen Kirche
- 1992: Néstor Almendros, spanischer Kameramann
- 1992: Art Babbitt, US-amerikanischer Animator, Erfinder von „Goofy“
- 1992: Joseph Buttinger, österreichischer Politiker
- 1992: Jewgeni Alexandrowitsch Jewstignejew, russischer Film- und Theaterschauspieler
- 1992: Mathai Kochuparampil, indischer Bischof
- 1992: Hans Lehmacher, deutscher Kommunalpolitiker
- 1992: Martin Lehnert, deutscher Anglist, Mediävist und Shakespeare-Forscher
- 1992: Pare Lorentz, US-amerikanischer Dokumentarfilmer und Journalist
- 1992: Wheeler McMillen, US-amerikanischer landwirtschaftlicher Journalist
- 1992: Willi Schirrmacher, deutscher Politiker
- 1992: Sándor Veress, ungarisch-schweizerischer Komponist
- 1993: Jerome Ambro, US-amerikanischer Politiker
- 1993: Anšlavs Eglītis, lettischer Schriftsteller
- 1993: Arthur W. Hodes, US-amerikanischer Jazz-Pianist, -Komponist, -Bandleader und -Journalist
- 1993: Tomislav Ivčić, kroatischer Sänger, Komponist und Politiker
- 1993: Théo Kerg, luxemburgischer Maler, Grafiker, Bildhauer und Glasgestalter
- 1993: Izaak Kolthoff, niederländisch-US-amerikanischer Chemiker
- 1993: Emil Lohkamp, deutscher Schauspieler und Hörspielsprecher
- 1993: John McMichael, britischer Kardiologie und Professor
- 1993: Nicholas Ridley, britischer Politiker

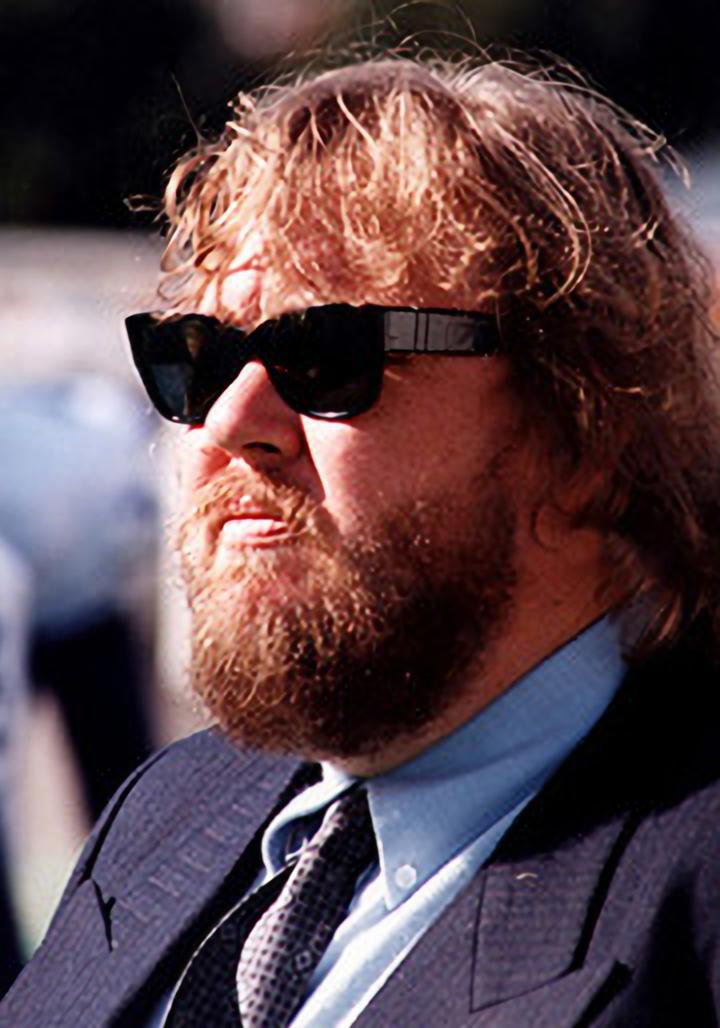
John Candy († 1994)

- 1994: John Candy, kanadischer Komiker und Schauspieler
- 1994: George Edward Hughes, britischer Philosoph und Logiker
- 1994: Marie-Joseph Lemieux, kanadischer Erzbischof und Apostolischer Nuntius
- 1994: Joseph Lin Thien-chu, taiwanischer Geistlicher der römisch-katholischen Kirche
- 1994: Ahmet Şahin, türkischer Fußballspieler
- 1995: Eden Ahbez, US-amerikanischer Komponist
- 1995: Bernhard Greulich, deutscher Leichtathlet und Rasenkraftsportler
- 1995: Iftekhar Khan, indischer Filmschauspieler
- 1995: Walter Mostert, deutscher Theologe
- 1995: Kurt E. Ludwig, deutscher Schauspieler, Synchronsprecher, Dialogbuchautor und Dialogregisseur
- 1995: Andrzej Wołkowski, polnischer Eishockeyspieler und -trainer
- 1996: Herbert Lewandowski, deutscher Schriftsteller und Pionier der Sexualwissenschaft
- 1996: Minnie Pearl, US-amerikanische Country-Komikerin
- 1996: Gerhard Schaffran, deutscher Bischof
- 1997: Roger Brown, US-amerikanischer Basketballspieler
- 1997: Robert Henry Dicke, US-amerikanischer Astrophysiker
- 1997: Gerhard Fietz, deutscher Maler und Professor
- 1997: Matthias Hoeren, deutscher Kommunalpolitiker
- 1997: Hans Hofer, Schweizer Politiker
- 1997: Edward Klabiński, französischer Radrennfahrer
- 1997: Carey Loftin, US-amerikanischer Schauspieler und Stuntman
- 1997: Wilhelm Paasche, deutscher nationalsozialistischer Funktionär und Kommunalpolitiker
- 1997: Paul Préboist, französischer Schauspieler
- 1998: Rolf Andra, deutscher Zauberkünstler und Autor
- 1998: Betty Bird, österreichische Filmschauspielerin
- 1998: Ossip K. Flechtheim, deutscher Jurist, Politikwissenschaftler und Mitbegründer der Futurologie in Deutschland
- 1998: Johann Gansch, österreichischer Komponist
- 1998: Elisabeth Gürt, österreichische Schriftstellerin
- 1998: Helmut Hammerschmidt, deutscher Journalist, Intendant des SWF sowie Vorsitzender der ARD
- 1998: David King, britischer Schauspieler
- 1998: Mara Puškarić-Petras, jugoslawische bzw. kroatische Malerin

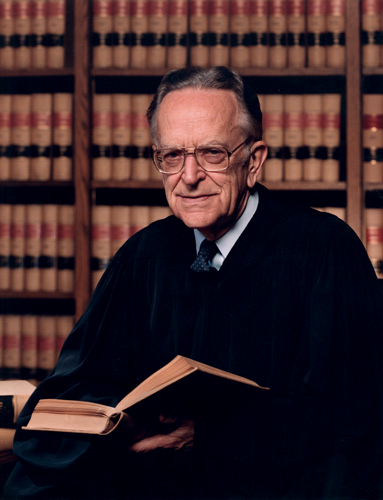
Harry A. Blackmun († 1999)

- 1999: Harry A. Blackmun, US-amerikanischer Jurist
- 1999: Richard Joseph Davis, US-amerikanischer Politiker
- 1999: Eddie Dean, US-amerikanischer Country-Musiker und Schauspieler
- 1999: Hans Friedrich Freyborn, österreichischer Politiker
- 1999: Fritz Honegger, Schweizer Politiker
- 1999: Kurt Ingerl, österreichischer Bildhauer
- 1999: Miłosz Magin, polnisch-französischer Pianist und Komponist
- 1999: Teddy McRae, US-amerikanischer Jazz-Saxophonist, Arrangeur, Bandleader und Komponist
- 1999: Günther Volker, deutscher Sportfunktionär
- 1999: Karl Hans Walter, deutscher Grafiker, Zeichner, Schriftgestalter und Hochschullehrer
- 2000: Helmut Behrens, deutscher Professor
- 2000: Hermann Brück, deutscher Astronom
- 2000: Fritz Joseph Encke, deutscher Gartenbauschriftsteller und Gärtner
- 2000: Ulf Jantzen, deutscher Archäologe
- 2000: Jón úr Vör, isländischer Dichter, Herausgeber und Bibliothekar
- 2000: Edmond Kaiser, französischer Journalist, Schriftsteller und Gründer des Kinderhilfswerks terre des hommes
- 2000: Heinz Papenhoff, deutscher Altphilologe und Gymnasiallehrer
- 2000: Herman Petignat, Schweizer Botaniker
- 2000: Alphons Silbermann, deutscher Soziologe und Publizist
- 2000: Wu Ta-You, chinesischer Physiker

### 21. Jahrhundert
- 2001: Gerardo Barbero, argentinischer Schachspieler
- 2001: Jean René Bazaine, französischer Maler
- 2001: Joost van den Biesen, Apostolischer Vikar
- 2001: Paul Broicher, deutscher Jurist
- 2001: Julius Lehlbach, deutscher Gewerkschafter und Politiker
- 2001: Jim Rhodes, US-amerikanischer Politiker
- 2001: Ronald Stratford Scrivener, britischer Diplomat

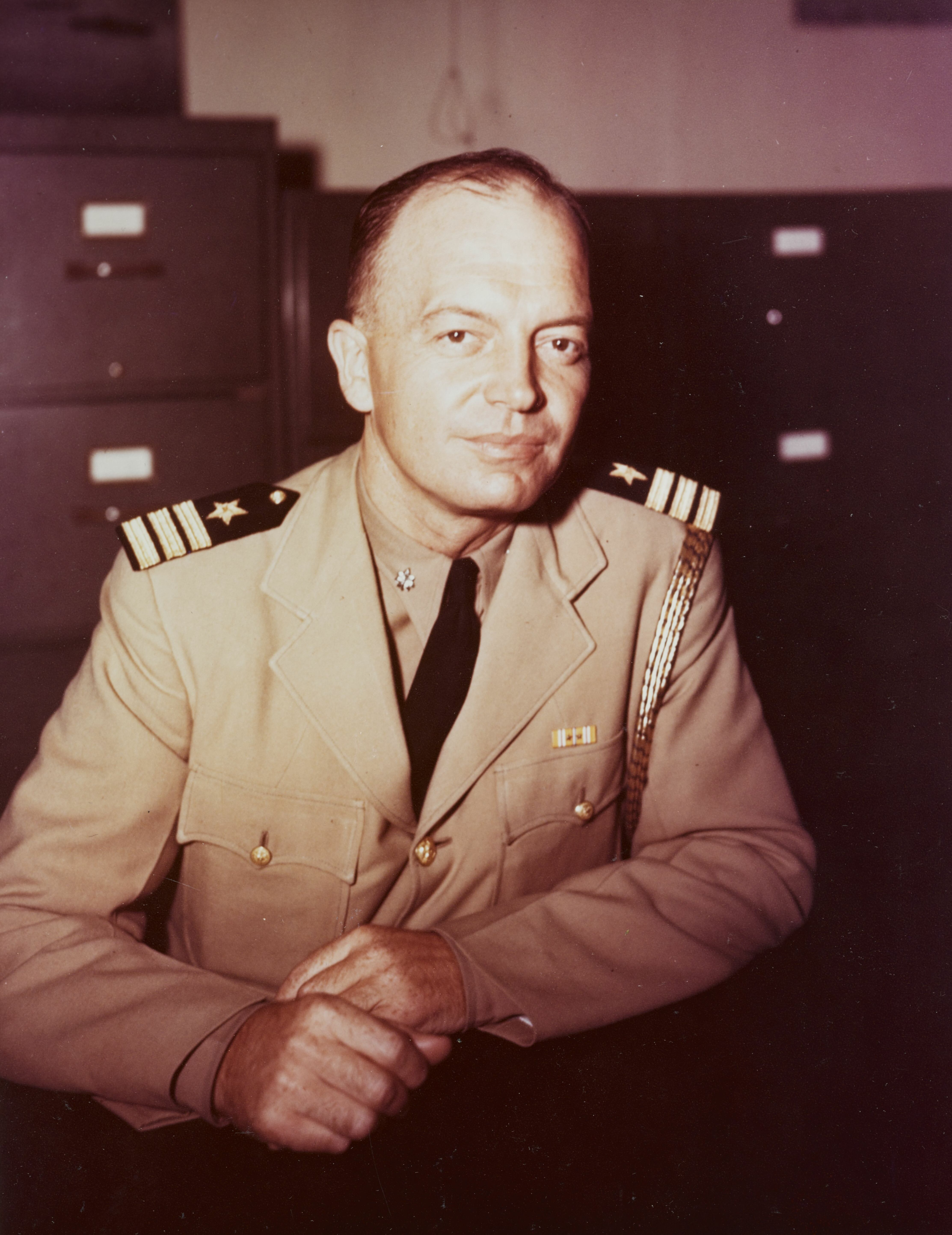
Harold Stassen († 2001)

- 2001: Harold Stassen, US-amerikanischer Politiker
- 2001: Falk Volkhardt, deutscher Hotelier
- 2001: Hans Walter, deutscher Archäologe
- 2002: Bernhard Bömke, deutscher Schriftsteller, Maler und Bibliothekar
- 2002: Pedro Grau y Arola, Apostolischer Vikar
- 2002: Ugnė Karvelis, litauische Übersetzerin, Kritikerin, Schriftstellerin und Botschafterin
- 2002: Bernard Matemera, simbabwischer Bildhauer
- 2002: Elyne Mitchell, australische Kinderbuchautorin
- 2002: Margarete Neumann, deutsche Lyrikerin und Schriftstellerin
- 2002: Malcolm Pinson, US-amerikanischer Jazz-Schlagzeuger
- 2002: Shirley Russell, britische Kostümbildnerin
- 2002: Rainer Skrotzki, deutscher Fußballspieler

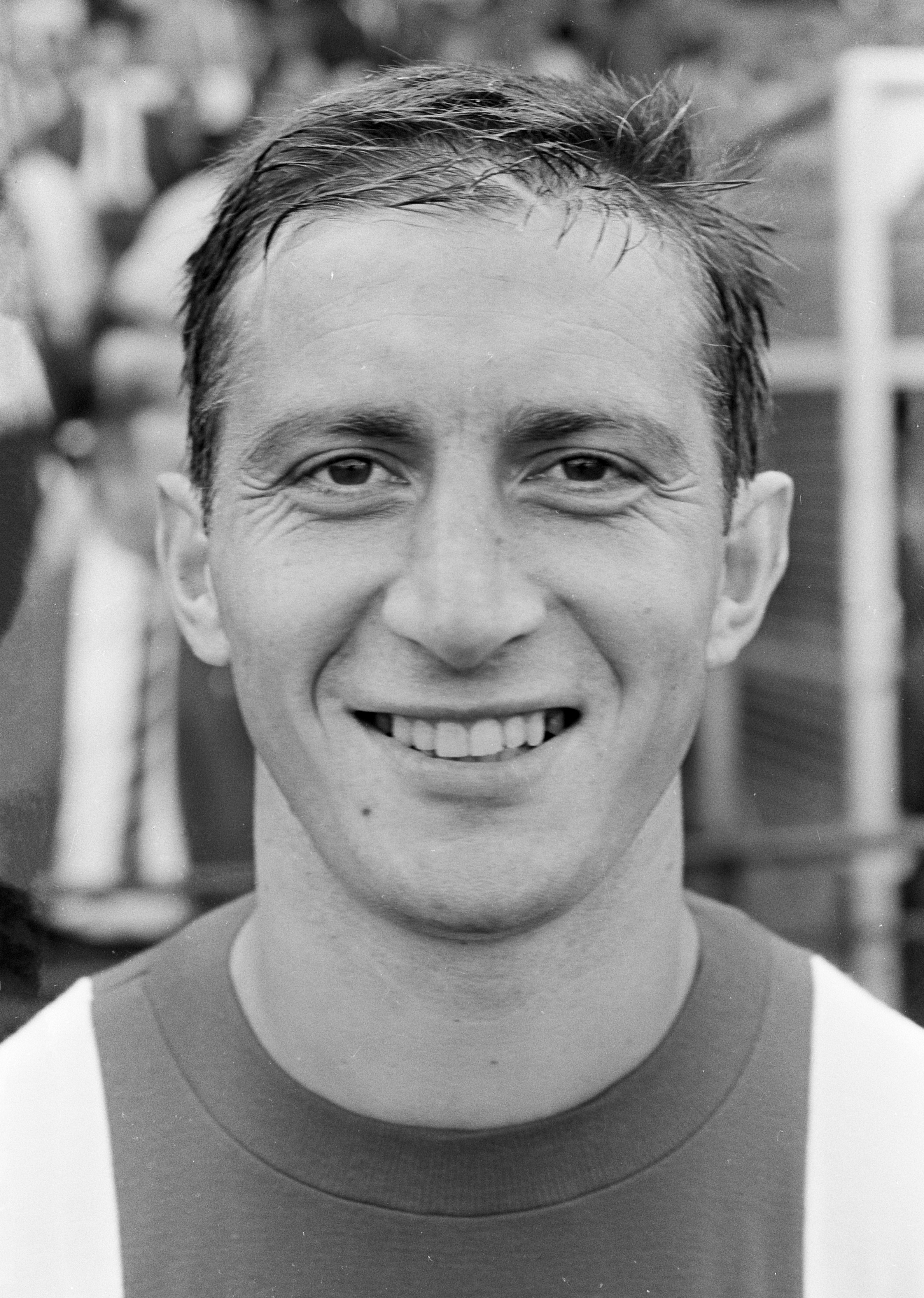
Velibor Vasović († 2002)

- 2002: Velibor Vasović, jugoslawischer Fußballspieler und -trainer
- 2003: Walther Baier, deutscher Tierarzt, Veterinärgynäkologe und -kliniker
- 2003: Fedora Barbieri, italienische Opernsängerin
- 2003: Lindanor Celina, brasilianische Schriftstellerin
- 2003: Micaela Comberti, britische Violinistin
- 2003: Brigitte Gilles, deutsche Psychologin und Hochschullehrerin
- 2003: Dschaba Iosseliani, georgischer Staatschef und Krimineller
- 2003: Sébastien Japrisot, bürgerlich Jean-Baptiste Rossi, französischer Schriftsteller, Drehbuchautor, Regisseur und Übersetzer
- 2003: Isidora Rosenthal-Kamarinea, griechisch-deutsche Neogräzistin und Professorin
- 2004: Michel Décaudin, französischer Romanist und Literaturwissenschaftler
- 2004: Walter Gómez, uruguayischer Fußballspieler
- 2004: Fernando Lázaro Carreter, spanischer Autor, Romanist, Hispanist, Sprach- und Literaturwissenschaftler
- 2004: John McGeoch, britischer Gitarrist

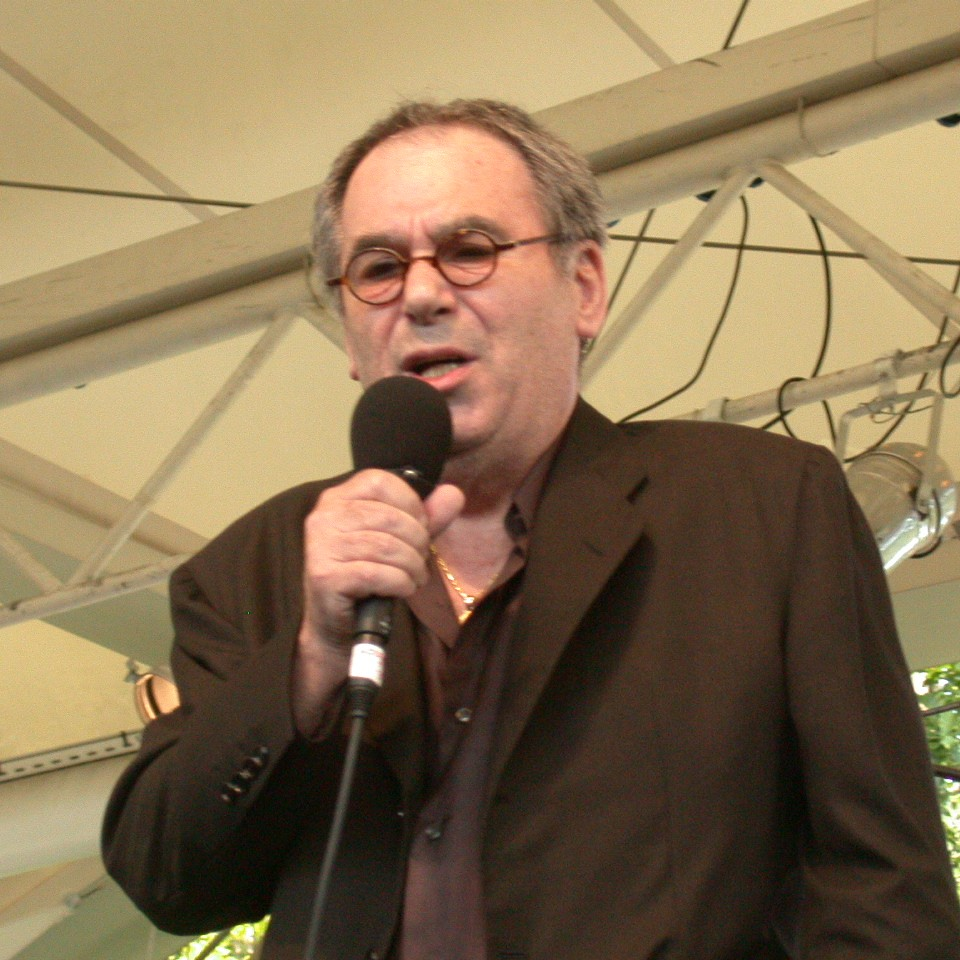
Claude Nougaro († 2004)

- 2004: Claude Nougaro, französischer Jazz-Sänger, Dichter, Maler und Zeichner
- 2004: George E. Pake, US-amerikanischer Physiker
- 2004: Artemio Prati, italienischer Geistlicher
- 2004: Jean-Pierre Vigier, französischer Physiker, Résistancekämpfer und politischer Aktivist
- 2005: Mihai Brediceanu, rumänischer Komponist, Dirigent und Musikwissenschaftler
- 2005: Nicola Calipari, italienischer Geheimdienstmitarbeiter
- 2005: Otto Gritschneder, deutscher Rechtsanwalt
- 2005: Marvin Jenkins, US-amerikanischer Sänger, Pianist und Songwriter
- 2005: Jurij Krawtschenko, ukrainischer Politiker, Innenminister
- 2005: Claude E. Leroy, US-amerikanischer Romanist, Hispanist und Lusitanist
- 2005: Carlos Sherman, belarussisch-spanischer Übersetzer und Schriftsteller
- 2005: Gisela Vollmer, deutsche Historikerin und Archivarin
- 2005: Thomas Wilkening, deutscher Fernsehproduzent
- 2006: Sylvester Birngruber, österreichischer römisch-katholischer Geistlicher, Zisterzienser, Pädagoge und Autor
- 2006: Jan Felderhof, niederländischer Komponist
- 2006: John Reynolds Gardiner, US-amerikanischer Schriftsteller
- 2006: Wolfgang Hahn-Cremer, deutscher Medienberater und Politiker
- 2006: Herbert Kirk, protestantischer nordirischer Politiker
- 2006: Roman Ogaza, polnischer Fußballspieler
- 2006: Hans Ruland, deutscher Jazz-Journalist, Veranstalter und Rundfunk-Moderator
- 2006: Edgar Valter, estländischer Kinderbuchautor, Illustrator und Karikaturist
- 2007: Thomas Eagleton, US-amerikanischer Politiker
- 2007: Alexandre Gacon, französischer Autorennfahrer
- 2007: Jim Jeter, US-amerikanischer Schauspieler
- 2007: Richard Joseph, britischer Computerspiel-Musiker, Musiker und Tontechniker
- 2007: Robby Lind, deutscher Schlagersänger
- 2007: George B. Mackaness, australischer Pathologe und Immunologe
- 2007: Tadeusz Nalepa, polnischer Gitarrist, Komponist und Sänger
- 2008: Erwin Ballabio, Schweizer Fußballspieler

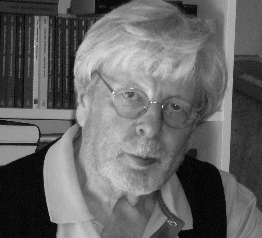
Otto F. Best († 2008)

- 2008: Otto Ferdinand Best, deutscher Germanist, Lektor und Übersetzer
- 2008: Gary Gygax, US-amerikanischer Spieleautor und -verleger
- 2008: Enrico Job, italienischer Filmarchitekt, Bühnenbildner und Kostümbildner
- 2008: Kurt Knüpfer, deutscher Politiker
- 2008ː Helene Koller-Buchwieser, österreichische Architektin
- 2008: Elena Nathanael, griechische Schauspielerin
- 2008: Leonard Rosenman, US-amerikanischer Filmmusik-Komponist
- 2008: Semka Sokolović-Bertok, jugoslawische bzw. kroatische Schauspielerin
- 2008: George Walter, antiguanischer Politiker
- 2008: Myra Warhaftig, deutsch-israelische Architektin, Bauhistorikerin und Schriftstellerin
- 2009: John Cephas, US-amerikanischer Bluesgitarrist und Sänger

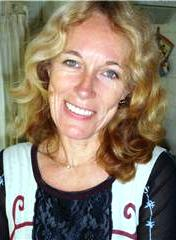
Patricia De Martelaere († 2009)

- 2009: Patricia De Martelaere, flämische Schriftstellerin und Professorin
- 2009: Ferdinand Eisenberger, deutscher Urologe
- 2009: Horton Foote, US-amerikanischer Dramatiker und Drehbuchautor
- 2009: Carl Guesmer, deutscher Lyriker und Bibliothekar
- 2009: Udo Haschke, deutscher Pädagoge und Politiker
- 2009: Hans-Heinrich Hatlapa, deutscher Unternehmer und Pionier des Naturschutzes
- 2009: George McAfee, US-amerikanischer American-Football-Spieler
- 2009: Victor Milligan, britisch-kanadischer Bauingenieur
- 2009: Rudolf Sitte, deutscher Bildhauer, Maler, Grafiker und Kunstkeramiker
- 2010: Raimund Abraham, österreichisch-US-amerikanischer Architekt und Professor
- 2010: Johnny Alf, brasilianischer Musiker
- 2010: Wladislaw Ardsinba, abchasischer Politiker
- 2010: Etta Cameron, dänische Jazz-, Gospel- und Blues-Sängerin
- 2010: Hilario Chávez Joya, mexikanischer Bischof
- 2010: Joaquim Fiúza, portugiesischer Segelsportler
- 2010: Peter Lacroix, deutscher Vertreter der Konkreten Kunst und der Konzeptkunst
- 2010: Jacques Marseille, französischer Historiker und Wirtschaftswissenschaftler
- 2010: Nan Martin, US-amerikanische Film-, Fernseh- und Theaterschauspielerin
- 2010: Angelo Poffo, US-amerikanischer Wrestler und Promoter
- 2010: Joanne Malkus Simpson, US-amerikanische Meteorologin
- 2010: Kondō Tetsuo, japanischer Politiker
- 2010: Wladimir Alexandrowitsch Tschebotarjow, sowjetischer Drehbuchautor und Filmregisseur
- 2010: Inge Wolffberg, deutsche Kabarettistin und Schauspielerin

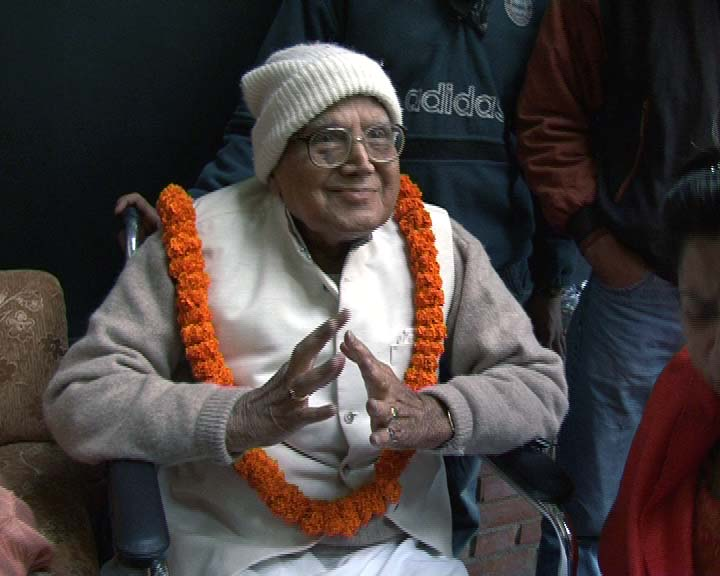
Krishna Prasad Bhattarai († 2011)

- 2011: Krishna Prasad Bhattarai, nepalesischer Politiker
- 2011: Charles Jarrott, britisch-kanadischer Regisseur, Drehbuchautor und Schauspieler
- 2011: Werner Klaer, deutscher Politiker
- 2011: Johnny Preston, US-amerikanischer Rock-’n’-Roll- und Rockabilly-Sänger
- 2011: August Ségur-Cabanac, österreichischer General
- 2011: Arjun Singh, indischer Politiker
- 2011: Alenoush Terian, iranische Physikerin und Astronomin
- 2011: Simon van der Meer, niederländischer Physiker
- 2012: Harriet Gessner, deutsche Schauspielerin
- 2012: Bill Green, eigentlich William Ernest Green, US-amerikanischer Sprinter
- 2012: John Charles Reiss, US-amerikanischer Bischof
- 2012: Axel Schulz, deutscher Bildhauer und Grafiker
- 2012: Shmuel Tankus, israelischer Admiral
- 2012: Joan Taylor, US-amerikanische Schauspielerin, Fernsehproduzentin und Drehbuchautorin
- 2012: Rudolf Wagner, deutscher Lehrer, Heimatforscher und Archivpfleger
- 2013: Armando Bertorelle, italienischer Politiker
- 2013: Hans-Gustav Klobeck, deutscher Molekularbiologe und Professor
- 2013: Immo Krumrey, deutscher Industriedesigner
- 2013: Rolf Lüer, deutscher Bankkaufmann und -manager
- 2013: Seki Matsunaga, japanischer Fußballspieler
- 2013: Michael D. Moore, US-amerikanischer Schauspieler und Regisseur
- 2013: Hans Munz, Schweizer Politiker und Rechtsanwalt
- 2013: Maurice Péquignot, Schweizer Politiker
- 2013: Peter Pfannenstiel, deutscher Internist und Nuklearmediziner
- 2013: Jérôme Savary, französischer Regisseur, Theater- und Opernintendant, Schauspieler und Autor
- 2013: Hobart Muir Smith, US-amerikanischer Herpetologe
- 2013: Fran Warren, US-amerikanische Jazz- und Popsängerin
- 2014: Curt Cappel, deutscher Tier- und Dokumentarfilmer
- 2014: Renato Cioni, italienischer Opernsänger
- 2014: László Fekete, ungarischer Fußballspieler
- 2014: Lawrence Patrick Henry, südafrikanischer Erzbischof
- 2014: Alfons Höckmann, deutscher Schauspieler, Theaterleiter und Theaterregisseur
- 2014: Fritz Marquardt, deutscher Theaterregisseur und Schauspieler
- 2014: Boris Pawlowitsch Pustynzew, russischer Dissident
- 2014: Eva Röder, deutsche Malerin, Grafikerin, Collagistin und Galeristin

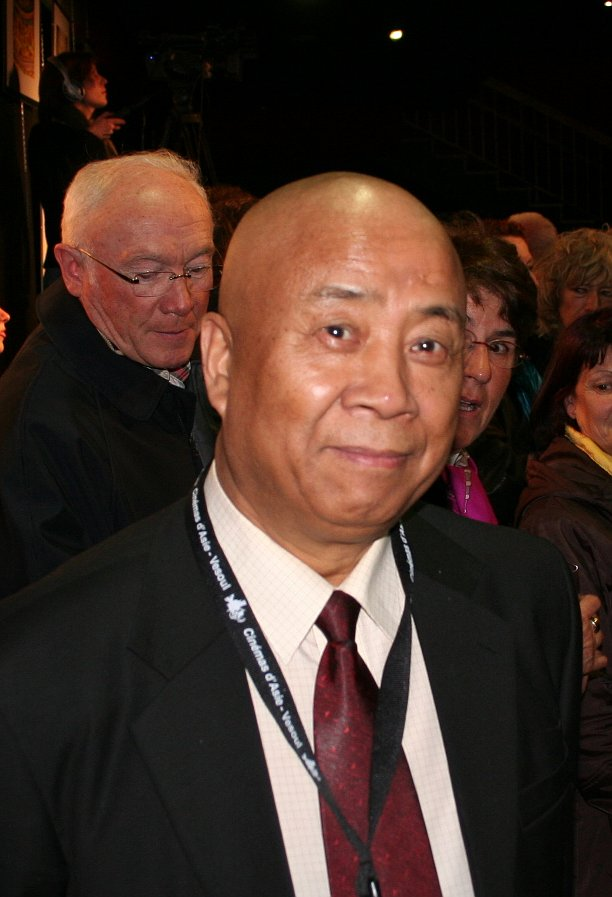
Wu Tianming († 2014)

- 2014: Wu Tianming, chinesischer Filmregisseur und -produzent
- 2014: Lieuwe Visser, niederländischer Historiker und Opernsänger
- 2014: Hartmut Wierscher, deutscher Politiker
- 2015: Franco Costa, italienischer Maler
- 2015: Karl-Alfred Jacobsson, schwedischer Fußballspieler
- 2015: Wadim Fjodorowitsch Krotow, russischer Mathematiker, Kybernetiker und Hochschullehrer
- 2015: Fiete Münzner, deutscher Musiker und Moderator
- 2015: Ted Reinhardt, US-amerikanischer Schlagzeuger
- 2016: John Brooks, Baron Brooks of Tremorfa, britischer Politiker und Boxsport-Funktionär
- 2016: Bud Collins, US-amerikanischer Journalist und TV-Tenniskommentator
- 2016: Pat Conroy, US-amerikanischer Roman- und Drehbuchautor
- 2016: Vincenzo Franco, italienischer Geistlicher
- 2016: Jerzy Godziszewski, polnischer Pianist und Musikpädagoge
- 2016: Frank Peter Goebel, deutscher Jurist
- 2016: Werner Habiger, deutscher Fußballspieler
- 2016: Rainer Hammwöhner, deutscher Informationswissenschaftler
- 2016: Ekrem Jevrić, montenegrinischer Folk-Sänger
- 2016: Wladimir Sergejewitsch Jumin, sowjetischer Ringer
- 2016: Klaus Lattmann, deutscher Politiker
- 2016: Thomas G. Morris, US-amerikanischer Politiker

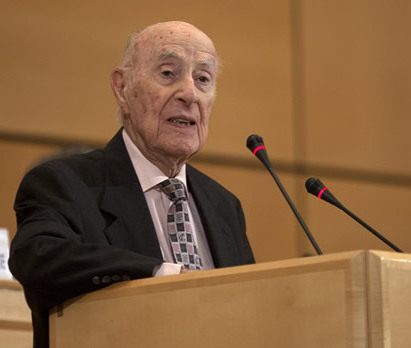
Julio Lacarte Muró († 2016)

- 2016: Julio Lacarte Muró, uruguayischer Diplomat und Politiker
- 2016: Morgan F. Murphy, US-amerikanischer Politiker
- 2016: P. K. Nair, indischer Filmarchivar
- 2017: Jean-Christophe Averty, französischer Regisseur und Fernsehmacher
- 2017: Karl-Heinz Bender, deutscher Romanist
- 2017: Valerie Carter, US-amerikanische Sängerin und Songschreiberin
- 2017: Joachim Dalfen, österreichischer Altphilologe
- 2017: Wolfgang Enders, deutscher Politiker
- 2017: Manfred Hüttner, deutscher Wirtschaftswissenschaftler
- 2017: Winfried Schrammek, deutscher Musikwissenschaftler und Organist
- 2017: Thomas E. Starzl, US-amerikanischer Chirurg und ein Pionier der Transplantationsmedizin
- 2017: Clayton Keith Yeutter, US-amerikanischer Politiker
- 2018: Trude Ackermann-Wölkart, österreichische Schauspielerin und Autorin
- 2018: Davide Astori, italienischer Fußballspieler
- 2018: Theo Hinz, deutscher Filmproduzent und Filmverleiher
- 2018: Manfred Jenke, deutscher Journalist und Publizist
- 2018: Lienhard Pflaum, deutscher Theologe
- 2019: Luke Perry, US-amerikanischer Schauspieler
- 2019: Klaus Kinkel, deutscher Politiker (FDP), ehemaliger Bundesaußenminister und Vizekanzler
- 2020: Javier Pérez de Cuéllar, peruanischer Diplomat und Politiker
- 2021: Paul McMullen, US-amerikanischer Leichtathlet
- 2021: Mark Pavelich, US-amerikanischer Eishockeyspieler
- 2022: Anne Beaumanoir, französische Widerstandskämpferin und Neurophysiologin
- 2022: Paula Marosi, ungarische Fechterin
- 2023: Heinz Baumann, deutscher Schauspieler
- 2023: Judith Heumann, US-amerikanische Aktivistin für Behindertenrechte
- 2023: Brigitte Tilmann, deutsche Juristin, Richterin, Gerichtspräsidentin

## Feier- und Gedenktage
- Kirchliche Gedenktage
  - Elsa Brändström, schwedische Wohltäterin (evangelisch)
  - Hl. Kasimir, polnischer Prinz und Kanzler (katholisch)
- Namenstage
  - Kasimir, Lucius
- Feiertage
  - Tag des ÖV in der Schweiz

Weitere Einträge enthält die Liste von Gedenk- und Aktionstagen.